# Commune de Paris
Pour les articles homonymes, voir Commune de Paris (homonymie) et Commune (homonymie).
Ne doit pas être confondu avec Commune de Paris (Révolution française).
18 mars – 28 mai 1871
(2 mois et 10 jours)
Entités précédentes :
- Gouvernement de la Défense nationale

Entités suivantes :
- Troisième République (Territoires occupés par l'Allemagne de 1871 à 1873)

La Commune de Paris est la plus importante des communes insurrectionnelles de France en 1870-1871, qui dura 72 jours, du 18 mars 1871 à la « Semaine sanglante » du 21 au 28 mai 1871. Cette insurrection, faisant suite aux communes de Lyon et de Marseille, refusa de reconnaître le gouvernement issu de l'Assemblée nationale constituante, qui venait d'être élue au suffrage universel masculin dans les portions non occupées du territoire, et choisit d'ébaucher pour la ville une organisation de type proudhonien, blanquiste et jacobien (des 3 courants de pensée majoritaires de ces insurrections) fondée sur la démocratie directe, qui donnera naissance au communalisme. Ce projet d'organisation politique de la République française visant à unir les différentes communes insurrectionnelles ne sera jamais mis en œuvre du fait de leur écrasement lors de la campagne de 1871 à l'intérieur dont la Semaine sanglante, marquée par d'importants incendies, constitue l'épisode parisien et la répression la plus célèbre.
La Commune est à la fois le rejet d'une capitulation de la France face aux armées prussiennes menées par Otto Von Bismarck lors de la guerre franco-prussienne de 1870 et du siège de Paris, et une manifestation de l'opposition entre un Paris républicain, favorable à la démocratie directe, et une Assemblée nationale à majorité acquise au régime représentatif. Cette insurrection et la violente répression qu'elle subit eurent un retentissement international important, notamment au sein du mouvement ouvrier et des différents mouvements révolutionnaires naissants. La Commune est de ce fait encore aujourd'hui une référence historique importante pour les mouvements d'inspiration libertaire, la mouvance révolutionnaire issue du mouvement ouvrier et plus largement pour les sympathisants de gauche, y compris réformistes, ou encore d'autres mouvements favorables à la démocratie directe. L'implication de nombreuses femmes est également un trait remarquable de cet épisode.

## À l'origine de la Commune

### Paris, bivouac des révolutions
Depuis 1789, l'histoire de Paris est marquée par de nombreuses journées d'émeutes révolutionnaires qui, selon l'historien Michel Cordillot, « ont souvent décidé du sort politique de la France tout entière ». La prise de la Bastille le 14 juillet 1789 en constitue le premier repère et les révoltes parisiennes, dont la prise de l'Hôtel de ville devient rapidement l'acte symbolique, contribuent au renversement du pouvoir, à l'image des Trois Glorieuses qui instaurent la monarchie de Juillet en 1830 ou de la révolution de février 1848 qui aboutit à l'avènement de la Deuxième République. Pour autant, jusqu'en 1870, la France vit principalement sous des régimes politiques plus ou moins autoritaires et la République tout comme la démocratie représentative ne sont que des expériences passagères. L'émeute parisienne est parfois réprimée rapidement et violemment, comme lors des journées de Juin en 1848 ou après le coup d'État du 2 décembre 1851 qui marque le début du Second Empire, mais le pouvoir « se méfie des réactions d'une capitale jugée imprévisible ».
Au XIXe siècle, Paris est donc le « bivouac des révolutions » selon l'expression forgée par l'écrivain Jules Vallès et reprise par plusieurs historiens comme Robert Tombs et Michel Cordillot.
Pour Michel Cordillot, la Commune est en réalité portée « par trois dynamiques distinctes mais confluentes, qui à ce moment précis entrèrent brutalement en résonance pour donner naissance à un puissant élan populaire » : d'une part, le processus de républicanisation de la France sur le long terme, élément politique d'autant plus manifeste à Paris ; d'autre part le contexte économique et social marqué par l'émergence d'organisations ouvrières structurées et l'essor des actions revendicatives ; enfin l'élan patriotique suscitée par la guerre contre la Prusse.

### Émergence du sentiment républicain

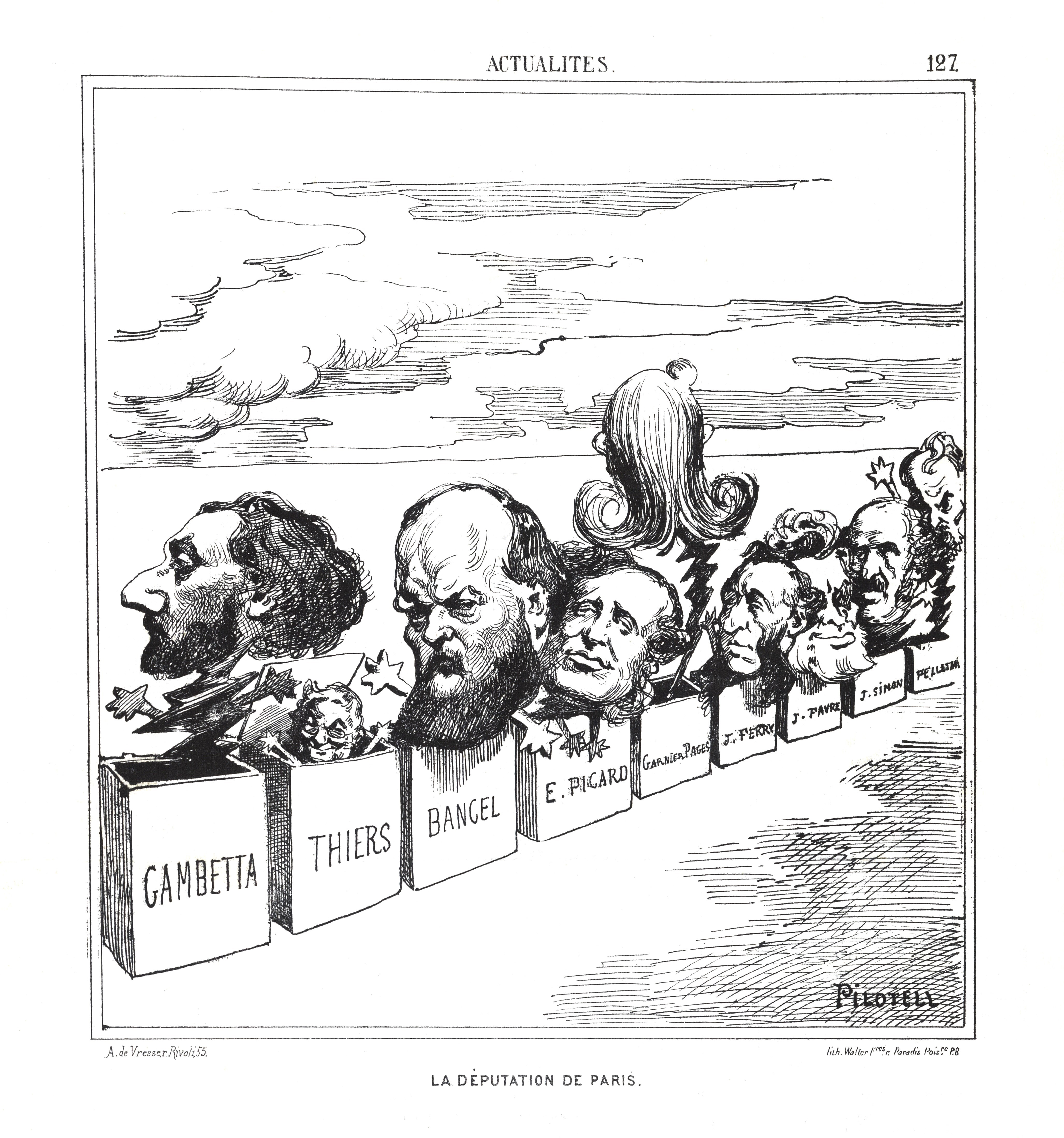
La députation de Paris, caricature de Pilotell dans Le Charivari (22 juin 1869).

La Commune trouve donc en partie son origine dans l'élan républicain né de la Révolution de 1789, « révolution modèle pour tous les Parisiens d'origine ou d'adoption, indissociable de leur histoire et de celle de la capitale » pour Hélène Lewandowski, qui qualifie Paris de « berceau de la République ». De fait, le sentiment républicain ne cesse de progresser dans la capitale et, des bourgeois libéraux aux représentants du mouvement ouvrier, tous voient dans l'établissement de ce régime la garantie des grandes libertés et du suffrage universel,.
Depuis 1851, la capitale est privée de ses droits municipaux et gouvernée de manière autoritaire par le préfet de police Joseph Marie Pietri et le préfet de la Seine Georges Eugène Haussmann, ce qui n'empêche pas les mouvements de contestation dans un contexte de libéralisation du régime. Ainsi, lors des élections législatives de 1869, la ville élit huit députés républicains sur neuf, et lors du plébiscite du 8 mai 1870, le non l'emporte avec une large majorité dans certains quartiers, atteignant par exemple 77 % à Belleville où l'opposition à l'empereur est la plus forte.
La parole se libère dans les réunions publiques, tolérées depuis 1868, et les funérailles du journaliste Victor Noir, assassiné par le prince Pierre-Napoléon Bonaparte, sont transformées en une vaste manifestation républicaine où se pressent environ 200 000 personnes. Ainsi, à la veille d'un conflit armé contre la Prusse, Paris apparaît « comme indiquant la voie du progrès et du mouvement » à une France encore rurale et majoritairement conservatrice, à l'exception de quelques grandes villes traditionnellement frondeuses, et cette rupture est encore accentuée par la défaite de 1870.

### Contexte social parisien
| - Enfants du peuple vers 1865. - Enfants en usine à la forge. |

En 1870, Paris est une ville en pleine transformation : d'une part, après l'absorption de plusieurs communes limitrophes en 1860, la capitale occupe désormais tout l'espace compris dans l'enceinte érigée dans les années 1840 sous l'impulsion d'Adolphe Thiers et sa population a considérablement augmenté, passant d'environ un million d'habitants en 1851 à près de deux millions en 1870 ; d'autre part, les transformations urbanistiques menées par le baron Haussmann sous le Second Empire ont entièrement redessiné la ville, les ruelles étroites des quartiers insalubres laissant place à de grands boulevards rectilignes et à des monuments publics comme l'Opéra Garnier. Dans ce Paris moderne, la mixité sociale a presque disparu, l'accroissement de la population et l'augmentation du prix des loyers ayant repoussé les habitants les plus pauvres dans les faubourgs récemment annexés, tandis que les arrondissements de l'ouest et du centre abritent les plus fortunés.

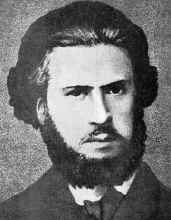
Eugène Varlin, socialiste et libertaire.

Toutefois, Paris est encore une ville socialement très diversifiée. D'après le recensement de 1866, la capitale compte 455 400 ouvriers, 120 600 employés, 140 000 patrons et 100 000 domestiques, tandis qu'environ 125 000 oisifs vivent de leurs rentes. L'industrie textile et le vêtement concentrent près d'un quart des travailleurs actifs, tandis que les métiers d'art, le bâtiment et la métallurgie sont également bien représentés. C'est néanmoins la petite industrie qui domine car plus de 60 % des patrons travaillent seuls ou avec un seul ouvrier. Ainsi, dans les quartiers populaires, de nombreuses ateliers et boutiques de petite taille coexistent avec de grands établissements industriels comme les sociétés Cail à Grenelle et Goüin aux Batignolles qui emploient toutes deux plus de 1 000 ouvriers,. Entre les classes fortunées et les classes laborieuses, Paris voit aussi l'émergence d'une couche sociale intermédiaire composée de boutiquiers, d'artisans et d'employés que l'écrivain et journaliste Jules Vallès qualifie de « bourgeoisie travailleuse ».
Quoique ses conditions de vie demeurent précaires, le monde ouvrier vit modestement et les salaires ont augmenté dans le contexte économique favorable des années 1860. Il présente toutefois une grande diversité, un ouvrier journalier, au travail incertain gagnant de 2 à 2,50 francs par jour quand un ouvrier qualifié en gagne environ le double. Par ailleurs, ouvriers originaires de la province ou de l'étranger côtoient les ouvriers de « vieille souche parisienne », mais la plupart savent lire, fréquentent des lieux de sociabilité et assistent à des réunions publiques, si bien qu'« il s'est forgé comme une nationalité ouvrière parisienne » selon l'expression de l'historien Jacques Rougerie.
La misère ouvrière pousse les parents à envoyer leurs enfants, dès leur plus jeune âge, à l'usine. En 1868, une enquête révèle la présence de 100 000 enfants de moins de huit ans dans les fabriques dont certains avaient cinq ans. À Lille, un médecin constate que sur 21 000 nourrissons, il en meurt 20 700 avant d'avoir atteint l'âge de 6 ans.

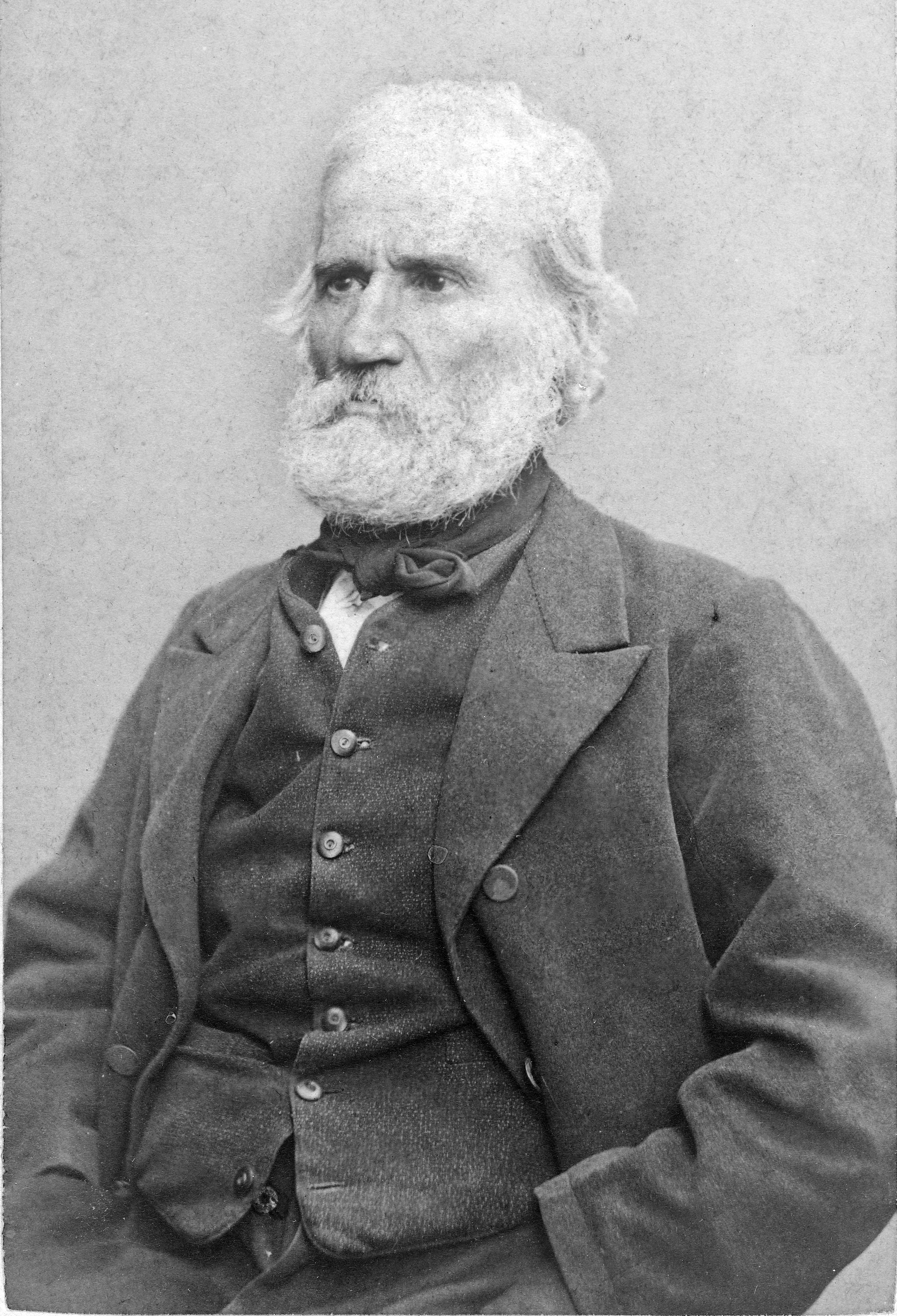
Auguste Blanqui, révolutionnaire socialiste.

Ainsi, les années 1860 voient l'émergence d'un « prolétariat combatif » et les associations ouvrières se développent, certaines agissant par la grève, tolérée depuis 1864, au point que les manifestations se multiplient à Paris entre 1869 et 1870. L'Association internationale des travailleurs, dont Eugène Varlin est le représentant dans la capitale, regroupe quelques dizaines de milliers de militants à travers l'Europe qui questionnent le pouvoir de l'État et revendiquent la nationalisation des grandes entreprises. À leurs côtés, l'extrême gauche républicaine, et notamment les blanquistes, victimes majeurs du coup d'État en 1851, intensifie ses actions. Partisans de l'insurrection ou révolutionnaires anticapitalistes forment donc un ensemble hétéroclite qui remet en cause l'organisation de la société, ce qui inquiète à la fois l'opinion publique, les classes dirigeantes et les élus républicains . Comme l'écrit l'historien Jean-Jacques Chevallier, « la Commune était l'expression, chez ses meneurs, d'un républicanisme ultra rouge, antireligieux, jacobin, prolétarien, fouetté par la haine pour cette assemblée monarchiste ».

### Défaite de 1870 et conséquences

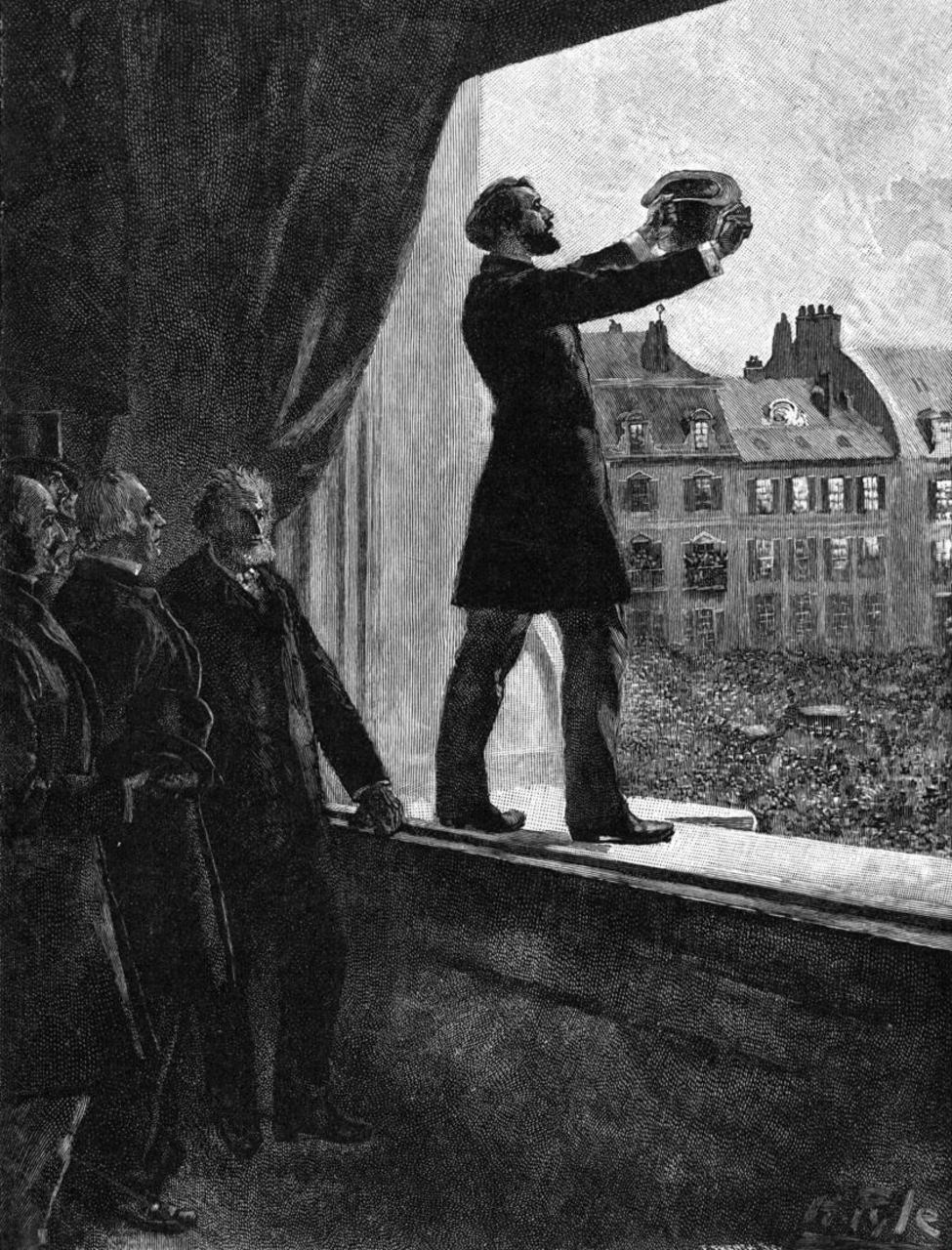
Léon Gambetta proclamant la République à l'hôtel de ville de Paris, le 4 septembre 1870.

#### De la déclaration de guerre à la capitulation de Paris
Le 19 juillet 1870, la France déclare la guerre à la Prusse. Mal préparée, l'armée française mène une campagne désastreuse et subit de nombreux revers. Après la capitulation de l'armée de Napoléon III à Sedan, les députés parisiens proclament la République le 4 septembre. Un gouvernement de défense nationale s'installe à l'hôtel de ville et la guerre se poursuit mais Paris est assiégé dès le 19 septembre.
Isolée du reste de la France, la capitale livre une résistance acharnée malgré l'intensification des bombardements prussiens et les souffrances causées par la famine et le froid,. Des centaines de milliers d'hommes rejoignent les rangs de la Garde nationale et l'exaltation révolutionnaire donne lieu à plusieurs soulèvements populaires qui exigent l'instauration d'une Commune. Le 31 octobre puis le 22 janvier, le gouvernement contient les tentatives de renversement venues de la gauche qui déplore le manque d'initiative du commandement militaire et conteste son pouvoir. Les Parisiens, humiliés, apprennent la proclamation de l'Empire allemand dans la galerie des Glaces du château de Versailles le 18 janvier et l'annonce de la signature de l'armistice le 28 janvier est vécue comme une trahison.

Le siège de Paris.
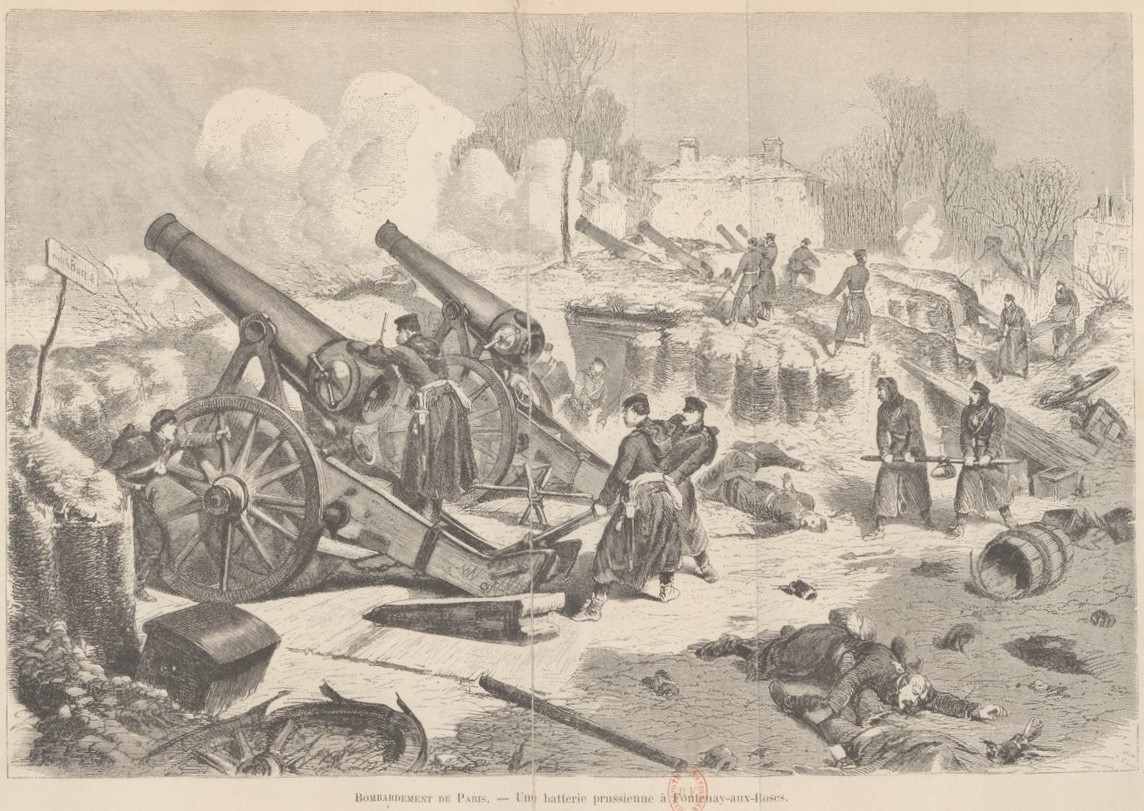
Bombardement de la ville par l'artillerie allemande.
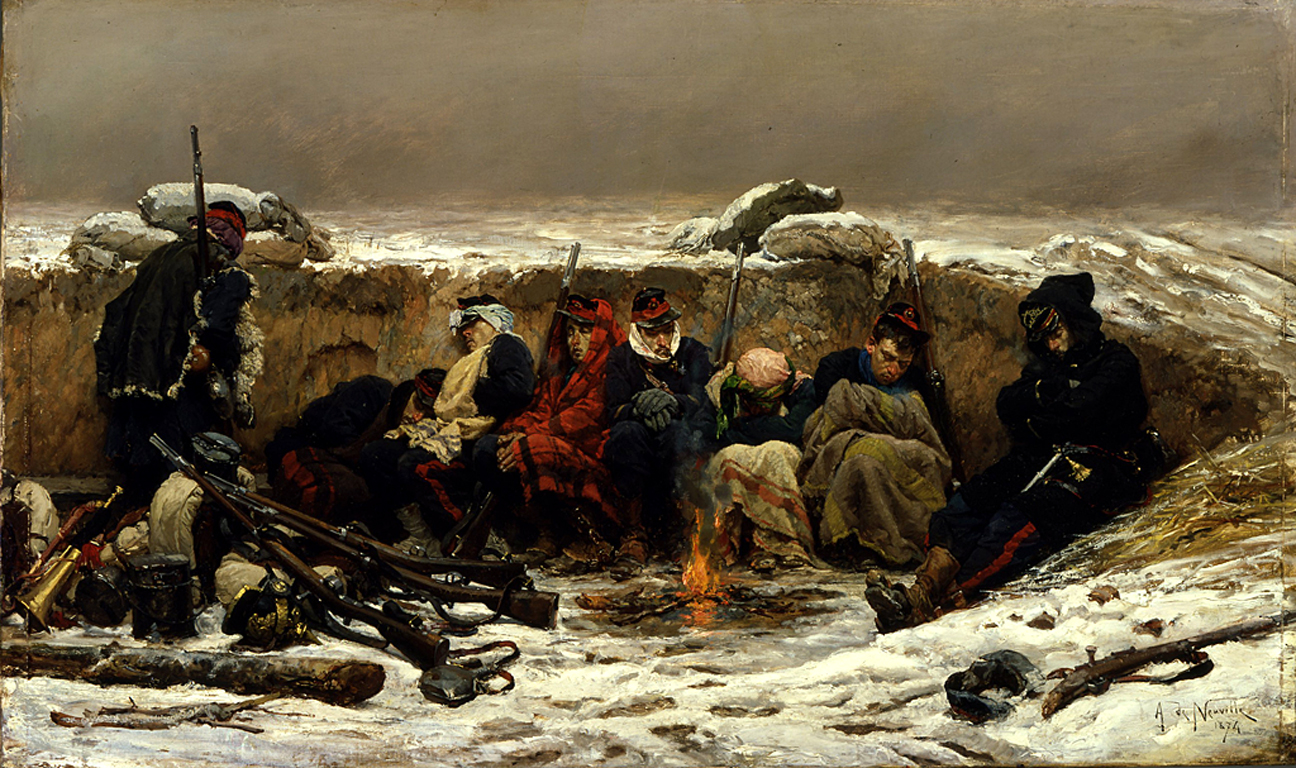
Dans les tranchées, tableau d'Alphonse de Neuville exposant la détresse des gardes nationaux.
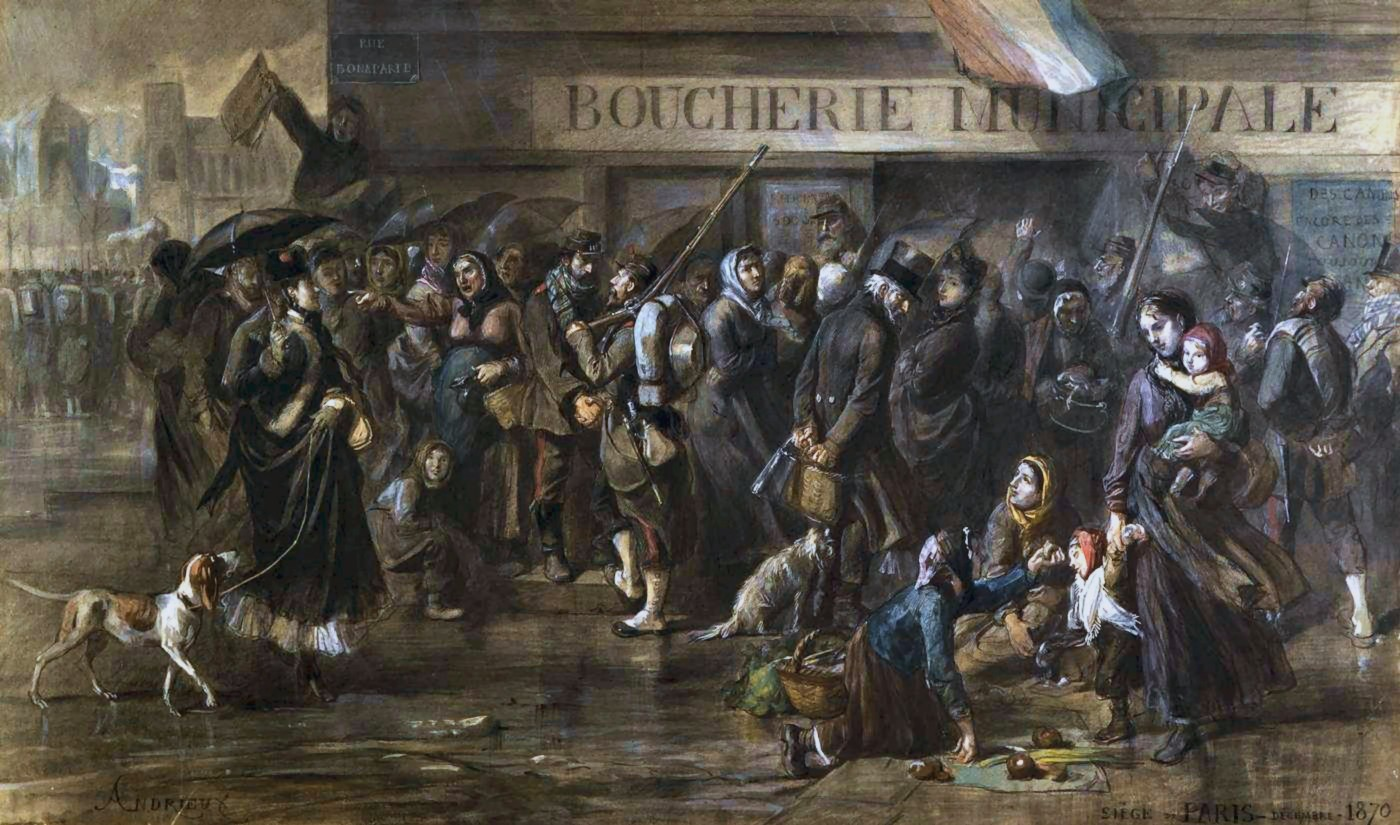
La queue devant la boucherie, par Clément-Auguste Andrieux.
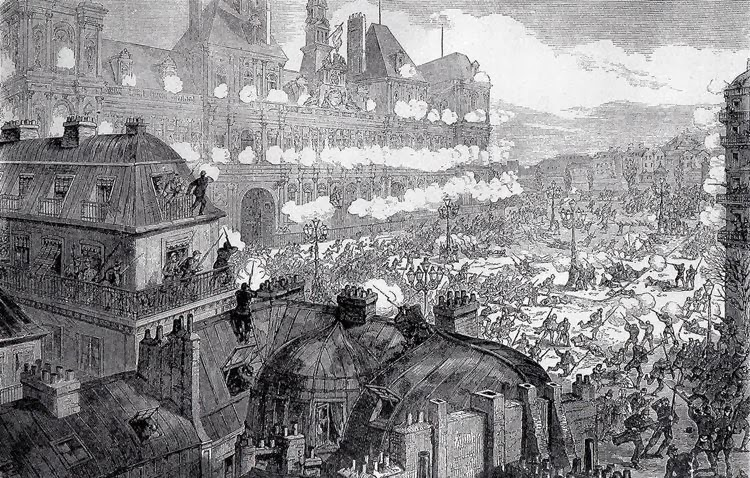
Soulèvement du 22 janvier 1871 devant l'Hôtel de ville.

#### L'Assemblée contre Paris

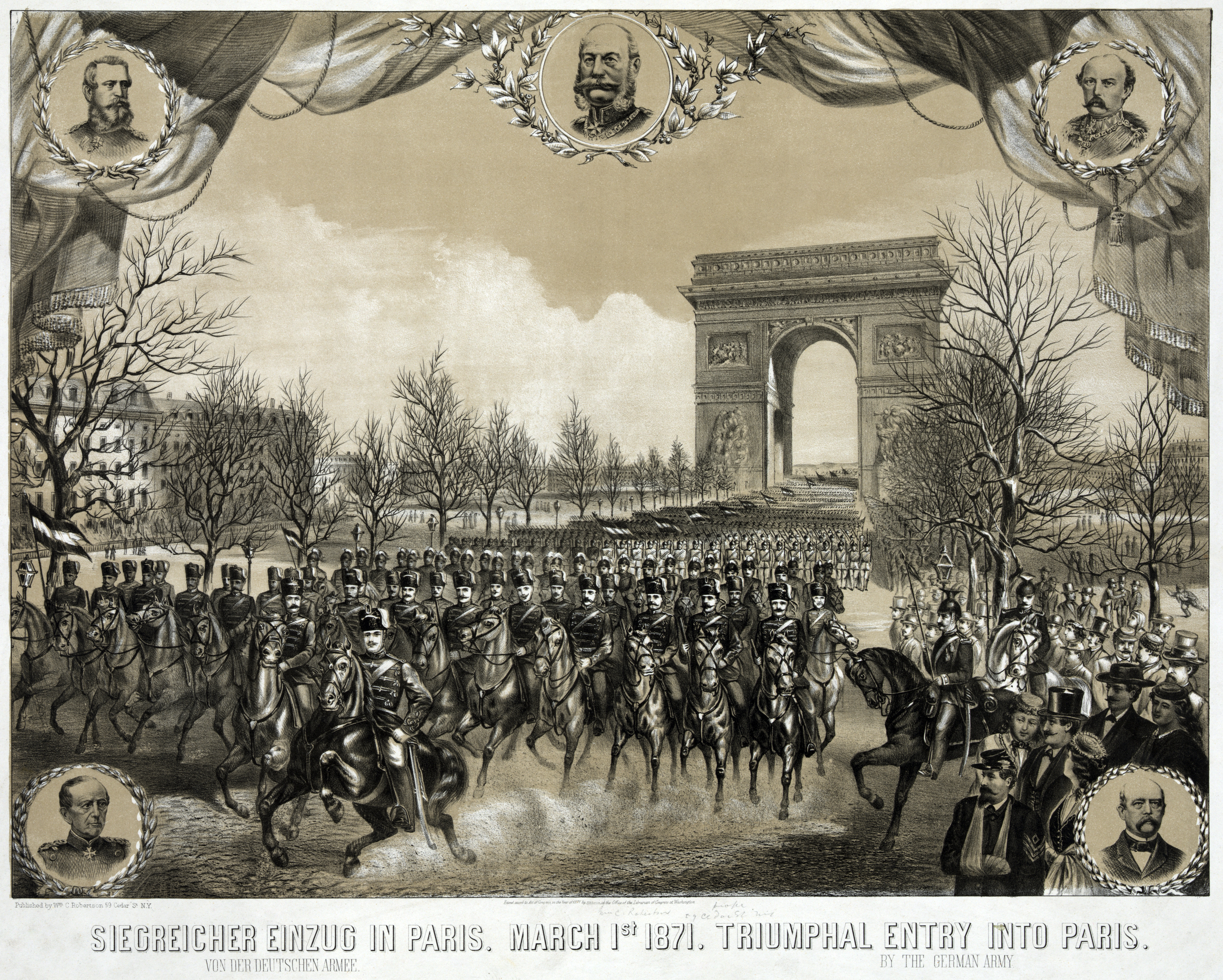
Entrée triomphale des troupes allemandes dans Paris le 1er mars 1871, après la signature de l'armistice de janvier.

La capitulation de Paris marque un tournant décisif dans la marche vers l'insurrection, comme l'affirme le 10 mars l'architecte Georges Arnold : « Il a fallu que les dernières illusions s'évanouissent… Il a fallu voir Paris, ce héros, ce martyr, conspué, calomnié par les infâmes qui, de tout temps, ont méprisé les peuples ; il a fallu cette paix honteuse et hideuse entre toutes… pour que cette population, disposée à une confiance aussi candide, s'aperçût enfin qu’elle n’avait plus à compter que sur elle-même pour assurer son honneur et sa liberté ». La convention d'armistice prévoit notamment la convocation d'une Assemblée nationale chargée de conclure le traité de paix : les élections législatives du 8 février 1871 marquent ainsi la rupture entre les départements ruraux qui portent à la Chambre une majorité monarchiste, conservatrice et réactionnaire, et le peuple parisien résolument hostile à l'armistice qui choisit d'élire 36 députés républicains sur les 43 sièges à pourvoir dans la capitale. Pour les Parisiens, l'humiliation est totale : l'armistice prévoit, outre l'annexion de l'Alsace-Lorraine et le versement d'une indemnité de guerre de 5 milliards de francs, l'occupation partielle de la ville par les Allemands pendant trois jours, ce qui est vécu selon l'historien Michel Cordillot comme « une injure faite au patriotisme et à l'abnégation » d'une population exaspérée.
À cela s'ajoute une série de mesures vexatoires. Le 6 mars, la nomination du général bonapartiste Louis d'Aurelle de Paladines à la tête de la Garde nationale est perçue comme une nouvelle provocation. Le 10 mars, l'Assemblée nationale met fin au moratoire sur les effets de commerce, ce qui pousse des milliers d'artisans et de commerçants à la faillite, et supprime la solde quotidienne de nombreux gardes nationaux en décidant de ne la verser qu'aux seuls individus en mesure de prouver leur indigence. L'Assemblée choisit par ailleurs de s'installer à Versailles, « décapitalisant ainsi Paris au profit de la ville des rois » selon l'expression de Jacques Rougerie,.
Toutes ces mesures entraînent la radicalisation des éléments les plus modérés, cependant que la Fédération de la Garde nationale s'organise et finit par établir un Comité central le 15 mars. Dès la fin février, les troupes régulières se retirent des quartiers populaires de la ville, où la tension s'accroît. Le général Vinoy, nommé gouverneur de la capitale, tente vainement de rétablir l'ordre en multipliant les mesures répressives : interdiction des réunions et suppression de six journaux républicains.

## Soulèvement du18 mars
« Poussé à bout par une série d’événements formidables, [Paris] ressemblait à un canon que l'on a chargé jusqu'à la gueule et que les mains imprudentes du gouvernement ont fait partir. »

— Charles Beslay, délégué du Comité central républicain des Vingt arrondissements, Mes souvenirs, 1873.

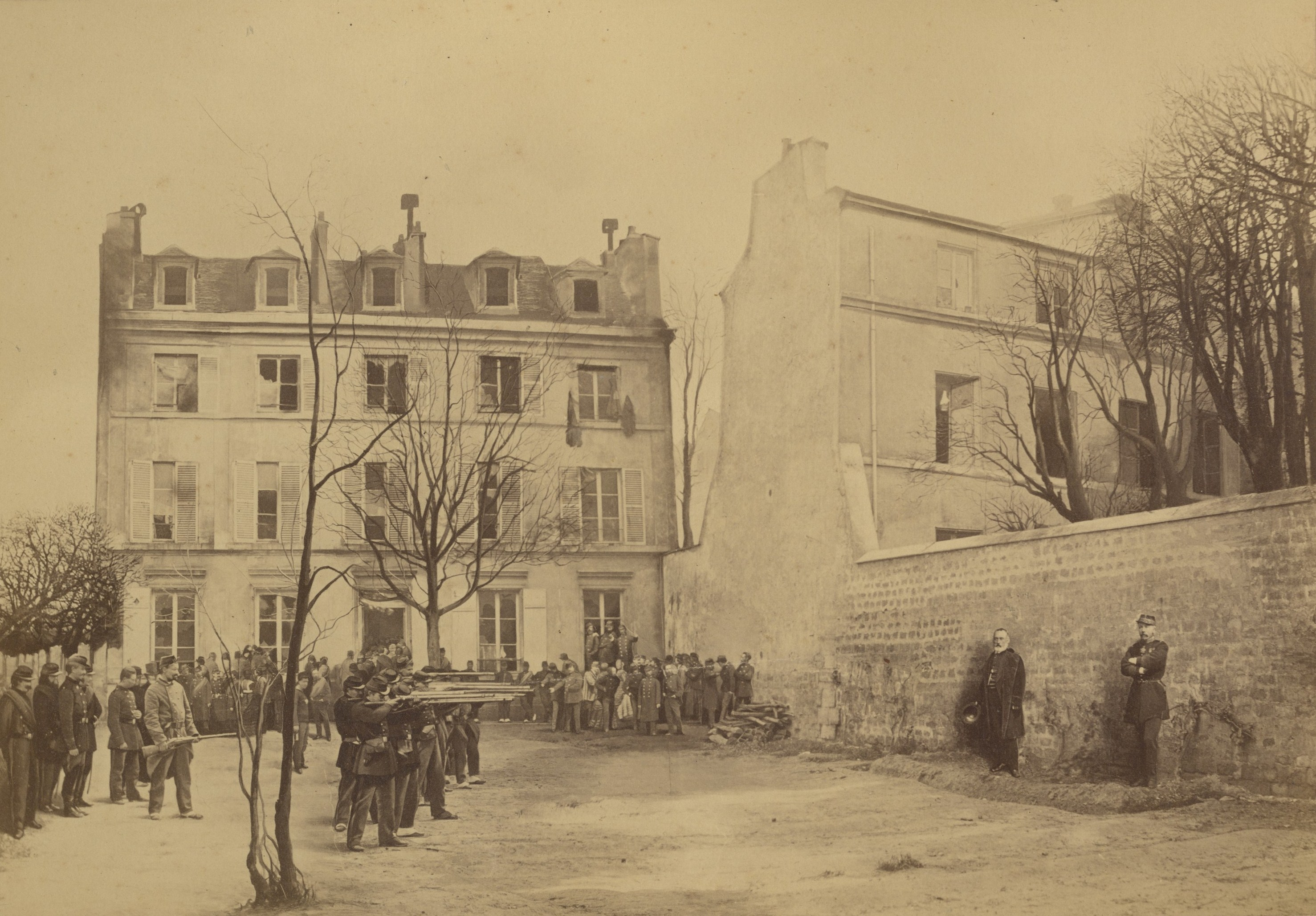
Les généraux Lecomte et Clément-Thomas devant le peloton d'exécution.
Photomontage d'Ernest-Charles Appert issu de son album de propagande Crimes de la Commune.

Chef du pouvoir exécutif, Adolphe Thiers est déterminé à rétablir l'ordre à Paris avant que l'Assemblée nationale ne commence à siéger à Versailles le 20 mars. Pour ce faire, il compte s'emparer des canons parisiens, acquis pendant le siège par souscription populaire, et que les gardes nationaux ont installé sur les hauteurs de la ville, de Montmartre à Belleville, mais également sur la place des Vosges,.
Le 17 mars au soir, évaluant mal l'état d'esprit des Parisiens, Thiers réunit les membres du gouvernement et les chefs militaires pour élaborer le plan d'une offensive prévue pour le lendemain et qui consiste à reprendre les canons tout en arrêtant les principaux meneurs du mouvement,. Dans le même temps, il fait imprimer une affiche qui doit être placardée dans les rues de Paris afin d'appeler le peuple à soutenir son initiative, et, conscient de l'influence du révolutionnaire Auguste Blanqui sur le mouvement social parisien, il le fait arrêter alors que ce dernier se repose chez un ami médecin à Bretenoux dans le Lot,
Environ 15 000 soldats de l'armée régulière sont mobilisés. Les 4 000 hommes du général Susbielle et du général Lecomte doivent s'emparer des canons de Montmartre tandis que la division du général Faron, forte de 6 000 hommes, doit faire de même aux Buttes-Chaumont et à Belleville, quartiers populaires entièrement acquis aux Fédérés. Les hommes du général Maud'huy doivent pour leur part s'installer à la Bastille, tenir le faubourg Saint-Antoine et les ponts de la Seine afin d'isoler la rive gauche,. Adolphe Thiers néglige ainsi les quartiers sud de la ville, qu'il juge trop éloignés du théâtre principal des opérations, quand bien même le 13e arrondissement est tombé lui aussi, depuis le 3 mars, sous le contrôle des Fédérés.

Soulèvement du 18 mars.
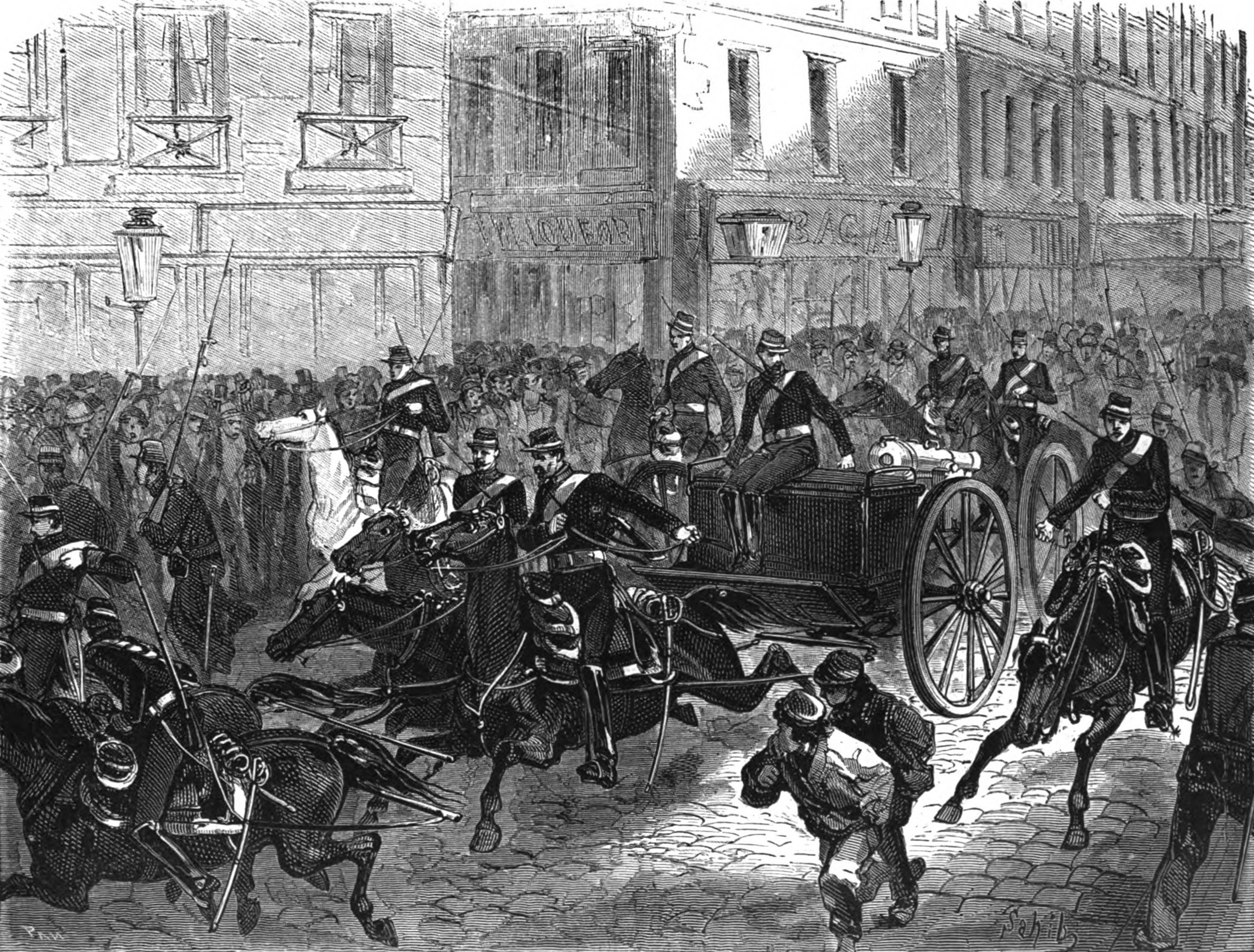
Les troupes envoyées par Adolphe Thiers s'emparant des canons de Montmartre.
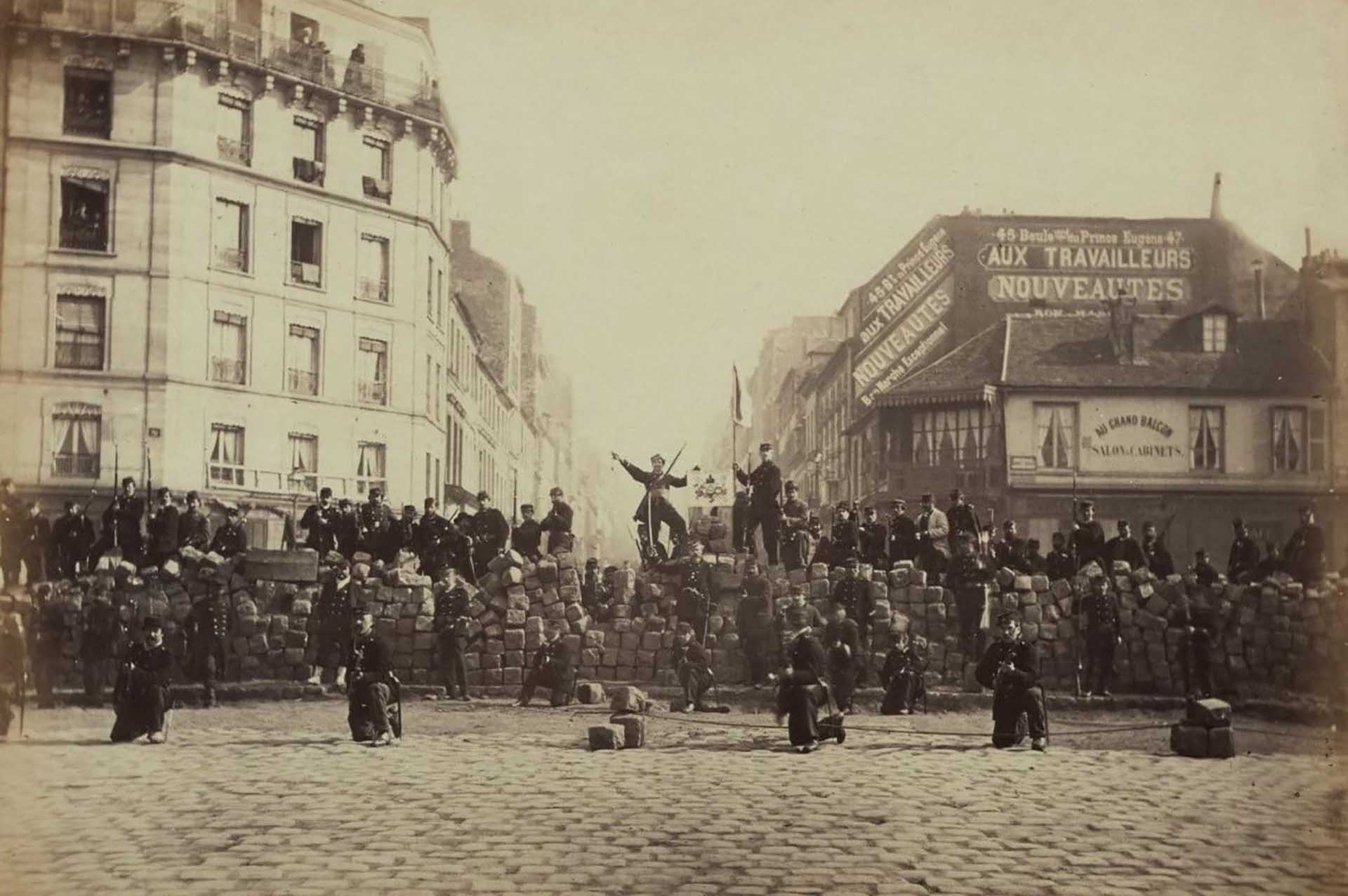
Barricade de la chaussée de Ménilmontant.
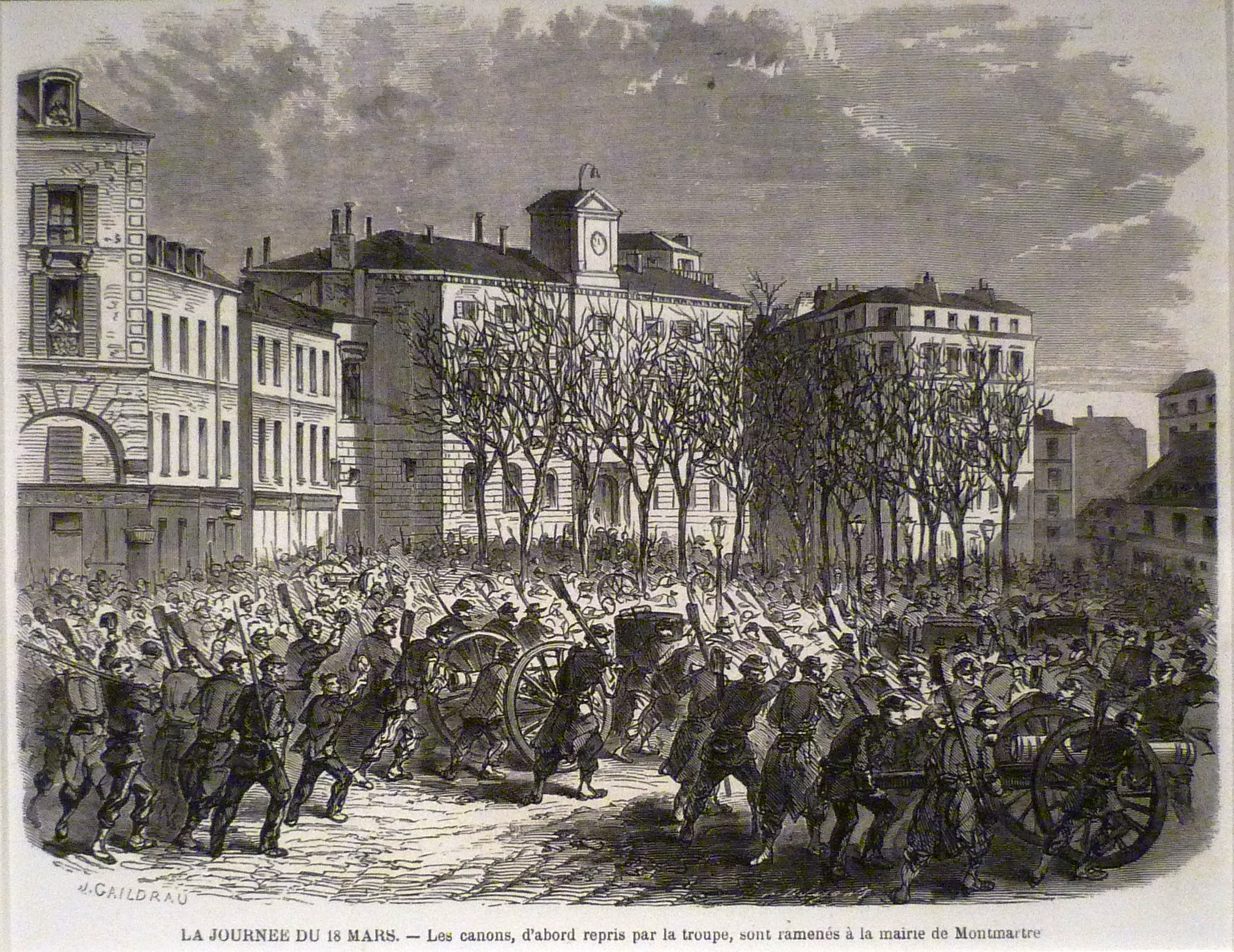
Arrivée devant la mairie du 18e arrondissement des canons repris à l'armée.

Les troupes progressent de nuit et au matin du 18 mars, les canons sont saisis sans difficulté. Il faut cependant les transporter et les chevaux manquent. À Montmartre, le peuple parisien s'éveille et s'oppose à la troupe. Tandis que les gardes nationaux se rassemblent, le général Lecomte donne l'ordre de faire feu, mais ses soldats refusent d'obtempérer et fraternisent avec la foule. Le même scénario se répète dans les différents quartiers. Lecomte est capturé et, malgré la demande de protection du maire du 18e arrondissement, Georges Clemenceau, il est finalement exécuté en fin de journée en compagnie du général Clément-Thomas, l'ancien commandant de la garde nationale qui avait participé à la répression du soulèvement de juin 1848, reconnu en civil sur un boulevard.

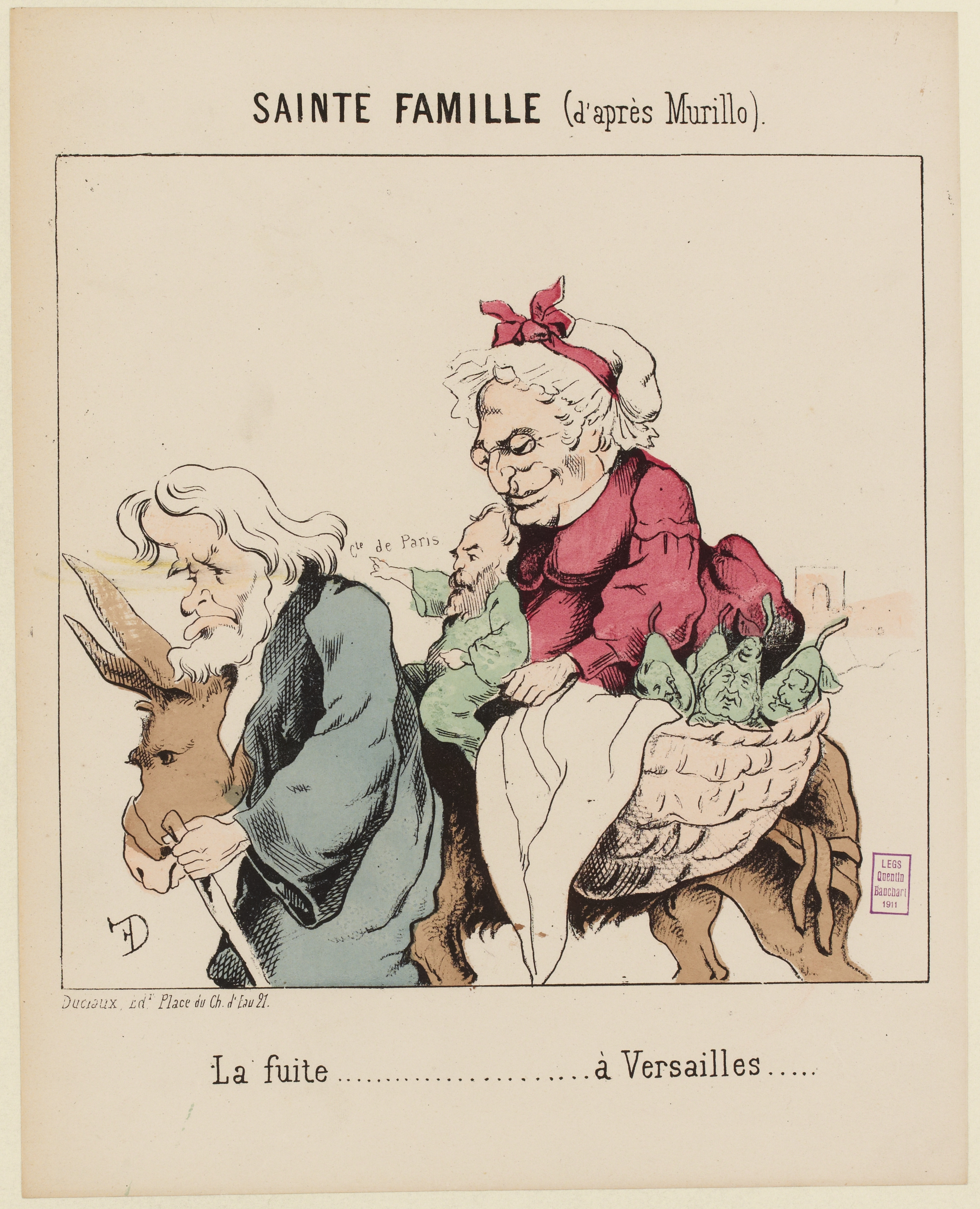
« La Sainte Famille » : Thiers, Favre et le comte de Paris, prétendant au trône, fuyant à Versailles.
Caricature de Charles de Frondat.

En fin de matinée, les gardes nationaux s'activent pour se protéger d'un retour de l'armée. Ils occupent des points stratégiques et des barricades sont érigées à la hâte. Ils passent à l'offensive dans l'après-midi et la reconquête populaire contraint les troupes régulières à se replier en direction du Champ-de-Mars. Vers 16 h, Adolphe Thiers décide de gagner Versailles et donne l'ordre d'évacuation des troupes. Dans la soirée, malgré la résistance de Jules Ferry, l'Hôtel de ville est évacué à son tour. Les Fédérés en prennent possession et le Comité central de la Garde nationale s'y installe vers minuit,.
Apprenant les événements, Victor Hugo écrit dans son journal : « Thiers, en voulant reprendre les canons de Belleville, a été fin là où il fallait être profond. Il a jeté l'étincelle sur la poudrière. Thiers, c'est l'étourderie préméditée ».

## Expérience de la Commune

### Mise en place

#### La«semaine de l'incertitude»(18-26 mars)
Après la journée du 18 mars, les Fédérés contrôlent la plus grande partie de la capitale et occupent les principaux lieux du pouvoir abandonnés par le gouvernement en fuite, de même que les grandes casernes de la villes et six mairies d'arrondissement sur vingt. S'ouvre alors une période que l'historien Jacques Rougerie qualifie de « semaine de l'incertitude ».
Dès sa prise de fonction, et parce qu'il estime que sa compétence se limite à la représentation et à la défense de la Garde nationale, le Comité central annonce la tenue d'élections municipales, fixées dans un premier temps au 22 mars mais finalement organisées le 26. En attendant, il nomme plusieurs de ses membres à la tête des différents secteurs de l'administration municipale : François Jourde et Eugène Varlin aux Finances, Victor Grêlier et Édouard Vaillant à l'Intérieur, Lucien Combatz à la direction du Télégraphe, Édouard Moreau de Beauvière à la tête de l'Imprimerie nationale et du Journal officiel, Émile-Victor Duval et Raoul Rigault à la préfecture de Police, tandis que Jules Bergeret est nommé commandant de la place et Adolphe Assi gouverneur de l'hôtel de ville. Par ailleurs, le Comité central adopte une série de mesures urgentes ou symboliques : occupation des édifices publics et des lieux du pouvoir, levée de l'état de siège dans le département de la Seine, libération des prisonniers politiques, rétablissement de la liberté de la presse, suspension de la vente des objets déposés au Mont-de-piété, prorogation des échéances de loyers ou encore interdiction d'expulsion des locataires.
Pendant plusieurs jours, le Comité central s'efforce d'étendre son pouvoir à l'ensemble de la ville alors que certains quartiers bourgeois sont encore tenus par des bataillons de gardes nationaux favorables à l'ordre versaillais. Il négocie étroitement avec les élus de la capitale (maires, adjoints et députés), à qui le ministre de l'Intérieur Ernest Picard a confié provisoirement par décret l'administration de la ville et qui tentent finalement de jouer le rôle de médiateurs entre Versailles et la Commune. Un « parti des maires » se constitue autour de Pierre Tirard, Frédéric Arnaud, Hippolyte Carnot, Henri Martin et Georges Clemenceau, respectivement maires des 2e, 7e, 8e, 16e et 18e arrondissements, et des députés Henri Tolain, Charles Floquet, Édouard Lockroy, Victor Schœlcher et Louis Greppo. Au soir du 19 mars, un accord est trouvé entre les élus parisiens, qui s'engagent à porter à l'Assemblée les exigences des insurgés, et le Comité central qui s'engage à restituer l'Hôtel de ville. Ainsi le 20 mars, à la séance d'ouverture de l'Assemblée à Versailles, dix-sept députés parisiens déposent les projets de lois convenus avec le comité : Lockroy défend l'élection des cadres de la Garde nationale, Clemenceau porte la demande d'élections municipales et Jean-Baptiste Millière dépose le projet de loi sur la prorogation des échéances, l'Assemblée votant l'urgence pour ces deux derniers projets.
Cependant, le même jour, sous l'impulsion du Comité des vingt arrondissements, le Comité central refuse finalement de céder l'Hôtel de ville et le lendemain, à l'Assemblée, Jules Favre brandit à la tribune la menace d'une guerre civile. Le 22 mars, sur proposition d'Étienne Vacherot, l'Assemblée rejette le projet d'élections municipales. Les négociations trainent et le 23 mars, une députation de maires tente de se faire recevoir par la Chambre, en vain. La majorité rurale conservatrice s'obstine dans le refus du compromis : à la fois rejetés par les Versaillais et menacés par les insurgés, les élus parisiens cèdent et abandonnent leurs tentatives de conciliation. Clemenceau déclare à cet égard : « Nous sommes pris entre deux bandes de fous ». Sept députés, sept maires et trente-deux adjoints acceptent le principe des élections municipales, malgré l'opposition du gouvernement.

#### Élections municipales du26 mars

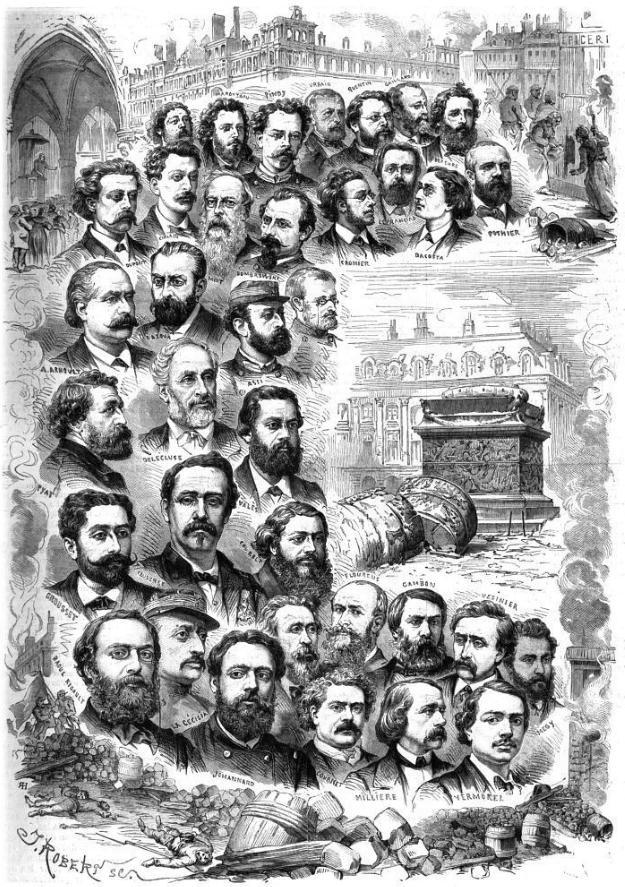
Les hommes de la Commune.

Le 25 mars, à la veille des élections municipales, le Comité central de la Garde nationale lance auprès des Parisiens un appel à la vigilance et à la réflexion avant d'élire leurs représentants. Le nombre de votants s'élève à 230 000 sur les 475 000 inscrits que comptent la capitale, soit une abstention supérieure à 50 % qui s'explique en partie par le départ de nombreux Parisiens pendant et après le siège de la capitale. Toutefois, la légitimité de la Commune est certaine car les candidats communards obtiennent environ 190 000 voix contre seulement 40 000 voix aux partisans de l'ordre versaillais. Pour Michel Cordillot, « l'instauration de la Commune répond donc bien à une forte volonté populaire, quoique non majoritaire dans l'absolu une fois les abstentions prises en compte ».
Le résultat du scrutin témoigne d'un profond décalage entre les arrondissements populaires de l'Est et du Nord de Paris qui votent massivement pour les candidats fédérés, l'adhésion étant totale dans le 20e arrondissement où les candidats communards recueillent près de 100 % des voix et où l'abstention n'est que de 24 %. Dans les arrondissements plus bourgeois de l'Ouest et du Centre, révolutionnaires et conservateurs font pratiquement jeu égal. Sur les 85 élus, 70 sont favorables à la Commune. Les 15 autres élus, membres du « parti des maires », démissionnent rapidement pour marquer leur désaccord avec les premières mesures d'urgence. Quelques républicains les imitent ensuite pour contester le fait que la Commune outrepasse ses attributions municipales.
Le Conseil est représentatif des classes populaires et issues de la petite bourgeoisie parisienne : 33 artisans et petits commerçants (cordonniers, relieurs, typographes, chapeliers, teinturiers, menuisiers, bronziers), 24 professions libérales ou intellectuelles (12 journalistes, 3 avocats, 3 médecins, 2 peintres, 1 pharmacien, 1 architecte, 1 ingénieur, 1 vétérinaire), et 6 ouvriers (métallurgistes).

### Organisation

#### Le conseil de la Commune

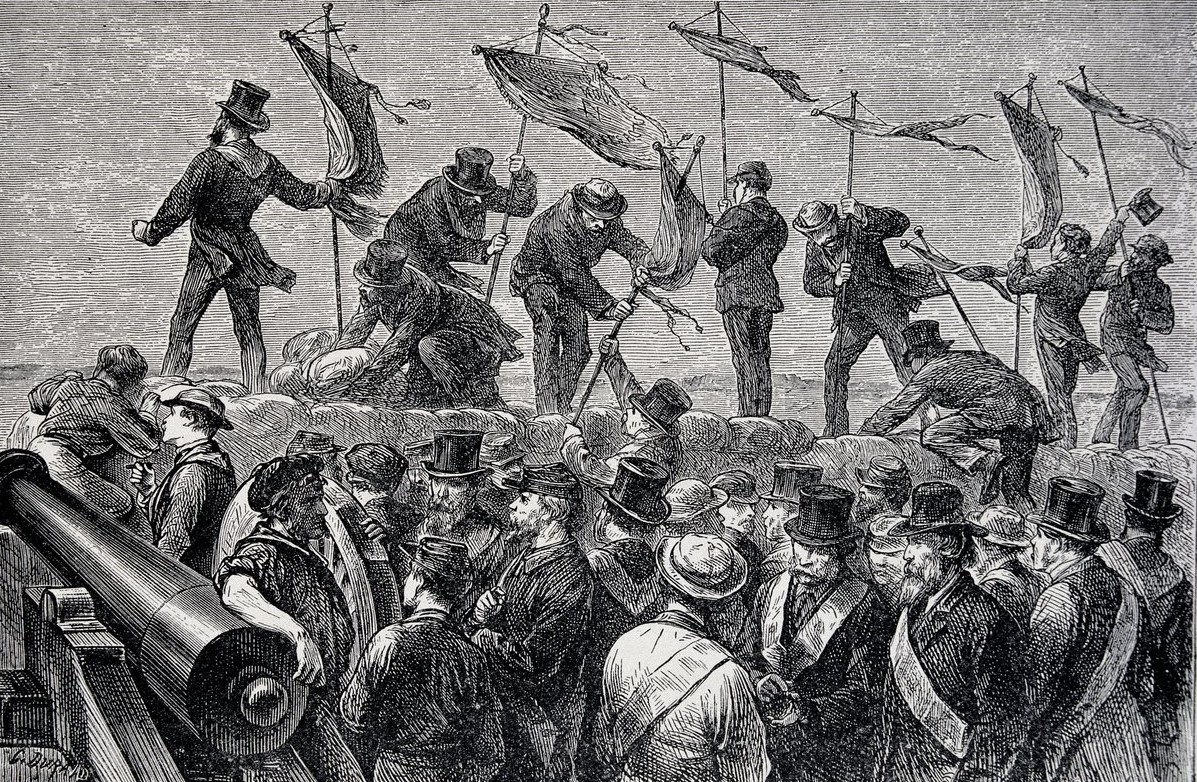
29 avril 1871 : manifestation pacifiste de francs-maçons sur les fortifications pour demander l'arrêt des bombardements de Paris et l'ouverture de négociations.

Le conseil de la Commune rassemble des membres de toutes tendances. Il compte une vingtaine de jacobins, principalement des anciens révolutionnaires de 1848 comme Charles Delescluze, Félix Pyat, Charles Ferdinand Gambon ou Paschal Grousset, qui défendent une certaine centralisation du pouvoir. Une dizaine de blanquistes se montrent favorables à une Révolution sociale, comme Eugène Protot, Édouard Moreau de Beauvière, Jean-Baptiste Chardon, Émile Eudes, Théophile Ferré, Raoul Rigault ou Gabriel Ranvier. Plusieurs républicains radicaux sont partisans de l'autonomie municipale et d'une république démocratique et sociale, tels Arthur Arnould, Charles Amouroux, Victor Clément et Jules Bergeret. Le conseil compte également des socialistes membres de l'Association internationale des travailleurs et des chambres syndicales ouvrières comme Charles Beslay, qui se réclame du proudhonisme décentralisateur, ou Léo Fränkel, Benoît Malon et Eugène Varlin, qui défendent un collectivisme antiautoritaire, mais également des indépendants comme Jules Vallès et Gustave Courbet.
Par ailleurs, près d'un quart des élus au conseil de la Commune sont francs-maçons, notamment Charles Beslay, Félix Pyat, Gustave Lefrançais ou Eugène Protot.

#### La Commission exécutive
Le 29 mars 1871, la Commune se dote pour gouverner d'une Commission exécutive de huit membres (Jules Bergeret, Émile Duval, Émile Eudes, Gustave Lefrançais, Félix Pyat, Gustave Tridon et Édouard Vaillant) à la tête de neuf commissions collégiales qui sont, d'après l'historien Jacques Rougerie, « autant de petits ministères »: Services publics, Finances, Enseignement, Justice, Sûreté générale, Subsistances, Travail et Échange, Guerre, et Relations extérieures. Gustave Lefrançais en démissionne dès le 3 avril après l'échec de la marche sur Versailles qu'il désapprouve.
Du fait des démissions, de la mort au combat de certains élus ou de leur impossibilité d'être à Paris, tel Auguste Blanqui, toujours emprisonné, 31 sièges sont vacants au conseil de la Commune et des élections complémentaires sont organisées le 16 avril après avoir été deux fois ajournées. Ces élections montrent le signe d'une première désaffection de la population parisienne à l'égard de la Commune, l'abstention atteignant plus de 70 %. Leur validation est aussitôt débattue et deux nouveaux membres démissionnent aussitôt car ils estiment leur élection non valide du fait de n'avoir pas obtenu les voix d'un huitième des inscrits. Pour les adversaires de la Commune comme pour le gouvernement versaillais, qui considèrent que les insurgés du 18 mars ont usurpé le pouvoir, cet échec relance la question de la légitimité politique du mouvement.
Le 21 avril, les neuf commissions sont renouvelées et comptent chacune à leur tête un délégué, ces neuf délégués constituant à leur tour l'exécutif de la Commune.

#### Le Comité de salut public
L'efficacité de la Commission exécutive est rapidement mise en cause : le 28 avril, le jacobin Jules Miot propose la création d'un Comité de salut public pour donner tous les pouvoirs à un groupe d'hommes chargés de coordonner la lutte contre Versailles. Ses opposants dénoncent la création d'un pouvoir dictatorial qui risque de conduire à la suppression des libertés individuelles ainsi qu'une atteinte aux principes mêmes de la Commune et de son élection. Il est néanmoins adopté le 1er mai par 45 voix contre 23 et se compose de cinq membres : Armand Arnaud, Léo Melliet, Gabriel Ranvier, Félix Pyat et Charles Gérardin,.
L'action du Comité de salut public demeure sans effet : selon Michel Cordillot, l'aggravation de la situation militaire met en évidence « l'impuissance d'un organisme dont les pouvoirs n'ont pas été clairement définis et qui entend se mêler de tout ». Le 8 mai, Gérardin, Meillet et Pyat sont remplacés par Émile Eudes, Charles Ferdinand Gambon et Charles Delescluze, ce dernier étant lui-même remplacé deux jours plus tard par Alfred-Édouard Billioray après sa nomination comme délégué à la Guerre.
Le Conseil de la Commune se divise en « majorité » et « minorité » : les majoritaires, qui rassemblent principalement des jacobins et des blanquistes, se veulent les continuateurs de l'action des « montagnards » de 1793 et revendiquent le vite de mesures centralisatrices, voire autoritaires ; les minoritaires comptent surtout des membres de l'Internationale et des radicaux et s'attachent à promouvoir des mesures sociales pour transformer la société. Partisans d'une République sociale, démocratique et morale, ils publient un Manifeste le 16 mai qui dénonce le fait d'avoir placé le pouvoir de la Commune « entre les mains d'une dictature » et réclame l'établissement de la liberté politique. La majorité ayant exigé le désaveu du Manifeste, les membres de la minorité refusent de siéger au conseil et n'y reviennent que le 21 mai, premier jour de la Semaine sanglante. C'est au cours de cette séance que Billioray avertit les communards de l'entrée des Versaillais dans Paris. Opposés sur les questions politiques, majoritaires et minoritaires s'unissent néanmoins dans le combat contre l'armée régulière.

### Politiques suivies
Dans son programme daté du 19 avril 1871, la Commune résume :

« La Révolution communale, commencée par l'initiative populaire du 18 mars, inaugure une ère nouvelle de politique expérimentale, positive, scientifique. C'est la fin du vieux monde gouvernemental et clérical, du militarisme, du fonctionnarisme, de l'exploitation, de l'agiotage, des monopoles, des privilèges, auxquels le prolétariat doit son servage, la Patrie ses malheurs et ses désastres. »

La Commune administre Paris jusqu'au 20 mai. De nombreuses mesures sont prises et appliquées pendant les 72 journées d'une intense activité législative. La Commune n’ayant aucune légitimité au regard du gouvernement légal du pays, ces mesures disparaissent avec elle sans qu’il soit nécessaire de les abolir explicitement ensuite. Certaines seront reprises par la République plusieurs décennies plus tard.

#### Mesures économiques et sociales d'urgence

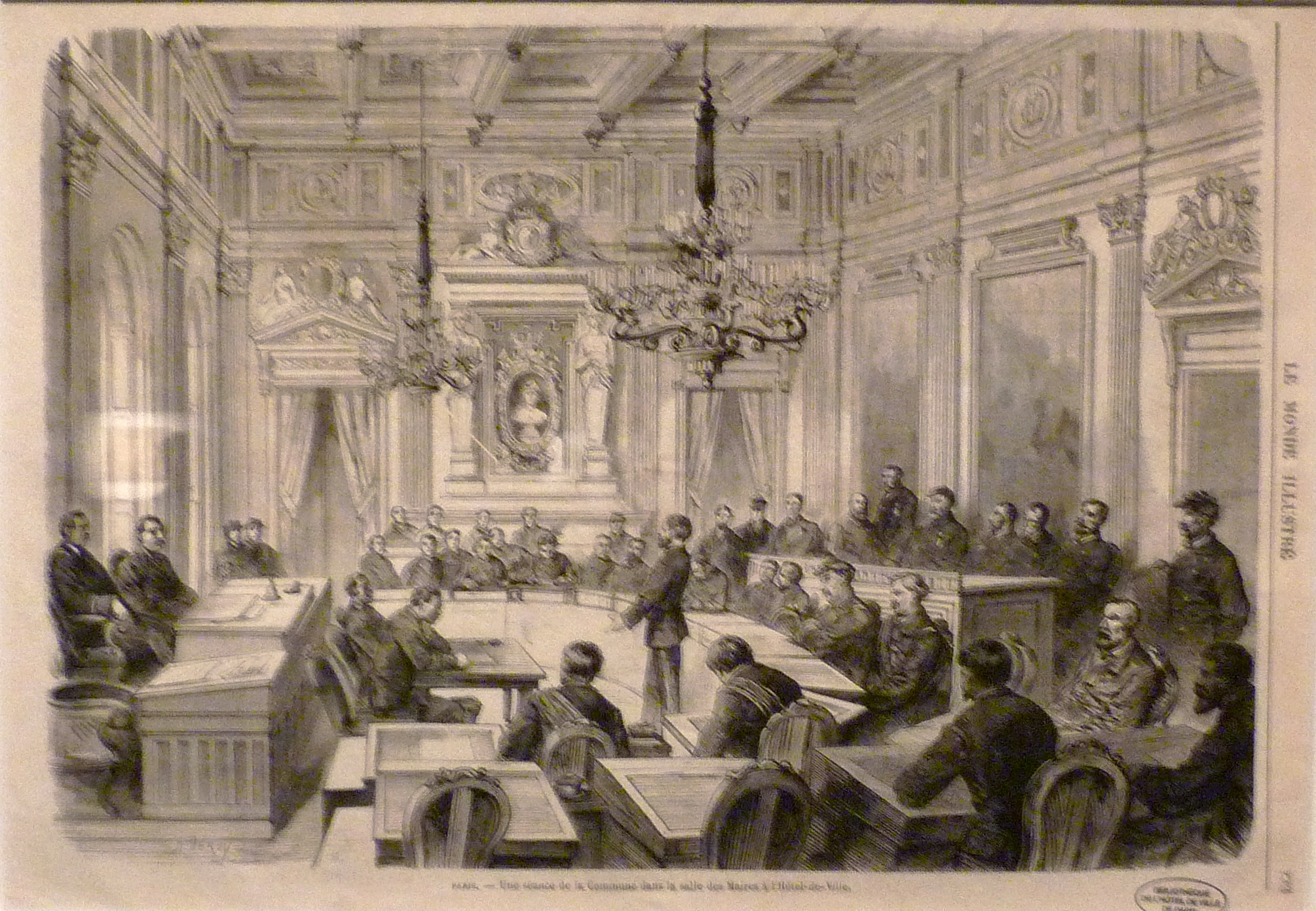
Séance à l'Hôtel de ville, par Henri-Alfred Darjou.

Dès son installation, le conseil de la Commune s'attache à régler les questions qui sont à l'origine du soulèvement en adoptant précisément des mesures pour lutter contre la précarité de la population parisienne. Le 29 mars, les loyers non payés d'octobre 1870 à avril 1871 sont remis aux locataire qui obtiennent également le droit de résilier leurs baux pendant six mois, ou de proroger pendant trois mois le congé donné. Le 25 avril, les logements vacants sont réquisitionnés et mis en location à la seule condition de fournir un état des lieux aux représentants des possesseurs en titre et de sceller les meubles contenant des objets portatifs. Les poursuites concernant les échéances commerciales non payées sont suspendues et le 16 avril, un délai de trois ans est accordé pour leur règlement. De même, la vente des objets déposés au Mont-de-piété est suspendue le 29 mars et, le 6 mai, le dégagement gratuit des dépôts de moins de 20 francs est permis.
La solidarité est également organisée : une pension est versée aux blessés ainsi qu'aux veuves (600 francs) et aux orphelins (365 francs) des gardes nationaux tués au combat (8 et 10 avril) ; le 25 avril, un décret réquisitionne les logements vacants au profit des sinistrés des bombardements allemands et versaillais ; des orphelinats sont créés avec l'aide en fourniture des familles parisiennes.
La question du ravitaillement est moins cruciale que pendant le siège hivernal de Paris par les Prussiens mais le conseil de la Commune assure la baisse des prix et l'approvisionnement de la capitale malgré la suppression des correspondances avec les départements et l'interdiction des convois fluviaux décidées par le gouvernement versaillais. Les denrées sont acheminées par voie terrestre et les marchés parisiens bénéficient également des terres agricoles et des jardins situés entre les fortifications et les lignes allemandes. La commission des Subsistances décide par ailleurs d'acheter en gros certains produits de consommation pour les vendre à prix coûtant et le 30 avril, le sel est offert aux boulangers. Seuls la viande et le pain sont taxés, mais dans certains arrondissements, des boucheries municipales et des cantines sont mises à disposition des plus démunis.

#### Mesures symboliques
La destruction de la colonne Vendôme, considérée comme le symbole du despotisme impérial, « un monument de barbarie, un symbole de la force brute et de la fausse gloire, une affirmation du militarisme, une négation du droit international, une insulte permanente des vainqueurs aux vaincus », est décrétée le 12 avril et réalisée le 16 mai. De même, l'hôtel particulier d'Adolphe Thiers est détruit le 15 mai : la Commune envisage d'édifier un square public à son emplacement, tandis que le linge, les objets et le mobilier précieux seraient redistribués ou vendus aux enchères au profit des veuves et des orphelins.

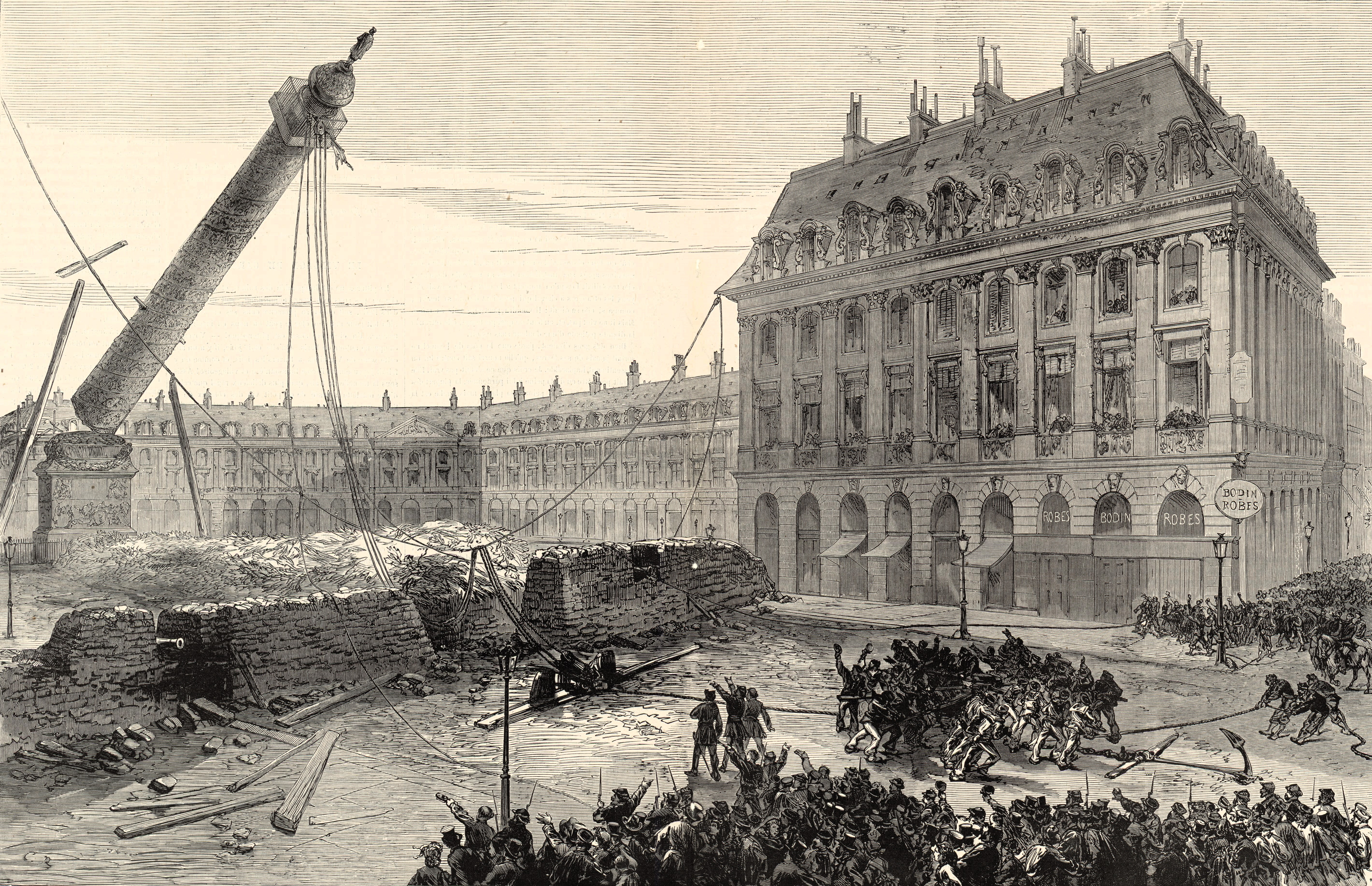
Renversement par les Communards de la colonne Vendôme portant la statue de l'empereur Napoléon Ier, le 16 avril 1871.
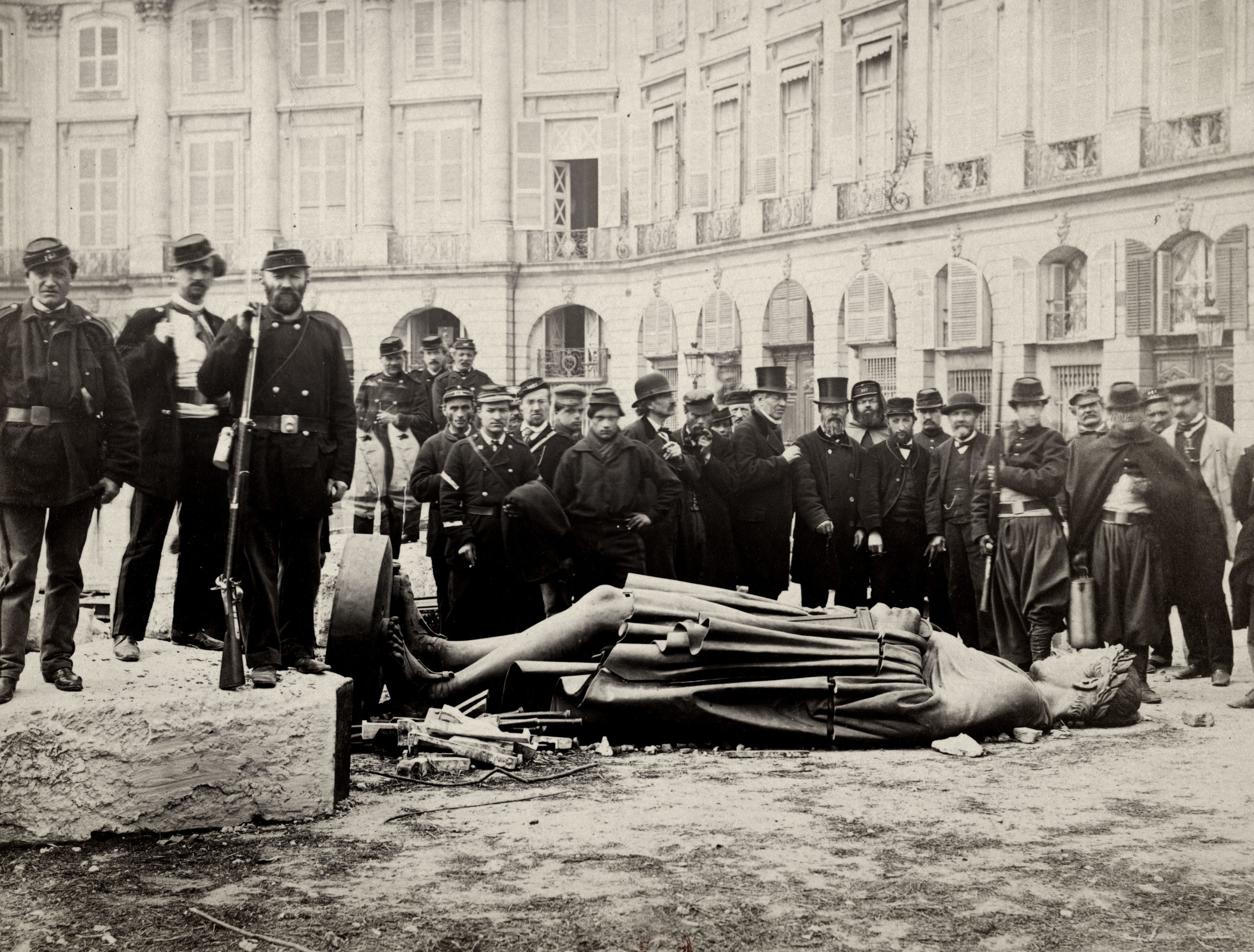
La statue de l'empereur Napoléon Ier à terre, cliché issu de la série de photographies La chute de la colonne Vendôme par Bruno Braquehais.

La Commune prend d'autres mesures symboliques : le drapeau rouge est adopté le 28 mars et le calendrier républicain (an 79 de la République) remis en vigueur.

#### Démocratie et citoyenneté
L'appel du 22 mars du Comité central de la Garde nationale énonce que « les membres de l'assemblée municipale, sans cesse contrôlés, surveillés, discutés par l'opinion, sont révocables, comptables et responsables » et que leur mandat est impératif. Il s'agit d'une démocratie directe reposant sur une citoyenneté active, renouant avec l'esprit de la constitution de 1793 qui fait du droit à l'insurrection « le plus sacré des droits et le plus imprescriptible des devoirs » (article XXXV de la Déclaration des droits de l'Homme de 1793).
Du fait de « la présence de militants à forte expérience internationale », selon l'historien Jean-Louis Robert, les communards défendent l'idée d'une République universelle et les étrangers, nombreux à Paris avant le déclenchement de la guerre contre la Prusse, sont bien accueillis. Bien que la Commune ne se préoccupe pas de la question de la naturalisation, elle reçoit favorablement les étrangers, considérant que « toute cité a le droit de donner le titre de citoyen aux étrangers qui la servent ». C'est ce qui permet, entre autres, au Hongrois Léo Frankel d'être élu au Conseil puis comme Délégué au Travail, ou aux Polonais Jarosław Dąbrowski et Walery Wroblewski de recevoir le commandement de plusieurs bataillons. De même, les étrangers bénéficient des mêmes droits sociaux que les Français : leurs enfants sont accueillis dans les écoles publiques et les allocations aux familles des gardes nationaux leur sont ouvertes.

#### Travail et démocratie sociale
Le Conseil de la Commune, issu d'un mouvement populaire, se préoccupe d'améliorer la condition des prolétaires. La Commune entend réaliser l'aspiration du mouvement ouvrier français du XIXe siècle : « l'émancipation des travailleurs par les travailleurs eux-mêmes » (mot d'ordre de l'Association internationale des travailleurs dès 1864).

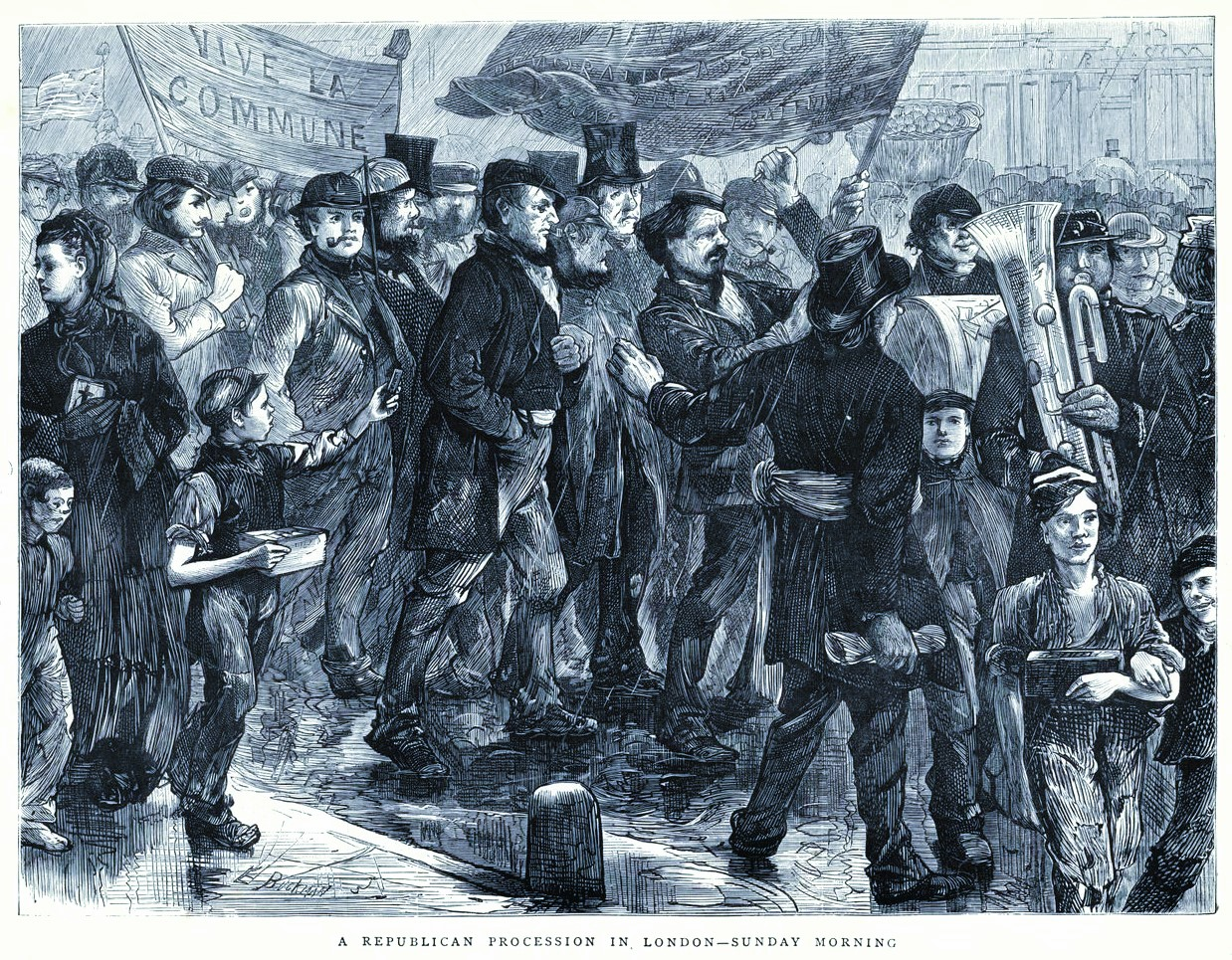
Manifestation ouvrière à Londres le dimanche 16 avril 1871 en soutien à la Commune. Gravure d'Edwin Buckman pour The Graphic.

Le 16 avril, un décret réquisitionne les ateliers abandonnés par leurs propriétaires (assimilés à des déserteurs) ; il prévoit de les remettre à des coopératives ouvrières après indemnisation du propriétaire. Deux ateliers fonctionnent ainsi pour la fabrication d'armes ; la journée de travail y est de 10 heures et l'encadrement est élu par les salariés. Le 20 avril, les bureaux de placement de la main d'œuvre, entreprises privées très florissantes sous l'Empire, monopoles agissant bien souvent comme des « négriers », sont supprimés et remplacés par des bureaux municipaux. Le même jour, le travail de nuit dans les boulangeries est interdit, mais il faut lutter contre le travail clandestin par des saisies de marchandises et l'affichage de la sanction dans les boutiques. Pour contrer une pratique très répandue, la Commune interdit les amendes patronales et retenues sur salaires, dans les administrations publiques comme dans les entreprises privées (28 avril). Pour lutter contre le sous-salariat dans les appels d'offres concernant les marchés publics, un cahier des charges avec indication du salaire minimum est créé.
La Commune annonce les prémices de l'autogestion. Dans les entreprises, un conseil de direction est élu tous les 15 jours par l'atelier et un ouvrier est chargé de transmettre les réclamations.

#### Vers l'émancipation des femmes

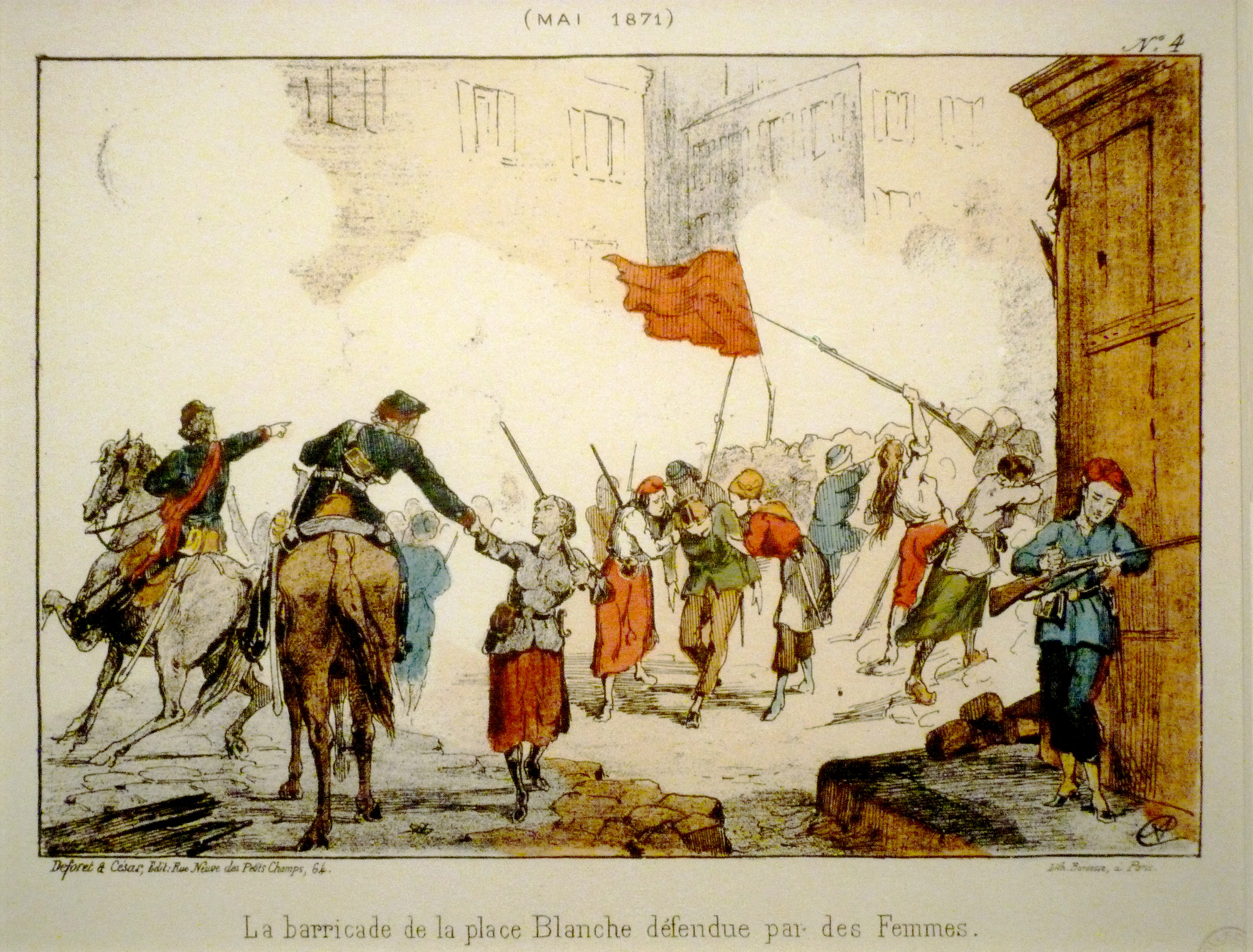
La barricade de la place Blanche défendue par des femmes, lithographie d'Hector Moloch.

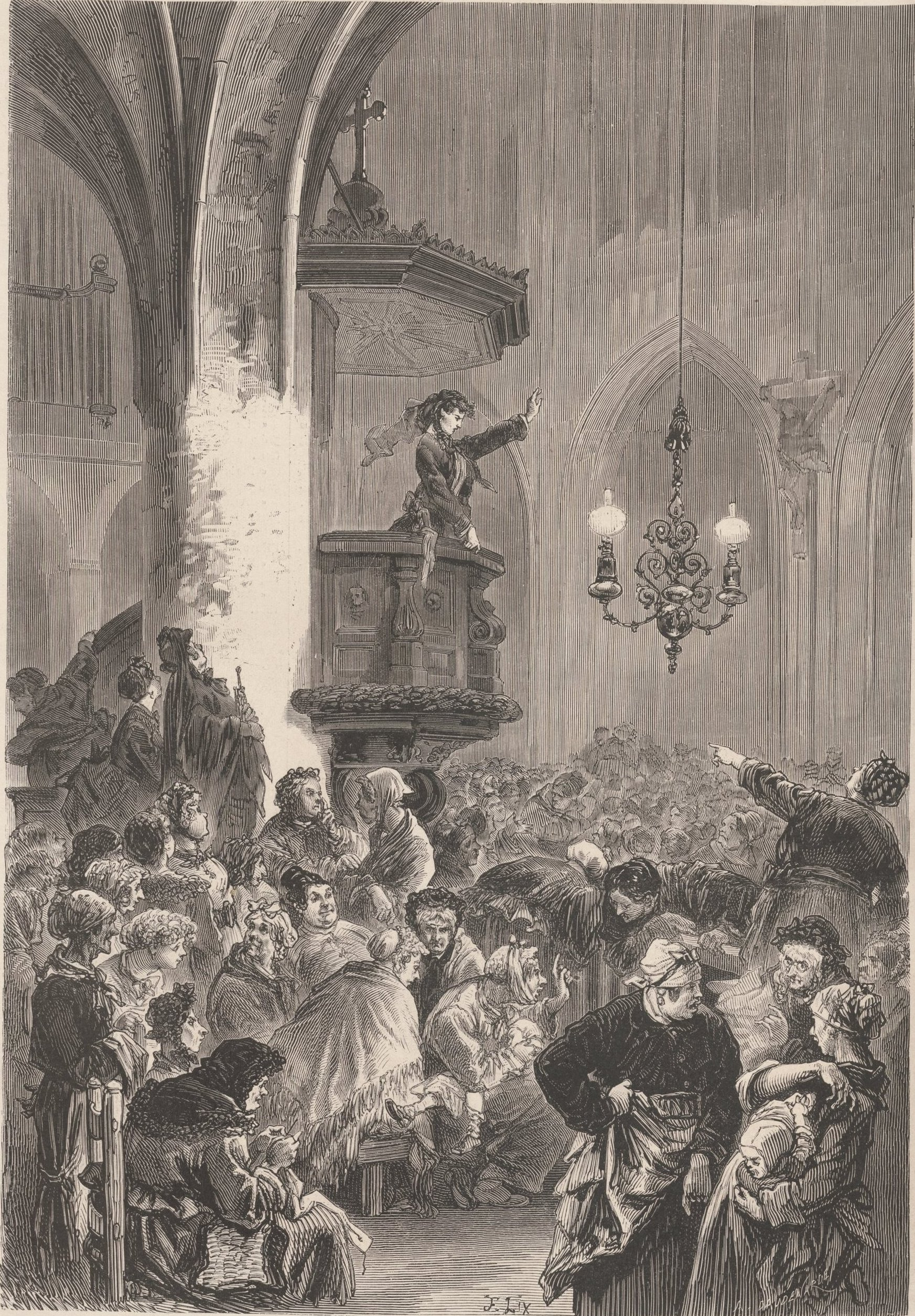
Une séance du Club des femmes dans l'église Saint-Germain-l'Auxerois, par Frédéric Lix.

Pendant la Commune, sous l'impulsion d'Élisabeth Dmitrieff, jeune militante russe de l'Internationale, et de Nathalie Lemel, ouvrière relieuse, se crée l'un des premiers mouvements féminins de masse, l'Union des femmes pour la défense de Paris et les soins aux blessés. L'Union réclame le droit au travail et l'égalité des salaires (un commencement d'application est mis en place pour les institutrices), elle participe au recensement des ateliers abandonnés par leurs patrons (les francs fileurs) réfugiés à Versailles et organise des ateliers autogérés. La Commune reconnaît l'union libre (elle verse une pension aux veuves de fédérés mariées ou non, ainsi qu'à leurs enfants légitimes ou naturels),, interdit la prostitution, met en place un début d'égalité salariale et décrète la séparation des Églises et de l'État dans les écoles et les hôpitaux. Des femmes se battent — comme Louise Michel et d'autres — sous l'habit des « fédérés » et défendent Paris contre les « Versaillais » sur les barricades (elles sont une centaine, place Blanche, avec Nathalie Lemel), rejoignent le front en tant qu'ambulancières ou vivandières — les témoignages de Victorine Brocher ou d'Alix Payen nous sont parvenus — ou poursuivent les gardes nationaux réfractaires dans Paris — une légion des Fédérées armée est levée pour cette tâche. Sur le chemin de l'émancipation des femmes, la Commune a marqué une étape importante,.

#### Fonctionnaires
La Commune doit faire face à l'absentéisme des fonctionnaires, qui pour une grande part sont partis à Versailles avec Adolphe Thiers ou restent chez eux comme ce dernier le leur ordonne. Il s'agit aussi de changer l'état d'esprit de ces agents publics recrutés sous le Second Empire. La Commune décide l'élection au suffrage universel des fonctionnaires (y compris dans la justice et dans l'enseignement), l'instauration d'un traitement maximum (2 avril) de 6 000 francs annuels (l'équivalent du salaire d'un ouvrier[réf. nécessaire]) et l'interdiction du cumul (4 mai). Les fonctionnaires ne doivent plus le serment politique et professionnel.

#### Justice
Les communards défendent l'idée d'une justice plus démocratique, où les magistrats seraient élus par le peuple, davantage accessible aux plus pauvres, et qui garantit les droits des accusés, contrairement au caractère arbitraire de la Justice impériale. Les communards souhaitent donc une justice humaniste, considérant que le vol est le plus souvent l'expression de la misère, et l'établissement d'un État de droit, mais ce projet est largement contredit par le contexte de guerre civile qui oppose Fédérés et Versaillais. Par ailleurs, la commission de la Justice, dirigée par le jeune avocat Eugène Protot, se heurte à l'absence de magistrats de métier, la plupart des professionnels de la justice ou du droit ayant rejoint Versailles, et à l'activité répressive de Raoul Rigault à la Sûreté générale. Plusieurs mesures sont adoptées néanmoins : le décret du 14 avril stipule que les perquisitions et réquisitions sans mandat sont interdites, et que l'arrestation ne peut être maintenue au-delà de 24 h sans l'accord de la délégation à la Justice ; la liberté de la défense est déclarée supérieure à tous les évènements dans les juridictions d'exception ; les enfants légitimés sont considérés comme reconnus de droit ; le mariage libre par consentement mutuel est instauré (avec un âge minimum de 16 ans pour les femmes, 18 ans pour les hommes) ; la gratuité des actes notariaux (donation, testament, contrat de mariage) est décidée.
Divisée sur la question de la peine de mort, la Commune ne se prononce pas sur son abolition mais la guillotine est brûlée et les exécutions doivent être validées par la Commission exécutive. Les juges d'instruction nommés par Protot font preuve d'une certaine clémence envers les prisonniers pour délit de droit commun, et de nombreux voleurs détenus depuis plusieurs sans instruction sont libérés. Une commission chargée d'inspecter les prisons est d'ailleurs fondée. De même, la guerre civile conduit les communards à créer deux juridictions exceptionnelles dont le fonctionnement se révèle peu efficace, l'une consacrée à l'application du décret des otages, l'autre visant au respect de la discipline militaire, aux questions d'espionnage ou de trahison.

#### Éducation et laïcité
La Commune entend faire de l'éducation une question prioritaire alors que 32 % des enfants parisiens ne fréquentent aucune école à cette époque. Une commission de l'Enseignement est mise en place sous la direction d'Édouard Vaillant dans le but d'affirmer la liberté de conscience en garantissant la laïcité et la gratuité de l'école communale afin qu'elle devienne un droit pour tous quelle que soit l'origine sociale. Pour les insurgés, l'éducation ne doit donc pas se limiter à l'acquisition de connaissances mais relever d'un projet d'émancipation global. Le 2 avril, la Commune décrète la séparation de l'Église et de l'État, la suppression du budget des cultes et la sécularisation des biens des congrégations religieuses. Les communards réaffirment cependant leur tolérance à l'égard du fait religieux, à condition qu'il soit restreint à la sphère privée.
Conformément au souhait de la société de l'Éducation nouvelle, qui inspire le programme de réforme scolaire communard et pour qui la qualité de l'enseignement est « déterminée tout d'abord par l'instruction rationnelle, intégrale, qui deviendra le meilleur apprentissage possible de la vie privée, de la vie professionnelle et de la vie politique ou sociale », la Commune veut remplacer l'enseignement religieux par un enseignement scientifique qui s'appuie sur des faits constatés et indiscutables. Dans le même temps, les principes d'un enseignement technique et professionnel sont jetées, et la Commune entend promouvoir une instruction laïque, gratuite et obligatoire pour les enfants des deux sexes. Compte tenu de la brièveté de l'insurrection, la commission pour l'Enseignement ne peut entreprendre des réformes significatives, et les deux écoles professionnelles pour les filles et les garçons qui devaient s'ouvrir le 22 mai en sont empêchées par l'entrée des Versaillais dans la capitale. Mais dans plusieurs arrondissements, des commissions locales travaillent efficacement : à titre d'exemple, dans le 11e arrondissement, 12 000 enfants pauvres sont scolarisés dans des établissements entièrement laïcisés.
Sur un autre plan, la Commune encourage l'éducation populaire : la Sorbonne accueille des conférences de l'Association philotechnique, une bibliothèque communale qui propose des lectures publiques et des conférences populaires est ouverte dans le 13e arrondissement.

#### Arts

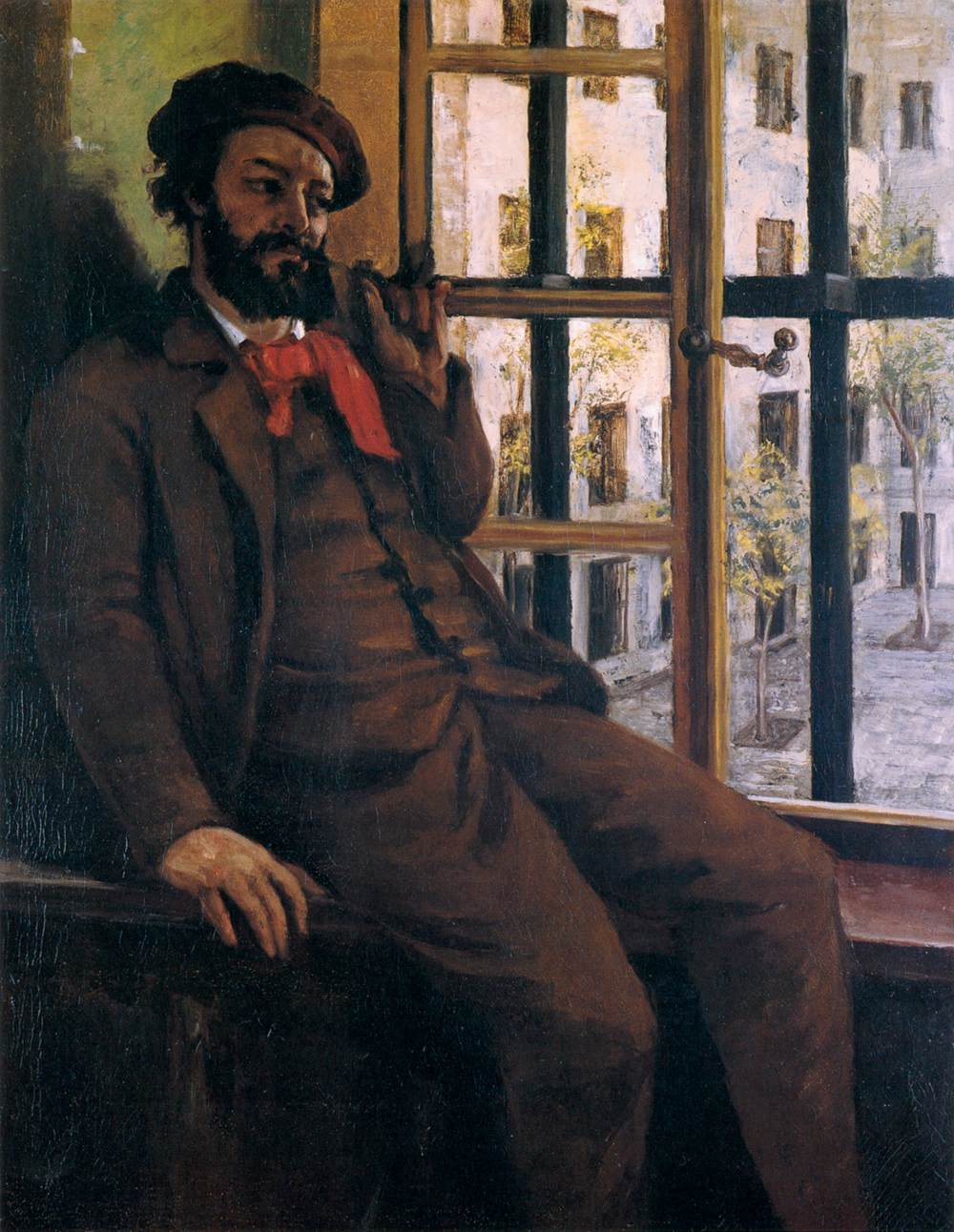
Autoportrait de Gustave Courbet, enfermé dans la prison de Sainte-Pélagie en 1872.

Nombreux sont les artistes engagés dans l'insurrection et l'historien Jean-Louis Robert constate que la Commune se démarque par « une visée où les arts devraient, comme d'autres activités, relever de l'association ouvrière et de la démocratie sociale ». L'appel lancé le 6 avril par Gustave Courbet aboutit à la création de la Fédération des artistes de Paris qui est définitivement constituée le 17 avril avec l'élection d'une commission fédérale de 47 membres qui représentent la diversité des métiers, : ainsi l'art ne se limite plus aux beaux-arts réservés à une élite mais intègre également les arts décoratifs dans une ambition démocratique et émancipatrice.
Le programme de la Fédération se développe autour de quatre grandes principes : d'une part, la liberté de l'art et sa libre expansion, « dégagée de toute tutelle gouvernementale et de tous privilèges », dont découle la suppression des écoles d'art officielles ; l'autogestion des artistes afin qu'ils prennent eux-mêmes la direction des grands musées parisiens et contrôlent la distribution de leurs œuvres ; la fraternité et l'égalité des artistes pour assurer l'amélioration de leurs conditions matérielles tout en supprimant le favoritisme, les privilèges et les récompenses des salons ; enfin la responsabilité sociale et morale des artistes qui doivent participer à la « régénération de la République » en démocratisant l'art par la généralisation de son enseignement, la participation des artistes aux fêtes publiques et la diffusion du « luxe communal » qui consiste à répandre la beauté et les chefs-d'œuvre jusqu'aux « plus humbles communes de France ».
Gustave Courbet devient le président de cette nouvelle fédération dont certains membres élus ne sont pas présents à Paris, comme Camille Corot, Honoré Daumier ou Jean-François Millet, retirés en province, ou d'autres refusent leur mandat, si bien que seule une vingtaine d'artistes participent activement aux activités de la fédération. C'est donc une toute nouvelle organisation sociale de la profession qu'envisagent les artistes engagés, mais l'action de la fédération est en fait relativement modeste de par le caractère éphémère de la Commune. Tous les musées n'ont pu être rouvert au public, en particulier celui du Luxembourg et la grande exposition envisagée pour le 15 juin ne peut avoir lieu, après l'écrasement de l'insurrection. En revanche, la commission s'occupe activement de la sauvegarde des collections et remet la main sur des œuvres que s'étaient appropriées les dignitaires du Second Empire.
De la même manière, les artistes du spectacle (musiciens, comédiens, chanteurs et compositeurs) s'organisent en fédération sous l'impulsion de l'auteur-librettiste Paul Burani, du chanteur et ouvrier-typographe Jules Pacra ou de Jules Perrin, fondateur de l'Union des Artistes lyriques des Cafés-concerts en 1865. La Fédération du spectacle ne partage pas le même idéal socio-politique que son homologue des Beaux-Arts mais elle développe rapidement des actions concrètes permettant la reprise immédiate du travail,. La Fédération participe ainsi activement à l'organisation de représentations ou de concerts d'une grande variété, dont les grands concerts organisés au jardin des Tuileries ne sont qu'un exemple. Elle soutient également la création d'un bataillon artistique qui permet aux artistes d'éviter les temps d'arrêt imposés par le service dans la Garde nationale. Un décret proposé par Édouard Vaillant et adopté le 19 avril garantit « la liberté des arts et l'indépendance esthétique et matérielle des artistes » en faisant cesser « le régime de l'exploitation par un directeur ou une société » pour le remplacer immédiatement par « le régime de l'association ». Parmi les principaux artistes du spectacle engagés dans la Commune figurent le chanteur comique populaire Henri Plessis, l'actrice Agar ou la chanteuse Rosa Bordas.

### Médiatisation
Selon l'historien Quentin Deluermoz, « dès mars 1871, la révolte parisienne est sans doute l'un des événements les plus médiatisés de l'époque ». La Commune est suivie par les journaux européens aussi bien que dans l'aire d'influence britannique (Canada, Inde, Australie) et dans l'espace atlantique (Brésil, Mexique, États-Unis). D'après l'examen des télégrammes Reuters circulant sur le réseau du câble télégraphique transatlantique, l'écrasante majorité des informations concerne l'insurrection parisienne « alors que de nombreux « faits » signifiants se déroulent bien entendu à l'échelle de la planète ». Selon l'historien Samuel Bernstein (en), « aucun thème économique ou politique […], à l'exception de la corruption gouvernementale, n'a reçu plus de gros titres dans la presse américaine des années 1870 que la Commune de Paris ». En France, l'insurrection parisienne a été très largement combattue par la presse, tant monarchiste que républicaine modérée.

### Vivre à Paris sous la Commune

#### Atmosphère de liberté et de tranquillité relative

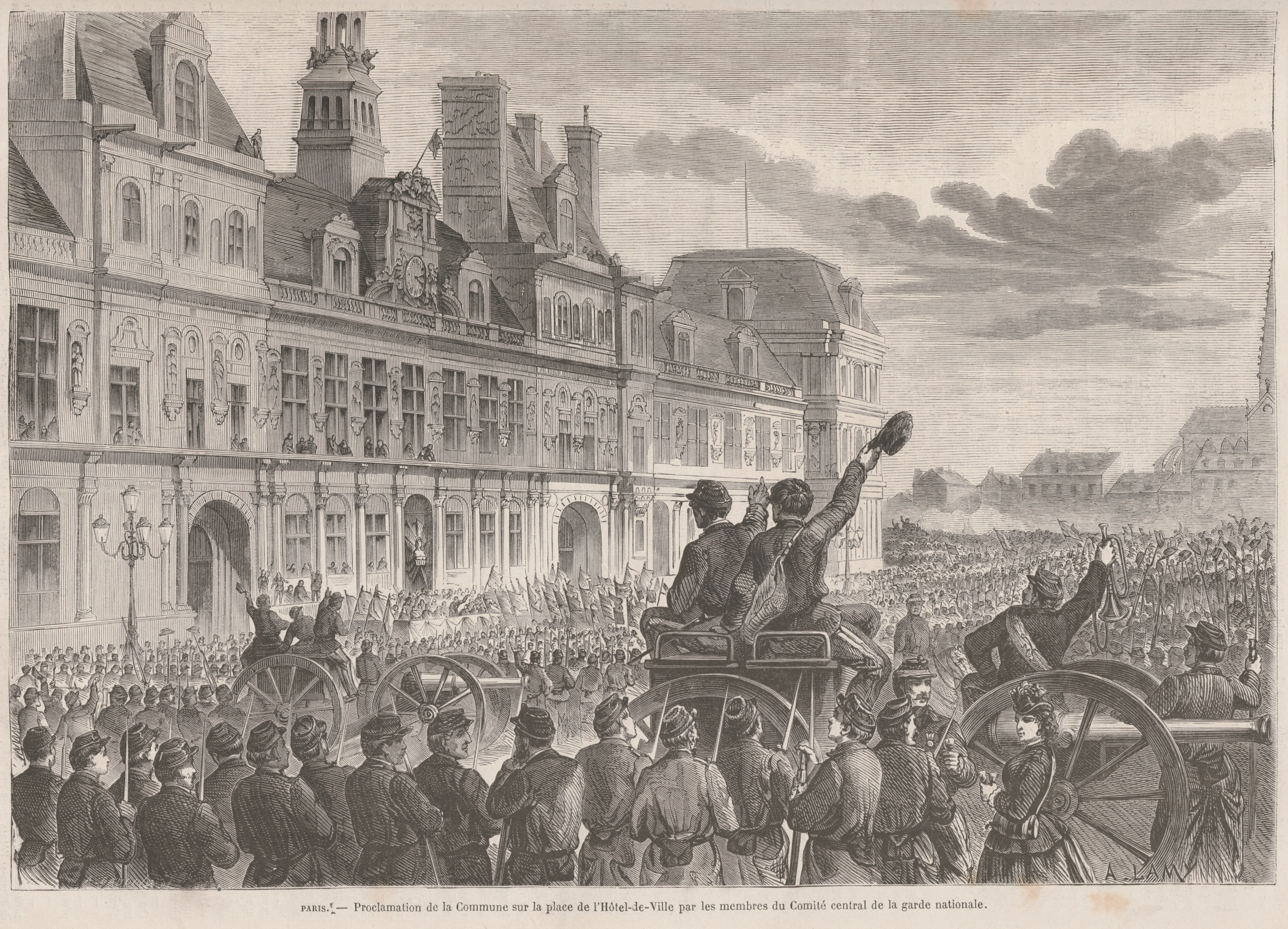
Proclamation des résultats des élections le 28 mars 1871, sur la place de l'Hôtel de Ville, par Auguste Lamy.

Partisans et membres de la Commune décrivent une atmosphère de paix et de tranquillité dans une ville ayant recouvré sa liberté : Jules Vallès évoque « le murmure de cette révolution qui passe, tranquille et belle, comme une rivière bleue… » et Gustave Courbet dresse un portrait idyllique de ces quelques semaines d'exercice : « Point de police, point de sottise, point d'exaction d'aucune façon, point de dispute… C'est un vrai ravissement ». L'avocat et journaliste américain Frank Morrison Pixley (en), présent à Paris pendant une bonne partie de l'insurrection, s'attache à défendre l'image des communards dont il salue l'ordre, la sobriété et le respect, affirmant n'avoir constaté aucun acte de pillage ni de vandalisme.
À côté des personnalités élues, les classes populaires de Paris manifestent une extraordinaire effervescence politique et une vie démocratique intense. Les élections maintiennent la tension politique et les cérémonies officielles permettent de grands rassemblements festifs et populaires, comme l'installation du conseil de la Commune à l'hôtel de ville le 28 mars ou la démolition de la colonne Vendôme le 16 mai,. Dans les quartiers, les concerts, les obsèques de gardes nationaux ou les défilés des bataillons revenant des combats donnent lieu à des rassemblements importants qui marquent la vie des Parisiens. Malgré l'approche des troupes versaillaises, la vie quotidienne se poursuit dans une relative tranquillité, et les cafés et les commerces restent longtemps ouverts bien que l'activité économique de la capitale soit encore ralentie.
La plupart des témoins directs, qu'ils soient favorables ou non à la Commune, décrivent une atmosphère de paix et de tranquillité retrouvées après les souffrances du siège, et ce malgré la menace des combats : l'écrivain Émile Zola observe ainsi « aux Tuileries, les femmes brodant à l'ombre des marronniers, tandis que, là-haut, du côté de l'Arc de Triomphe, des obus éclatent ». Le contraste est d'ailleurs saisissant entre les quartiers de l'Ouest parisien, très calmes, où une grande partie de la population avait quitté la ville dès les premiers jours de l'insurrection, et les quartiers du Nord et de l'Est, très animés. La réappropriation des Tuileries, dont les jardins sont ouverts dès le 24 mars et l'ancien palais impérial le 4 mai, symbolise la souveraineté retrouvée du peuple.

#### Clubs et associations
Sous la Commune, le peuple redécouvre sa souveraineté par le biais de plusieurs réseaux de sociabilité, en premier lieu les compagnies de la garde nationale qui finissent « par former une petite ville ou une petite république, ayant ses délibérations, nommant ses officiers et ses délégués, soumise à la vie fiévreuse de la grande crise », selon Camille Pelletan. Surtout, la population se retrouve dans de nombreux lieux pour y discuter de la situation, proposer des solutions, voire faire pression sur les élus ou aider l'administration communale. Nombreux pendant le siège et interdits en février, les clubs se multiplient rapidement après le 18 mars et se réunissent chaque soir dans les salles de bal, les amphithéâtres universitaires mais aussi les églises dont certaines sont néanmoins laissées à la disposition du culte en journée. Présents dans chaque arrondissement, ces clubs constituent selon Jacques Rougerie un « immense défouloir » où se développe une forme de « communisme élémentaire ». Les propriétaires, les accapareurs et les riches bourgeois, « ennemis du peuple », y sont attaqués violemment, de même que les prêtres et la religion, la magistrature et l'armée de métier. La prostitution, l'ivrognerie et le vol sont condamnés au profit d'une forme de probité et des vertus républicaines que le peuple entend promouvoir en même temps que le développement d'une éducation populaire et de l'instruction publique. Par ailleurs, les clubs entendent défendre l'exercice plein et entier de sa souveraineté par le peuple et affirmer son droit de contrôler les actes des élus qu'il voit comme ses « mandataires »,.
Certains clubs touchent une large audience comme le club Ambroise qui édite son propre journal, Le Prolétaire, mais leur impact est limité par le manque de coordination et de coopération. Toutefois, témoins de l'effervescence populaire et spontanée qui accompagne le mouvement communaliste, les clubs ont permis « la mise en pratique d'une forme de démocratie directe originale et inventive au caractère profondément libertaire ».
Par ailleurs, les sociétés ouvrières se développent et l'Association internationale des travailleurs compte jusqu'à 35 sections en mai 1871 dans différents corps de métiers : cheminots, ébénistes, tapissiers, bijoutiers, lithographes, chaudronniers ou encore travailleurs du cuir. Les femmes sont elles aussi actives dans les réunions et le 11 avril, sous l'impulsion de la relieuse Nathalie Lemel et de la militante russe Élisabeth Dmitrieff, une organisation féministe est fondée, l'Union des femmes pour la défense de Paris et les soins aux blessés, qui revendique la guerre contre Versailles et l'émancipation de la classe ouvrière,. Sur le plan militaire, elle parvient à mettre en place un service aux ambulances, aux cantines ou aux barricades, mais son action porte également sur des aspects sociétaux, avec la fermeture des maisons de tolérance, l'interdiction de la prostitution sur la voie publique et la reconnaissance de l'union libre, et sur le plan politique avec la création d'ateliers coopératifs gérés par des femmes,.

#### Liberté de la presse et journaux de la Commune

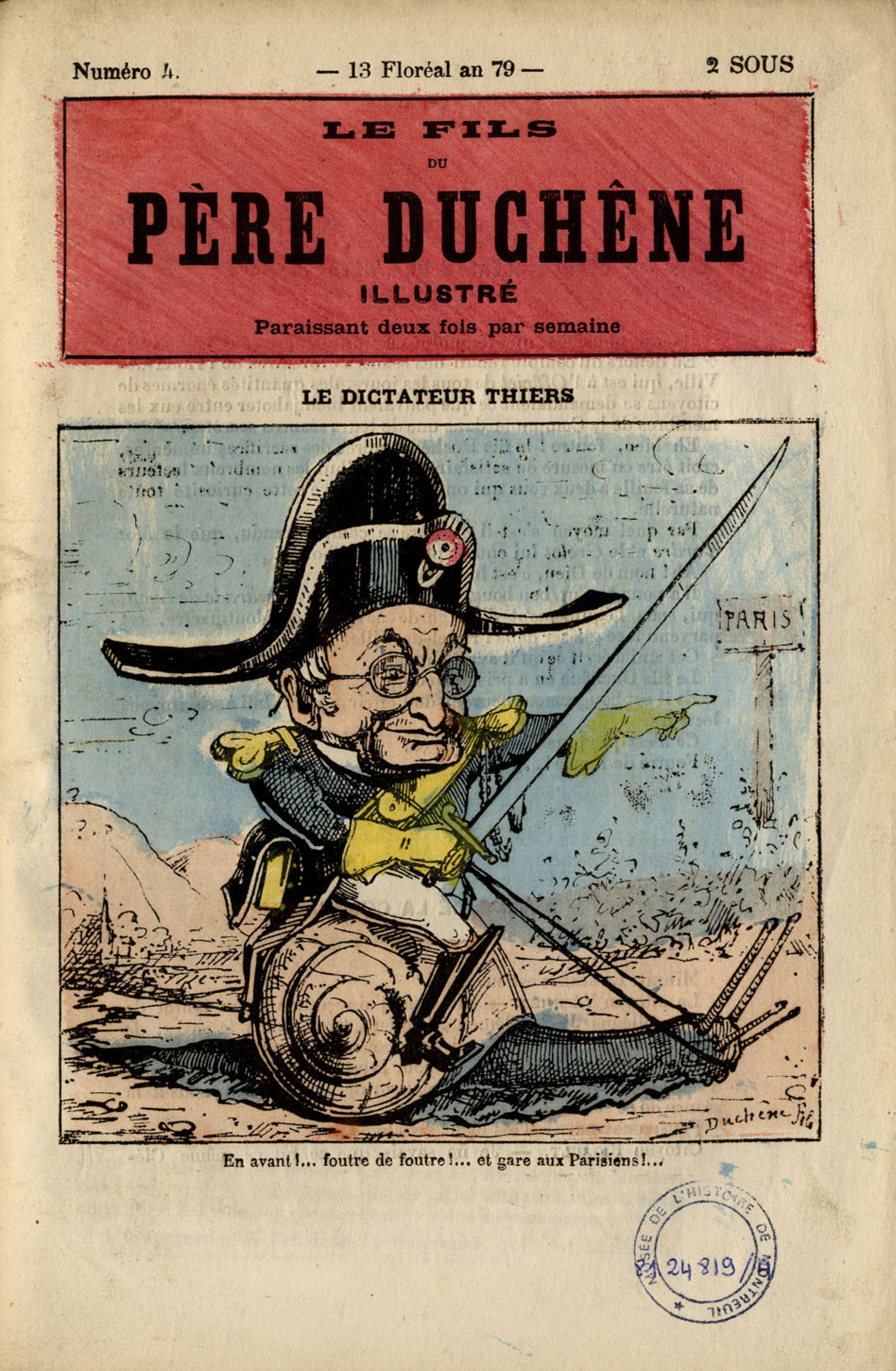
Le « dictateur Adolphe Thiers » chargeant les communards, couverture du Fils du père Duchêne Illustré du 3 mai 1871.

Dès le 19 mars, le Comité central garantit la liberté de la presse qui favorise le développement de nombreux titres tout en permettant aux journaux républicains modérés ou conservateurs de continuer à paraître, même si certains titres ouvertement favorables aux Versaillais, comme Le Temps, Le Gaulois, Le Figaro ou Le Moniteur universel, sont interdits,.
La presse connaît ainsi un véritable essor pendant la Commune : près de 70 journaux sont créés et leur diffusion massive est encouragée par un prix de vente assez faible, entre 5 et 10 centimes par numéro. Parmi les journaux les plus influents et les plus lus figurent Le Cri du peuple de Jules Vallès, qui tire de 50 000 à 100 000 exemplaires, ou Le Père Duchêne d'Eugène Vermersch, une feuille virulente que l'historien Jacques Rougerie décrit comme un véritable « écho des aspirations populaires » et dont les bénéfices servent à financer La Sociale, un organe ouvert aux féministes comme André Léo. Jacques Rougerie prend notamment exemple sur l'article du révolutionnaire Jules Nostag, l'Aube, publié le 9 avril 1871 dans La Révolution politique et sociale dont il est le rédacteur en chef : "Il est de la main d'un obscur international, mais vaut bien les plus beaux éditoriaux de Vallès". Le Journal officiel est lui aussi tiré à quelques milliers d'exemplaires et son édition allégée du soir est largement commentée dans les réunions.

#### Anticléricalisme
L'expérience de la Commune se distingue par un anticléricalisme populaire très développé qui trouve son origine dans le soutien de l'Église à l'Empire et de sa complicité avec les Versaillais.
Si quelques édifices religieux bénéficient d'une certaine protection, d'autres sont détournés, réaffectés voire endommagés. Certaines églises sont transformées en clubs comme Saint-Ambroise, Saint-Germain-l'Auxerrois, Saint-Sulpice, Notre-Dame-de-la-Croix, Notre-Dame-des-Champs ou La Trinité. L'église Sainte-Geneviève retrouve sa fonction de Panthéon et les bras de la croix qui surmonte son dôme sont sciés et remplacés par un drapeau rouge. L'église Saint-Pierre de Montmartre abrite un atelier de confection de vêtements militaires et l'église Notre-Dame-de-la-Nativité de Bercy est finalement incendiée le 25 mai.
Des actes de profanation sont également relevés, de même que des cérémonies parodiques, certains communards revêtant des habits liturgiques pour s'adonner à de fausses communions.

### La Commune de Paris et la province

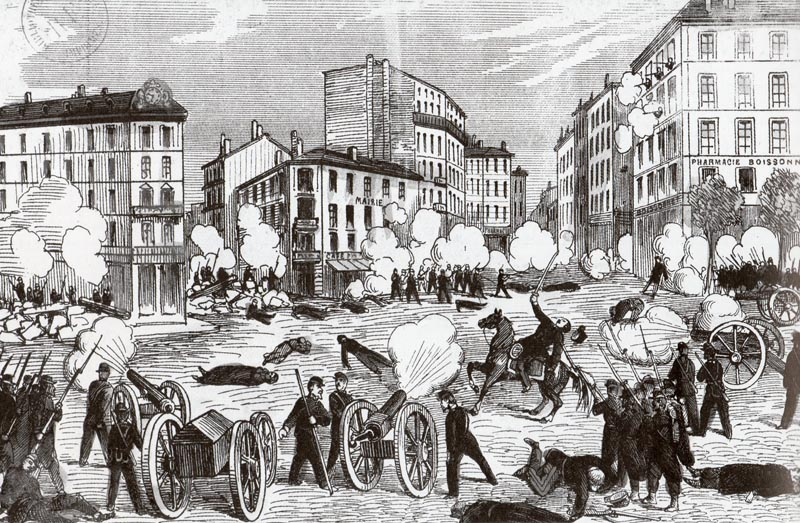
Attaque de l'armée contre les insurgés retranchés autour de la mairie de La Guillotière, les 30 avril et 1er mai 1871, dernier épisode de la Commune de Lyon.

Aussitôt après leur accession au pouvoir, les dirigeants de la Commune comprennent qu'ils ne pourront sortir victorieux de leur affrontement avec le gouvernement versaillais sans le soutien de la province. Ainsi, des émissaires sont envoyés à travers le pays dans les premiers jours qui suivent le soulèvement du 18 mars et la Déclaration au peuple français du 19 avril affirme que « c'est à la France de désarmer Versailles par la manifestation de son irrésistible volonté ». Quelques jours plus tôt, le 9 avril, André Léo et Benoît Malon lancent un « Appel aux travailleurs des campagnes » dans lequel ils prétendent que les intérêts des paysans sont les mêmes que ceux des ouvriers parisiens, les invitant ainsi à les rejoindre dans une guerre « à l'usure, au mensonge et à la paresse ». Ainsi les fédérés parisiens multiplient les initiatives pour rallier la province à la cause de la Commune, de la création d'une commission des Relations extérieures le 29 mars à celle de l'Alliance républicaine des départements le 23 avril, mais leur impact est limité.
Toutefois, l'élan républicain des dernières années du Second Empire n'est pas spécifiquement parisien et conduit à la formation de plusieurs communes insurrectionnelles en province, mais ces mouvements locaux sont eux aussi éphémères et, selon Michel Cordillot, ils s'effectuent « avec une chronologie et des modalités presque toujours différentes des événements parisiens et en fonction de spécificités locales qui doivent être examinées au cas par cas ». Le tissu économique local, les traditions politiques, la présence de personnalités ou d'organisation susceptibles de dynamiser et d'encadrer l'insurrection sont autant de facteurs déterminant les différents soulèvements. Bien avant la capitale, la première Commune est celle de Lyon, où la République est proclamée en avance sur Paris le 4 septembre 1870 au matin. Elle dure jusqu'en janvier de l'année suivante, avant de reprendre de mars à avril. Dans le contexte de l'invasion prussienne, l'effervescence populaire produit de nombreuses émeutes et fait naître le 18 septembre la Ligue du Midi pour la Défense nationale de la République, qui reçoit l'adhésion de plusieurs grandes villes du quart sud-est du pays comme Marseille, Lyon, Montpellier ou Grenoble et se voit imitée début octobre par la Ligue du Sud-Ouest à Toulouse et la Ligue de l'Est à Besançon.
Le soulèvement parisien du 18 mars donne lieu à un nouvel épisode d'émeutes urbaines parfois attisées par les émissaires parisiens. Comme en septembre, Lyon est la première ville de province à se soulever : la mairie est envahie le 22 mars et une Commune est installée le lendemain, avant d'être rapidement évincée par le conseil municipal qui bénéficie de l'appui de la majorité des commandants de bataillon de la Garde nationale. Dans les semaines qui suivent, des mouvements plus ou moins structurés apparaissent à Marseille, Narbonne, Saint-Étienne, Le Creusot, Toulouse, Perpignan, Grenoble, Limoges, Auxerre, Bordeaux, Nîmes ou encore Besançon. Le 14 avril, le gouvernement d'Adolphe Thiers fait voter une loi très restrictive et qui prévoit notamment que seules les communes de moins de 20 000 habitants pourront avoir un maire élu, de sorte que les revendications parisiennes apparaissent encore plus légitimes aux yeux des habitants des grandes villes du pays. Pourtant, la majorité des républicains provinciaux ne soutiennent pas la Commune parisienne : d'une part, ils lui reprochent d'être sortie du cadre de la légalité et s'interrogent sur la réalité de son soutien populaire ; d'autre part, ils craignent qu'elle cherche à imposer ses vues à l'ensemble du pays. La volonté de défendre une République démocratique l'emporte ainsi sur les questions sociales et les républicains provinciaux se contentent de proposer une médiation entre Paris et Versailles, en vain.

## Communards contre Versaillais

### Les Parisiens et la Commune

#### Qui sont les insurgés?

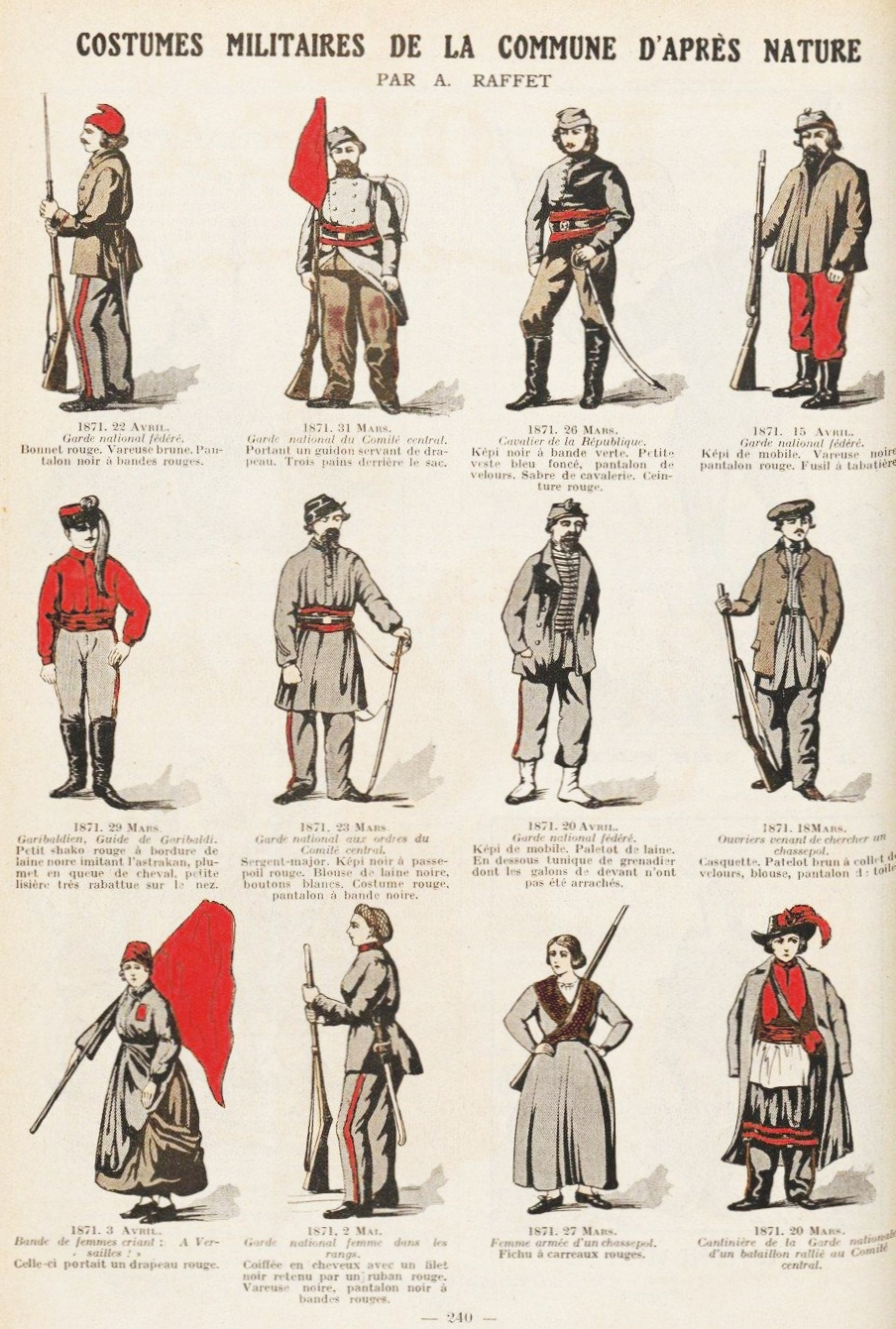
Costumes militaires de la Commune d'après nature par A. Raffet.

D'après l'historien, la Commune ne représente à peu près que la moitié de la population parisienne, mais elle bénéficie toutefois d'un vaste soutien populaire comme en témoignent les résultats des élections municipales du 26 mars. Les travaux de Jacques Rougerie apportent des précisions quant à la composition de cette population insurgée, constituée aux deux tiers d'ouvriers,. Les ouvriers du bâtiment forment 17 % du total des insurgés, les journaliers 14 % et les ouvriers de la métallurgie, un secteur en plein essor dans la capitale, représentent 12 %. Viennent ensuite les ouvriers des métiers d'arts et du livre (10 %) et ceux du textile et de la chaussure (9 %). Toutefois, la participation de la petite bourgeoisie n'est pas négligeable et nombreux sont les petits patrons, les employés, les boutiquiers et les rentiers qui adhèrent à l'insurrection.
Cette origine sociale plutôt modeste explique en partie pourquoi les deux tiers des communards ont un défaut d'instruction, et 20 % des individus arrêtés lors de la répression du mouvement avaient déjà fait l'objet d'une condamnation, dont près de la moitié pour des délits mineurs comme le vagabondage ou le vol à l'étalage. Par ailleurs, les communards sont majoritairement des hommes jeunes : un quart ont moins de 25 ans, un tiers ont de 25 à 35 ans et 29 % ont de 36 à 45 ans. La part des hommes mariés ou veufs est sensiblement égale à celle des célibataires (51 % contre 49 %) et un tiers des insurgés sont pères de famille. L'insurrection n'est pas exclusivement « parisienne » : 70 % des communards sont des provinciaux venus à Paris pour travailler, et environ 5 % sont d'origine étrangère.

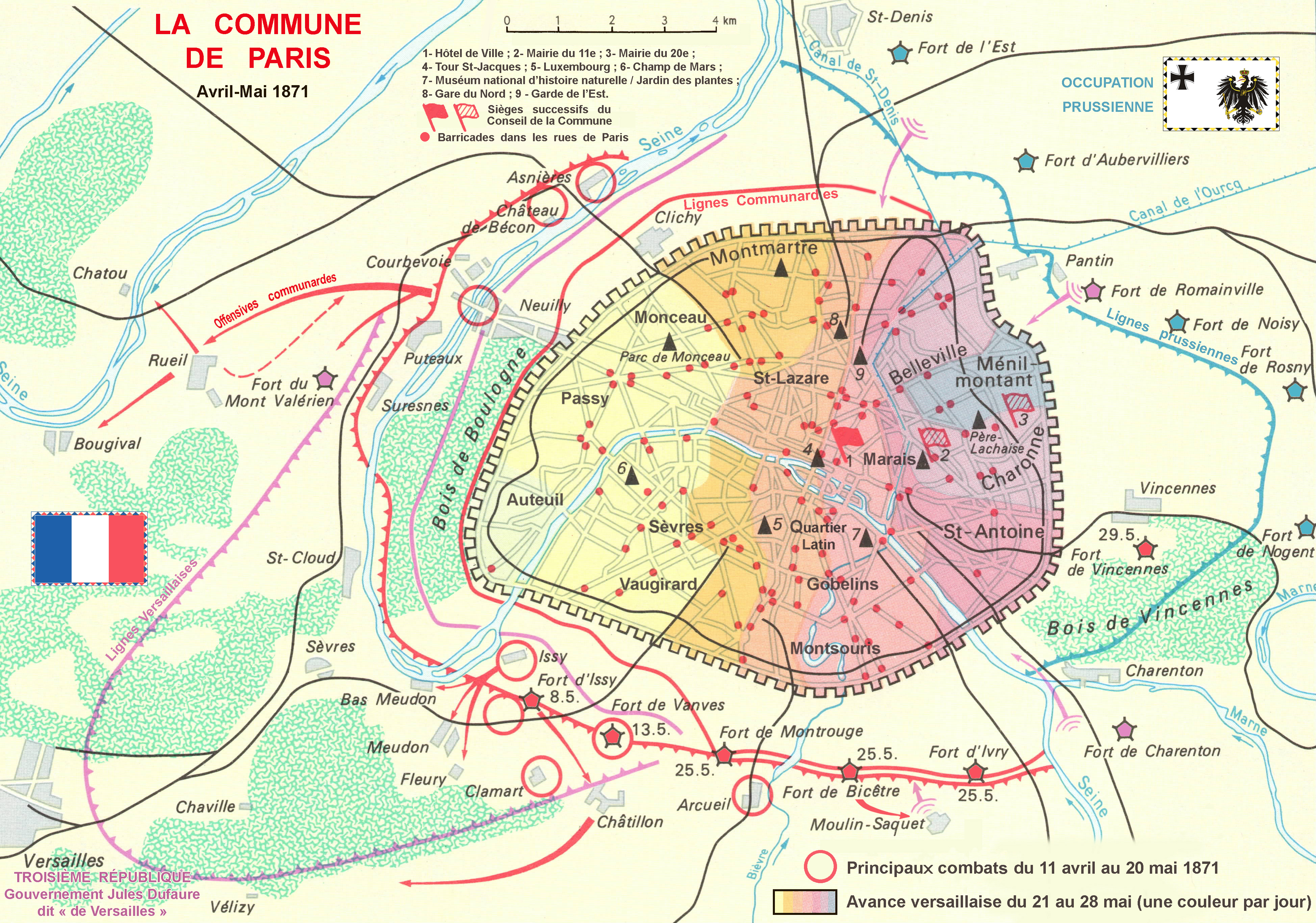
Carte des opérations et de la prise de Paris durant la « Semaine sanglante ».

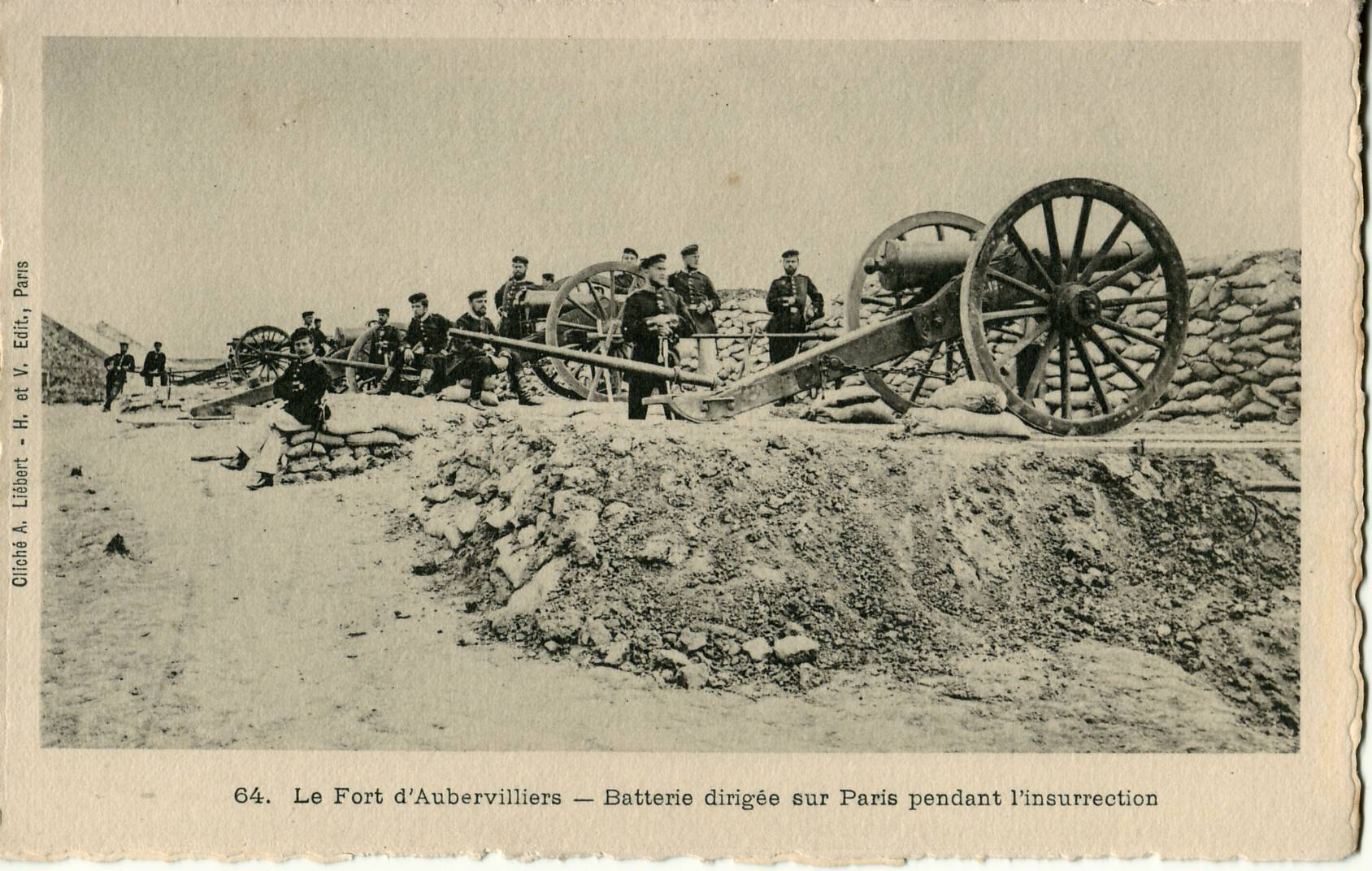
Les Prussiens favorisèrent l'offensive contre la Commune. Ici, batterie prussienne au fort d'Aubervilliers, pointée sur Paris. Cliché d'Alphonse Liébert.

#### Les oppositions à la Commune dans la capitale
Bien qu'elle bénéficie d'un vaste soutien populaire, la Commune ne fait pas l'unanimité et des oppositions naissent dès ses premiers jours d'exercice. Le 20 mars, 28 journaux conservateurs appuient les élus les plus réactionnaires de la capitale qui refuse la tenue de nouvelles élections municipales. Dans le même temps, plusieurs bataillons de gardes nationaux des quartiers bourgeois se regroupent sous l'autorité de l'amiral Saisset et le 22 mars, une manifestation des « Amis de l'Ordre » est réprimée dans le sang. Dès lors, les partisans du gouvernement versaillais font campagne pour le refus de voter aux élections du 26 mars, ce qui se traduit par une abstention sensiblement plus forte dans les quartiers cossus. À la suite du vote des premières mesures par le conseil de la Commune, il apparaît ce que l'historien Michel Cordillot appelle « une forme d'opposition par inertie » : certains bataillons refusent progressivement de participer à la lutte contre les Versaillais ; de nombreux hommes refusent la mobilisation et se cachent ou s'enfuient en se laissant glisser à l'aide de cordes le long des remparts ; des groupes de catholiques pratiquants font pression pour libérer des prêtres détenus comme otages, permettre le départ de prêtres et de séminaristes mobilisables, ou encore empêcher la tenue d'un club dans l'église Saint-Roch.
Au fil des semaines, la résistance est plus affirmée. Plusieurs agents versaillais travaillent pour rallier des gardes nationaux à la cause versaillaise et vont jusqu'à tenter de soudoyer Jarosław Dąbrowski. Par ailleurs, plusieurs conspirations sont déjouées par les communards, la plupart visant à désorganiser les services en sabotant, à titre d'exemple, l'approvisionnement en munitions.

### Mobilisation des deux camps

#### L'armée versaillaise

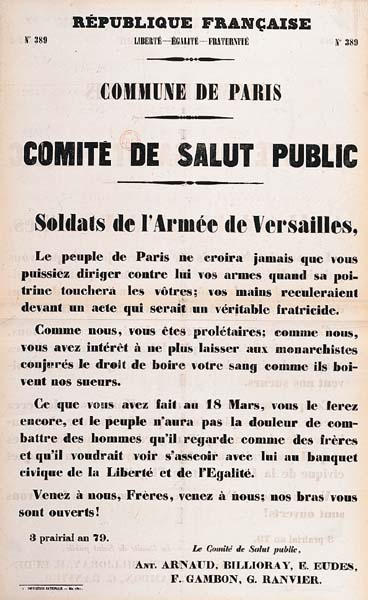
Affiche du Comité de Salut public de la Commune de Paris.

Après le soulèvement du 18 mars, l'armée régulière se replie à Versailles où siègent l'Assemblée nationale et le gouvernement dirigé par Adolphe Thiers. Ce dernier entreprend aussitôt de réorganiser les troupes dans le but de reprendre au plus vite la capitale. Il bénéficie de l'appui du chancelier allemand Otto von Bismarck qui entend signer la paix au plus vite et pour qui le désarmement de la capitale est un impératif. Alors que la convention d'armistice n'autorise que 40 000 soldats français en région parisienne, Bismarck libère rapidement près de 60 000 prisonniers de guerre qui peuvent s'adjoindre aux soldats dont dispose Thiers. La nouvelle armée est formée par décret le 6 avril 1871 et son commandement est confié au maréchal de Mac Mahon. Elle est ainsi constituée d'éléments d'origines diverses : lignards, de chasseurs à pied, soldats de l'infanterie de marine, de la légion étrangère et fusiliers marins.
Les prisonniers de retour d'Allemagne sont progressivement intégrés aux régiments provisoires et pour assurer l'union des troupes, le gouvernement « multiplie les gestes de bonne volonté » : les promotions sont nombreuses, le ravitaillement est particulièrement soigné et les uniformes sont renouvelés. Des gratifications incitatives en nourriture, vin ou argent sont accordées aux meilleurs éléments. Par ailleurs, la discipline est renforcée : afin d'éviter la contagion politique et d'endiguer le risque de fraternisation avec les insurgés, des unités compromises lors des émeutes à Montmartre le 18 mars sont dissoutes et certains de leurs membres sont envoyés en Afrique du Nord, cependant que les actes d'insubordination sont punis sévèrement. La résistance des fédérés et certains actes symboliques comme la destruction de la colonne Vendôme tendent à renforcer la détermination des soldats de l'armée régulière. Exploitant cette soif de revanche, la propagande du gouvernement relaie auprès des troupes des représentations péjoratives des communards.
Avant l'assaut de la capitale le 21 mai, l'armée versaillaise regroupée au camp de Satory est divisée en cinq corps confiés aux généraux Paul de Ladmirault, Ernest Courtot de Cissey, François Charles du Barail, Félix Douay et Justin Clinchant. L'armée de réserve est placée sous le commandement du général Joseph Vinoy. Les effectifs sont nombreux, évalués entre 120 000 à 130 000 hommes.
Par les banlieues nord et est qu'ils contrôlent, les Allemands laissent passer les troupes versaillaises qui veulent contourner Paris. De plus, par convention avec le gouvernement Thiers, ils occupent le Chemin de fer du Nord, établissent un barrage de troupes de la Marne à Montreuil et massent 80 canons et 5 000 soldats près de la porte et du fort de Vincennes tenus par la Commune, bloquant ainsi la sortie de la capitale par l'Est.

#### Les Fédérés
Face à une armée nombreuse, expérimentée et bien armée, la Commune dispose des hommes de la Garde nationale réunis sous l'égide de la Fédération de la Garde nationale, qui reçoit l'adhésion de 215 bataillons sur les 242 que compte la capitale, en grande majorité ceux issus des quartiers populaires. Mais comme l'affirme l'historien Olivier Peynot, « il n'y eut jamais d'armée communarde au sens strict ». De fait, la défense de Paris est assurée par « un agglomérat de bataillons réunis en légion pour chaque arrondissement » mais leur action n'est ni coordonnée ni efficace. Nommé délégué à la Guerre de la Commune le 3 avril, Gustave Paul Cluseret tente d'organiser l'armée fédérée, mais après l'échec de la tentative de sortie ce même jour, il opte pour une stratégie défensive. Une commission des barricades est constituées pour superviser leur érection, mais les travaux sont lents. Par ailleurs, les réformes qu'il entreprend pour améliorer la discipline, l'administration et l'encadrement de la Garde nationale ont des résultats limités, tant son mode de fonctionnement, basé sur l'élection des officiers et des délégués, renforce les contestataires. Le 30 avril, Cluseret est remplacé par un autre militaire de formation, Louis Rossel, qui démissionne dix jours plus tard. Charles Delescluze, un journaliste, lui succède.
Au début de la Semaine sanglante, la Garde nationale estime disposer de 170 000 hommes en armes, dont 80 000 dans les compagnies de combat, 10 500 en garnison dans les forts au sud et plusieurs milliers de réservistes dans les casernes. Cependant pour l'historien Robert Tombs, « la totalité des forces ne furent jamais disponibles simultanément », et si la garde nationale compte dans ses rangs des soldats compétents, expérimentés et déterminés, d'autres font preuve de tiédeur, n'étant « pas profondément convaincus par une idéologie révolutionnaire ». Elle souffre également d'indiscipline, avec notamment quelques cas spectaculaires d'ivrognerie. L'état-major se rend aussi compte que de nombreux bataillons exagèrent leurs effectifs, parfois pour percevoir des soldes, des équipements ou des rations supplémentaires, dont les surplus sont revendus. D'après le communard Gaston Da Costa, la Commune ne pouvait compter que sur 20 000 combattants actifs, ce qui semble assez crédible pour Robert Tombs : « mais il faut rappeler que le niveau d'implication variait beaucoup : certains se contentèrent de poser quelques pavés sur les barricades tandis que d'autres combattaient jour après jour ». Par ailleurs, les soldats n'ont pratiquement pas d'expérience militaire et leur ardeur républicaine s'accompagne d'une certaine réticence à la discipline. Malgré la présence de plusieurs chefs d'expérience comme Jarosław Dąbrowski ou Louis Rossel, l'encadrement de la Garde nationale est globalement défaillant. Les étrangers sont d'ailleurs relativement nombreux à s'engager pour la défense de la Commune, même si leur nombre exact est incertain. Belges, Luxembourgeois, Suisses et Italiens sont les plus nombreux, mais les Polonais sont surreprésentés tant parmi les officiers que parmi les simples combattants.
Les Fédérés disposent pourtant d'importantes réserves d'armes et de cartouches, cependant que les arsenaux continuent de fonctionner, mais toutes ne sont pas utilisées. D'après Olivier Peynot, sur les 400 000 fusils disponibles, moins de 115 000 sont utilisés, et sur les 1 740 pièces d'artillerie, seules 300 sont mises en action par les insurgés. Les quatre locomotives blindées dont le général Jarosław Dąbrowski s'était emparé à Asnières ne sont utilisées qu'à poste fixe et les douze canonnières dont dispose la flottille de la Commune sont désarmées et leur équipage est envoyé sur d'autres points de défense.

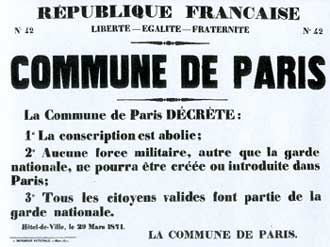
Mobilisation de la Garde nationale.

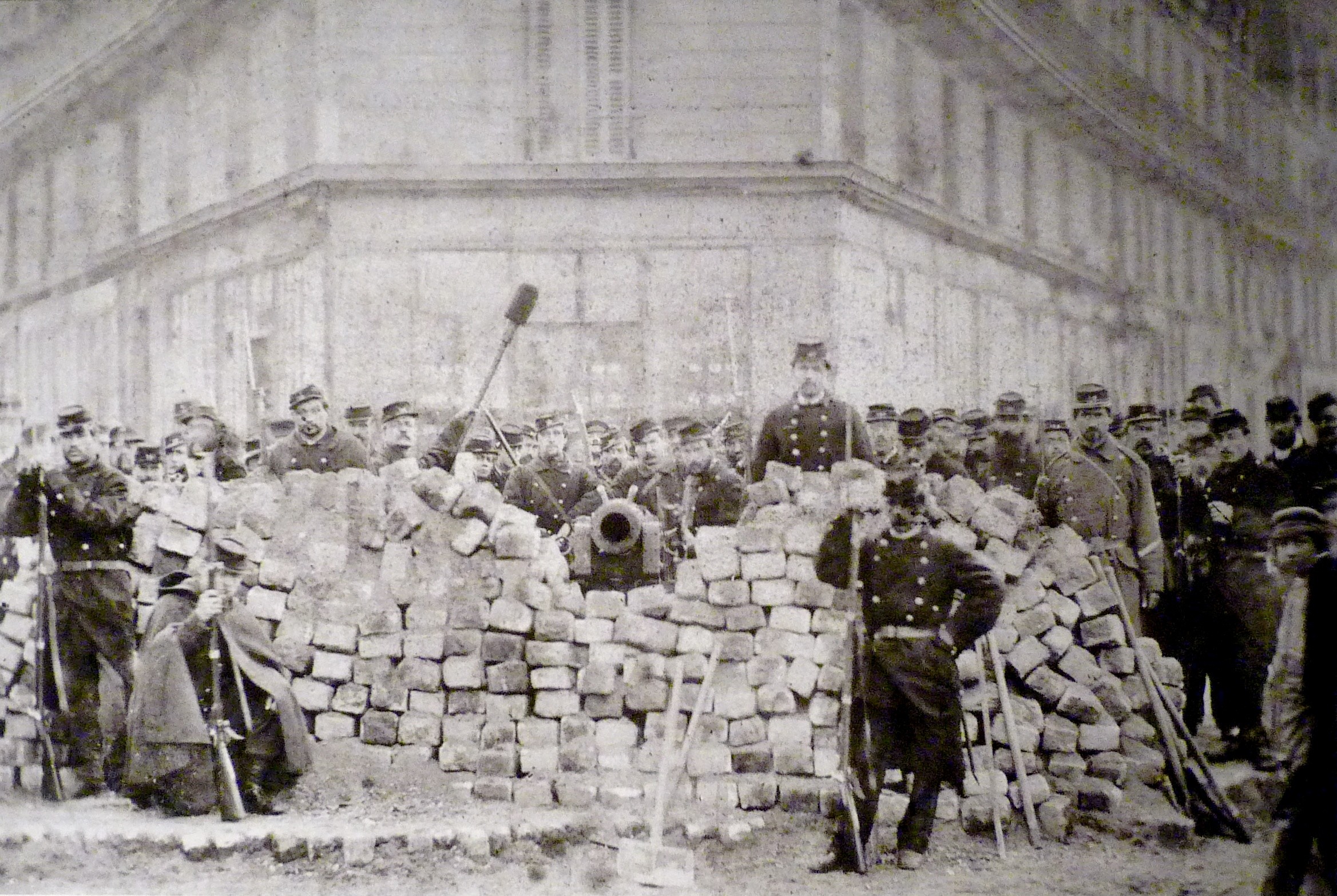
Barricade située à l'angle des boulevards Voltaire et Richard-Lenoir.

#### L'échec de la sortie sur Versailles (3-4 avril 1871-)

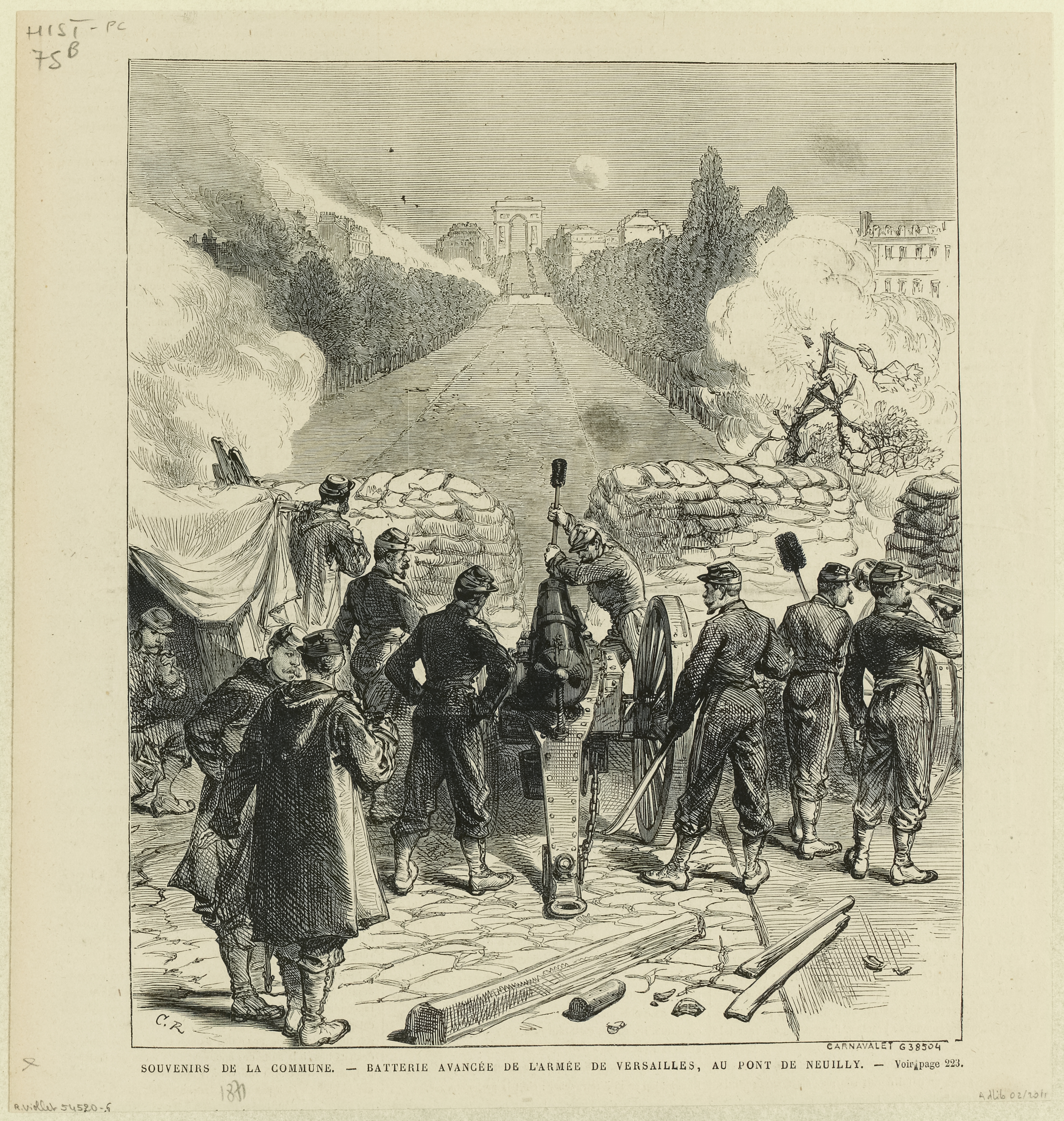
Batterie avancée de l'armée de Versailles au pont de Neuilly, vers le 5 avril.

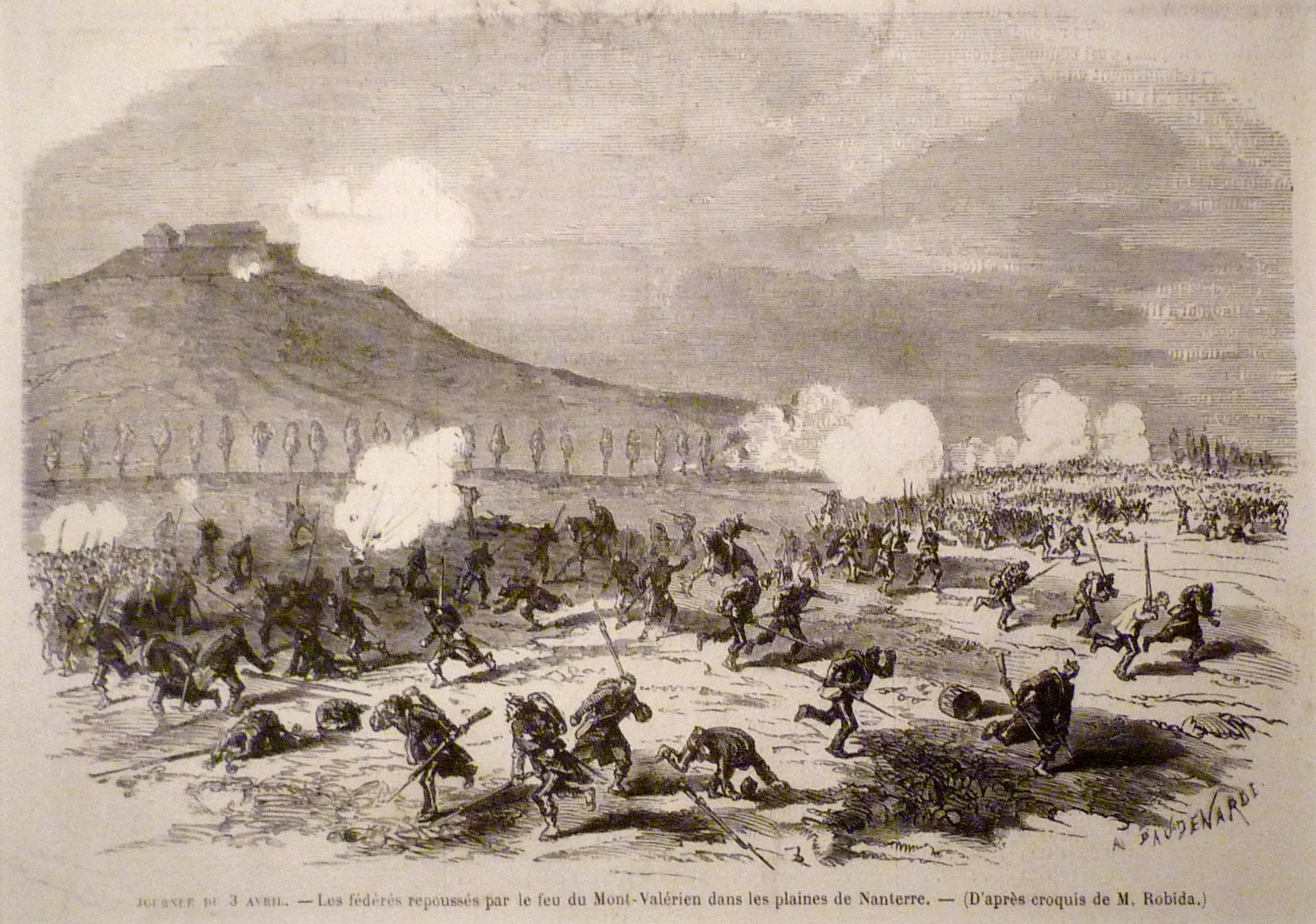
3 avril : les Fédérés sont repoussés dans la plaine de Nanterre par des tirs d'artillerie du Mont-Valérien, d'après Albert Robida.

### Second siège de Paris

#### L'échec de la sortie sur Versailles (3-4 avril)
Au lendemain du soulèvement du 18 mars, plusieurs chefs de bataillons insurgés comme Émile-Victor Duval, Émile Eudes, Théophile Ferré ou Victor Jaclard souhaitent pousser leur avantage en marchant sur Versailles, mais Charles Lullier, nommé à la tête de la Garde nationale, s'y oppose. Les négociations entre les membres du Comité central et les maires et députés parisiens pour l'organisation des élections municipales retardent encore la réalisation d'un plan d'offensive. Le 21 mars, les Versaillais occupent le fort du Mont-Valérien où les fédérés ont négligé de s'installer, ce qui leur donne un avantage considérable : les pièces d'artillerie qu'ils y installent dominent toute la proche banlieue ouest de Paris. Le 27 mars, à la tête d'une brigade de cavalerie, le général de Galliffet lance des patrouilles contre les forts et les avant-postes parisiens, et le 2 avril, les Versaillais mènent une reconnaissance offensive vers Courbevoie : ils capturent de nombreux insurgés dont cinq sont fusillés sur ordre du général Vinoy.
Sous les ordres d'Émile Eudes, Émile-Victor Duval, Jules Bergeret et Gustave Flourens, une contre-offensive en direction de Versailles est menée le lendemain : elle se solde par un échec à Meudon et à Rueil, où Flourens est assassiné. Malgré l'arrivée de renforts fédérés au matin du 4 avril, les insurgés sont encerclés sur le plateau de Châtillon et Duval est fusillé à son tour,. Pour Michel Cordillot, l'échec de la marche sur Versailles rend « inéluctable à terme la défaite militaire des communards ».

#### Bombardements versaillais

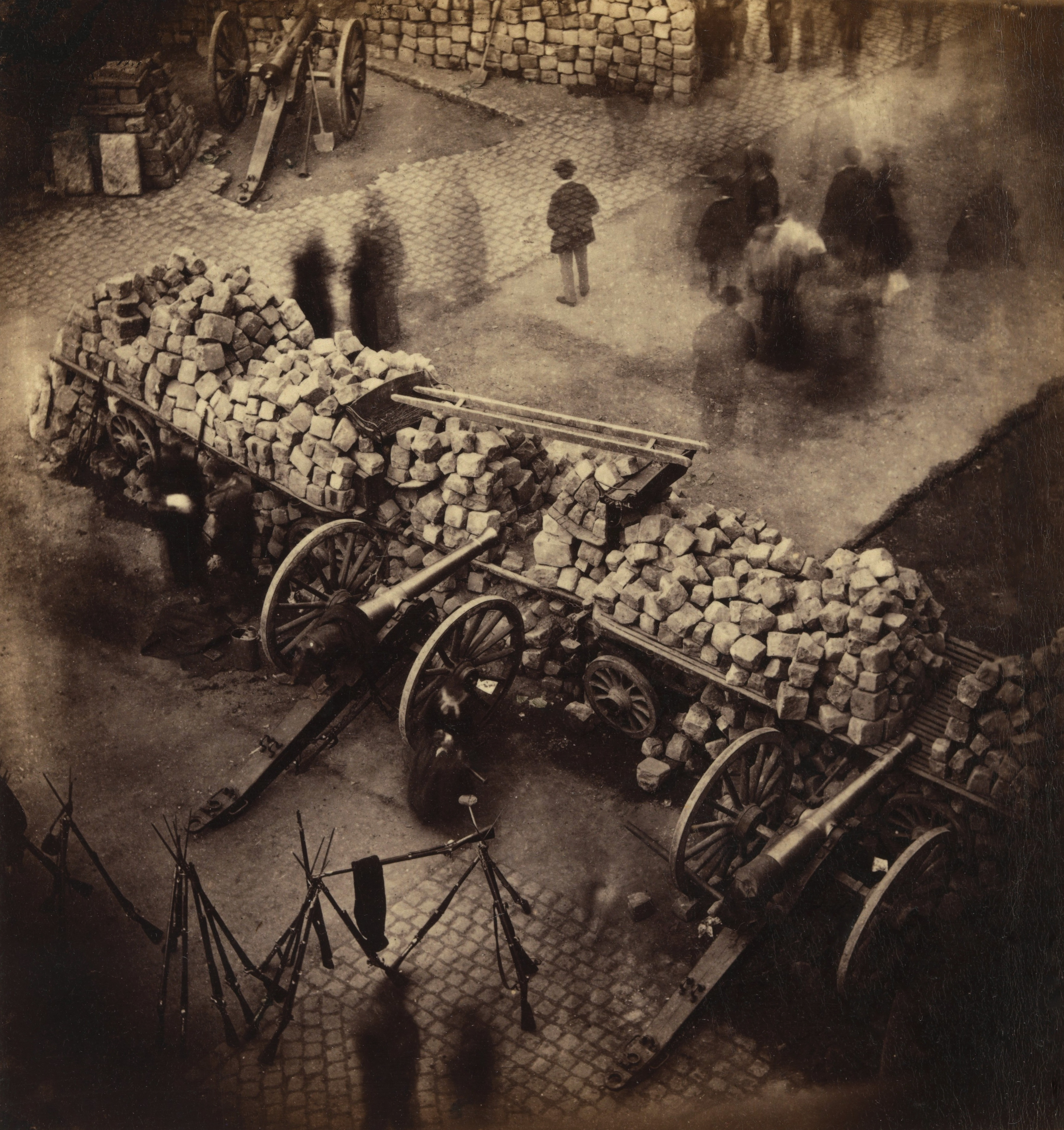
Avril 1871, coin de la place de l'Hôtel de Ville et de la rue de Rivoli.

En réponse aux exactions versaillaises, la Commune publie le 5 avril, le « décret sur les otages » qui prévoit l'exécution de trois otages pour un communard exécuté. Plusieurs dizaines de personnes sont arrêtées, principalement des gendarmes et des prêtres dont l'archevêque de Paris, Georges Darboy. Dans les faits, ce décret n'est mis en application qu'à la fin mai, pendant la Semaine sanglante, mais il conduit plusieurs membres plus modérés à démissionner du conseil de la Commune. Il produit cependant son effet dans la mesure où les Versaillais suspendent immédiatement les exécutions sommaires. Plusieurs barricades sont également érigées dans Paris, notamment sous les ordres de Napoléon Gaillard qui prend la tête de la Commission des barricades le 30 avril.
Tout au long du mois d'avril, les combats sont sporadiques mais les bombardements s'intensifient notamment en direction du fort d'Issy sur lequel les Versaillais concentrent leurs efforts. La capitale étant solidement protégée par son enceinte, le gouvernement adopte une stratégie prudente et cherche avant tout à empêcher les fédérés d'organiser une nouvelle sortie. Les Allemands étant stationnés au nord et à l'est de la capitale, l'armée régulière se masse au sud et à l'ouest de Paris. Au soir du 26 avril, le village des Moulineaux est occupé par les lignards de l'armée régulière qui menacent aussi celui d'Issy. Le 4 mai, les Versaillais prennent la redoute du Moulin de Saquet, puis le village de Clamart le lendemain. Le fort d'Issy tombe le 9 mai. Le fort de Vanves est neutralisé à son tour et l'artillerie fédérée placée sur les remparts n'est plus d'aucune utilité pour assurer la défense de la capitale, soumise à un bombardement de plus en plus intense de ses quartiers ouest.

### Semaine sanglante

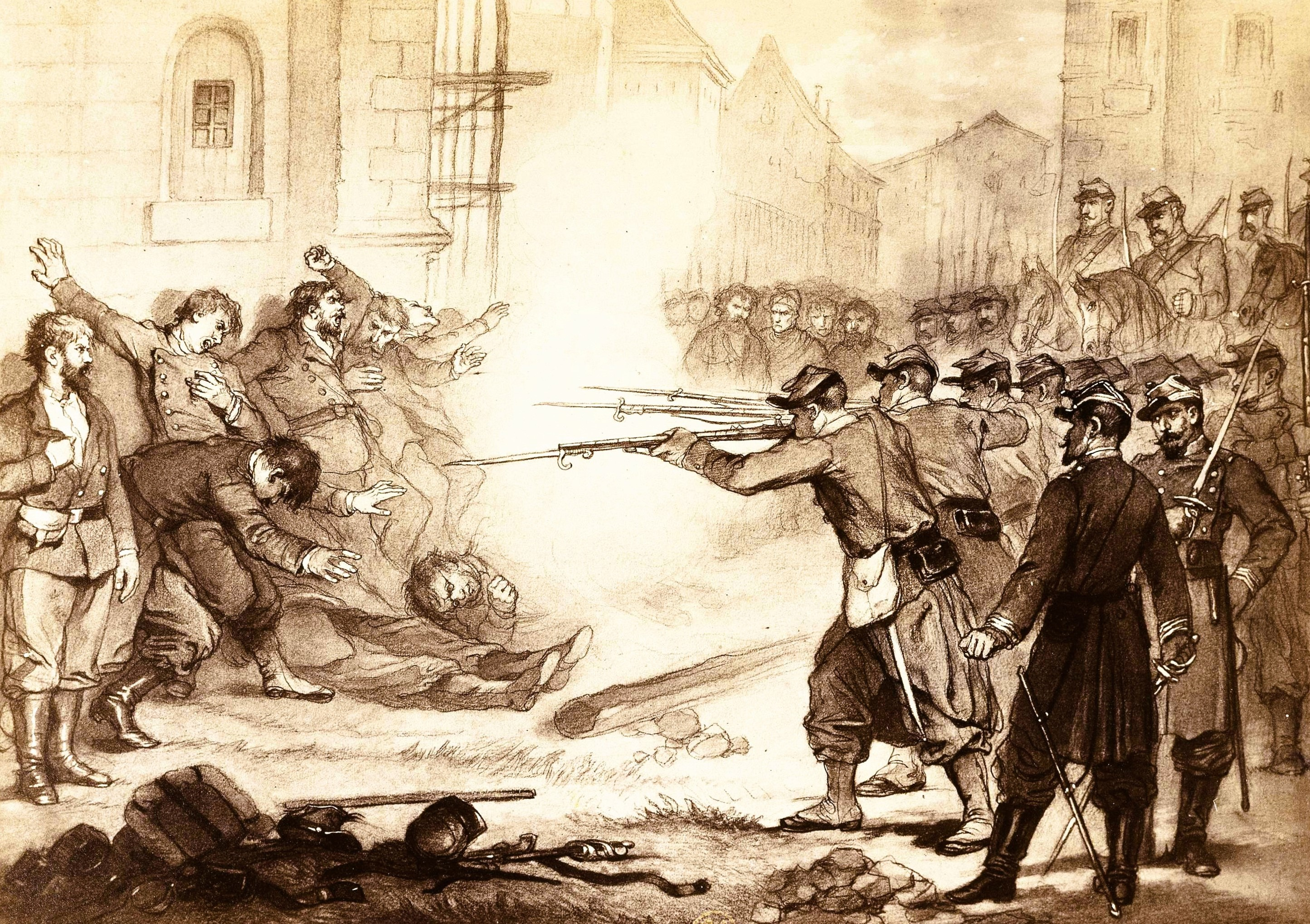
Exécution de communards par une troupe de soldats versaillais, attribué à Félix Philippoteaux.

La Commune est finalement vaincue durant la Semaine sanglante qui débute avec l'entrée des troupes versaillaises dans Paris le 21 mai pour s'achever par les derniers combats au cimetière du Père-Lachaise le 28 mai. Au cours de cette semaine, l'insurrection est écrasée et ses membres exécutés en masse.
Le 21 mai, Jules Ducatel, piqueur des Ponts et Chaussées, monte sur le bastion no 64 pour avertir les Versaillais que la place n'est plus gardée : l'armée régulière pénètre dans Paris par le rempart du Point-du-Jour et la porte de Saint-Cloud sans rencontrer la moindre résistance. Le conseil de la Commune, qui est en train de juger Gustave Cluseret, tarde à réagir et n'envoie aucun renfort malgré la demande formulée par Jarosław Dąbrowski qui envisage une contre-attaque. Dans la soirée, le délégué à la guerre Charles Delescluze fait même afficher une publication affirmant que les Versaillais sont repoussés.
Le lendemain matin, les fédérés ripostent mais la lutte n'est pas coordonnée et les membres du conseil se replient dans leur arrondissement pour organiser la défense. Les Versaillais continuent de progresser rapidement. Une nouvelle proclamation rédigée par Delescluze engage le peuple à résister et environ 900 barricades sont dressées dans toute la ville, notamment au square Saint-Jacques, dans les rues Auber, de la Chaussée-d'Antin, de Châteaudun, du Faubourg Montmartre, de Notre-Dame de Lorette, des Martyrs, à l'église de la Sainte-Trinité, à La Chapelle, à la Bastille, aux Buttes Chaumont, à Ménilmontant, au Panthéon, au Père-Lachaise ou sur les grands boulevards comme celui de Saint-Michel. Dans la soirée, les Versaillais occupent déjà le quart de la ville et mènent une répression active : 17 gardes nationaux sont fusillés à la caserne Babylone, tandis que les premiers incendies se déclenchent,.

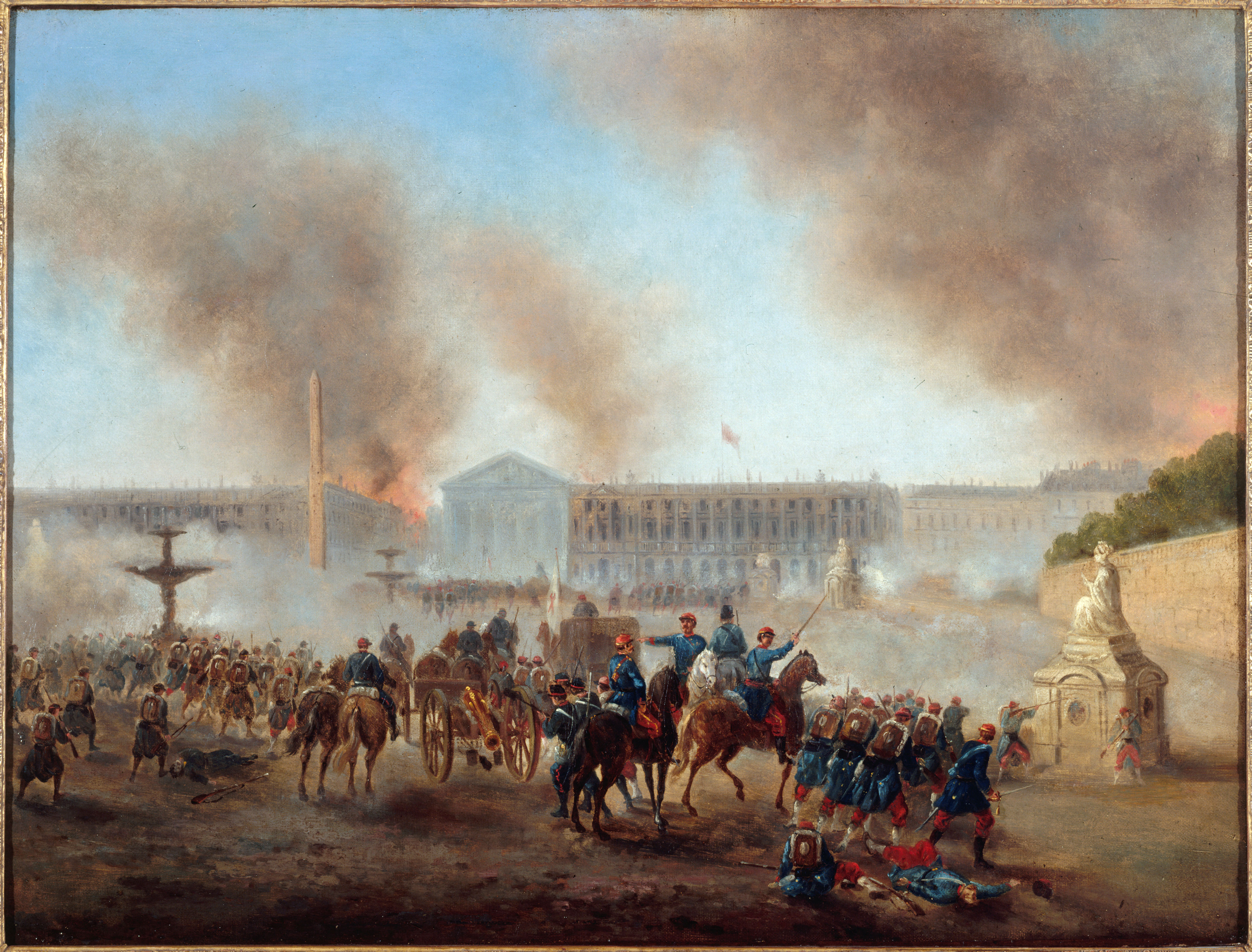
L'Armée des Versaillais à la Concorde le 23 mai.

Ces incendies deviennent rapidement l'un des moyens privilégiés par les communards pour retarder la progression de l'armée régulière : le feu est mis à de nombreux monuments comme le palais de la Légion d'honneur, le palais d'Orsay, la Caisse des dépôts ou le palais des Tuileries,. Les Versaillais occupent l'Opéra, Montmartre et la Concorde, ils atteignent l'Observatoire et procèdent à des exécutions massives.

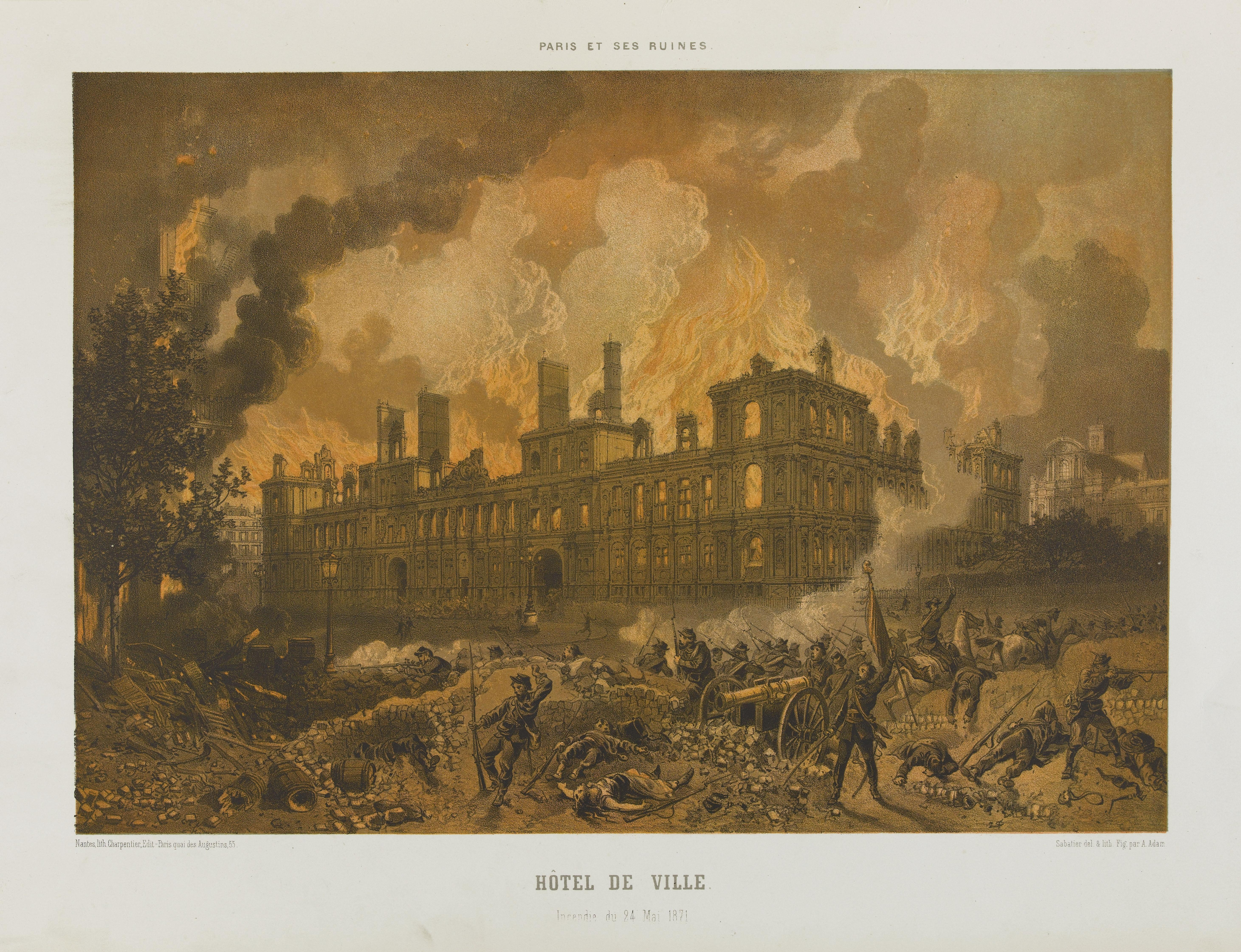
Incendie de l'Hôtel de ville le 24 mai 1871.

Le 24 mai, l'armée régulière progresse difficilement dans le réseau de rues étroites et fortement barricadées du centre de Paris et les combats sont acharnés, en particulier dans le Quartier latin. Les insurgés se replient sur la rue Mouffetard, la rue des Gobelins et la Butte-aux-Cailles, où le général Walery Wroblewski a mis seize pièces d'artillerie en batterie. Au nord, les Versaillais prennent les gares de l'Est et du Nord, la porte Saint-Denis et la porte Saint-Martin. Les incendies de la veille se poursuivent et de nouveaux feux sont allumés au Louvre, dans des maisons rue Saint-Honoré, rue de Rivoli et rue Royale, au Palais-Royal, à l'Hôtel de ville, au Palais de justice, à la Conciergerie, à la Préfecture de police, au théâtre de la Porte-Saint-Martin et au Théâtre-Lyrique,. La mairie du 11e arrondissement devient le centre de la résistance et un vaste réseau de barricades est constitué de la caserne du Prince-Eugène aux Magasins réunis. Dans la soirée, l'archevêque de Paris Monseigneur Darboy est exécuté avec cinq autres otages dont Louis-Bernard Bonjean, président de la Cour de cassation. La mort de l'archevêque, qui avait tenté de faciliter l'échange d'Auguste Blanqui contre des prisonniers fédérés, ôte le dernier espoir d'arrêter l'effusion de sang.
La Butte-aux-Cailles tombe le 25 mai tandis que de nouveaux otages sont exécutés. Le lendemain, plus de cent communards sont abattus sur une barricade rue de Charenton, et les défenseurs de la rue Sainte-Marguerite sont tués jusqu'aux derniers. Les insurgés ne tiennent plus qu'un secteur réduit dans l'est de la capitale et les derniers représentants de la Commune se réfugient dans une maison rue Haxo pour débattre de la situation. Malgré l'opposition de certains dirigeants, de nouveaux otages sont exécutés,.
L'encerclement des derniers fédérés se poursuit le 27 mai : l'assaut des Buttes-Chaumont est donné en début d'après-midi tandis que le corps de réserve s'empare de la porte de Montreuil et de la porte de Bagnolet, tout en progressant dans le quartier de Charonne où la résistance faiblit. Des dizaines d'insurgés se replient au cimetière du Père-Lachaise, rapidement investi par deux brigades versaillaises. Les insurgés défendent le terrain pied à pied entre les tombes et les derniers combats ont lieu à la baïonnette à la tombée de la nuit. Le lendemain matin, 147 communards sont fusillés au mur des Fédérés puis jetés dans une fosse ouverte près du mur est de l'enceinte,.
Les derniers combats ont lieu à Belleville le 28 mai et les dernières barricades sont enlevées comme celle de la place du Prince-Eugène dont la plupart des défenseurs sont fusillés. Dans la soirée, des coups de feu sont encore tirés près de l'hôpital Saint-Louis et seul le fort de Vincennes est encore aux mains des insurgés. Ses occupants acceptent de se constituer prisonniers le lendemain matin : malgré la convention signée par un colonel versaillais, neuf officiers communards sont fusillés. Certains insurgés parviennent à s'enfuir, comme Jules Vallès qui se déguise en infirmier. Ce n'est pas le cas d'Eugène Varlin qui est reconnu et dénoncé par un prêtre rue Lafayette. Immédiatement arrêté, il est conduit à Montmartre, rue des Rosiers, où il est fusillé sur le lieu même de l'exécution des généraux Lecomte et Clément-Thomas le 18 mars.
Pendant toute la semaine du 21 au 28 mai, celle de l'offensive contre la Commune, la Bourse de Paris reste fermée alors qu'elle était jusque-là restée ouverte.

## Bilan humain et destructions

### Massacres versaillais

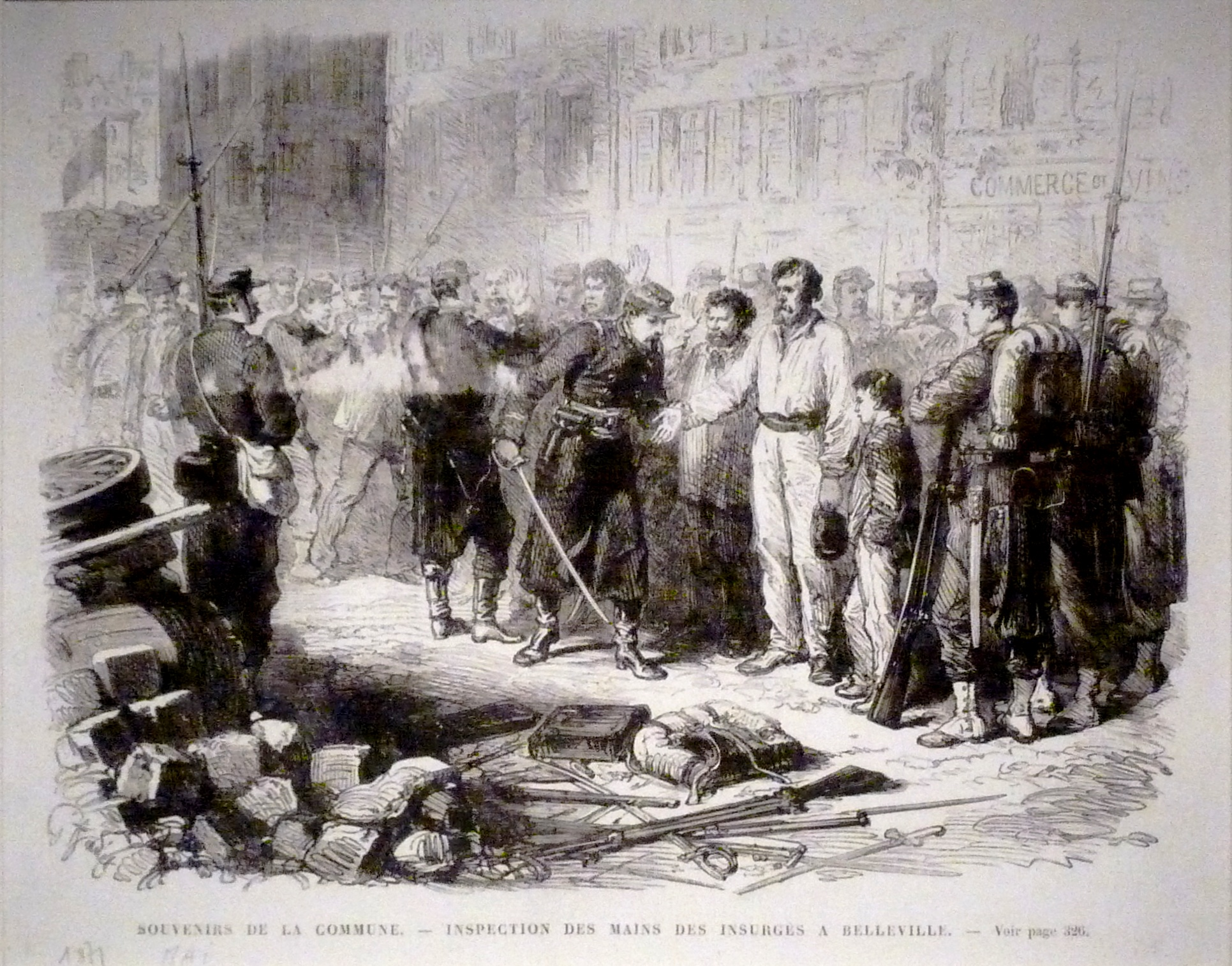
Les Versaillais inspectent les mains des communards capturés pour y déceler des traces de poudre.

La répression contre les communards est impitoyable et féroce : tous les témoins des événements de la Semaine sanglante mentionnent les nombreuses exécutions sommaires commises par les troupes versaillaises et l'historien Jacques Rougerie affirme que celles-ci procèdent « à des massacres systématiques » qui « ne peuvent s'expliquer seulement par l'énervement des troupes, ou la sauvagerie des corps à corps de guerre civile ». Il précise par ailleurs que ces exactions sont d'abord le fait des généraux bonapartistes ou monarchistes comme Ernest Courtot de Cissey, Joseph Vinoy et Félix Douay, ou de leurs subordonnées comme Gaston de Galliffet, alors que les massacres sont presque inexistants lors des opérations menées dans le nord de la capitale par le général républicain Justin Clinchant.
Les exécutions commencent dès le 22 mai, alors que l'armée régulière n'a pas encore rencontré de résistance sérieuse, et les soldats versaillais « ratiss[ent] les quartiers, arrêt[ent] au moindre soupçon, exécut[ent] ». Pour Robert Tombs, les communards sont victimes d'une « purge organisée et calculée » qui ne se limite pas aux seuls combattants : d'après Alain Bauer et Christophe Soullez, des femmes, des enfants, des malades et des vieillards sont assassinés jusque dans les hôpitaux.

Massacres de communards par les troupes versaillaises.
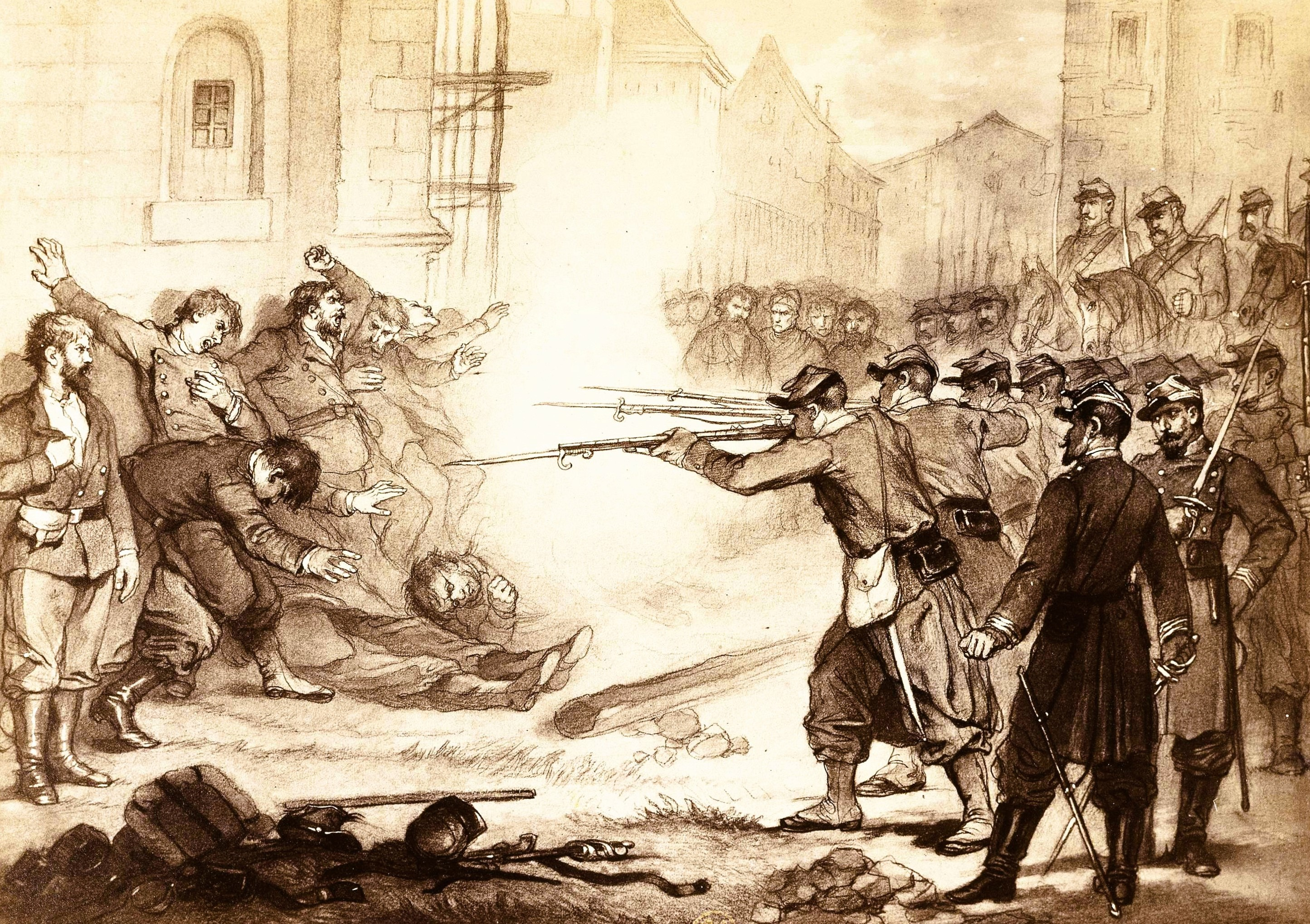
Communards fusillés dans la rue, gravure anonyme d'après Félix Philippoteaux.
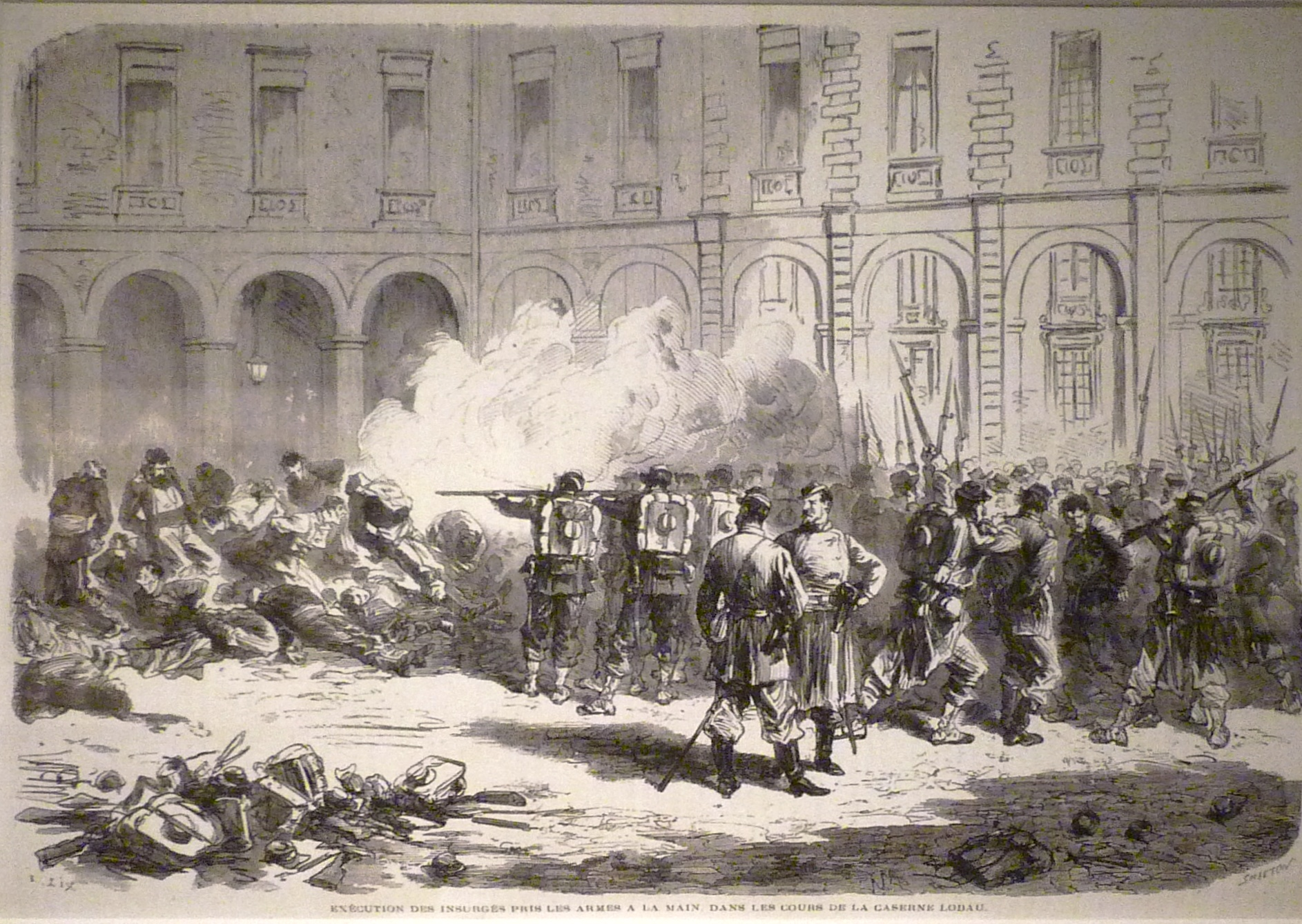
Exécutions dans la cour de la caserne Lobau, par Frédéric Lix.
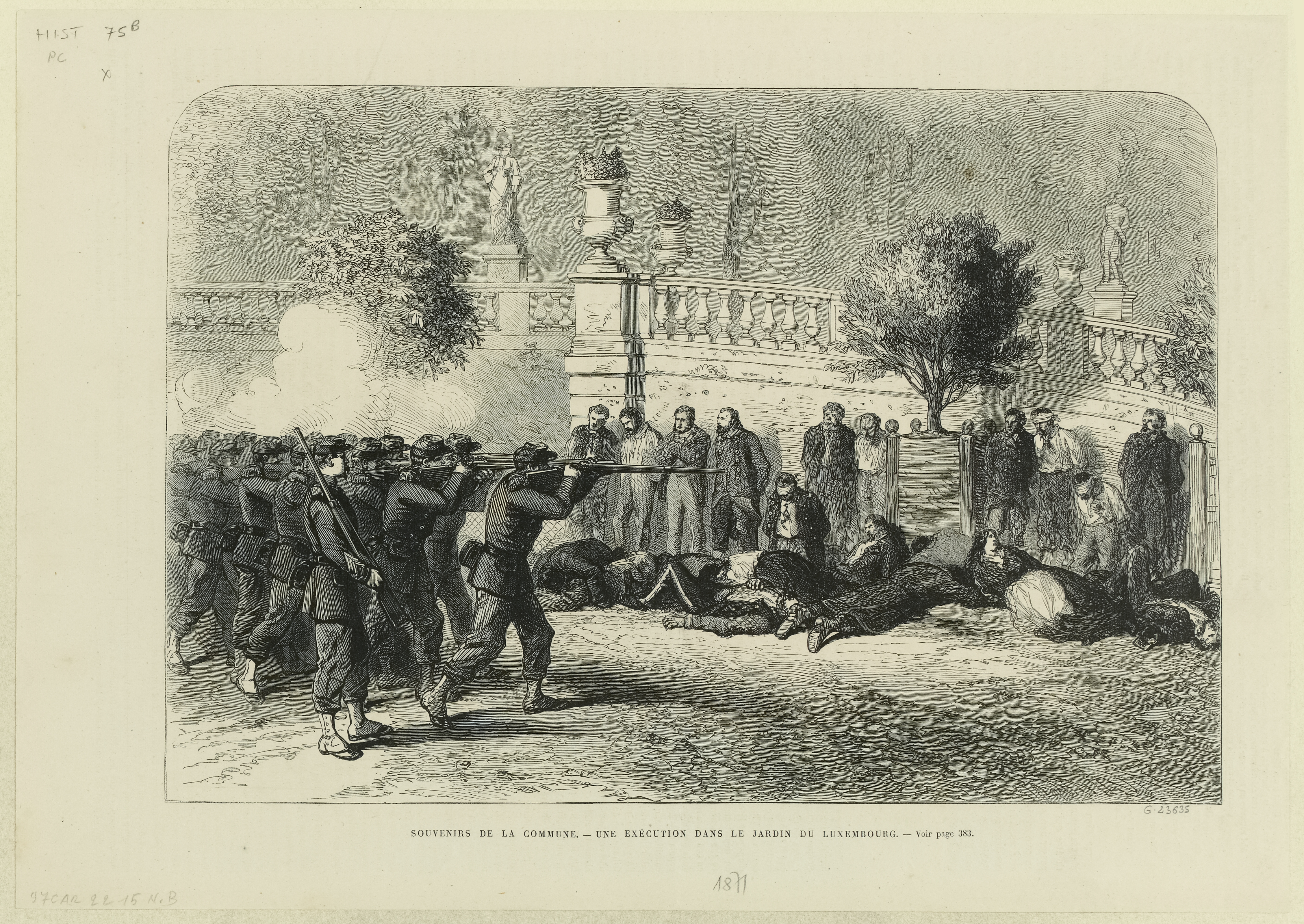
Une exécution dans le jardin du Luxembourg, gravure anonyme.
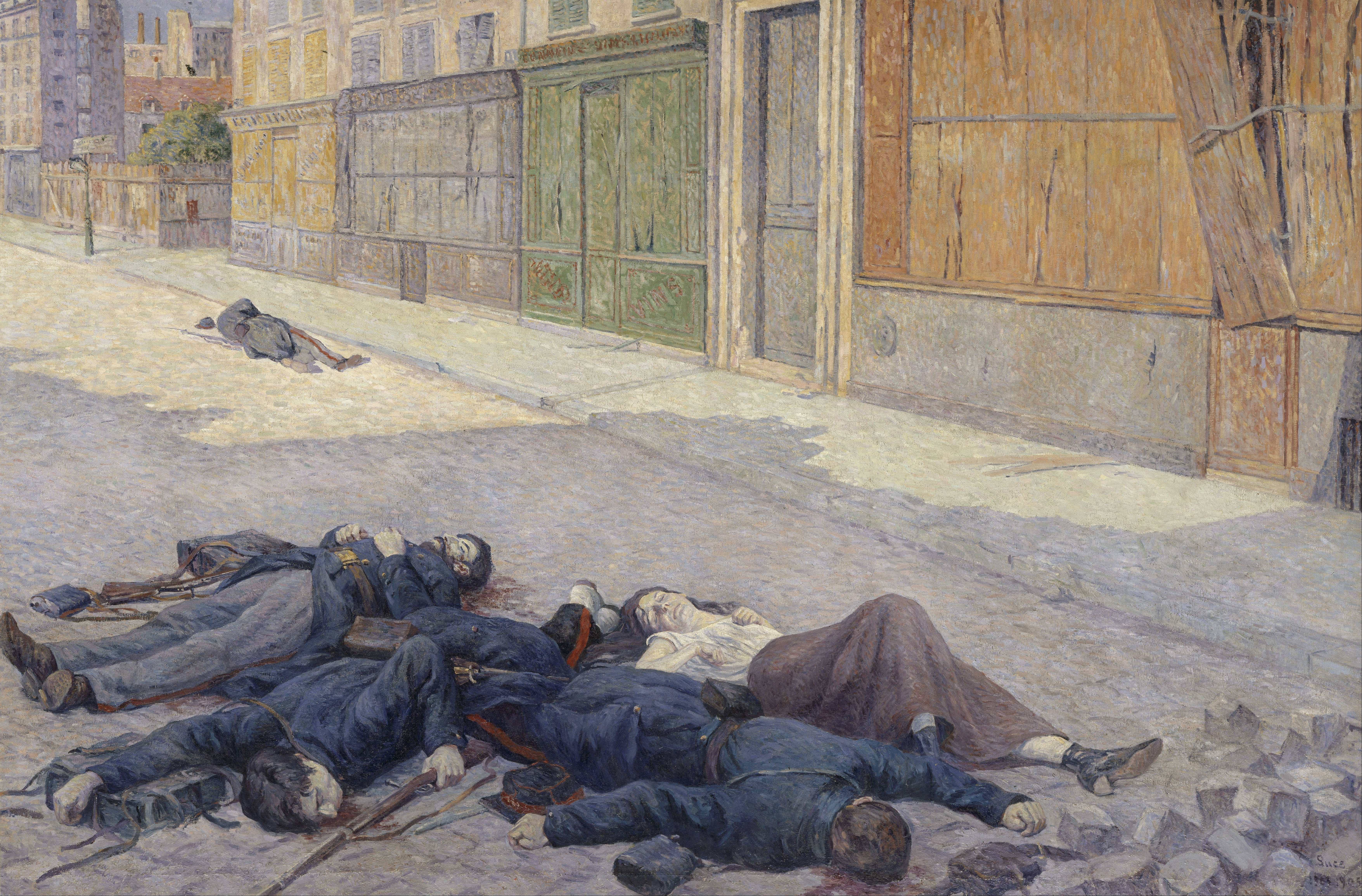
Une rue de Paris en mai 1871, tableau de Maximilien Luce (1903-1905).

Le bilan humain de la Commune de Paris fait l'objet de controverses et le nombre exact de morts est largement débattu,. Comme l'explique Quentin Deluermoz, « la difficulté du décompte tient à la nécessité de distinguer les morts du premier Siège, ceux du second Siège puis ceux de la reconquête parisienne ; puis, de chercher les morts sur les barricades, les hommes et femmes tués dans les rues, ceux fusillés par les cours martiales, ceux morts des suites de leurs blessures, mais aussi les survivants, les prisonniers, les exilés, les fuyards etc ». Dès 1871, lors de l'audition du maréchal Mac Mahon par la commission d'enquête parlementaire sur l'insurrection du 18 mars, le nombre de 17 000 morts est avancé,. En 1876, dans son Histoire de la Commune, l'ancien communard Prosper-Olivier Lissagaray évoque 20 000 victimes, et la fourchette proposée par d'autres auteurs de cette époque reste assez large, les chiffres variant principalement en fonction de l'orientation politique de celui qui les avance : Maxime du Camp, journaliste ouvertement hostile à la Commune et qui s'appuie sur les registres des inhumations effectuées dans les cimetières parisiens, ne dénombre que 6 562 morts, tandis que Camille Pelletan, après examen critique des mêmes sources, évoque 30 000 victimes, en incluant une dizaine de milliers d'inhumations probables en banlieue,. Mais selon des historiens comme Jacques Rougerie, Éric Fournier ou Robert Tombs,,, cette dernière estimation est nettement excessive du fait du parti pris par Pelletan qui cherche ainsi à présenter la Semaine sanglante comme plus meurtrière encore que la Terreur de 1792-1794, une manière de réhabiliter les débuts de la Première République.

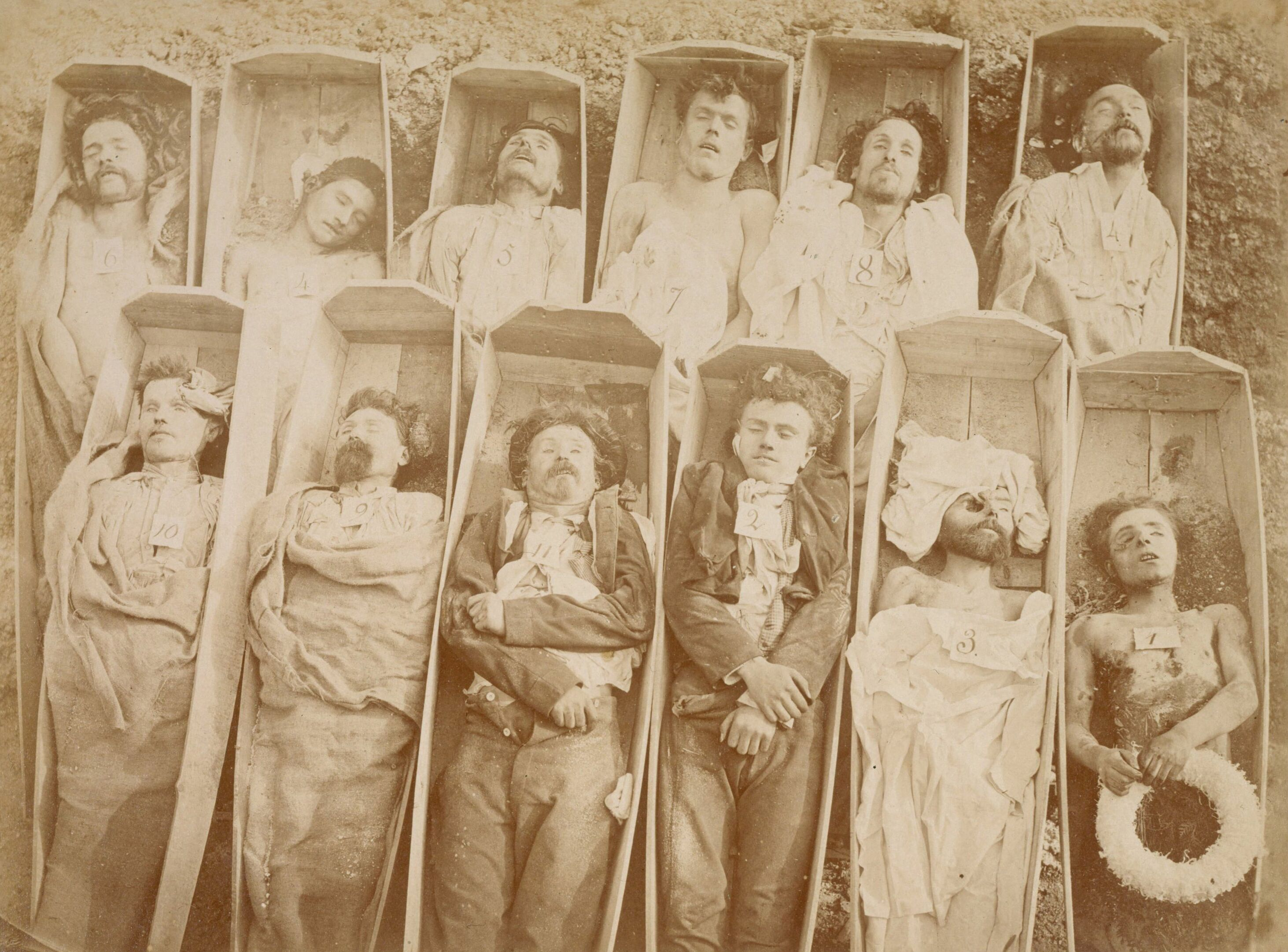
Cadavres d'insurgés dans leurs cercueils, photographie attribuée à Eugène Disderi.

Dans ses différentes études sur « la guerre contre Paris », Robert Tombs revoit progressivement à la baisse le bilan humain de la Semaine sanglante : après avoir avancé le nombre de « 10 000 à 20 000 morts », puis d'« au moins 12 000 morts », il donne en 2012 une fourchette encore plus basse, allant de 2 000 à 3 000 tués au combat ou exécutés sommairement, 1 200 à 3 000 exécutés après les combats et 1 700 à 2 800 morts des suites de leurs blessures. En s'appuyant sur de nombreuses archives, il arrive finalement à la conclusion que probablement 5 700 à 7 400 personnes ont été tuées lors de la Semaine sanglante,,, dont environ 1 400 fusillées après les combats. Quentin Deluermoz estime que cette révision à la baisse « s'inscrit en fait dans une tendance historiographique concernant les grands massacres du XIXe siècle » comme ceux de la Terreur, la guerre de Vendée, la bataille de Montréjeau, la Révolution de Juillet et les Journées de Juin. Pour Jacques Rougerie, les estimations de son confrère britannique négligent les inhumations sauvages, c'est pourquoi il conclut qu'un bilan de 10 000 victimes semble le plus plausible, et « reste énorme pour l'époque ». En 2021, l'écrivaine et mathématicienne Michèle Audin conteste elle aussi le bilan de Robert Tombs et estime que le nombre des communards tués se situe probablement entre 15 000 et 20 000,.

### Exécutions des otages par les communards
En face, l'armée versaillaise dénombre officiellement 873 morts et 6 424 blessés pour l'ensemble des combats livrés contre les communards depuis le début du mois d'avril, un « compte sûrement insuffisant » selon Jacques Rougerie. Dans un article pour la Revue historique des armées, publié en 2005, Michaël Bourlet évoque quant à lui le nombre de 900 morts. Selon Robert Tombs, pour la période spécifique de la Semaine sanglante, le bilan est d'environ quatre cents soldats et officiers tués et trois mille blessés, dont mille sérieusement, soit environ cinq cents morts ou blessés par jour.
Par ailleurs, les massacres perpétrés par les Versaillais pendant la Semaine sanglante conduisent les membres de la Commune à mettre en application le décret des otages : d'après Jacques Rougerie, une centaine d'entre eux sont fusillés, tandis que Michel Cordillot avance le nombre de 85 exécutions sommaires,. Détenu depuis le 4 avril, l'archevêque de Paris Georges Darboy est longtemps au cœur de négociations entre versaillais et communards. Ces derniers entendent l'utiliser comme monnaie d'échange pour obtenir la libération d'Auguste Blanqui, une offre rejetée à plusieurs reprises par Adolphe Thiers qui ne veut pas doter la Commune d'un chef militaire populaire et influent. Sur l'ordre de Théophile Ferré, Georges Darboy est finalement exécuté à la prison de la Roquette dans la nuit du 24 au 25 mai, en compagnie de l'abbé Deguerry, de trois jésuites et du président de la Cour de cassation Louis-Bernard Bonjean,.

Exécutions d'otages par les insurgés (photomontages d'Eugène Appert).
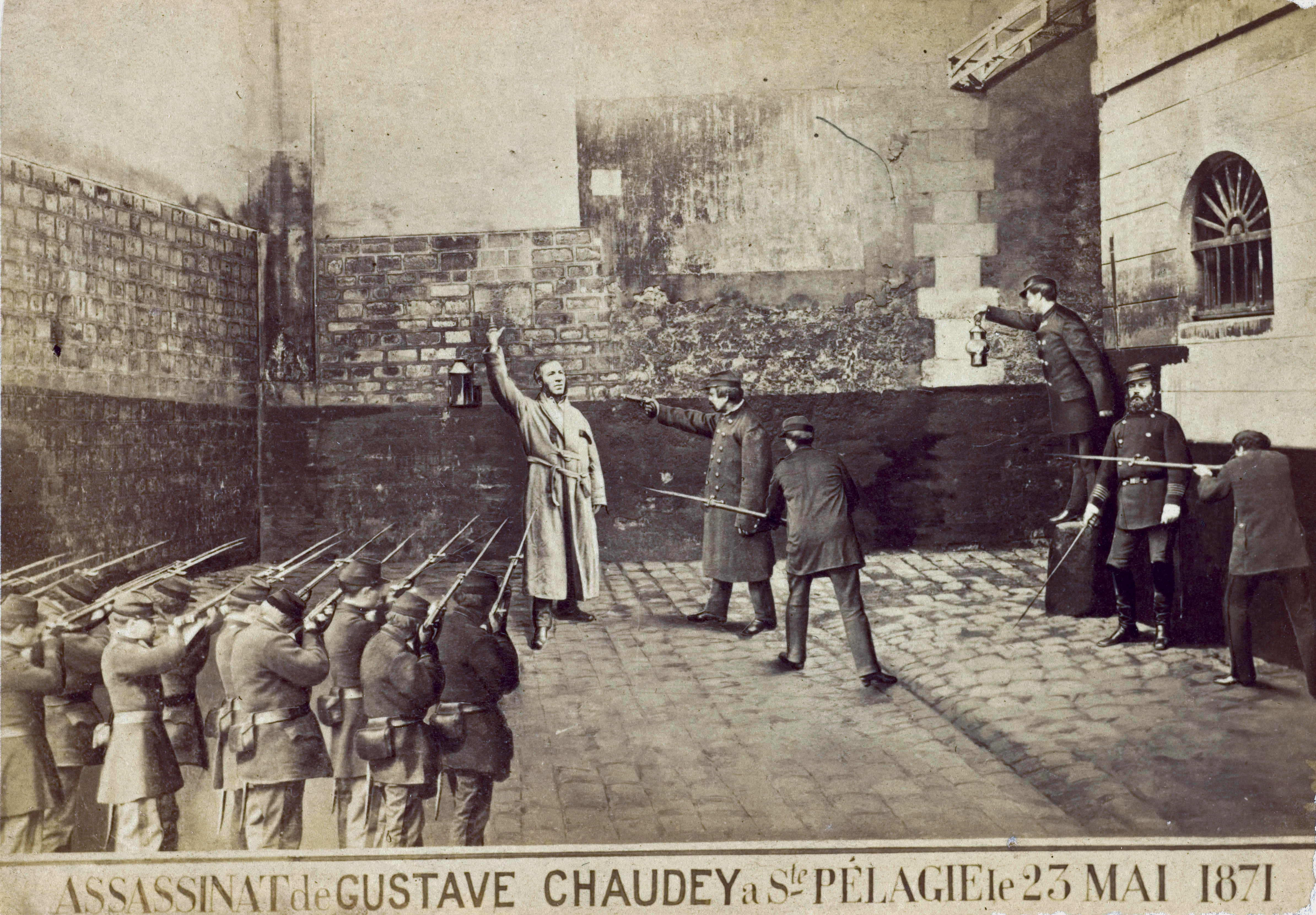
Assassinat de Gustave Chaudey à la prison Sainte-Pélagie le 23 mai.
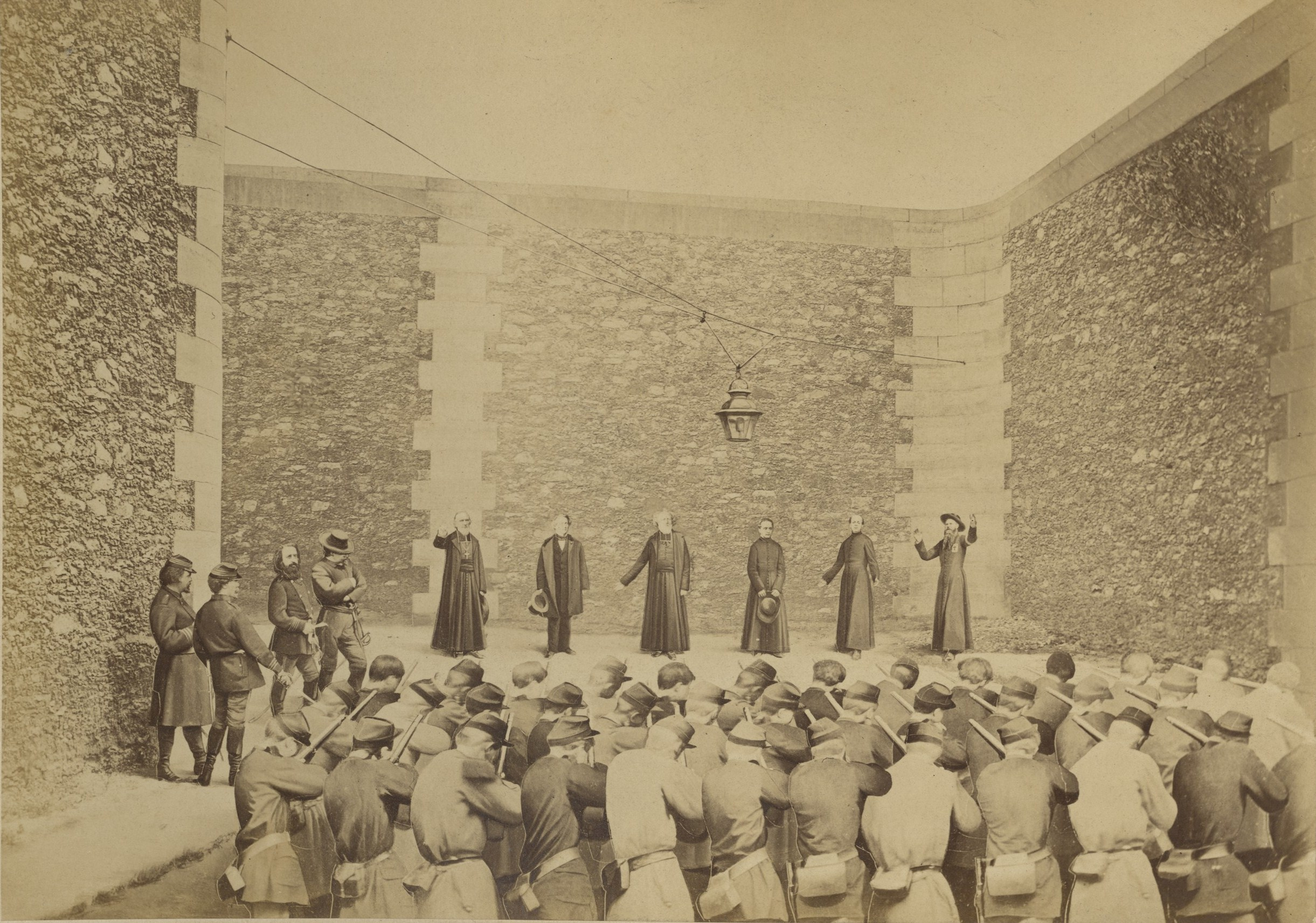
Exécution des otages à la prison de la Roquette, le 24 mai.
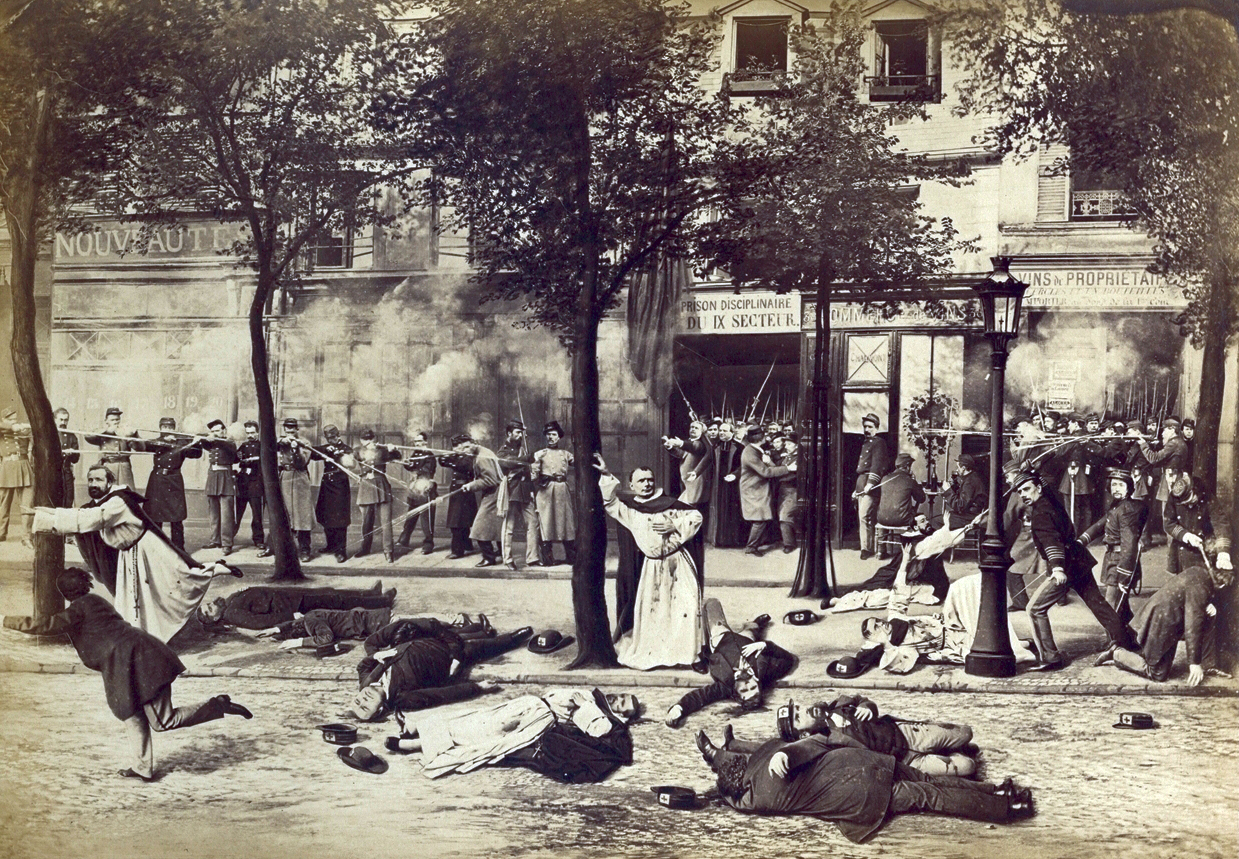
Massacre des dominicains d'Arcueil, le 25 mai
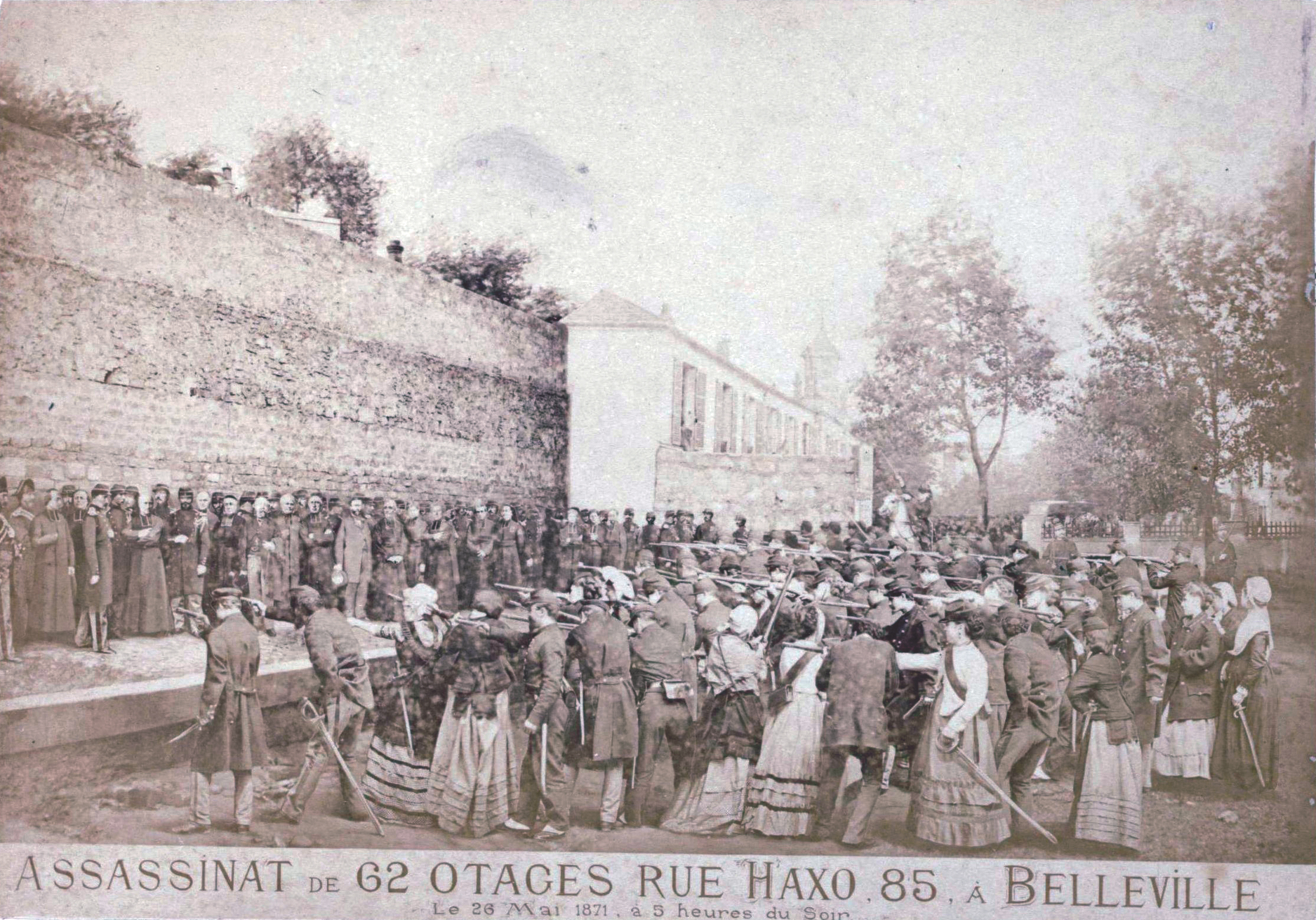
Assassinat des otages rue Haxo le 26 mai.

Les exécutions se poursuivent à mesure que les fédérés reculent et de nouveaux otages sont fusillés. Cinq dominicains du couvent d'Arcueil sont exécutés le 25 mai et, le lendemain, près d'une cinquantaine d'otages sont massacrés rue Haxo, principalement des gendarmes, des prêtres et des religieux. Une quinzaine de personnes sont abattues ailleurs dans Paris, notamment le journaliste Gustave Chaudey, pourtant opposé au gouvernement versaillais mais qui entretient une haine tenace avec le communard Raoul Rigault.
L'historien britannique Robert Tombs affirme que les représailles suscitent l'opposition des principaux dirigeants de la Commune : « Les quatre principaux incidents […] eurent lieu soit à l'initiative d'un petit nombre d'individus, en particulier des blanquistes, soit furent la conséquence d'une rage spontanée de fédérés du rang et de passants dans une situation confuse et traumatique ».

### Destructions
Les destructions massives dans Paris sont imputables à l'âpreté des combats mais surtout aux incendies déclenchés par les communards, principalement entre le 22 et le 26 mai. Dans un premier temps, les Versaillais emploient massivement l'artillerie et les quartiers de la rive gauche comme les communes voisines subissent des bombardements intenses dans les semaines qui précèdent la Semaine sanglante. Après leur entrée dans Paris, les troupes de l'armée régulière progressent rapidement en cherchant à contourner les barricades, c'est-à-dire en passant par les rues adjacentes ou, quand ce n'est pas possible, en passant à travers les immeubles en perçant les murs et les cloisons.

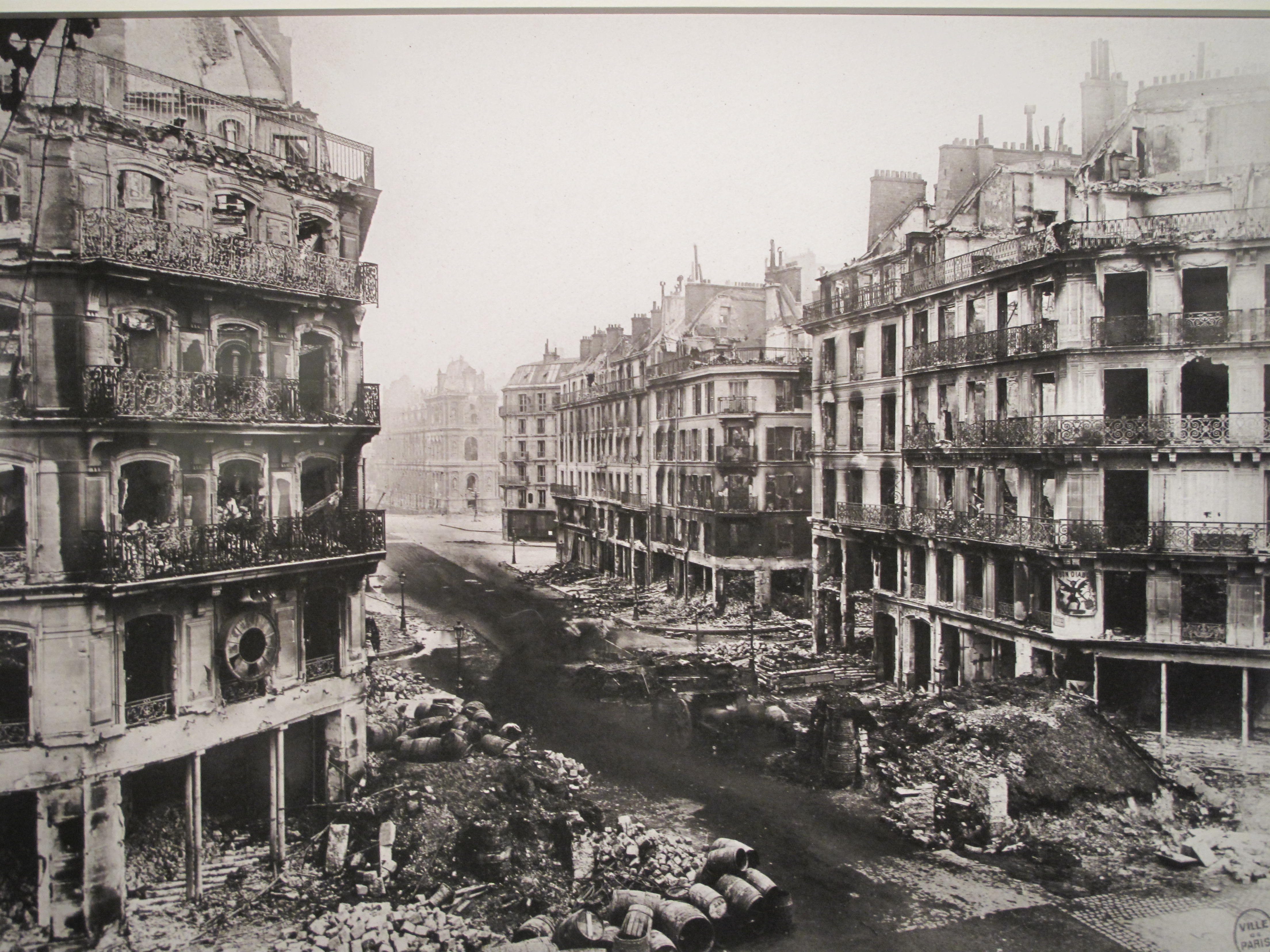
La rue de Rivoli après la Semaine sanglante.

Dans le courant du mois de mai, les premières destructions communardes, à savoir la démolition de l'hôtel particulier de Thiers puis le renversement de la colonne Vendôme, peuvent être considérées comme une riposte aux bombardements versaillais, mais pendant la Semaine sanglante, elles s'intensifient et relèvent le plus souvent d'une nécessité militaire et stratégique. D'après l'historien Éric Fournier, ces incendies répondent autant à une logique purificatrice qu'à un moyen de défense pour ralentir la progression de l'ennemi : les insurgés entendent opposer « une barrière de flammes » à leurs adversaires selon l'expression de Louise Michel, et comme ils le proclament dans la Déclaration au peuple français du 19 avril, ils attachent plus d'importance à la défense de leur institution qu'à la sauvegarde de la ville en elle-même, de sorte que « l'incendie des monuments symboliques relève d'un ultime acte d'appropriation et de souveraineté, déniant à Versailles le droit même de disposer de la mort de Paris ».
Peu de hauts lieux sont épargnés et 238 bâtiments sont en effet incendiés pendant la Semaine sanglante. Parmi les principaux monuments détruits ou endommagés figurent le palais des Tuileries, symbole du pouvoir impérial de Napoléon III, le palais de la Légion d'honneur, le palais d'Orsay, la Caisse des dépôts, le Palais de justice, la bibliothèque impériale au Louvre, le Palais-Royal, l'Hôtel de ville, la Conciergerie, la Préfecture de police, l'église de Bercy, le temple protestant de la rue Saint-Antoine et la mairie du 12e arrondissement,,, mais également des lieux de spectacles comme le théâtre de la Porte-Saint-Martin, le Théâtre-Lyrique et le théâtre des Délassements-Comiques ou des bâtiments d'intérêt économique comme les docks de La Villette — où sont stockées des matières explosives en grande quantité —, ou la manufacture des Gobelins. Des feux sont également allumés dans de nombreuses maisons qui jouxtent les barricades des insurgés, rue Saint-Florentin, rue du Faubourg-Saint-Honoré, rue du Bac, rue Vavin, place de l'Hôtel-de-Ville ou boulevard de Sébastopol,.

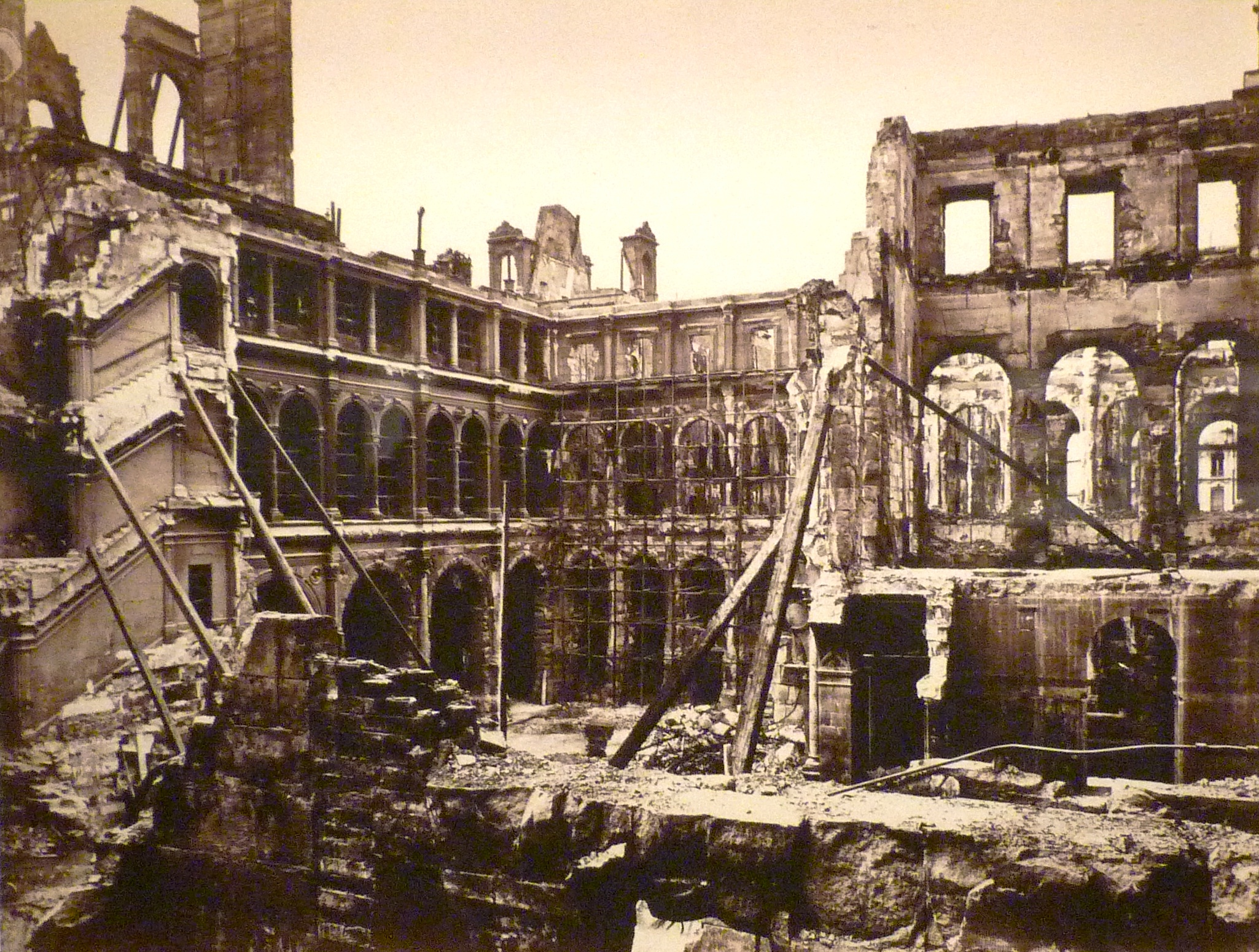
Hôtel de ville de Paris incendié, cliché d'Alphonse Liébert.
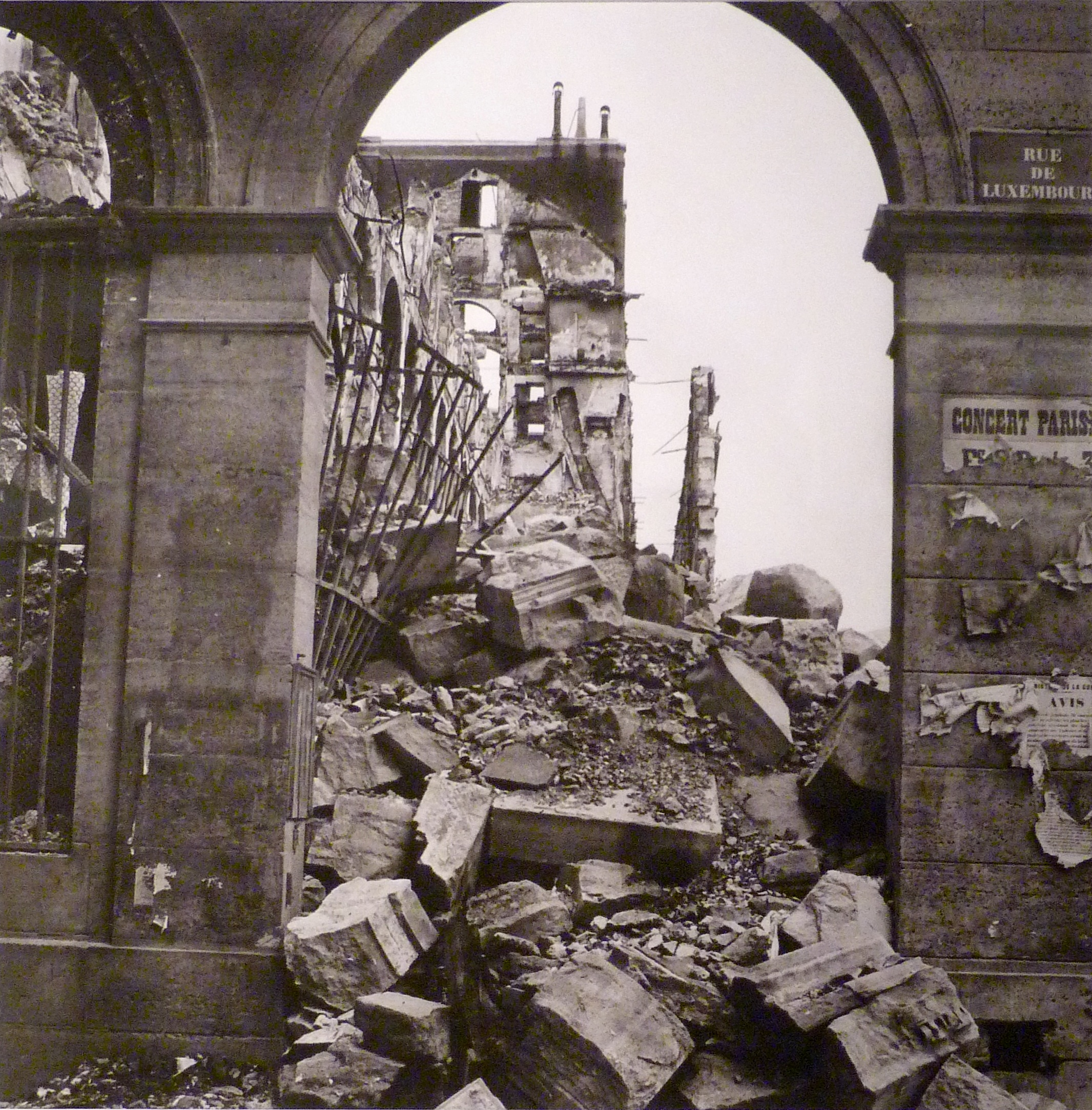
Ministère des finances, rue de Rivoli.
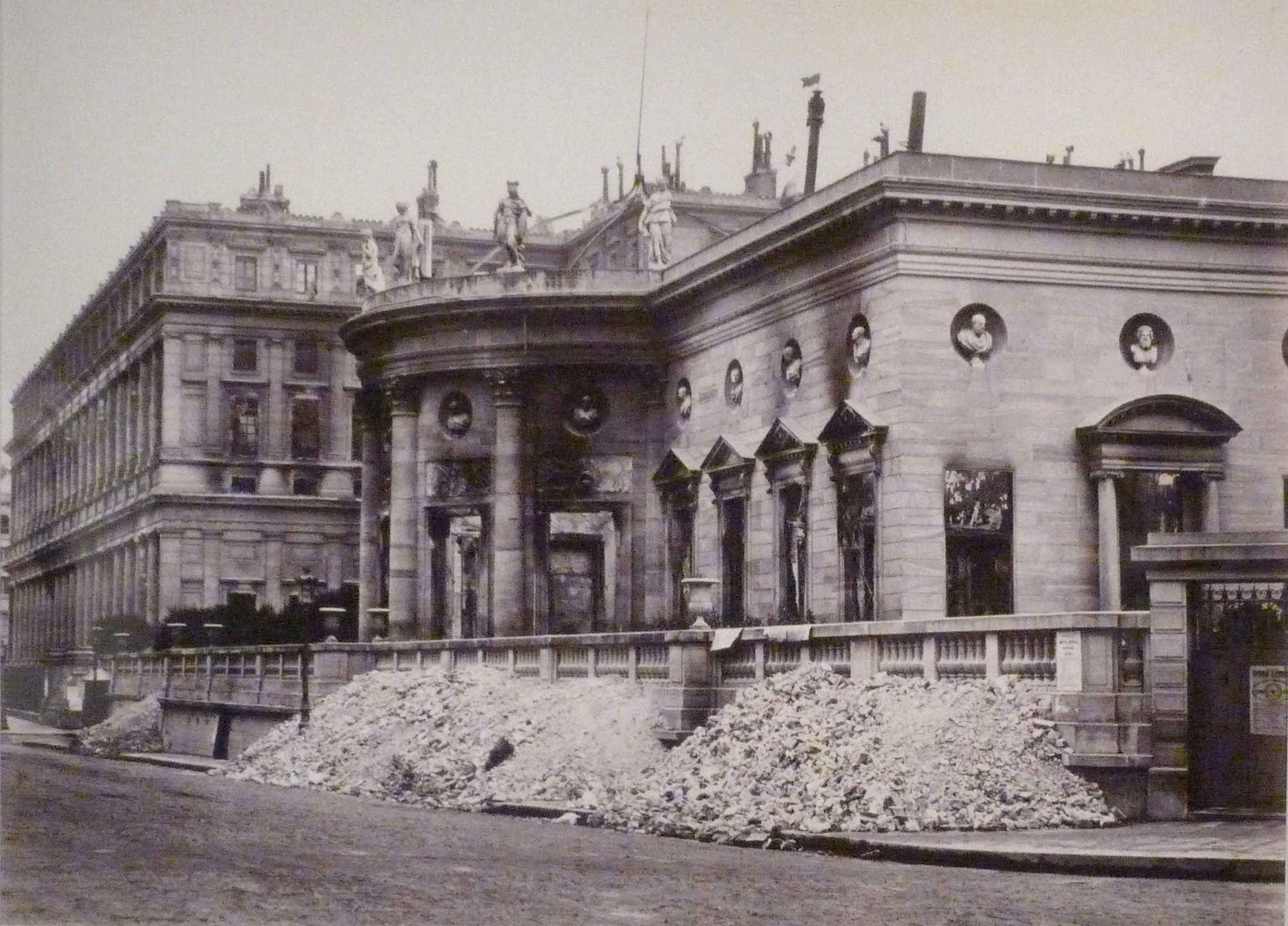
Palais de la Légion d'honneur.
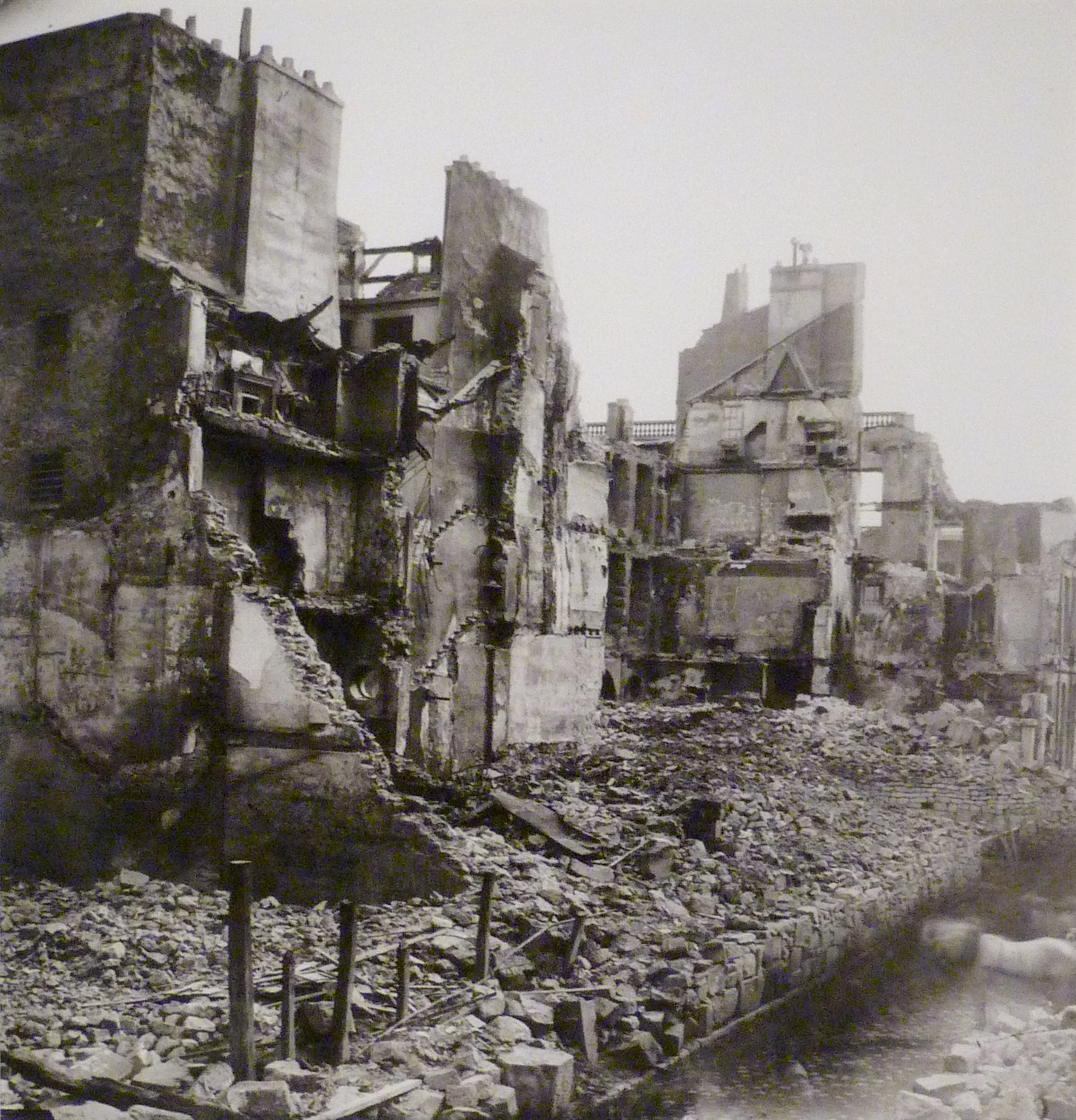
Rue de Lille.
- La cour intérieure du Louvre, 1871.

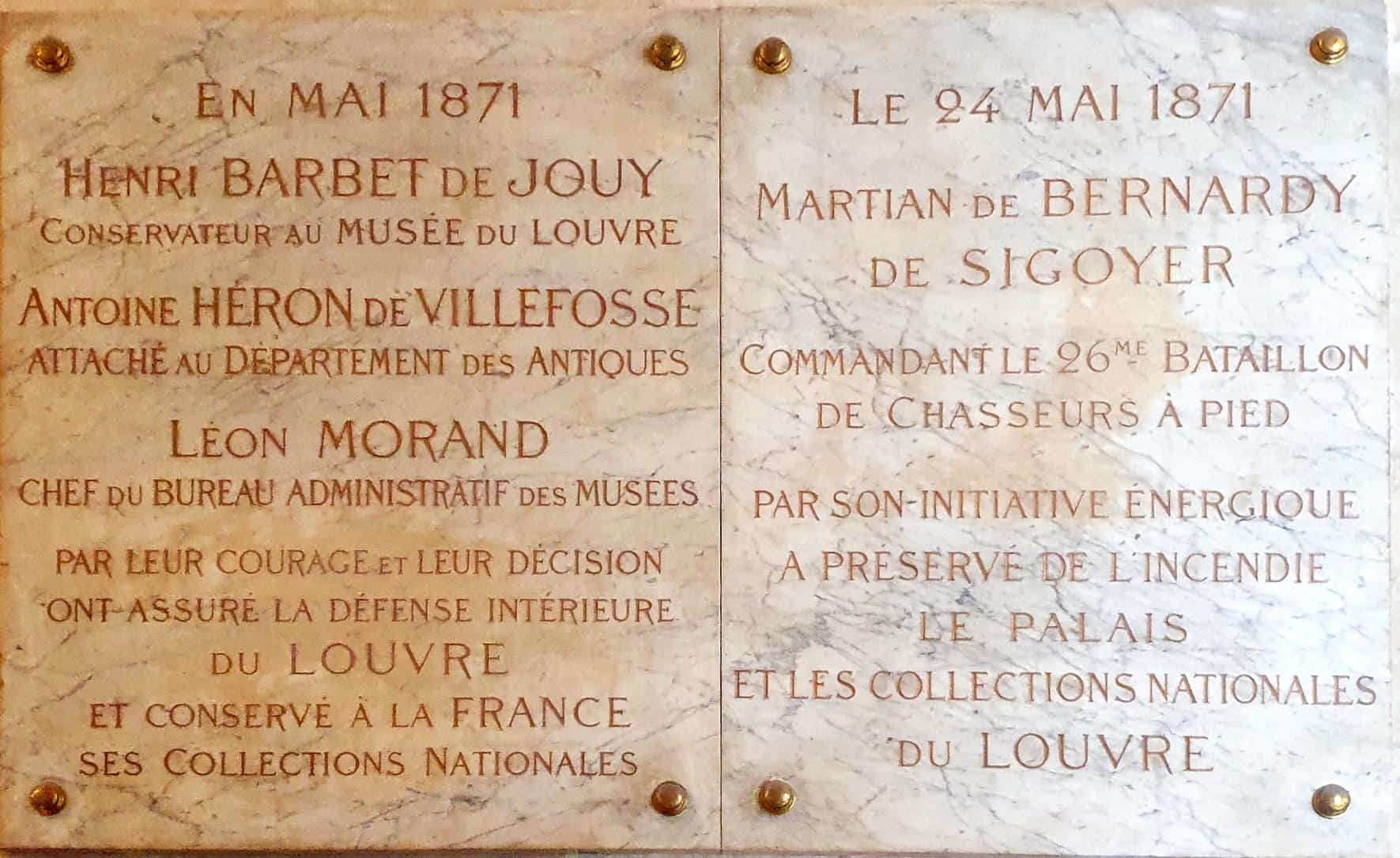
Plaque commémorative, vestibule Denon, musée du Louvre.

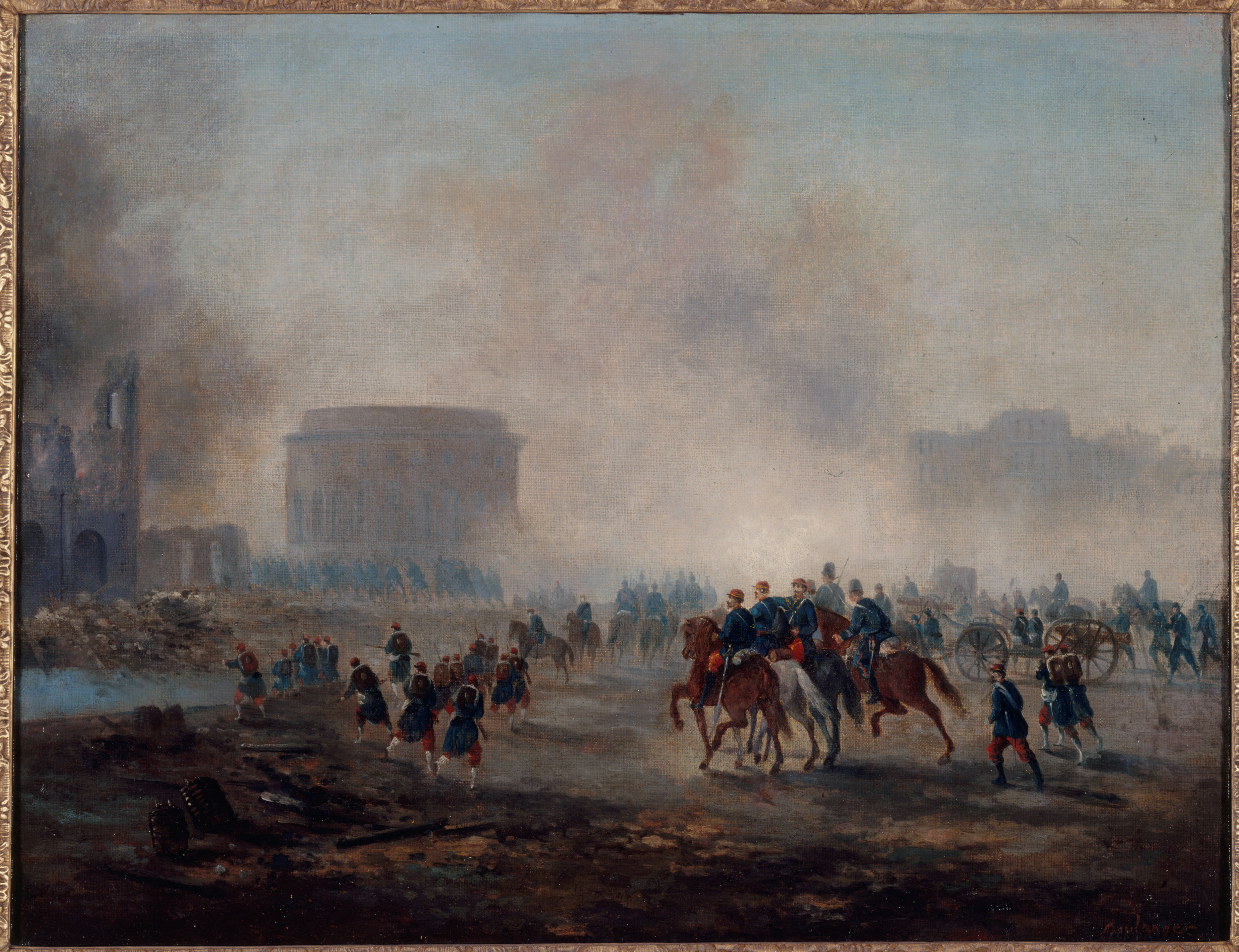
La Villette cernée par les troupes versaillaises, mai 1871, par Gustave Boulanger.

Les incendies causent la perte de nombreuses archives à l'hôtel de ville ou au Palais de justice. L'état civil des Parisiens, dont il ne reste que les actes conservés dans les mairies d'arrondissement depuis 1860, est anéanti, de même que les registres paroissiaux qui commençaient au XVIe siècle et les registres d'état civil établis de 1792 au 31 décembre 1859. Les doubles de ces registres, conservés au Palais de justice, sont consumés dans l'incendie de ce dernier, au même titre que les archives du greffe civil (depuis l'origine) et celles de la Cour de cassation,. D'autres archives disparaissent à l'Assistance publique ou à la préfecture de police, et de riches bibliothèques brûlent aussi, dont celles du Louvre, de l'Hôtel de ville et de l'ordre des avocats. Des dizaines de milliers d'ouvrages et de manuscrits très anciens, remontant jusqu'à Charles le Chauve, sont ainsi perdus, tout comme des œuvres de grands artistes comme Charles Le Brun, Antoine Coysevox, Ingres ou Eugène Delacroix. Soixante-quinze tapisseries datant du XVe siècle au XVIIIe siècle disparaissent dans l'incendie de la manufacture des Gobelins.

## Après la Commune

### Répression judiciaire

#### Recherche et arrestation des fuyards

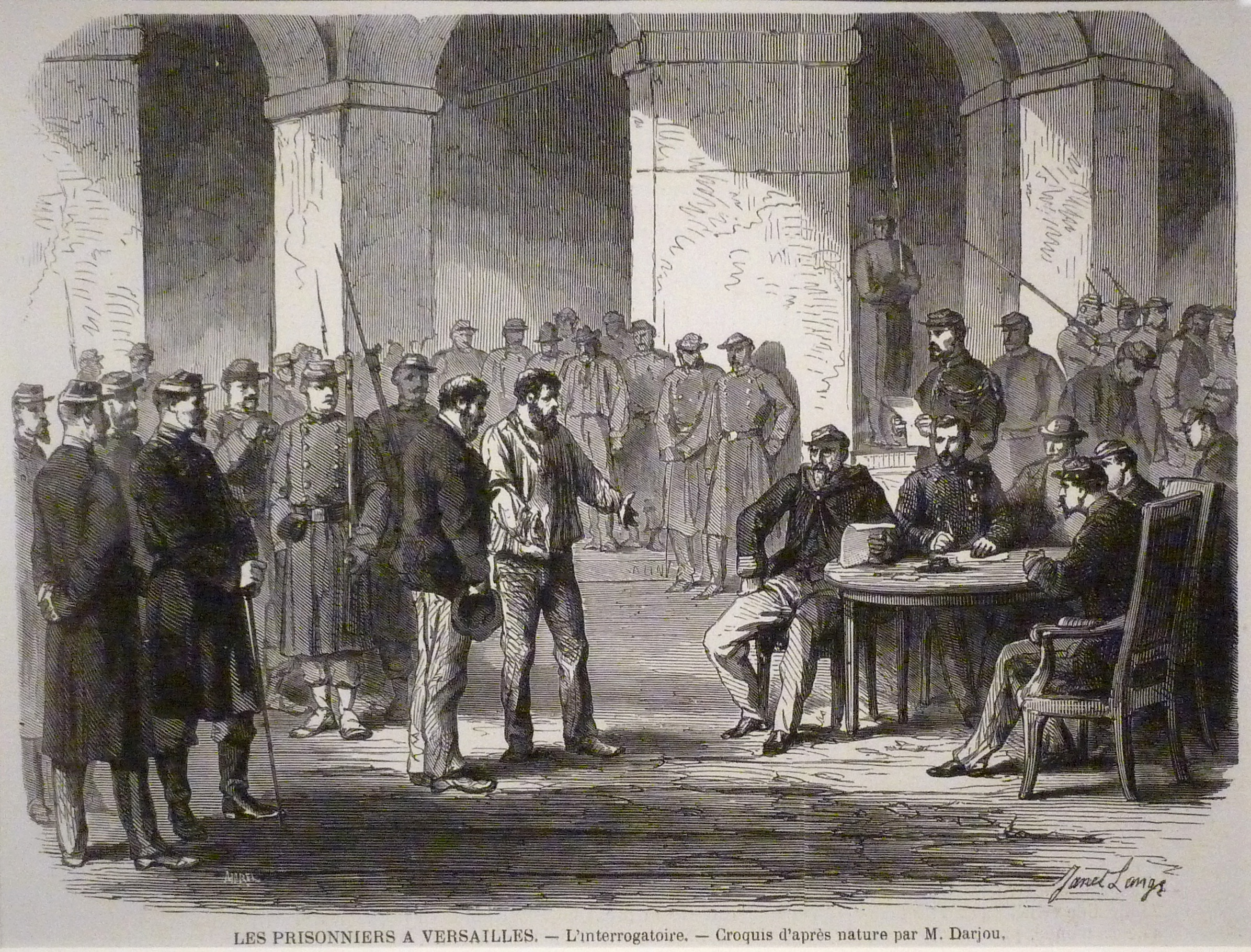
Interrogatoire de prisonniers communards à Versailles en juin 1871.

Dès le 22 mai, Adolphe Thiers prévient qu'il entend punir sévèrement les meneurs de la Commune (« l'expiation sera complète ») et de fait, à l'issue des combats, la répression versaillaise est impitoyable,. La police est étroitement associée à l'armée pour empêcher les communards de s'enfuir et la recherche des suspects s'intensifie par le biais de perquisitions et de fouilles dans les gares ou aux portes de Paris. Les autorités gouvernementales tentent également d'intercepter les communards à la frontière en renforçant la surveillance des ports, en particulier ceux qui possèdent une liaison régulière avec le Royaume-Uni.
Toutefois, la collaboration des différents services de police n'est pas efficace, ce qui permet à certains proscrits d'éviter l'arrestation, à l'image du journaliste Eugène Vermersch qui se cache à Paris chez un cafetier quand la police le croit à Versailles, et d'autre part, la destruction de la plupart des fichiers individuels dans l'incendie de l'Hôtel de ville rend difficile l'identification des individus, ce qui conduit parfois à des erreurs tragiques. Comme le rapporte Prosper-Olivier Lissagaray, de nombreux parisiens sont ainsi exécutés sommairement pour simple fait de ressemblance avec un communard connu.

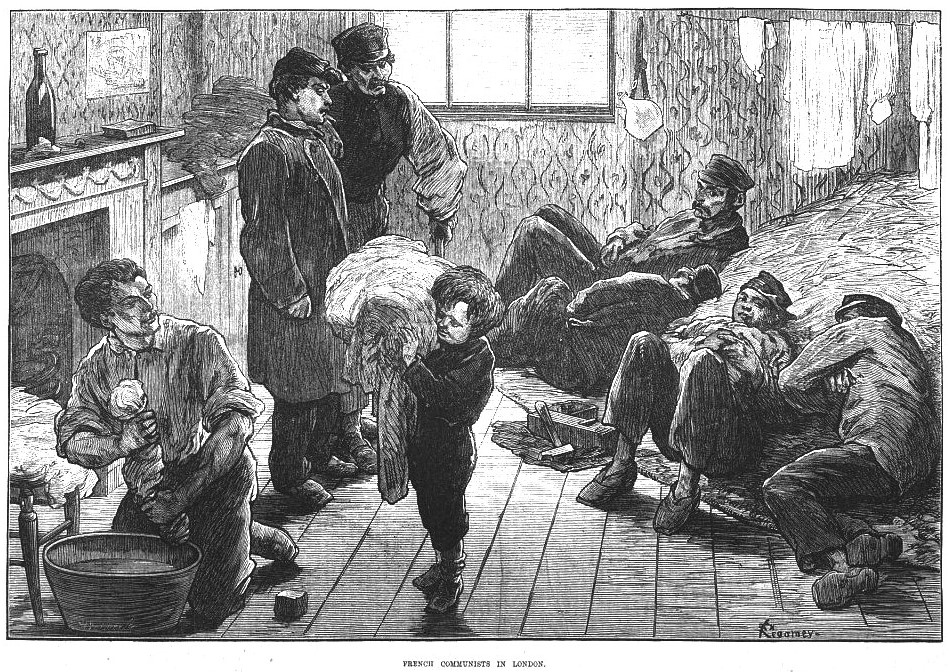
Exilés communards à Londres, juin 1872.

De nombreux insurgés parviennent ainsi à fuir la répression versaillaise en prenant le chemin de l'exil, leur nombre étant estimé entre 5 000 et 6 000 individus. Le choix de la destination se fait en fonction de la proximité géographique, des politiques d'accueil et des traditions d'asile, des réseaux militants ou encore de la question de la langue. Ainsi, près de 3 000 communards trouvent refuge en Grande-Bretagne, 1 500 en Belgique et environ 1 000 en Suisse. D'autres s'installent en Espagne, en Italie, en Hongrie, aux États-Unis voire en Russie. Si certains communards connaissent une vraie réussite en bénéficiant à l'étranger de la recherche du savoir-faire des ouvriers qualifiés parisiens, la plupart se retrouvent dans un état de précarité et de dénuement avancé.

#### Procès et condamnations

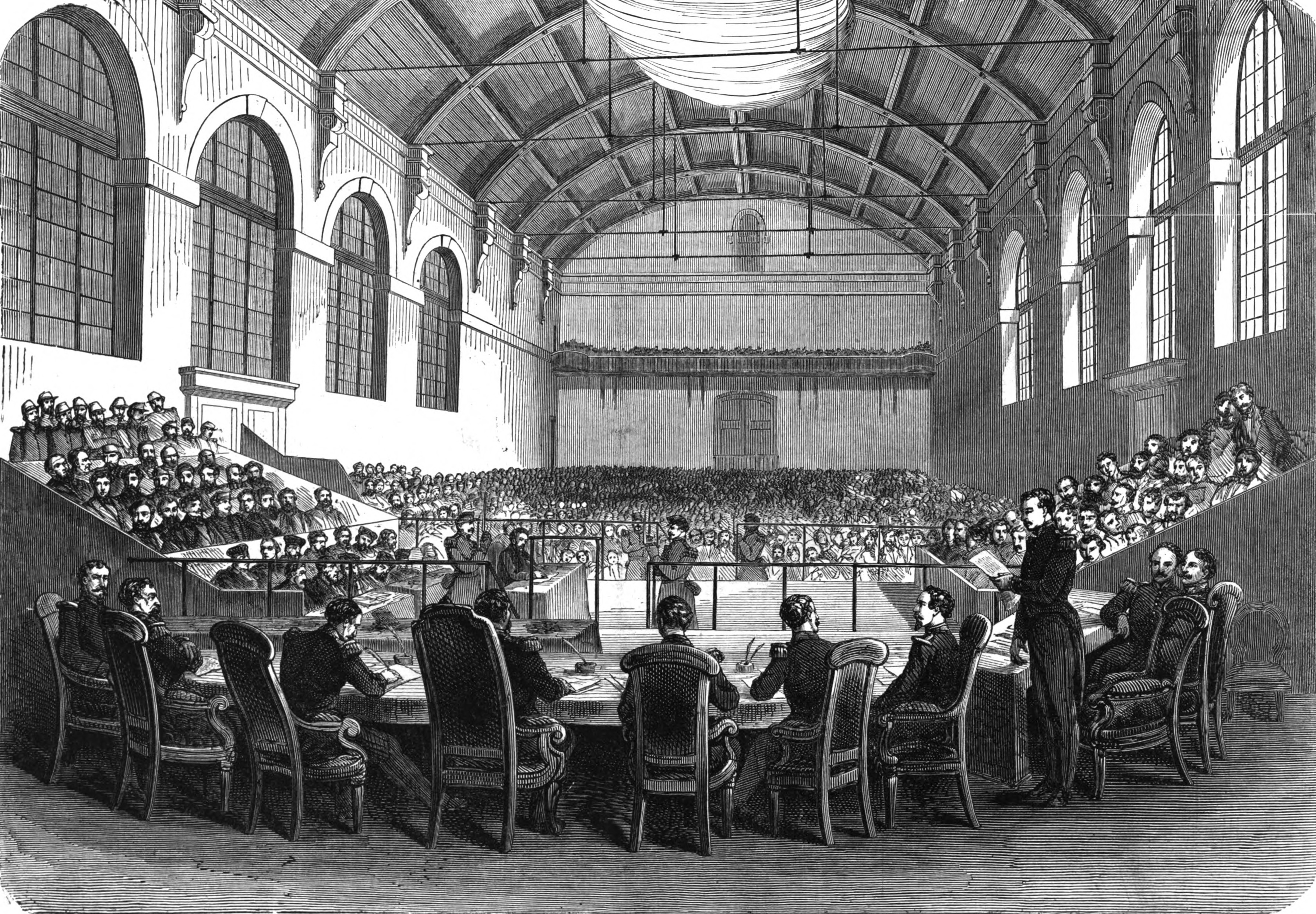
Des conseils de guerre sont tenus à Versailles pour juger les insurgés en 1871.

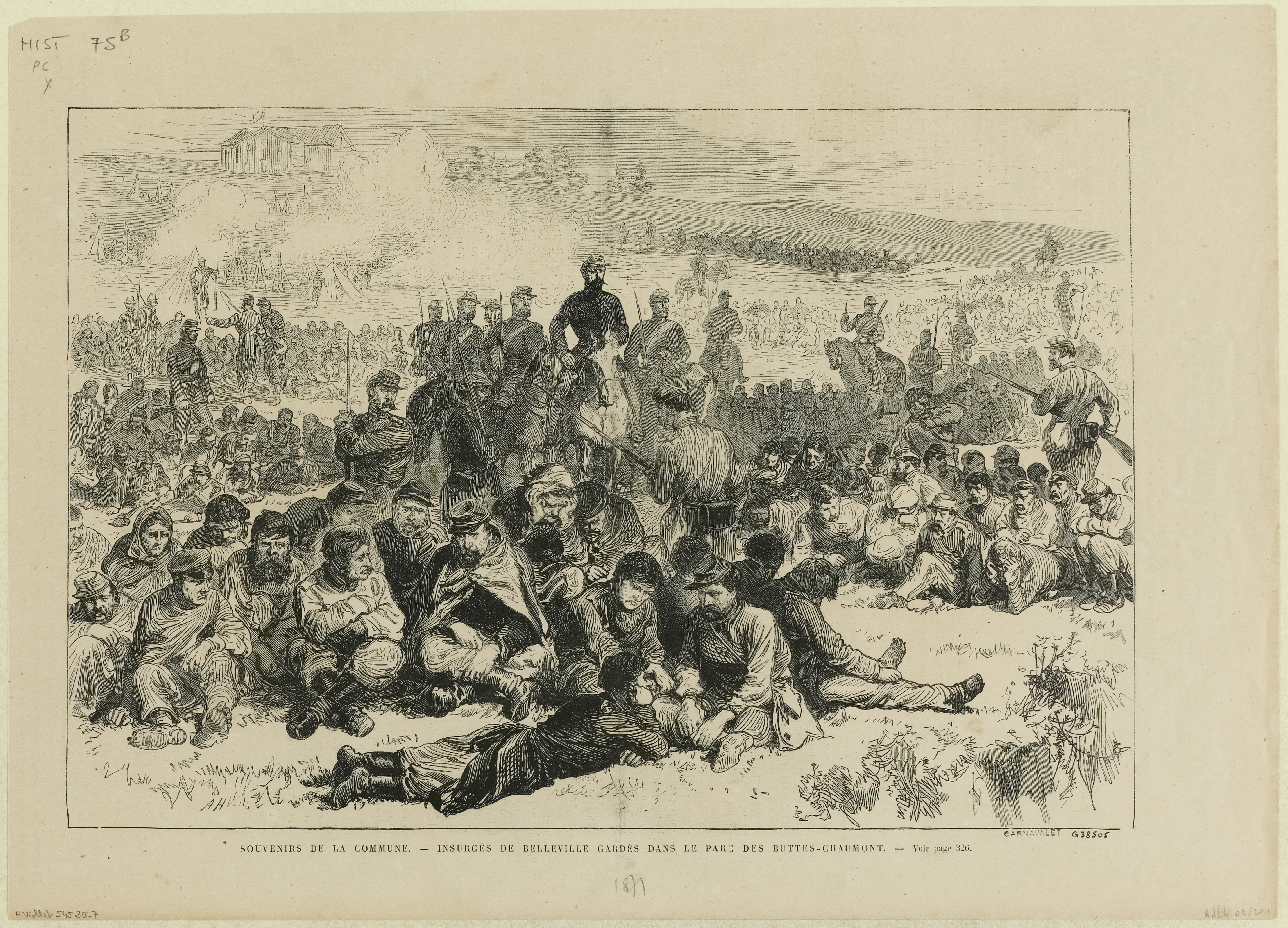
Insurgés de Belleville gardés dans le parc des Buttes-Chaumont.

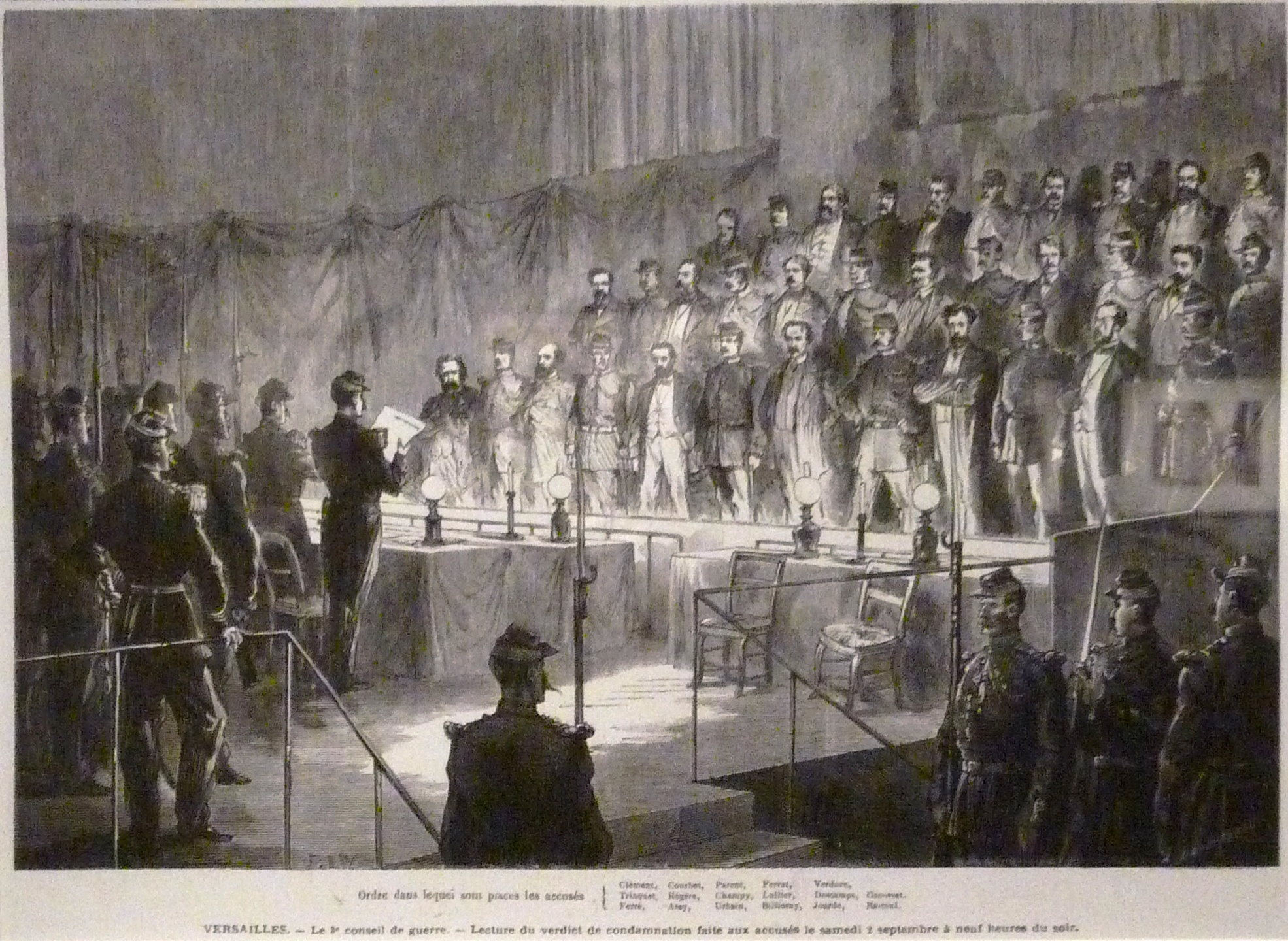
2 septembre 1871, lecture du verdict de condamnation par le 3e Conseil de Guerre.

Le gouvernement versaillais ayant proclamé en mars l'état de siège pour les départements de la Seine et de la Seine-et-Oise, il revient au conseil de guerre de juger les participants à l'insurrection. L'ampleur de la répression judiciaire conduit à la création de 22 conseils de guerre en plus des 4 préexistants, et ces derniers siègent pendant quatre années consécutives.

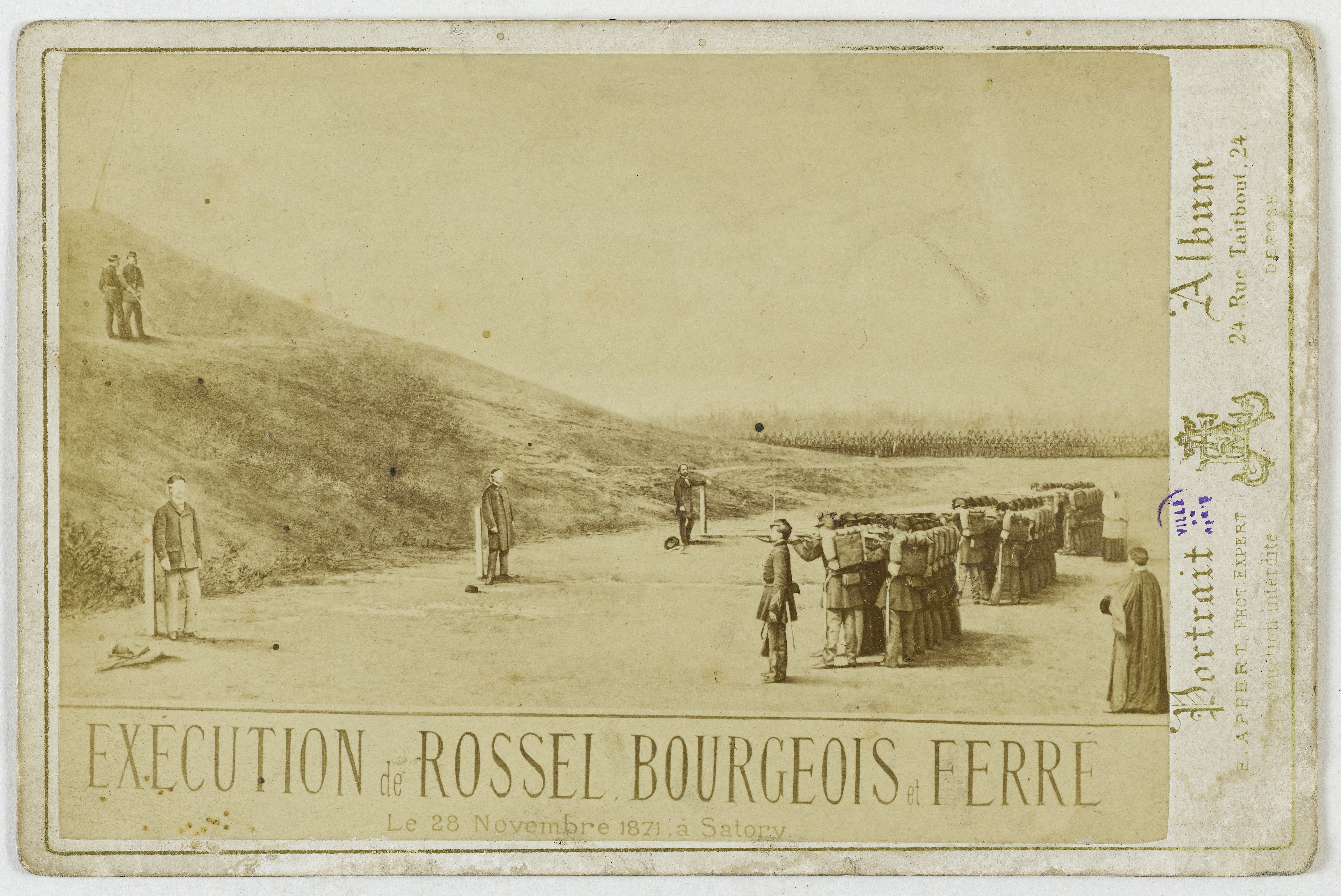
Exécution de Rossel, Bourgeois et Ferré, le 28 novembre 1871 à Satory, photomontage d'Eugène Appert issu de la série des Crimes de la Commune.

Dans son rapport remis à l'Assemblée nationale le 20 juillet 1875, le général Appert dénombre 46 835 individus jugés, sur lesquels il y a 23 727 non-lieux, 10 137 condamnations prononcées contradictoirement, 3 313 condamnations prononcées par contumace, 2 445 acquittements et 7 213 refus d'informer,. Ce rapport ne tient toutefois pas compte des condamnations prononcées en province.
Sur les 10 137 condamnations prononcées contradictoirement, 95 le sont à la peine de mort mais seuls 23 individus sont effectivement exécutés, parmi lesquels Théophile Ferré et Louis Rossel, fusillés à Satory le 28 novembre 1871. 251 individus sont condamnés aux travaux forcés, 4 586 à la déportation, dont 1 169 en enceinte fortifiée et 3 417 à la déportation simple, 1 247 à la réclusion perpétuelle et 3 359 à des peines de prison variables. 332 individus sont condamnés au bannissement et 155 à des peines mineures telles que la surveillance de haute police ou une amende. Par ailleurs, 55 enfants de moins de 16 ans sont envoyés en maison de correction,. En ce qui concerne les condamnations par contumace, 175 communards sont condamnés à mort, 159 aux travaux forcés, 2 910 à la déportation et 46 à la prison.
Une commission des grâces est instituée le 10 juillet 1871 afin de statuer sur le sort des condamnés pour des faits relatifs à l'insurrection du 18 mars 1871. Composée de quinze membres, pour la plupart royalistes, et présidée par Louis Martel, député du Pas-de-Calais, elle se réunit pour la première fois le 16 octobre à Versailles mais se montre inflexible : seuls 310 condamnés bénéficient d'une remise complète de leur peine, 286 d'une simple réduction et 1 295 d'une commutation.
Pour compléter cette répression, la « loi Dufaure » du 14 mars 1872 interdit l'affiliation à l'Association internationale des travailleurs et le décret signé le 28 décembre 1871 par le général de Ladmirault, gouverneur militaire de la capitale, interdit « l'exhibition, la mise en vente et le colportage de tous dessins, photographies ou emblèmes de nature à troubler la paix publique », de même pour les portraits des individus poursuivis ou condamnés pour leur participation à la Commune. L'année suivante, une loi interdit la production d'œuvres faisant l'apologie de la Commune, de sorte que de nombreux artistes pourtant reconnus avant l'insurrection parisienne sombrent rapidement dans l'oubli du fait de leur engagement.

#### Déportations en Nouvelle-Calédonie

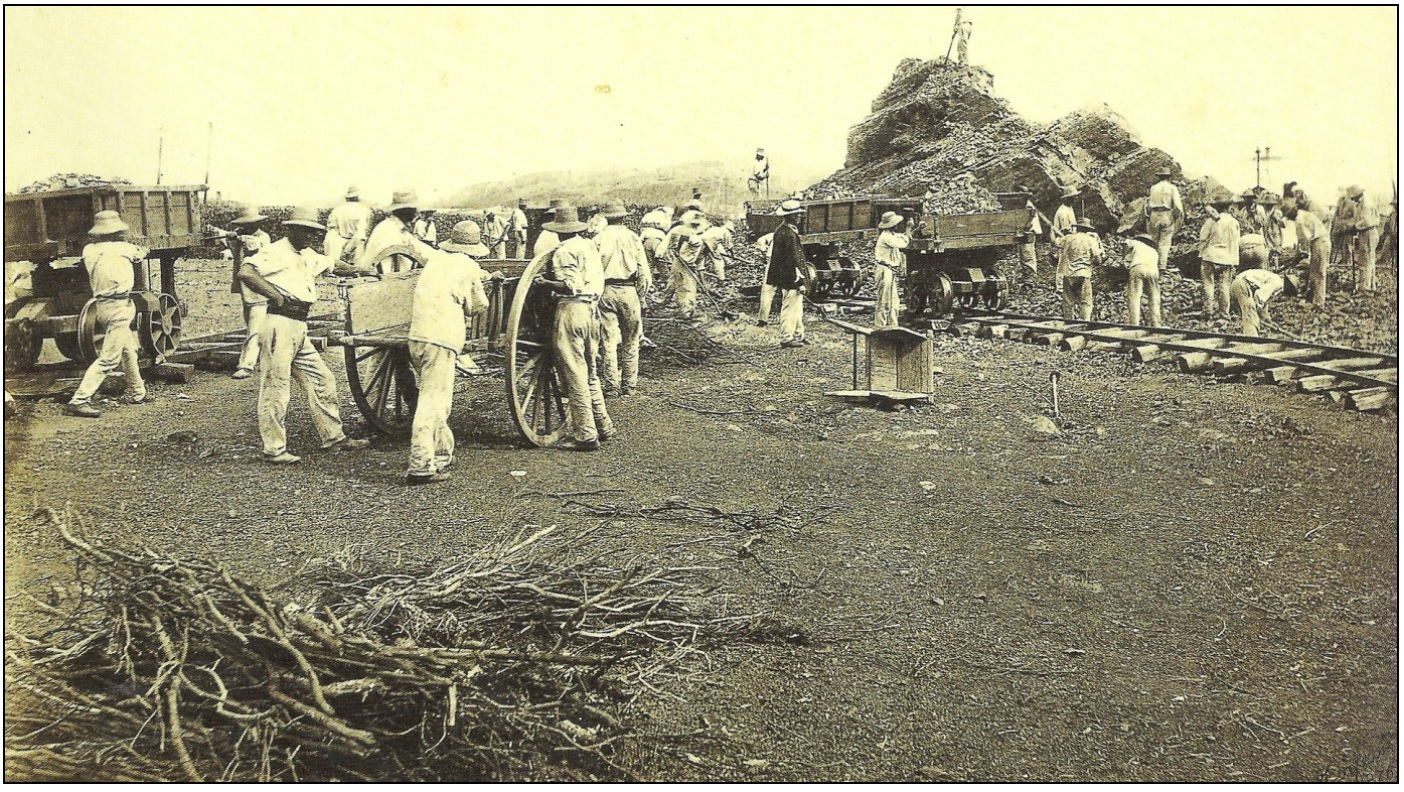
Bagnards à Nouméa, arasement de la butte Conneau, vers 1875.

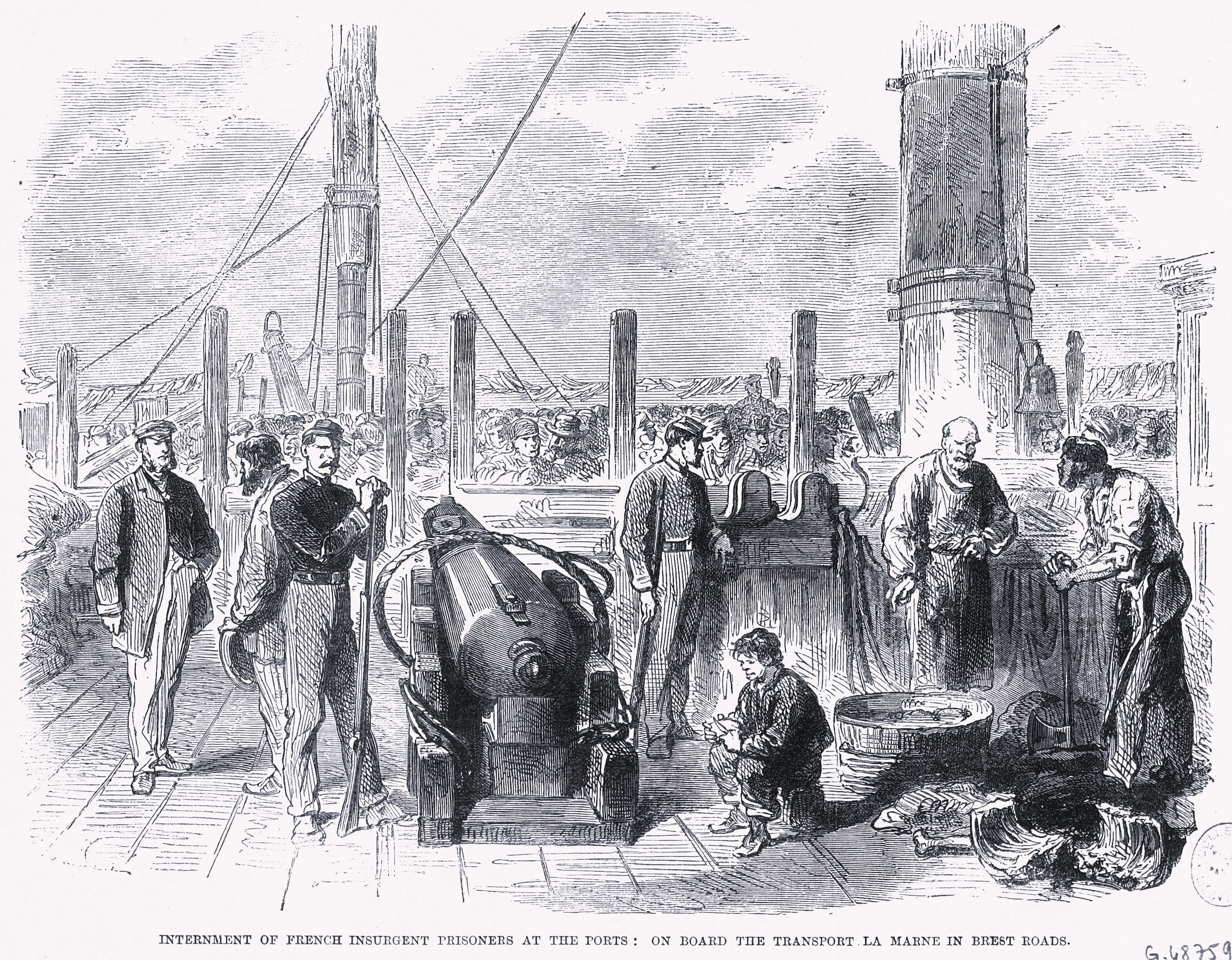
Insurgés prisonniers sur le pont du navire La Marne en rade de Brest en vue de leur déportation en Nouvelle-Calédonie.

La loi du 23 mars 1872 fixe la Nouvelle-Calédonie comme lieu de déportation pour les communards : les condamnés à la déportation en enceinte fortifiée sont gardés sur la presqu'île Ducos, les condamnés à la déportation simple sur l'île des Pins et les condamnés aux travaux forcés au bagne de l'île de Nou,. Le choix de cette île répond à la volonté du gouvernement de renforcer la présence française dans l'océan Pacifique tout en éloignant au plus possible les communards de la métropole.

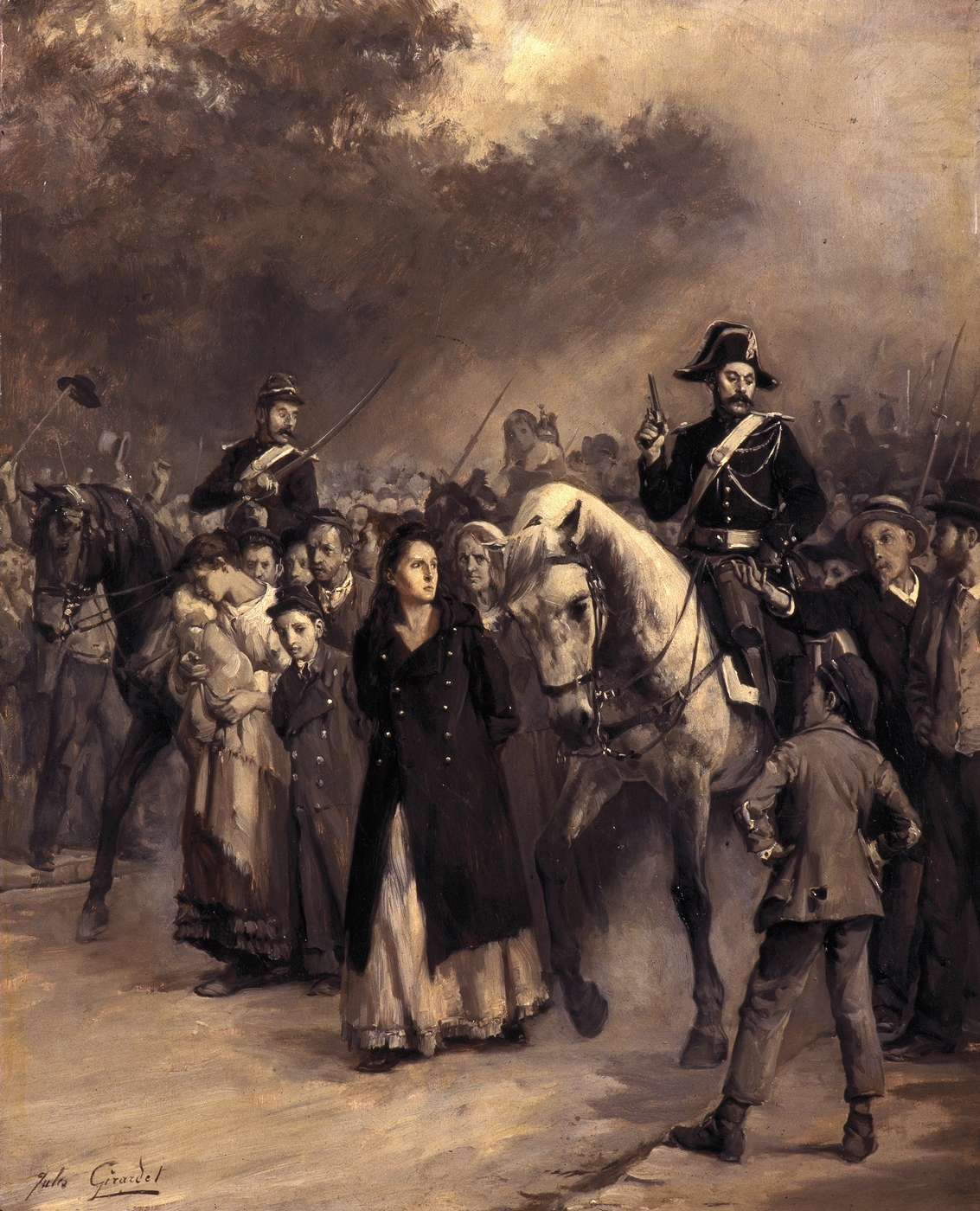
L'arrestation de Louise Michel le 24 mai 1871-, par Jules Girardet.

Le premier convoi, parti à bord de la frégate La Danaé de Brest le 3 mai 1872, arrive à Nouméa le 29 septembre. Vingt convois se succèdent de 1872 à 1878 qui transportent un peu plus de 3 800 personnes dans des conditions très pénibles. Les prisonniers sont enfermés dans de grandes cages dont ils ne sortent qu'une trentaine de minutes pour prendre l'air sur le pont avec des rations alimentaires faibles et de mauvaise qualité. Les punitions sont fréquentes. En tenant compte des décès, évasions, disparitions, grâces, commutations et rapatriements, sans compter les forçats de l'île de Nou, il y aurait 3 350 à 3 630 déportés en Nouvelle-Calédonie le 31 décembre 1876, après les premiers décrets de grâce d'octobre 1876.

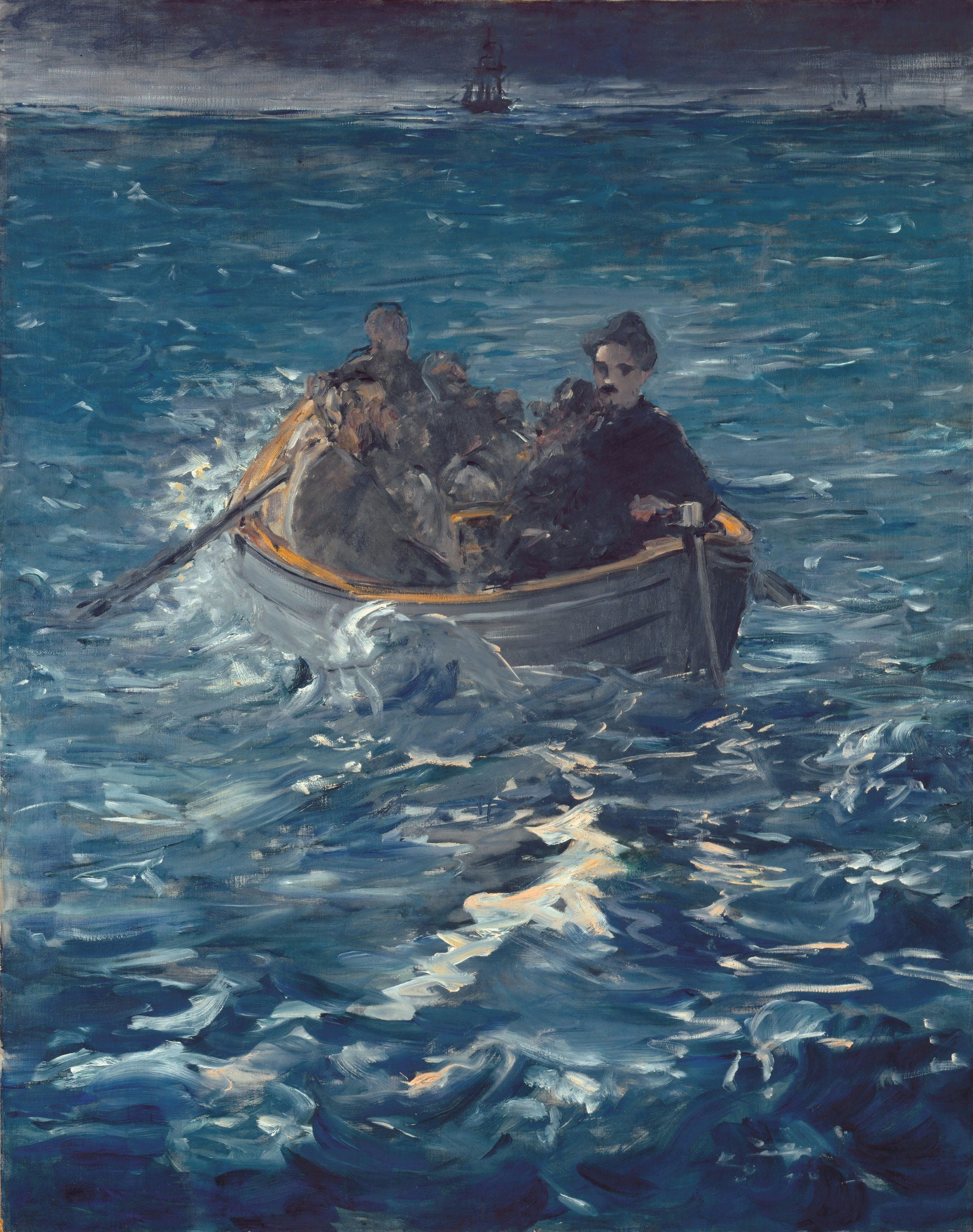
L'Évasion de Rochefort, tableau d'Édouard Manet (1881).

Les conditions de détention varient en fonction de la peine infligée. Pour les déportés simples, les déplacements sont autorisés dans un rayon de 25 km, à condition de se présenter une fois par mois auprès des surveillants militaires. Certains sont employés sur des chantiers de travaux publics et d'autres cultivent de petits lopins de terre, mais dans l'ensemble beaucoup souffrent de la misère. Les déplacements sont également autorisés mais plus restreints pour les déportés en enceinte fortifiée, qui sont soumis à l'appel quotidien. Enfin, pour les condamnés aux travaux forcés comme Louise Michel, Jean Allemane ou Maxime Lisbonne, les punitions et les sévices fréquents renforcent la pénibilité des conditions de détention. Astreints à un travail quotidien, principalement des travaux de terrassement, ils sont mêlés aux forçats de droit commun et parfois enchaînés aux pieds. En 1874, l'évasion d'un petit groupe de six déportés, dont Henri Rochefort, François Jourde et Paschal Grousset, conduit au renforcement de la surveillance et au durcissement des conditions de vie des autres détenus.

### Amnistie et réhabilitation

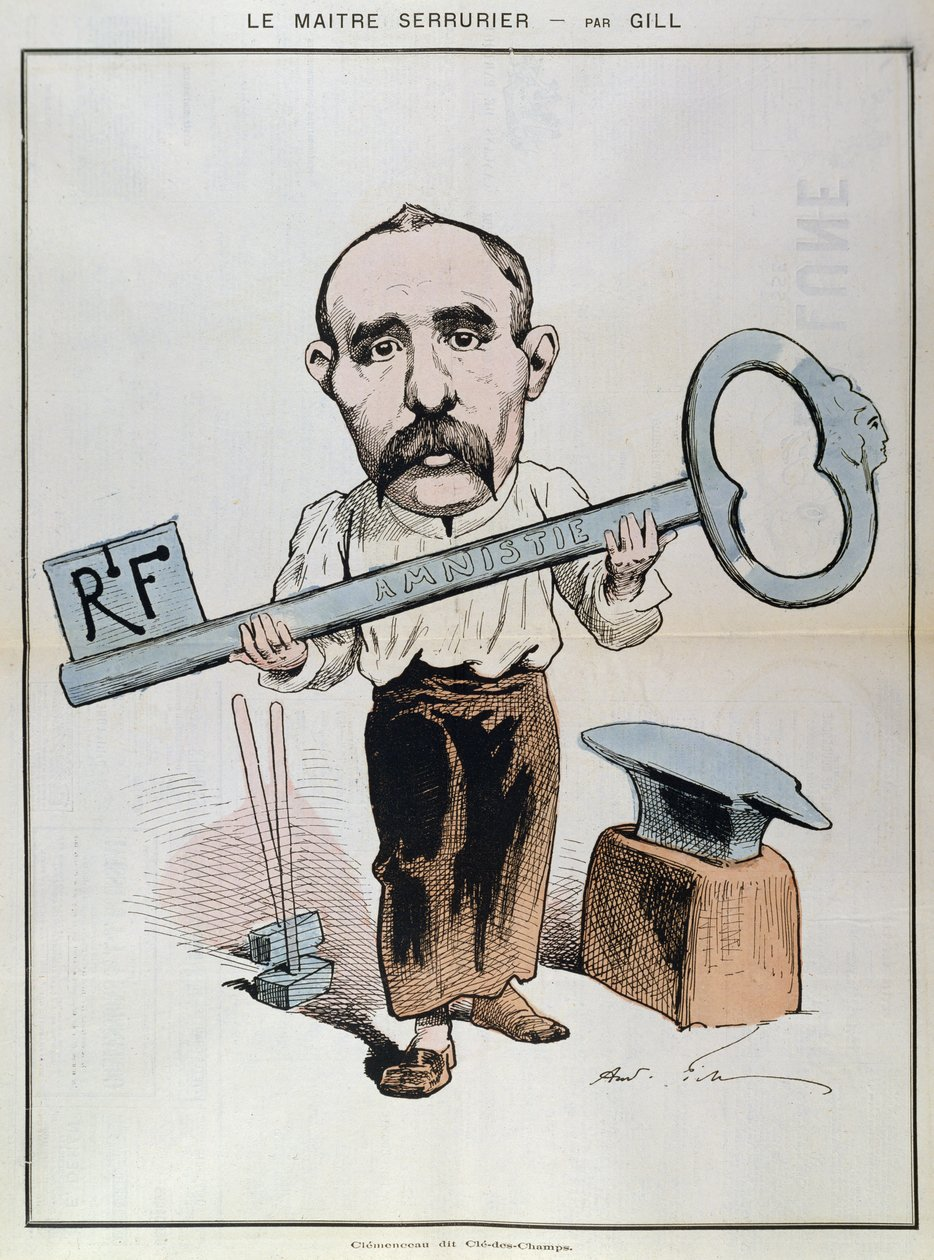
« Le maître serrurier : Clemenceau, dit Clé-des-Champs » forgeant la clef de l'amnistie des communards. Caricature par André Gill dans La Lune rousse, 1879.

La question de l'amnistie des communards est évoquée dès les premiers mois qui suivent l'événement. Ses partisans la réclament dans un vœu de réconciliation nationale et au nom de l'humanité, des excès de la répression ou encore du patriotisme des Parisiens pendant le siège prussien, tandis que leurs adversaires la refusent au nom de la menace politique et sociale qu'aurait fait courir l'insurrection et parce que la répression a été menée en vertu du droit. Deux propositions de loi sont déposées à la fin de l'année 1871 par les députés Henri Brisson et Edmond de Pressensé. Bien que les deux hommes ne soutiennent pas le mouvement communaliste, il s'agit pour eux de faire preuve de clémence à l'égard d'une population « égarée par les souffrances du siège ». Toutefois, jusqu'en 1875, la Chambre à majorité monarchiste refuse d'étudier la question dans la mesure où de nombreux députés conservateurs considèrent l'insurrection comme « un dérèglement social et moral ». En 1873, l'élection du radical Désiré Barodet face au conservateur Charles de Rémusat fait de l'amnistie un thème électoral, et plusieurs figures républicaines comme Victor Hugo ou Georges Clemenceau usent de leur poids pour faire avancer la cause,.

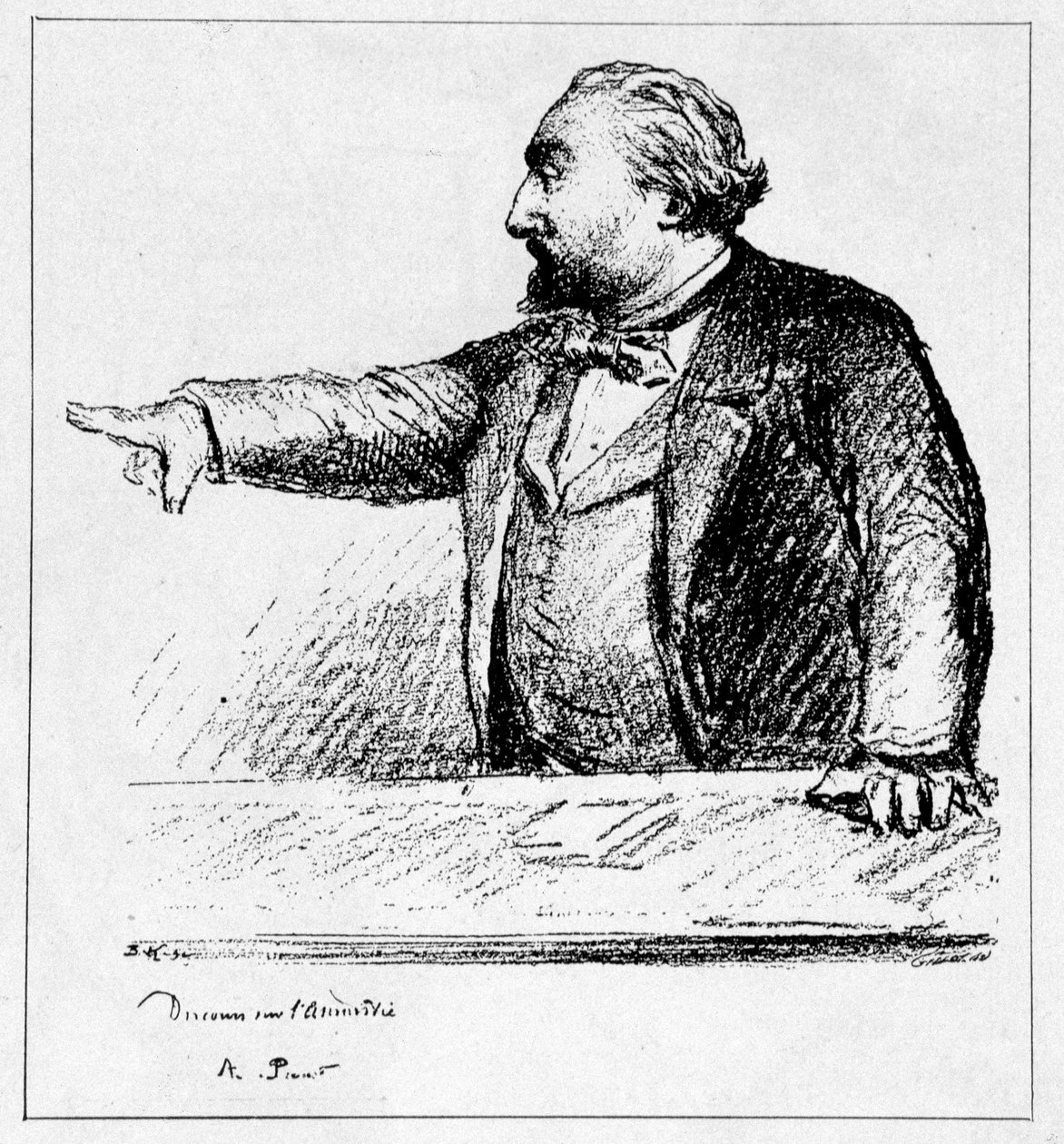
Gambetta prononçant son discours sur l'amnistie des communards, le 21 juin 1880.

Ce n'est qu'après la conquête totale du pouvoir par les républicains qu'une loi d'amnistie partielle est votée le 3 mars 1879. Soutenue par 345 voix contre 104, elle instaure le principe de la « grâce amnistiante », un « monstre juridique » qui « entraîne de très nombreuses exceptions » selon l'historienne Anne Simonin, mais elle permet toutefois à nombreux déportés ou exilés de rentrer en France,. Elle est complétée l'année suivante, avec l'appui tardif de Léon Gambetta, par la loi du 11 juillet 1880, votée quelques jours avant que soit commémorée la première fête nationale.
Le 29 novembre 2016, à l'initiative des députés socialistes, l'Assemblée nationale adopte une résolution qui proclame la réhabilitation de toutes les victimes de la répression de la Commune de Paris, ce que la majorité présidentielle d'alors considère comme un devoir de mémoire autant qu'un devoir de justice. Cette décision est cependant critiquée par les forces de droite qui dénoncent « une instrumentalisation abusive et excessive » de l'événement à des fins électorales,.

### Reconstruction

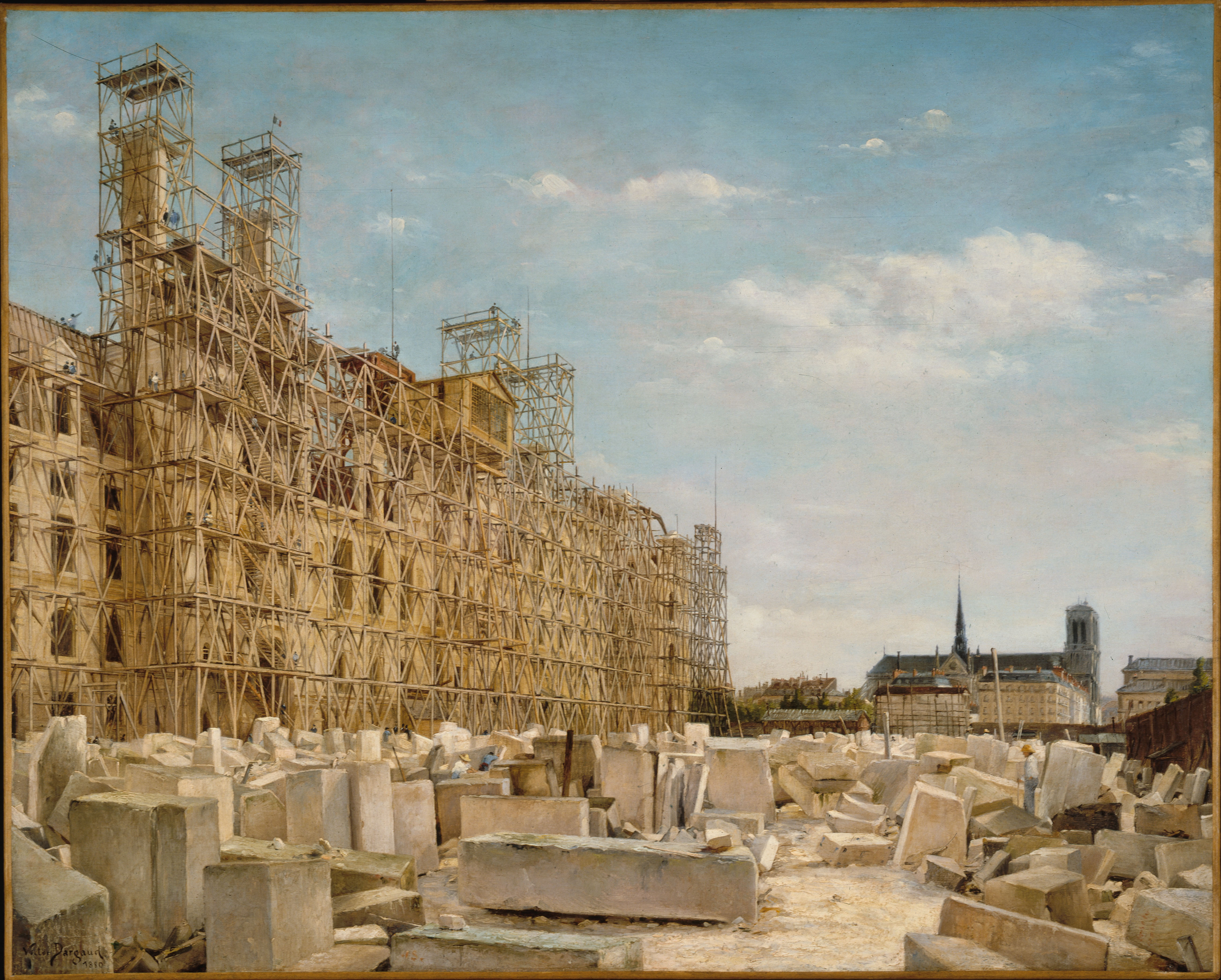
L'Hôtel de ville en reconstruction, huile sur toile de Paul-Joseph-Victor Dargaud, musée Carnavalet, Paris, 1880.

Immédiatement après les combats de la Semaine sanglante, les ruines parisiennes deviennent des buts de promenade et se développe progressivement une forme de tourisme des ruines malgré les risques de chutes de pierres et les façades instables. Des écrivains pourtant critiques à l'égard de l'insurrection, comme Malvina Blanchecotte ou Edmond de Goncourt, saluent la beauté et l'exotisme de ces ruines. La question de la reconstruction se pose alors et dans un article du 4 juillet 1871, Le Figaro résume l'état d'esprit de la population : « Nous avons autre chose à faire que des larmes à répandre sur des pierres, un autre édifice à construire que les Tuileries ». La destruction des grands monuments parisiens est parfois vue comme une opportunité « de repenser la ville et ses équipements » afin de redonner au plus vite à la capitale « sa place de phare de l'Europe », d'autant plus qu'une quinzaine de monuments parmi les nombreux bâtiments publics incendiés datent du Second Empire et n'ont alors que peu de valeur patrimoniale aux yeux des Parisiens. L'inconfort des Tuileries est régulièrement mise en avant par ceux qui s'opposent à leur reconstruction, comme Étienne Arago ; il en est de même pour l'hôtel de ville dont l'incommodité est critiquée par Eugène Viollet-le-Duc, qui considère comme une « folie de le reconstruire comme il était ».
Toutefois, dès le 27 mai 1871, alors que les combats ne sont pas encore terminés, Adolphe Thiers nomme Jean-Charles Alphand, qui avait travaillé avec le préfet Haussmann, directeur des travaux de Paris. Dès le mois de juin commencent des chantiers de réparation des monuments peu endommagés et de déblaiement des ruines. L'instabilité gouvernementale tout autant que la question du financement fait que la reconstruction n'est pas encadrée de manière cohérente et dépend de décisions au cas par cas. L'hôtel de Salm, dont la reconstruction est financée par ses 65 000 membres, est le premier à être relevé au début de l'année 1874. Le nouvel Hôtel de ville est finalement reconstruit à l'identique et achevé après une dizaine d'années de travaux, en 1882,. Les ruines du palais des Tuileries sont arasés à la même époque, entre 1883 et 1884, après un débat oscillant entre la reconstruction du palais et la conservation de ses vestiges,. Les restes du palais d'Orsay, où siégeait la Cour des comptes, perdurent le plus longtemps, jusqu'à ce qu'ils soient achetés en 1897 par la Compagnie du chemin de fer de Paris à Orléans pour y construire la gare d'Orsay, à l'occasion de l'Exposition universelle de 1900,.
Une certaine forme de continuité apparaît néanmoins entre l'haussmannisation du Second Empire et les travaux menés dans Paris dans les années 1870, qui souvent achèvent les chantiers commencés avant la guerre et la Commune, à ceci près que la Troisième République construit plutôt des bâtiments utilitaires liés à la révolution industrielle que des palais. Pour Hélène Lewandowski, les destructions ont sans doute accéléré la modernisation de la capitale et ont donné « l'opportunité de faire prévaloir des projets plus sobres, plus fonctionnels ».

## Construction de la basilique du Sacré-Cœur sur la colline de Montmartre
C’est d’abord en réparation de la défaite de 1870 qu’est souhaitée la construction de la basilique du Sacré-Cœur de Montmartre. Dans une lettre adressée aux curés de son diocèse le 4 septembre 1870, jour de la proclamation de la troisième république, l'évêque de Nantes, Félix Fournier, attribue la défaite de la France à une punition divine après un siècle de déchéance morale depuis la Révolution de 1789.
Cette lettre a pu inspirer un vœu prononcé en décembre de la même année par le philanthrope Alexandre Legentil devant son confesseur le père Gustave Argand, dans la chapelle du collège Saint-Joseph de Poitiers dont ce dernier était le recteur, et rédigé en janvier 1871. A posteriori, la loi du 24 juillet 1873 invente une autre justification : « expier les crimes des fédérés »,,. Sa construction débuta en 1875.

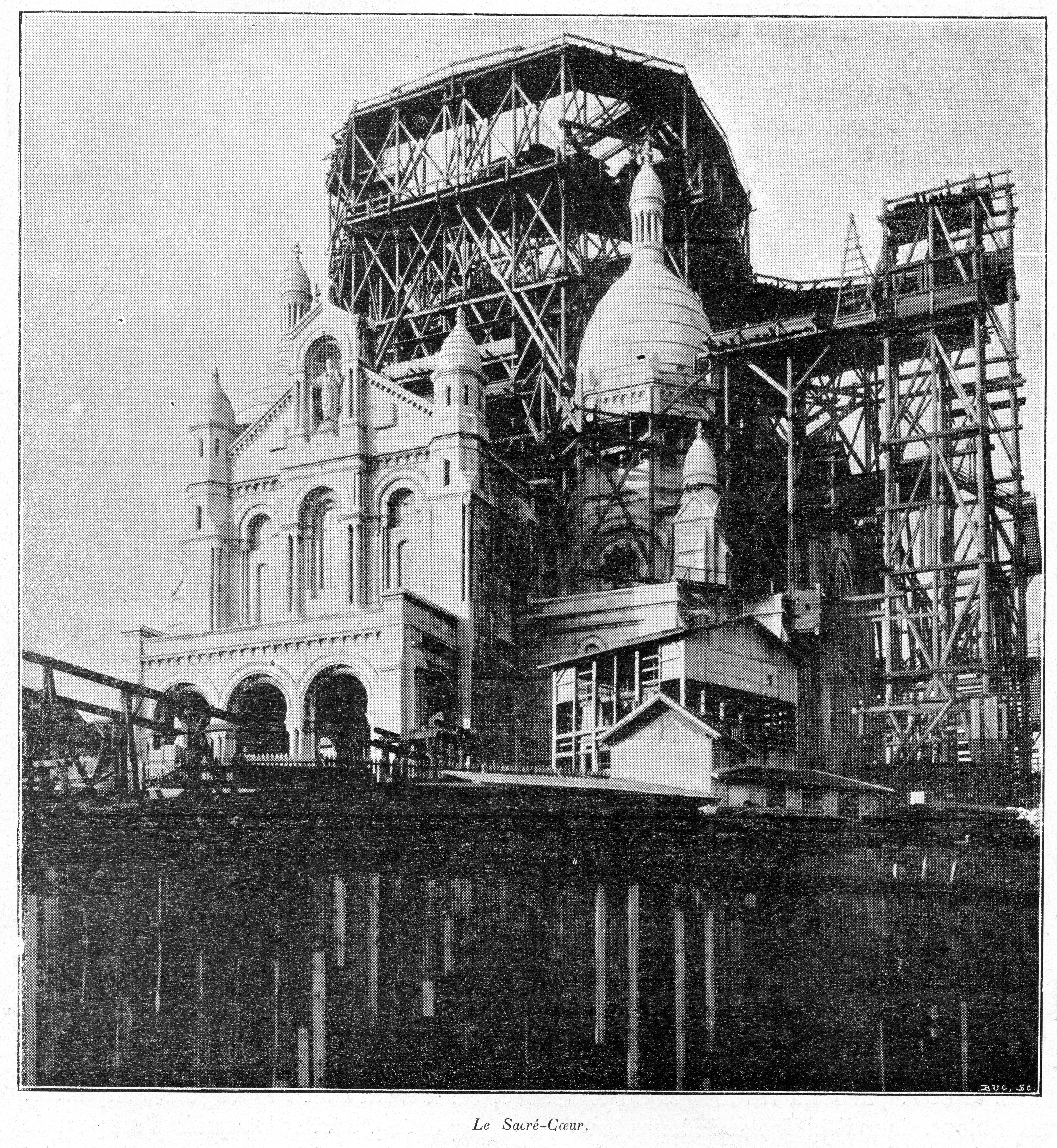
Construction du Sacré-Cœur sur la colline Montmartre, en 1897, devenue un projet de « chapelle expiatoire des crimes des Fédérés » à partir de 1873.

Le choix d'ériger la basilique sur la colline de Montmartre était hautement symbolique pour la droite victorieuse : c'est là que débuta l'insurrection le 18 mars lorsque les troupes d'Adolphe Thiers tentèrent d'enlever à Paris les canons qui y étaient entreposés et que les Parisiens considéraient comme leur propriété puisqu'ils les avaient eux-mêmes payés par souscription. Après la cérémonie de pose de la première pierre, Hubert Rohault de Fleury fit explicitement le lien :
« Oui, c'est là où la Commune a commencé, là où ont été assassinés les généraux Clément Thomas et Lecomte, que s'élèvera l'église du Sacré-Cœur ! Malgré nous, cette pensée ne pouvait nous quitter pendant la cérémonie dont on vient de lire les détails. Nous nous rappelions cette butte garnie de canons, sillonnée par des énergumènes avinés, habitée par une population qui paraissait hostile à toute idée religieuse et que la haine de l'Église semblait surtout animer ».
Un précédent lieu de culte, l'église Saint-Marcel de la Maison-Blanche, fut d'ailleurs construit dans des circonstances semblables : surnommée la « chapelle Bréa », du nom du général Jean Baptiste Fidèle Bréa, abattu lors des Journées de Juin. On ne trouve pas de mention de cette motivation dans le texte de loi voté par l'Assemblée nationale, mais déjà à l'époque elle était dénoncée par l'opposition de gauche.
Par ailleurs de nombreuses villes françaises ont donné le nom d'Adolphe Thiers à une voie publique, voyant en lui le fondateur de la Troisième République plutôt que le responsable de la répression de la Commune.

## Mémoire et postérité

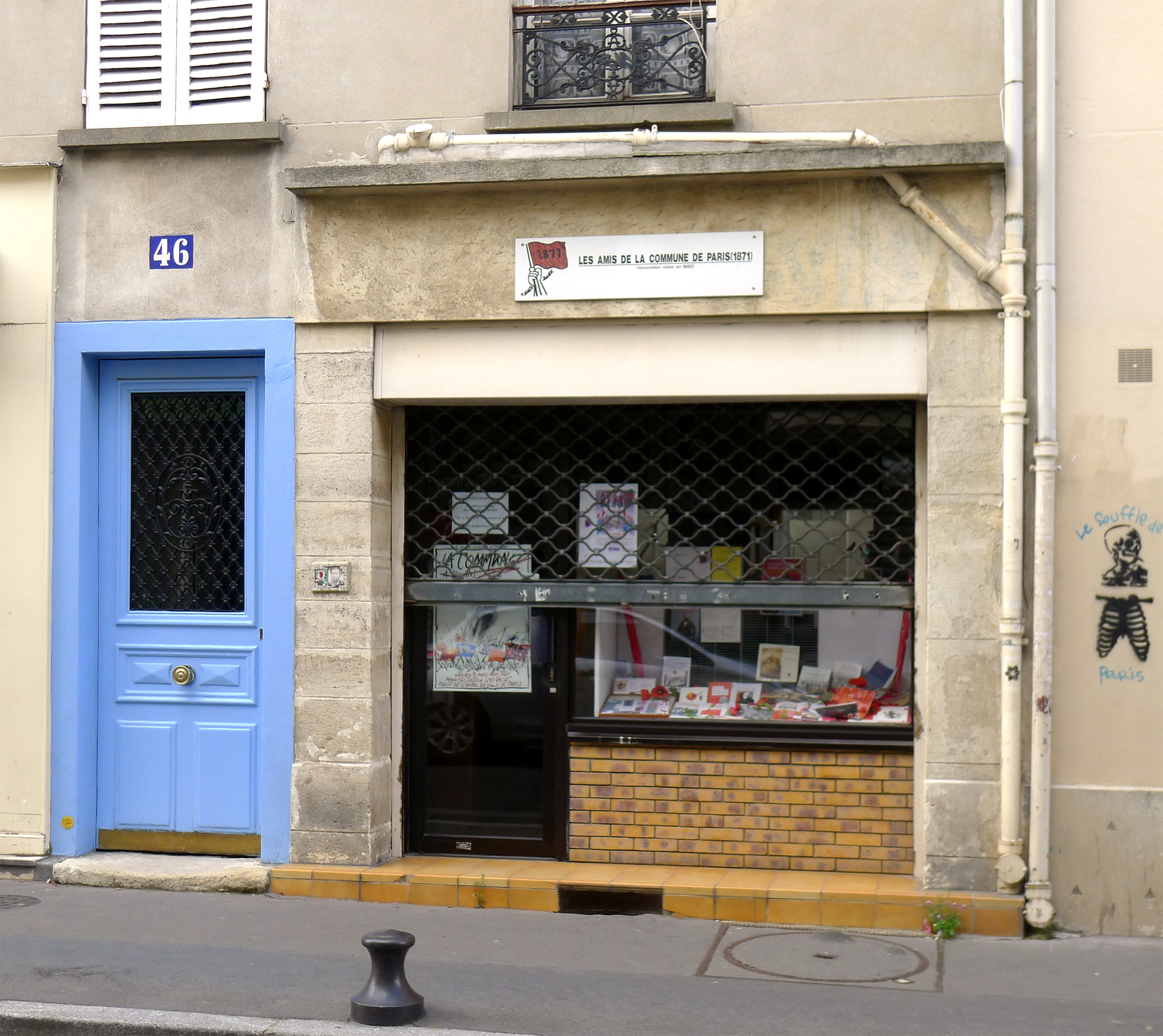
Le siège des Amies et Amis de la Commune de Paris 1871, au 46, de la rue des Cinq-Diamants (Paris 13e).

La Commune a souvent depuis été revendiquée comme modèle — mais avec des points de vue différents — par la gauche marxiste, l'extrême gauche et les anarchistes ; elle a inspiré de nombreux mouvements, qui y ont cherché des leçons leur permettant d'entreprendre d'autres révolutions : la révolution russe et les conseils (soviets), la révolution espagnole et les collectivités, etc.
Depuis 1882, une association, fondée au départ comme une société d'entraide des communards de retour d'exil, puis devenue Les Amies et Amis de la Commune de Paris 1871, défend ce qu’elle considère comme les valeurs et l'œuvre de la Commune.

### Légendes de la Commune

#### Légende «noire»
Au terme de l'insurrection, la parole des communards, détenus ou exilés, est interdite de toute publication en France, de sorte que le champ est libre pour leurs détracteurs, les grands écrivains de l'époque prenant presque unanimement parti pour les Versaillais. Dès 1871, des journalistes et écrivains opposés à la Commune livrent une description accablante de l'insurrection parisienne et donnent l'image d'une ville . Maxime Du Camp évoque pour sa part « une crise d'épilepsie sociale ». Dans l'ensemble, ces écrivains refusent de donner une lecture politique et sociale des événements pour réduire la Commune à un phénomène de désordre général, signe d'une maladie physiologique et morale : c'est la thèse de la « fièvre obsidionale », répandue les anticommunards pour relier l'adhésion à l'insurrection et l'apparition d'une maladie psychologique collective que l'enfermement, les souffrances et les privations du siège auraient causée. Émile Zola l'illustre notamment dans son roman La Débâcle, paru en 1892 : « Dans cette population, détraquée par des mois d'angoisse et de famine, tombée désormais à une oisiveté pleine de cauchemars, ravagée de soupçons, devant les fantômes qu'elle se créait, l'insurrection poussait ainsi naturellement, s'organisait au plein jour ».
Ainsi naît la « légende noire » de la Commune, alimentée par des milliers d'articles de presse, de caricatures ou de photographies. Des écrivains renommés comme Théophile Gautier, Alphonse Daudet ou George Sand « s'essayent au récit de la guerre civile, mêlant le genre de la fresque historique grandiose empreinte de romantisme à celui de l'analyse des drames contemporains parsemée de quelques considérations métaphysiques » et où « l'éructation côtoie l'érudition », selon l'historien Éric Fournier. Ce sont particulièrement les grands incendies, entièrement imputés aux insurgés, qui sont présentés comme « un crime inexpiable ». Dans ces œuvres, les révolutionnaires ne sont finalement que des barbares, ennemis de la beauté, et la guerre civile est montrée comme une lutte de la civilisation contre la barbarie. Plus encore, les insurgés sont parfois assimilés de dangereux étrangers, comme pour leur dénier tout patriotisme et les substituer aux Prussiens. Pour Paul de Saint-Victor, « Paris était devenu l'égout collecteur de la lie et de l'écume des deux mondes ». Bien que peu nombreux en proportion, les Italiens et les Polonais engagés dans l'insurrection sont la cible des Versaillais qui exagèrent leur nombre et leur influence. Éric Fournier explique qu'aux yeux de ces auteurs, « Paris devient un creuset infernal où les plus terribles figures de l'histoire ressuscitent et s'amalgament pour former une horreur inédite », et « les communards deviennent l'incarnation contemporaine d'un mal métaphysique existant depuis l'aube de l'humanité ». Le mythe des pétroleuses, ce « mot hideux, que n'avait pas prévu le dictionnaire » selon Théophile Gautier, en est l'exemple le plus abouti.
Au lendemain de la Semaine sanglante, l'horreur des Versaillais est telle que de nombreux auteurs voient dans la guerre civile une sorte d'apocalypse, une catastrophe de caractère biblique qui prend les traits d'« une malédiction divine pour châtier la France de ses vices moraux ». La thèse de la folie collective est d'ailleurs appuyée par les travaux de plusieurs médecins aliénistes comme le neurologue Jean-Baptiste-Vincent Laborde ou le psychiatre Alexandre Brierre de Boismont, qui présente les communards comme « des fanatiques qui rêvent une rénovation du monde par des moyens impraticables » et « des fous démagogiques qui sont excessivement dangereux ». De la même manière, l'historienne Véronique Fau-Vincenti constate que se répand l'idée selon laquelle les femmes combattantes, « sans gouvernance masculine depuis la guerre de 1870 », seraient devenues « des êtres mués par une sexualité incontrôlée qui les aurait conduites à s'engager physiquement dans l'événement révolutionnaire et à se perdre sur le terrain mental ». Ainsi l'accent est mis sur l'immoralité des insurgés, Paul de Saint-Victor dépeignant « une troupe d'êtres inconnus […] rappelant […] ces bandits masqués ou barbouillés de noir qui escaladent, la nuit, la maison qu'ils vont mettre à sac », et tous les vices leur sont attribués : fainéantise, vol, alcoolisme, dépravation individuelle ou collective. Pour Ernest Feydeau, « L'effronterie de ces coquins n'avait d'égales que leur bêtise et leur scélératesse. […] Cela puait le vin, la crasse, le jus de pipe, bien autre chose encore, et je ne sais quelle bestiale vanité ». L'image d'une insurrection menée par des ivrognes est longtemps cultivée, au point qu'au début du XXe siècle, les manuels d'histoire de la collection Malet et Isaac enseignent encore aux écoliers que « la population ouvrière des quartiers de l'est était sortie du Siège dans un état de déséquilibre physique et moral, les nerfs malades, la santé délabrée par le manque de vivres joint à l'abus de l'alcool ».
Sur un autre plan, les meneurs de l'insurrection sont dépeints comme des déclassés à l'ambition longtemps refoulée, accusés de s'être servis d'un peuple en proie à l'excitation nerveuse pour parvenir à leurs fins et s'accaparer le pouvoir,. Pour le poète Jean Richepin, qui évoque « un soulèvement des déclassés et un gouvernement de fruits secs », les chefs de la Commune ne sont que « charlatans ou prophètes ». Maxime Du Camp les décrits comme « rongés par l'ambition, méprisant le peuple au nom duquel ils parlent, haïssant les riches qu'ils envient, et prêts à tout pour être célèbres, pour être obéis, pour être dictateurs ». Il insiste lui aussi sur la notion de « petits bourgeois déclassés » en évoquant « des ouvriers désespérés de n'être point patrons, des patrons exaspérés de n'avoir point fait fortune […] des journalistes sans journaux, des médecins sans clientèle, des maîtres d'écoles sans élèves ».
Éric Fournier constate que cette légende noire s'efface peu à peu dans les années 1880 « sous une République libérale qui prône l'apaisement par l'oubli » après le vote des lois d'amnistie, mais qu'elle persiste « souterrainement dans des groupes sociaux réactionnaires », au point d'influencer certains événements : selon cet historien, c'est pour éviter le risque d'une nouvelle Commune que le général Weygand renonce à défendre Paris et la déclare ville ouverte lors de l'invasion allemande en 1940. De la même manière, il affirme que la mémoire versaillaise bénéficie d'une « réelle visibilité éditoriale et médiatique » jusqu'au début du XXIe siècle : en 2009, dans son ouvrage Métronome, Lorànt Deutsch réduit le Commune à « quelques lignes invraisemblables puisant aux plus ridicules légendes versaillaises », tandis qu'en 2003, le journaliste Jean Sévillia évoque l'ivrognerie supposée des communards pendant « 72 jours d'anarchie », et en 2018, Jean-Christian Petitfils les qualifie de « factieux ».

#### Légende «tricolore»
Pour de nombreux républicains comme Victor Hugo, la Commune est « une bonne chose mal faite » qui pâtit du double « mauvais choix du moment, mauvais choix des hommes ». Refusant les critiques outrancières de la propagande versaillaise sans pour autant défendre les insurgés, plusieurs figures républicaines font naître ce que les historiens nomment la « légende tricolore » de l'insurrection. Pour Victor Hugo comme pour de nombreux hommes politiques républicains des années 1870, les communards auraient desservi l'idée républicaine qu'ils entendaient promouvoir par le caractère illégal de l'insurrection et la violence de ses actes. Il s'agit pour eux de défendre le choix de la voie parlementaire et électorale pour asseoir la République, de sorte que, le plus souvent, ils renvoient dos à dos Fédérés et Versaillais, tout en valorisant l'action des élus parisiens et leurs efforts de conciliation à l'ouverture du conflit.
Ce positionnement est critiqué par l'historien Jean-François Dupeyron qui considère que par son choix de procéder au plus vite à des élections municipales, le Comité central de la Garde nationale démontre son refus d'adopter une attitude belliqueuse : c'est donc l'intransigeance du gouvernement versaillais qui aurait conduit à l'affrontement dramatique. Jean-François Dupeyron s'appuie sur d'autres éléments symboliques pour rejeter l'image d'une violence politique populaire, comme la décision de détruire la guillotine le 9 avril. Selon lui, la disproportion dans le nombre de victimes suffit à rejeter la responsabilité de la violence dans le camp versaillais, et c'est justement par sa modération que la Commune précipite sa chute : « une des raisons de l'échec final de la Commune tint à l'esprit général de son action : la croyance en sa bonne foi et en sa capacité de convaincre la France de son bon droit, le choix premier de moyens pacifiques pour transformer la société […] et le primat de sentiments naïfs de fraternité et de concorde universelles ». Il rejette également l'accusation d'illégalité à l'encontre de la Commune en s'appuyant sur l'organisation des élections municipales et sur le refus d'utiliser des mesures de protection et de coercition envers les adversaires de l'insurrection. Élu au conseil de la Commune, Arthur Arnould déclarait d'ailleurs : « Nous, républicains démocrates socialistes, nous ne devons pas nous servir des moyens dont se servaient les despotes ».

### Lectures politiques de l'insurrection

#### Les usages politiques de la Commune
Éric Fournier considère que « la Commune est empreinte d'une forte plasticité mémorielle favorisant d'intenses usages militants », si bien que de nombreux mouvements s'en réclament ou y font explicitement référence pour appuyer leur position. Les usages politiques de la Commune sont ainsi très divers, au détriment parfois de la véracité historique.
Dès les années 1880 et tout au long du XXe siècle, les différents mouvements révolutionnaires, anarchistes, socialistes ou communistes, entretiennent tous la mémoire de la Commune en formulant le souhait d'accomplir les promesses de son programme. Nombreux sont ceux qui, dans le sillage de Karl Marx, y voient une « aurore » préfigurant les grandes révolutions modernes. Johann Chapoutot souligne notamment l'importance de la Commune dans l'histoire du mouvement ouvrier allemand qui, dès la fin du XIXe siècle, érige l'insurrection parisienne « en signe d'espoir, voire en idéal ». Pour des penseurs comme Marx et Friedrich Engels, l'expérience parisienne « rassure sur les capacités du mouvement ouvrier à créer une alternative à cette interminable révolution des princes qui, à leurs yeux, accable l'Allemagne depuis 1806-1813 ». En France aussi la mémoire de la Commune revêt une « puissante mémoire mobilisatrice », en particulier lors des grandes crises comme l'affaire Dreyfus et les luttes antimilitaristes de 1913, ou bien au profit des communistes qui assimilent les républicains à de « nouveaux versaillais » durant l'entre-deux-guerres, puis du Front populaire en 1936. En 1968, par opposition au Parti communiste français jugé trop passif, plusieurs mouvements d'extrême gauche, comme les trotskistes, s'appuie sur les manifestations étudiantes pour proclamer la « Commune vivante ». D'autres usages politiques interviennent sporadiquement dans les décennies qui suivent, en particulier lors du mouvement Nuit debout en 2016 ou dans les ZAD, qui érigent la Commune comme un modèle du « questionnement libertaire de la démocratie », selon l'historien Jacques Rougerie.
À l'autre bout du spectre politique, la légende noire versaillaise est régulièrement mise en avant par des mouvements réactionnaires pour « disqualifier radicalement toute perspective révolutionnaire, réduite au surgissement des bas-fonds, à la barbarie, sinon à la monstruosité », une partie de l'extrême droite française tente au contraire de s'approprier l'insurrection. Ainsi, à la fin du XIXe siècle, les boulangistes insistent sur le patriotisme des insurgés et détournent leur antiparlementarisme au profit de leur propre combat contre les institutions de la Troisième République. En 1944, sous l'occupation allemande, le Parti populaire français de Jacques Doriot organise une montée au Mur pour honorer les morts de 1871 et ceux de la division SS Charlemagne, dans « une chimère mémorielle, un assemblage improbable et monstrueux ».

#### Lecture de Karl Marx
Dans La Guerre civile en France, Karl Marx fait de la Commune la première tentative de prise de pouvoir par la classe ouvrière. Informés des événements grâce aux lettres envoyées depuis la capitale par ses amis Auguste Serraillier et Élisabeth Dmitrieff, il finit par soutenir l'insurrection malgré ses doutes initiaux : dès la déclaration de guerre à la Prusse, Marx avait senti qu'un mouvement révolutionnaire était susceptible de survenir en France, mais toute tentative insurrectionnelle lui semblait alors prématurée et risquait de nuire au développement de l'Association internationale des travailleurs.
La résistance des Parisiens pendant le siège suscite son admiration et, après l'insurrection du 18 mars, qu'il n'a pas anticipée, il tente de faire passer aux Parisiens le conseil de marcher sur Versailles sans tarder et déplore leur immobilisme à ce sujet. À ses yeux, l'autre erreur commise par les Communards est de n'avoir pas suffisamment agi pour rallier la province à leur cause. Il salue néanmoins la suppression de l'armée et de la police, la démocratisation et la séparation des Églises et de l'État, et considère que les Fédérés ont mis en place un système qui aurait pu conduire à l'établissement du socialisme, une idée reprise quelques années plus tard par Friedrich Engels qui voit la Commune comme une forme claire de la dictature du prolétariat.

#### Révolutions russe et chinoise
L'écho de la Commune dans la Russie tsariste, avec une population largement analphabète, met du temps à se déployer. Néanmoins, dès 1872, la littérature anti-communarde commence à être traduite en russe, avec la traduction de l'ouvrage Le Livre noir de la Commune de Paris : L'Internationale dévoilée. La référence à l'insurrection parisienne se développe avec la révolution de 1905, le groupe anarchiste Les Communards (Kommounary) appelant à transformer Białystok selon cette perspective et le journal Kommouna, organe d'une aile radicale des socialistes-révolutionnaires, appelant à la commune dans toutes les villes. Les analyses des révolutionnaires occidentaux sont alors traduites et imprègnent la culture politique des militants russes.
Dans L’État et la Révolution, Lénine consacre la Commune de Paris pour son caractère prophétique et sa valeur exemplaire. Il transmet le mythe communard aux premiers communistes chinois dans les années 1920. L'arrivée au pouvoir des bolcheviks entérine le terme de kommouna dans l'imaginaire, à la fois compris comme gouvernement ouvrier et communauté d'égaux. Parmi les 32 exploitations collectives en activité dans un district rural au sud de Kharkov dans les années 1919-1920, deux d'entre elles sont dénommées « Commune de Paris ». Le discours sur cet évènement devient plus homogène au fil du temps, les maisons d'édition officielles et les traductions d'auteurs occidentaux éclipsant les points de vue libertaires. Léon Trotski y consacre un chapitre de Terrorisme et communisme en 1920 et expose Les Leçons de la Commune en 1921 dans lesquelles il explique que l'indécision des masses parisiennes dans la conduite du mouvement s'explique par l'absence d'un parti. La Commune devient peu à peu un motif de la culture soviétique. Elle est alors représentée au théâtre, au cinéma (par exemple dans Les Aubes de Paris de Grigori Rochal) et dans les arts plastiques, mais son évocation se vide peu à peu de sa signification et de sa portée émancipatrice.
Les premiers communistes chinois célèbrent comme une fête traditionnelle l’anniversaire de l’insurrection parisienne. Mao Zedong mobilise la référence à la Commune de Paris à partir du Grand Bond en avant, et en particulier au lancement de la révolution culturelle : il présente le premier dazibao de l'événement — dans lequel Nie Yuanzi, professeure de philosophie à l'université de Pékin, attaque le recteur dont elle dépend — comme « la proclamation de la Commune de Pékin des années 1960, en Chine » dont la « portée dépasse celle de la Commune de Paris »,. La sinologue Marie-Claire Bergère relève qu'à l'occasion de la révolution culturelle, Mao utilise « l’appel des communards parisiens à la destruction de l’État pour déclencher son offensive contre les organes du gouvernement et du Parti communiste chinois ». La Résolution en 16 articles du 8 août 1966, qui fixe le cadre de la révolution culturelle en Chine, déclare qu'« il est nécessaire d’appliquer un système d’élection générale semblable à celui de la Commune de Paris », ce qui restera sans effet.
Dans leur proclamation du 5 février 1967, les ouvriers « rebelles révolutionnaires » qui proclament la Commune populaire de Shanghai, emmenés par Zhang Chunqiao, évoquent « la nouvelle Commune de Paris des années 1960 » et reprennent les principes de la Commune de Paris en précisant qu’ils peuvent être destitués à tout instant,. Très rapidement, Mao rejette, dans sa pratique, l'idéal d'autonomie locale associé à la Commune de Paris. Il fait rebaptiser la Commune populaire de Shanghai, qui aura duré vingt jours, en « Comité révolutionnaire de la ville de Shanghai »,. L'historien Alain Roux, spécialiste du mouvement ouvrier à Shanghai au XXe siècle, indique : « Il n’y a pas en Chine d'étude concrète de ce que fut la Commune de Paris. Rien sur sa dimension de pouvoir nouveau avec le rôle d’une assemblée générale élisant des délégués révocables, de la démocratie directe, au moins au départ. Tout cela, en Chine, on n’y pense pas. L’influence de la Commune est plus sémantique. C’est un thème : le drapeau rouge. Un mot d’ordre : le pouvoir prolétarien, la destruction par la force du pouvoir bourgeois capitaliste ».
Au XXIe siècle, sous Xi Jinping qui cherche à faire de la Chine un modèle pour elle-même et abandonne les références historiques à l'Occident, les revues du Parti communiste chinois citent la Commune de Paris comme un exemple raté de mouvement révolutionnaire ouvrier.

### Historiographie
La Commune de Paris est l'objet de nombreuses études plus ou moins historique et la bibliographie critique réunie en 2006 par Robert Le Quillec compte près de 5 000 entrées,. Quentin Deluermoz observe que dès 1871, la Commune devient un « objet d'histoire » car, parmi les nombreux témoignages et ouvrages pamphlétaires qui paraissent dans les mois et les premières années qui suivent l'événement, elle fait « l'objet de recueils de documents et travaux historiques, caractéristiques de cette période de refondation académique du savoir historique ». Certains auteurs, sans être totalement objectifs, s'efforcent d'établir les faits en s'appuyant sur l'analyse des journaux, des documents officiels ou des procès des communards. Ainsi, dans Les Convulsions de Paris, Maxime Du Camp porte un regard critique sur l'action des fédérés mais s'attache à mener un travail « impartial ». À l'opposé, l'ancien communard Prosper-Olivier Lissagaray défend l'idéal et l'héroïsme des insurgés dans son Histoire de la Commune de 1871 tout en décrivant les acteurs et le déroulement des faits de manière argumentée.
Dans les dernières années du XIXe siècle et durant l'entre-deux-guerres, la Commune devient « un objet privilégié » de l'histoire socialiste puis marxiste,. Des années 1950 aux années 1970, de nombreux travaux académiques cherchent à déterminer la place de la Commune de Paris dans l'histoire du mouvement ouvrier et son insertion dans les luttes des décennies précédentes en examinant notamment le rôle des idéologies à l'origine de l'insurrection. À cette époque, l'étude de la Commune dépasse largement le cadre national et suscite l'intérêt de nombreux chercheurs étrangers dans le contexte de la Guerre froide. Souvent associée à l'histoire de l'Internationale, elle fait l'objet de débats d'interprétation selon l'orientation intellectuelle et politique des auteurs, mais dans l'ensemble ces derniers s'accordent sur l'établissement des faits et la remise en cause du rôle des internationalistes.
Dans les années 1960, des sociologues et des philosophes s'intéressent également à l'insurrection en l'inscrivant dans un mouvement libertaire et anarchiste dépassant le cadre des révolutions antérieures. Henri Lefebvre étudie notamment sa relation au fait urbain et ses réflexions nourrissent les recherches de sociologues américains qui, dans les années 1970 et 1980, voient la Commune de Paris comme « le révélateur des crises internes au développement capitaliste et à la modernité urbaine ».

### Historiographie contemporaine
Pour l’historien François Furet, « aucun événement de notre histoire moderne, et peut-être de notre histoire tout court, n’a été l’objet d’un pareil surinvestissement d’intérêt, par rapport à sa brièveté. Il dure quelques mois, de mars à mai 1871, et ne pèse pas lourd sur les événements qui vont suivre, puisqu’il se solde par la défaite et la répression. […] Le souvenir de la Commune a eu la chance de se trouver transfiguré par un grand événement postérieur : la révolution russe de 1917 l’a intégré à sa généalogie, par l’intermédiaire du livre que Marx avait consacré à l’événement dès 1871. Pourtant, la Commune doit beaucoup plus aux circonstances de l’hiver 1871 et au terreau politique français qu’au socialisme marxiste, auquel elle ne tient par rien ».
Pour les historiens François Broche et Sylvain Pivot, « la Commune, dépourvue d'idées neuves, de valeurs fondatrices et de dirigeants d'envergure, ne fut jamais en mesure de précipiter l'enfantement d'un monde nouveau ».
L’historien Alain Gouttman écrit dans La Grande Défaite (2015) : « Devant l'histoire, les communards se sont montrés le plus souvent médiocres, à quelque poste qu'ils se soient trouvés entre le 18 mars et le 26 mai 1871. Ils n'en incarnent pas moins, dans la mémoire collective, une grande cause, la plus grande de toutes peut-être : celle d'une société jaillie du plus profond d'eux-mêmes, où la justice, l'égalité, la liberté n'auraient plus été des mots vides de sens. Une utopie ? En tout cas, une grande espérance qui les dépassait de beaucoup, et dont ils furent à la fois acteurs et martyrs ».
La plus récente synthèse, de l'historien Jean-Louis Robert, propose de dépasser l'opposition entre les principales interprétations de la Commune : prémices de la révolution ouvrière et de la dictature du prolétariat, remise en cause libertaire de l’État et des dominations, insurrection d’abord républicaine et patriote, mouvement de circonstance loin de tout mouvement long, rebond des insurrections populaires qui accompagnent l’histoire de France…

## Plaques et monuments commémoratifs
Le mur des Fédérés est une partie de l'enceinte du cimetière du Père-Lachaise, dans le 20e arrondissement de Paris, devant laquelle 147 fédérés, combattants de la Commune, ont été fusillés par l'armée versaillaise à la fin de la Semaine sanglante, en mai 1871, et jetés dans une fosse commune ouverte au pied du mur.

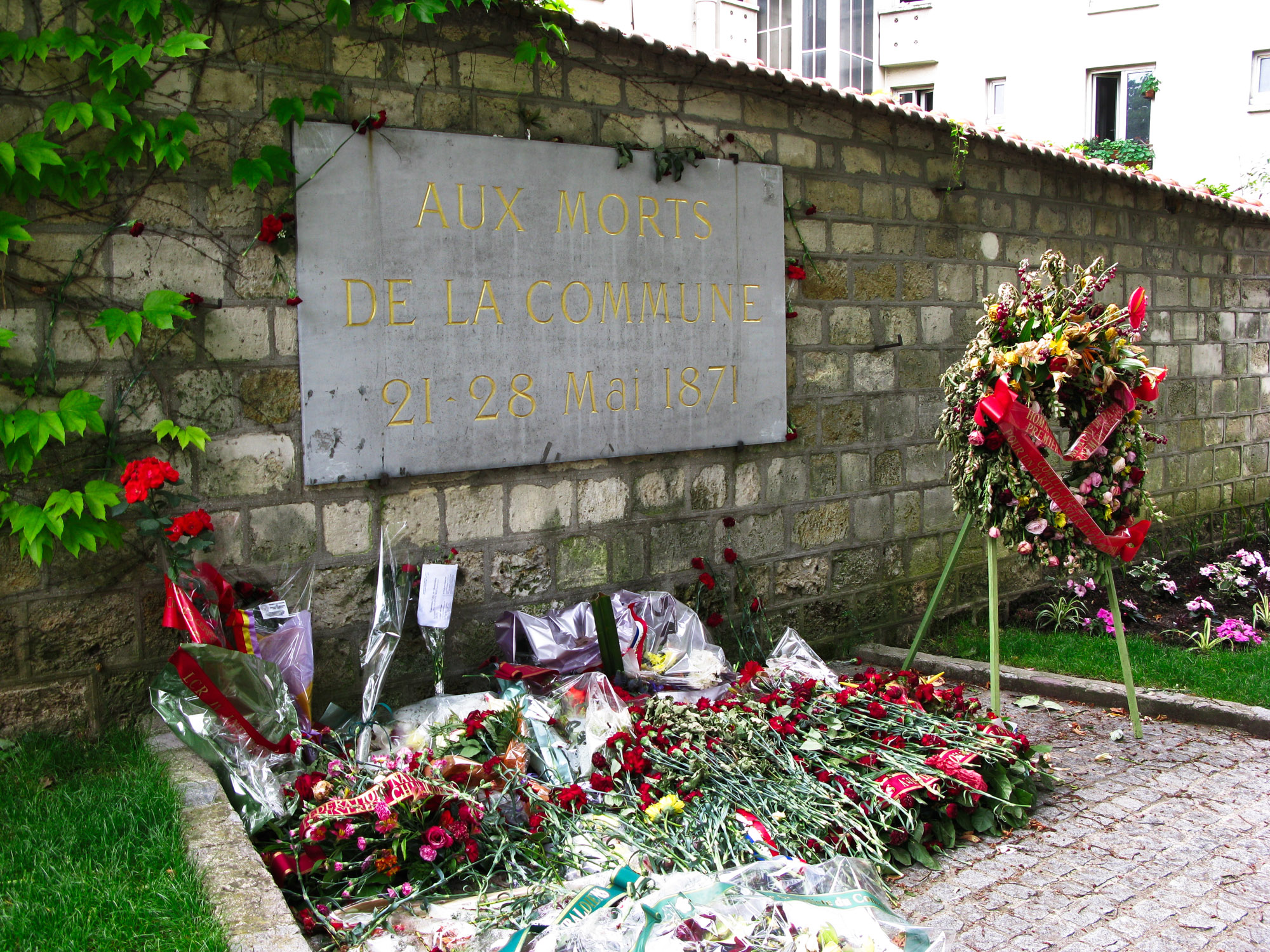
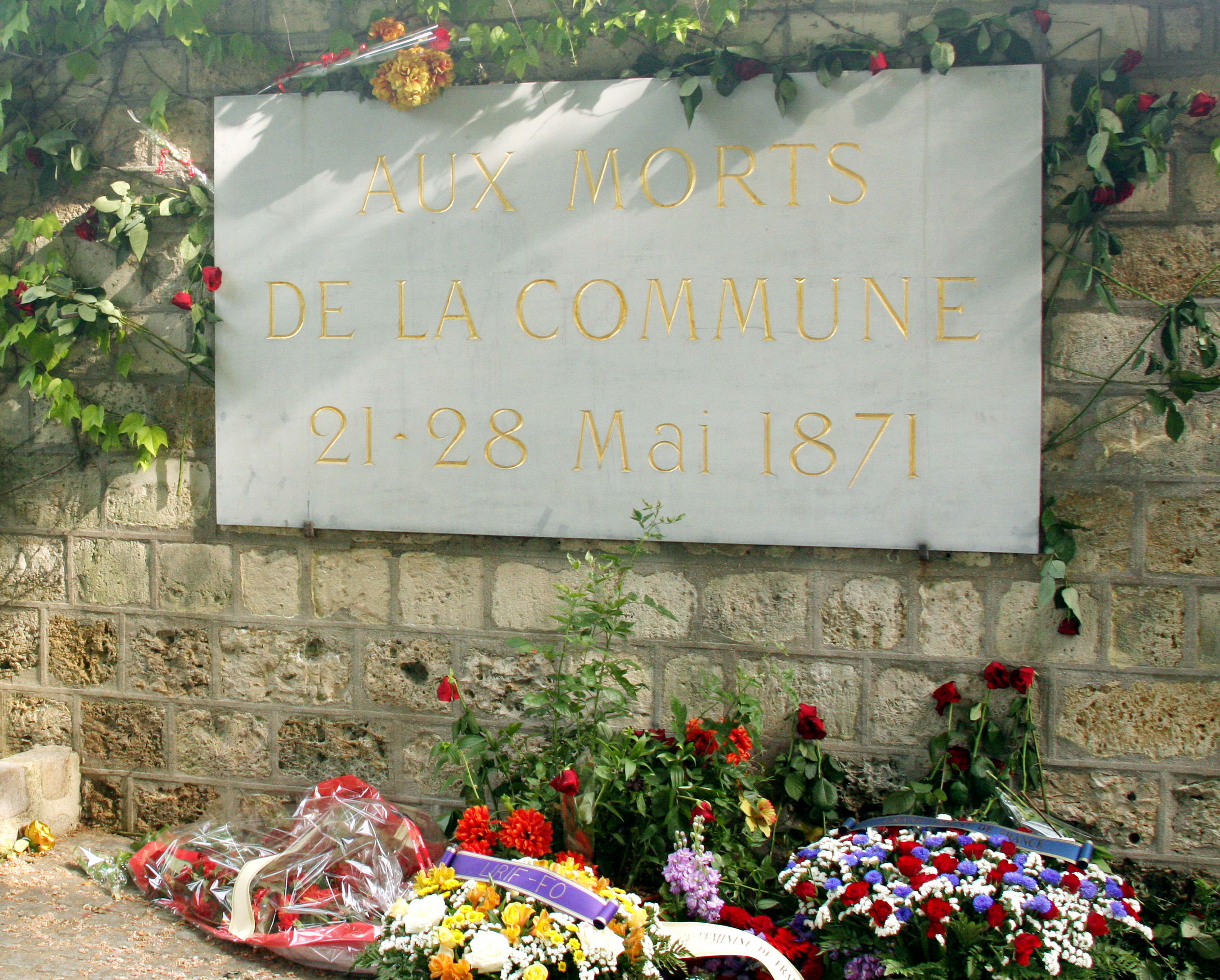

Une plaque commémorative des derniers combats se trouve rue de la Fontaine-au-Roi, dans le 11e arrondissement de Paris.

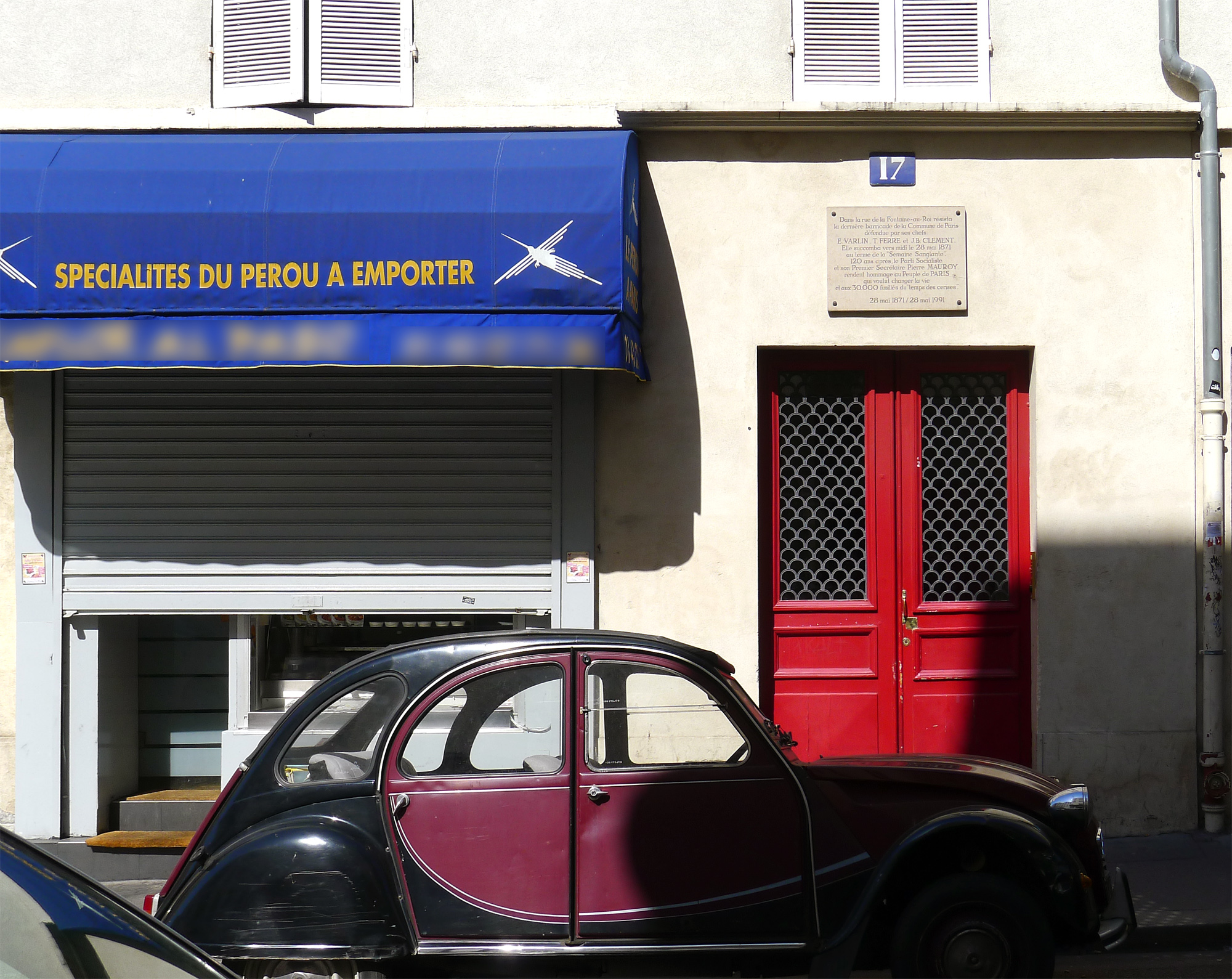
No 17, rue de la Fontaine-au-Roi.
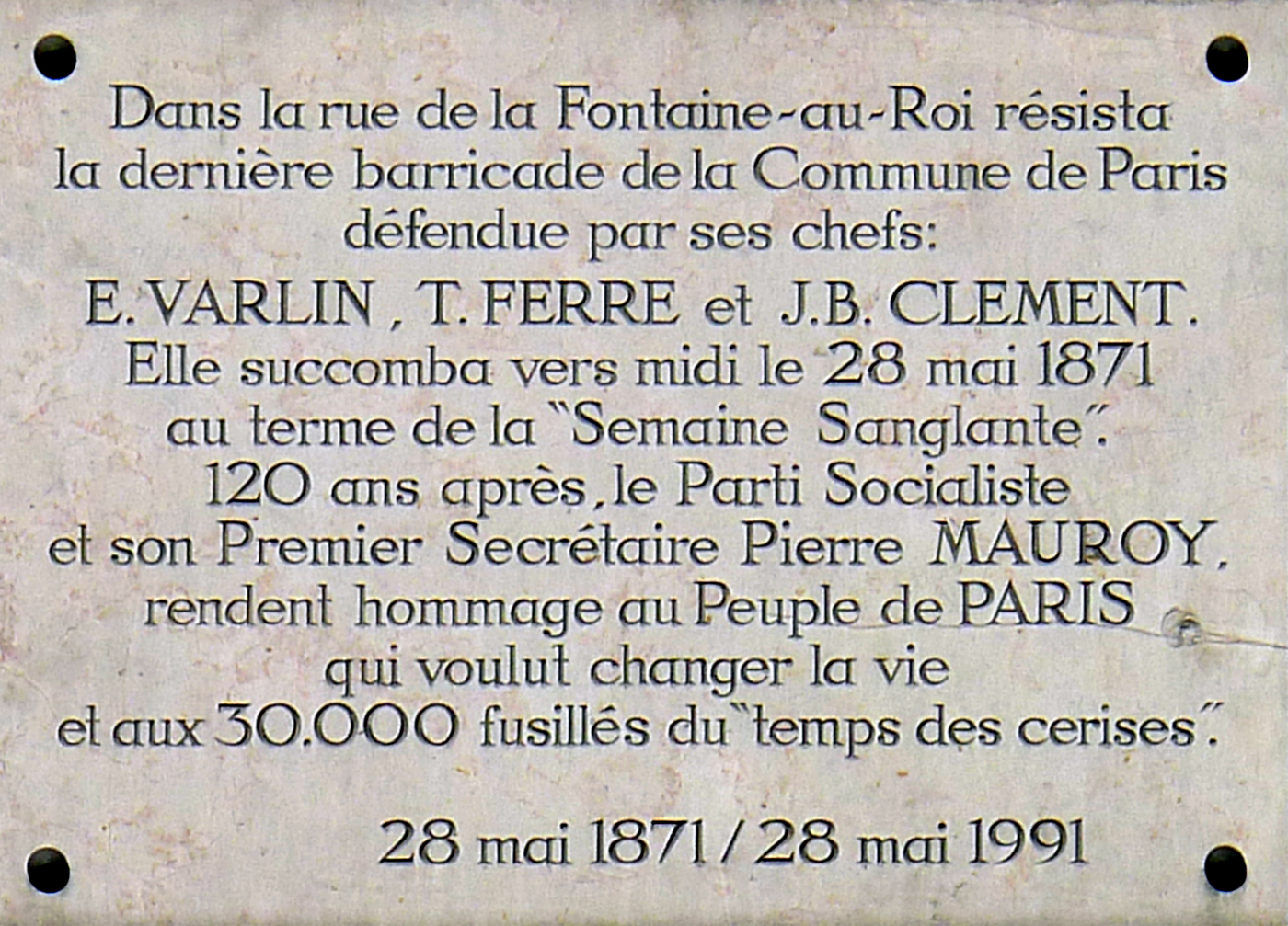
Plaque commémorative posée le 28 mai 1991.

Un bas-relief et une autre plaque commémorative des derniers combats de la Commune, se trouvent également à la jonction des rues de la Ferme-de-Savy et Jouye-Rouve, dans une entrée du parc de Belleville.

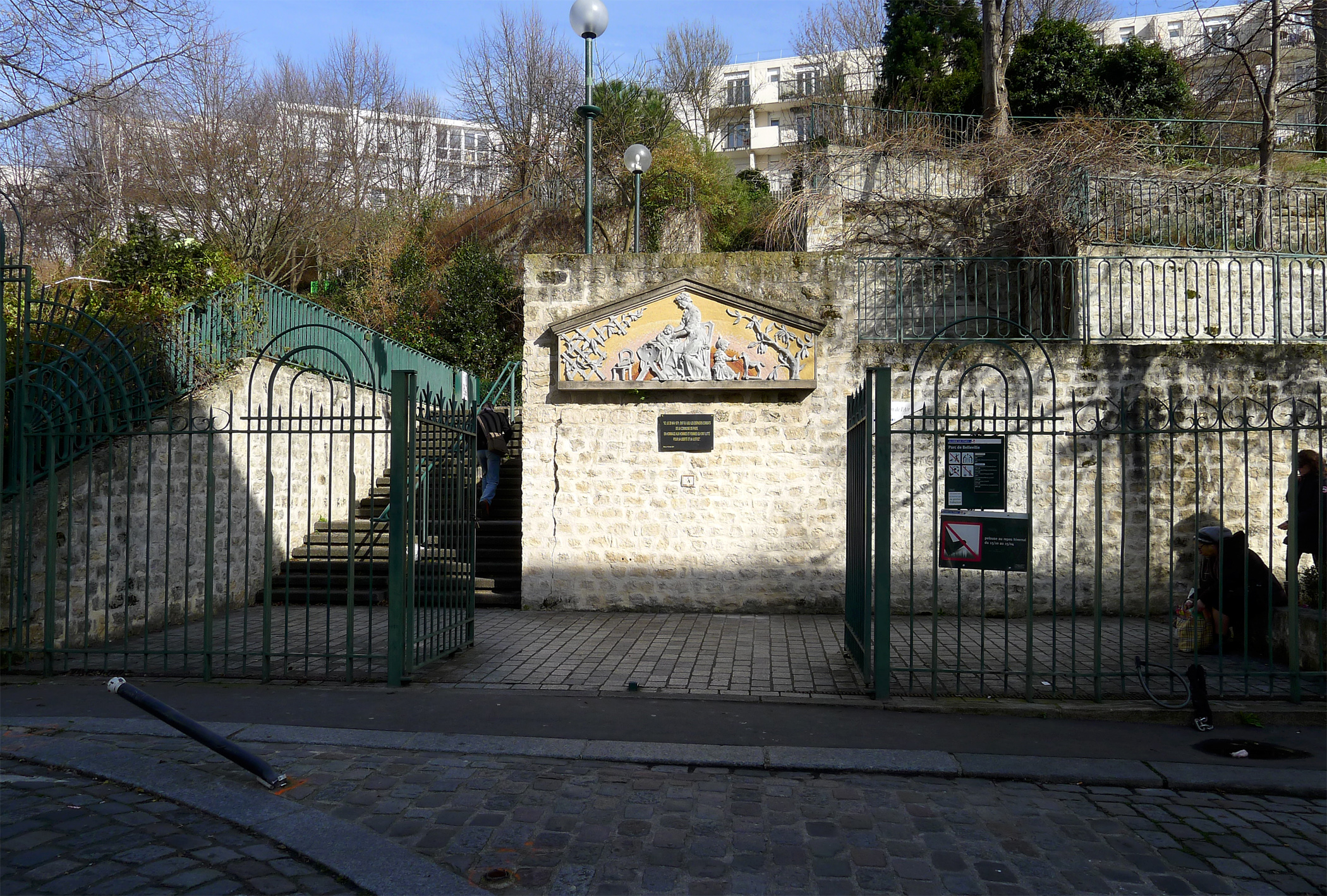
Entrée du parc.
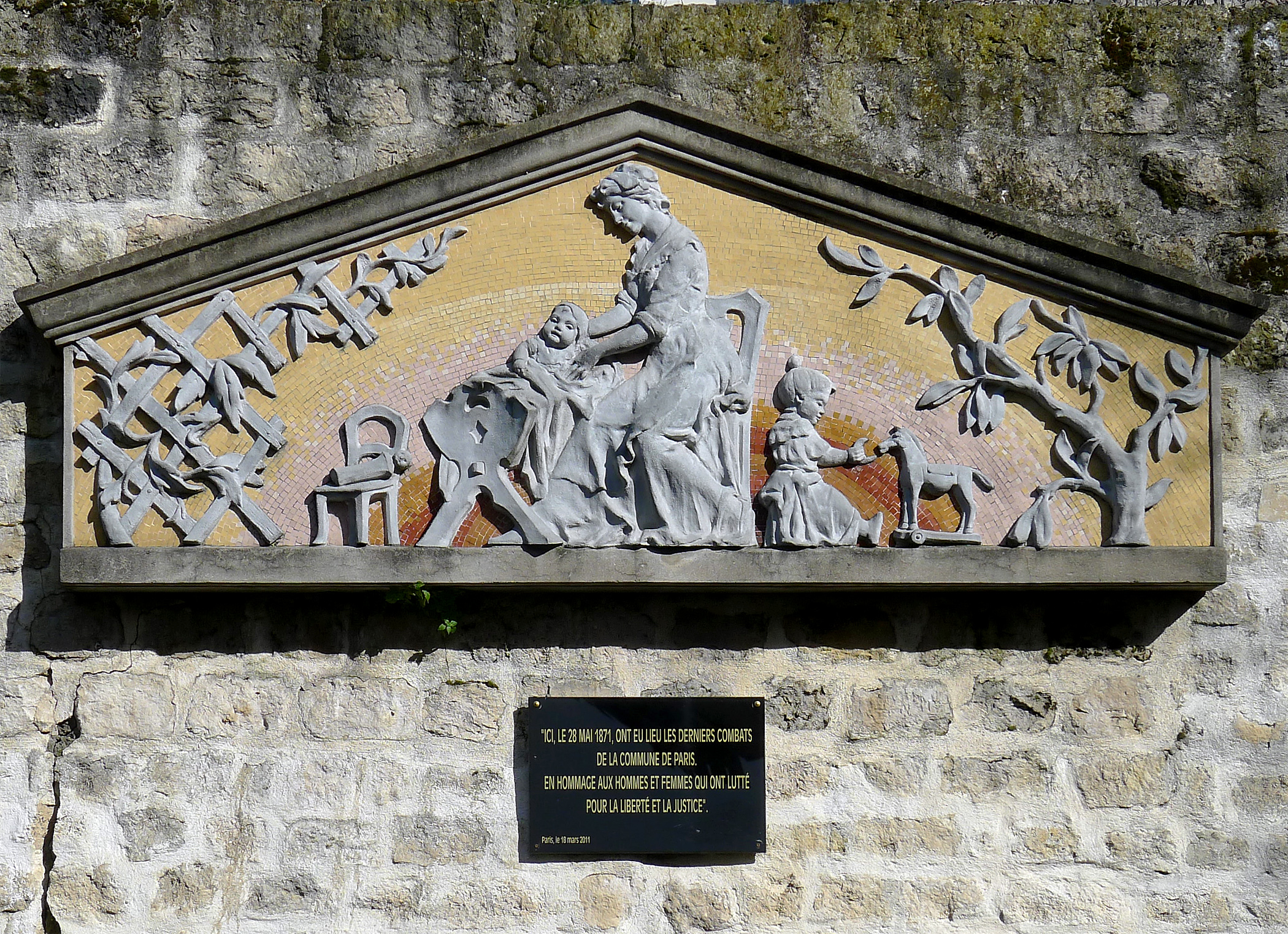
Bas-relief et plaque commémorative.

Au 1bis de la rue de la Solidarité Paris 19e, une plaque anonyme commémore depuis 1904 les « très nombreux » corps inhumés sans sépulture « tout près d’ici », dans ce quartier qu’on appelait alors les Carrières d'Amériques, à l’issue de la Semaine sanglante.

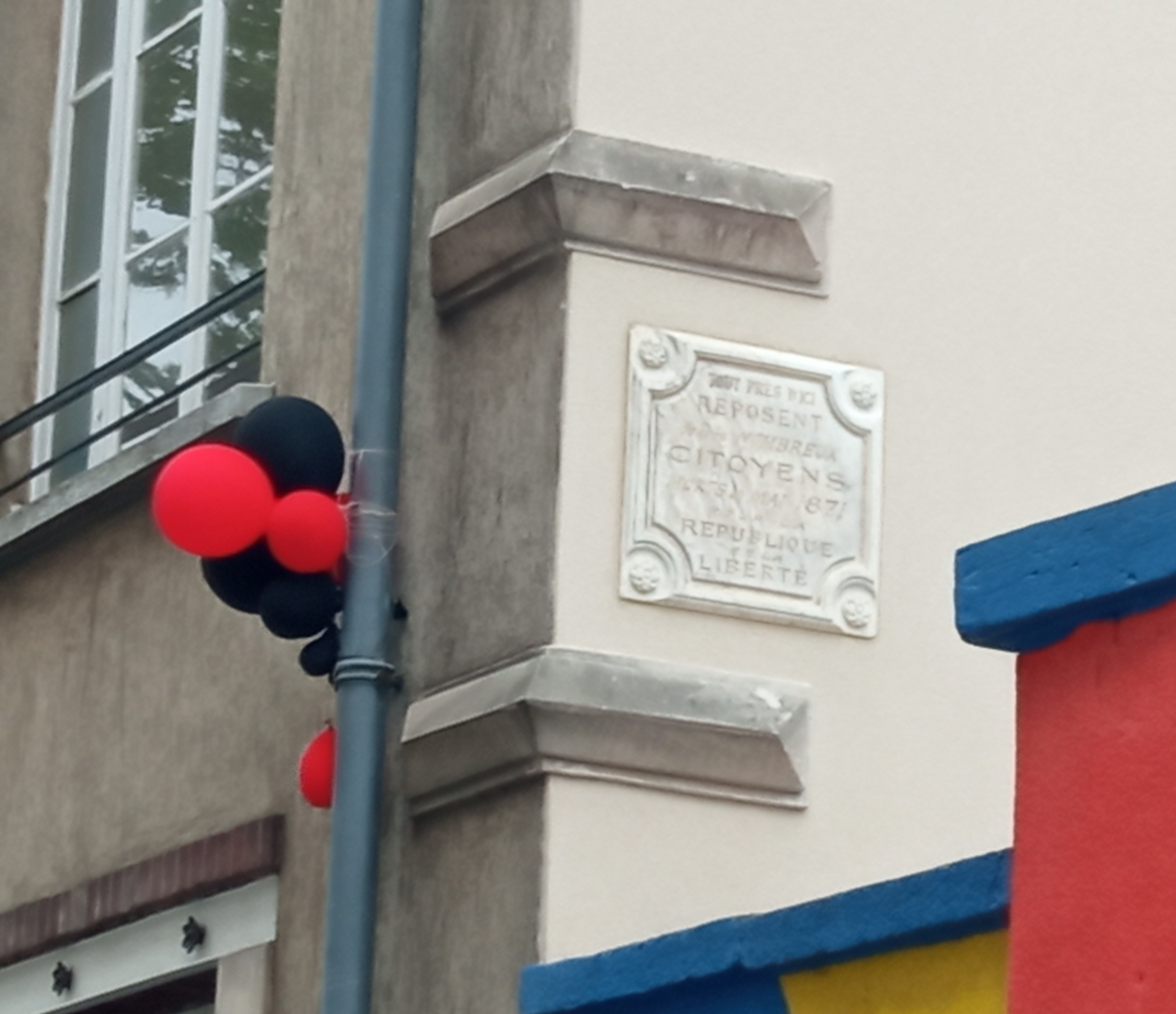
Vue du trottoir
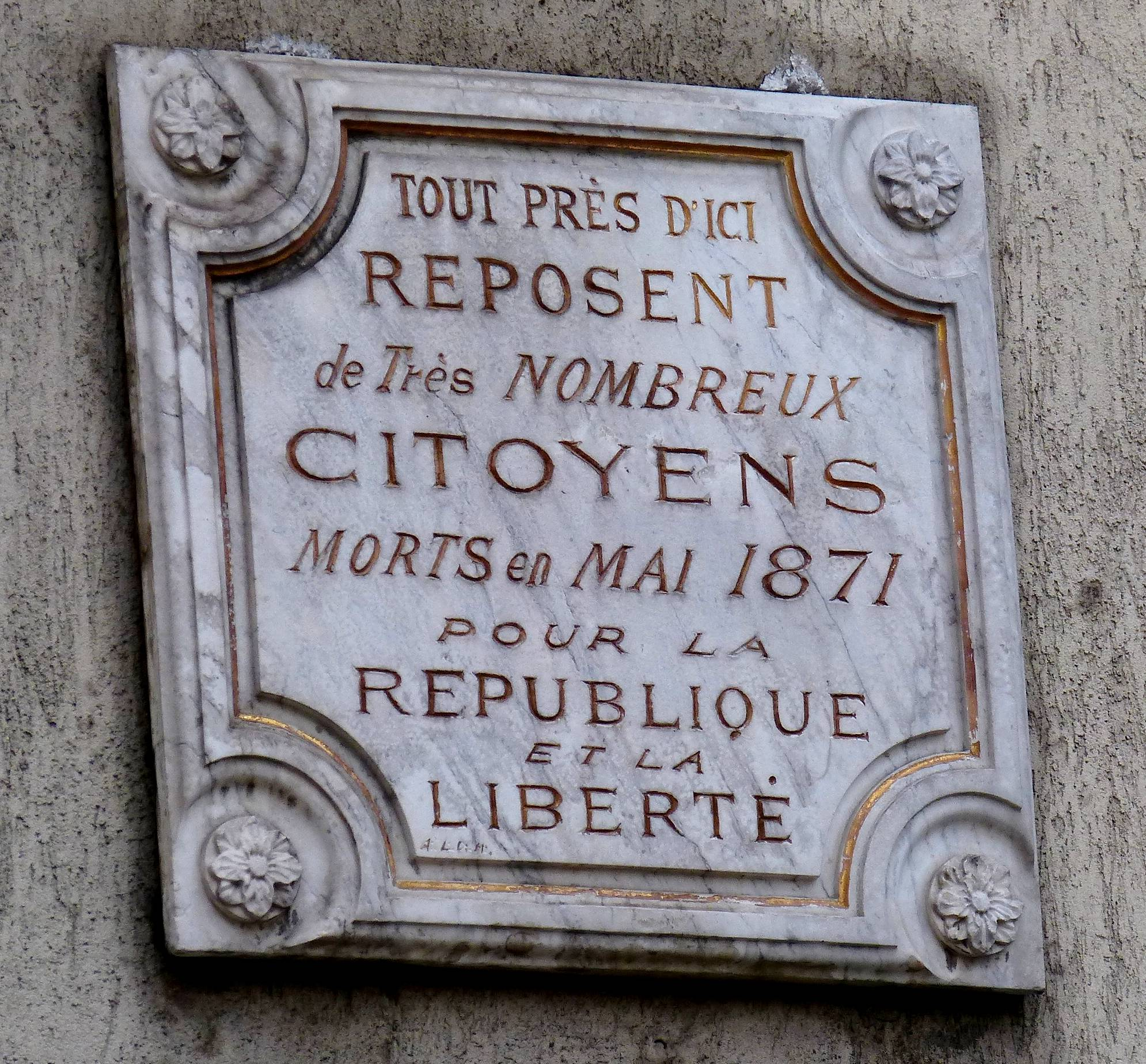
A noter l'étrange signature

## Dans les arts et la culture

### Iconographie

#### Peinture
Des peintres, présents au moment des faits, vont être directement témoins, voir acteurs, de l'insurrection parisienne. Certains vont choisir de la représenter a posteriori. Ainsi Édouard Manet, retiré à Bordeaux et qui rentre début juin dans la capitale ; traumatisé, il produit deux lithographies. Sur place, très actif, Gustave Courbet lance un appel à la création de la Fédération des artistes de Paris qui regroupe 290 personnes le 15 avril 1871 ; s'il en préside le comité, ce n'est qu'une fois arrêté et emprisonné, depuis sa cellule, qu'il remplit un carnet de croquis représentant les familles d'insurgés parquées, et dont il est le témoin direct.

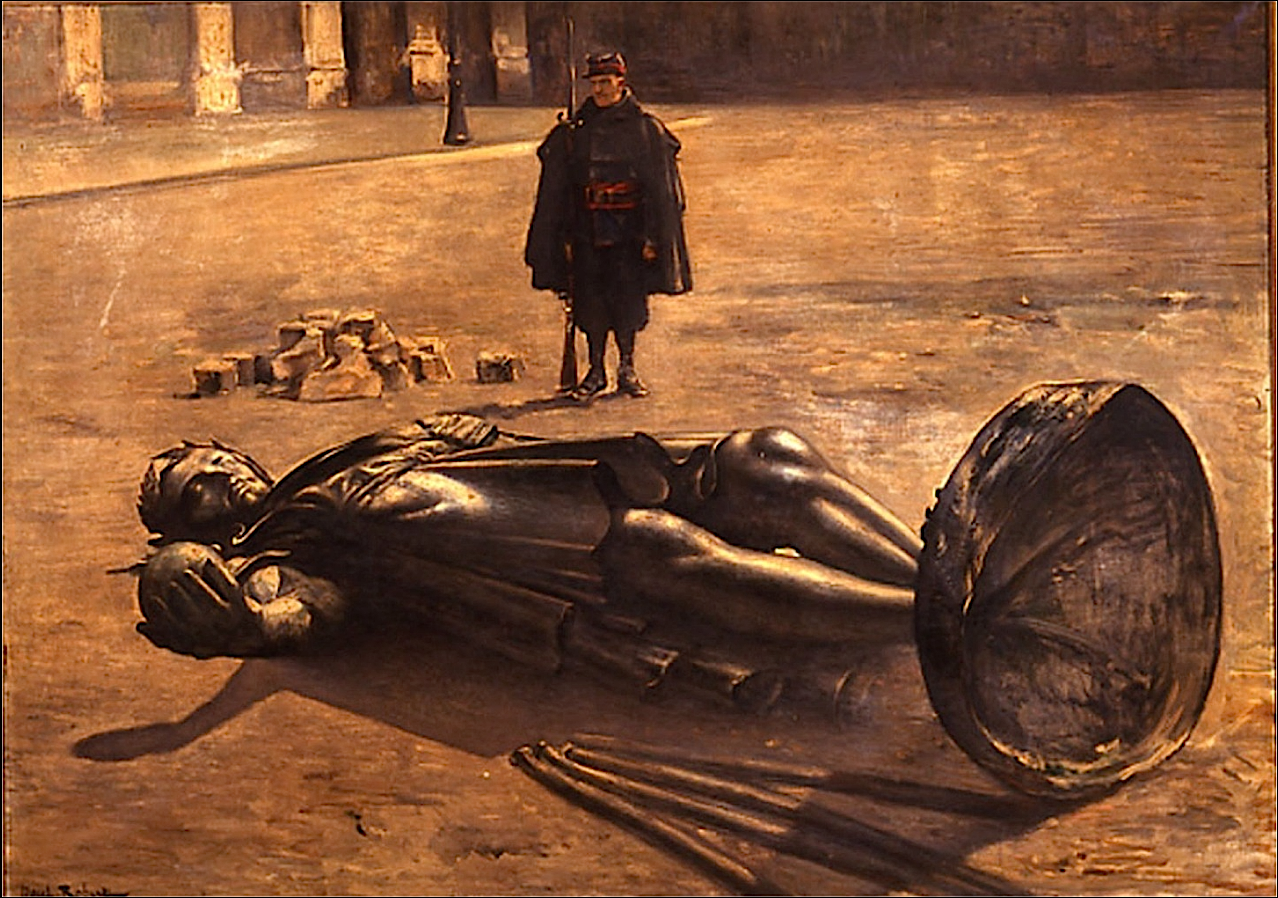
Léon-Paul-Joseph Robert : La Colonne Vendôme renversée (1871), musée d'Art et d'Histoire de Saint-Denis.
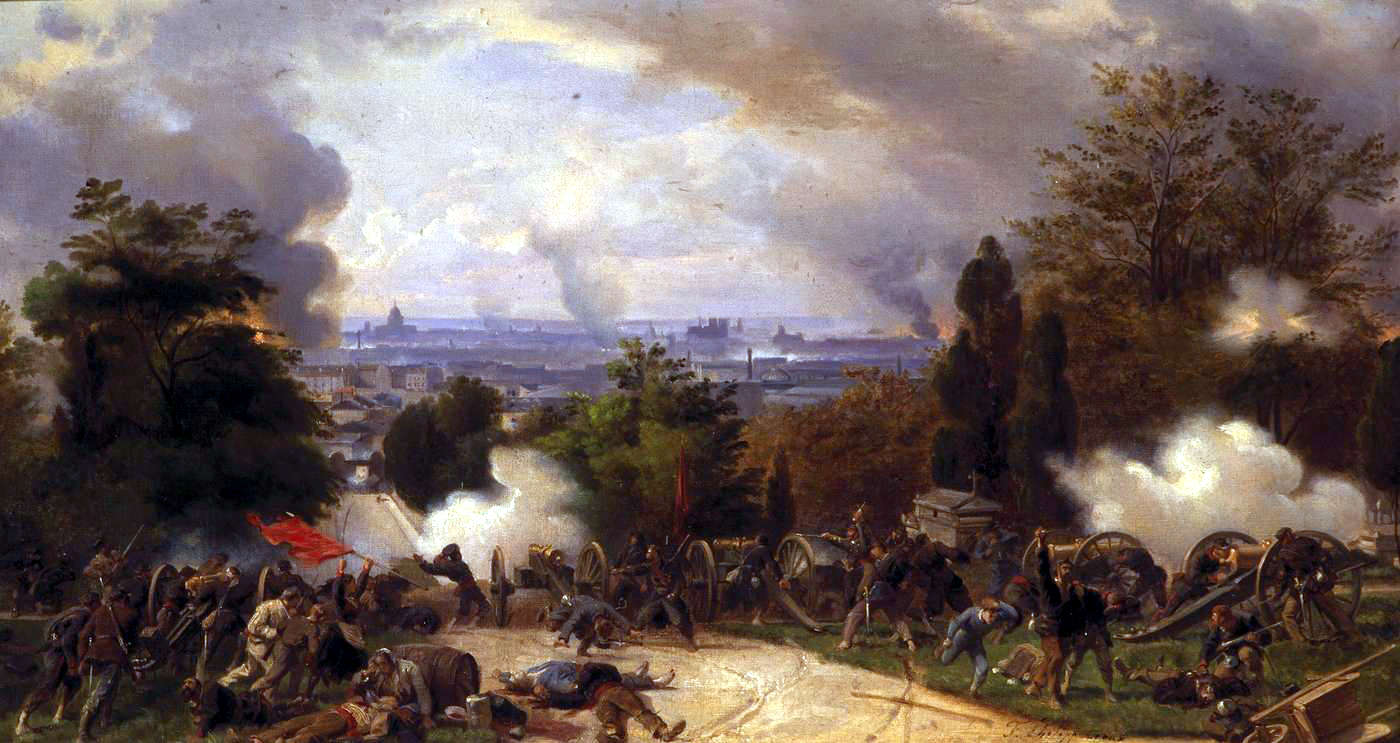
Philippoteaux : Derniers combats au Père-Lachaise, qui fit des « panoramas-spectacles » sur la Commune.

#### Photographie
Plusieurs photographes documentent la Commune de Paris, dont Bruno Braquehais dans sa série de La Chute de la colonne Vendôme. Le camp versaillais est soutenu par les photomontages engagés de Jules Raudnitz — Le Sabbat rouge — et d'Eugène Appert, les Crimes de la Commune.
- Alfred d'Aunay et Alphonse Liébert, Les Ruines de Paris et de ses environs 1870-1871. Cent photographies, Volume I et II, Paris, Photographie américaine A. Liébert, 1872 — sur Gallica.
- Quentin Bajac [dir.], La Commune photographiée, Paris, Éditions de la Réunion des Musées Nationaux, 2000.

#### Gravure
Des milliers de caricatures (pour la plupart des lithographies) dépeignant les personnalités politiques de l'époque et le comportement des Parisiens assiégés sont produites à Paris pendant la guerre franco-prussienne puis sous la Commune, souvent par le biais des journaux et magazines satiriques illustrés. D'importantes collections sont conservées au musée d'art et d'histoire Paul Éluard (Saint-Denis), au musée Carnavalet à Paris (fonds Maurice Quentin-Bauchart), à la British Library et au Victoria & Albert Museum (Londres), ou encore aux bibliothèques universitaires de Cambridge et d'Heidelberg.
À l'automne 1871, Alfred Cadart publie l'album Paris et ses avant-postes pendant le siège (1870-1871), douze eaux-fortes signées Léopold Desbrosses.
En 2022, les Cahiers Tristan Corbière n° 4 (éditions Classiques Garnier) publient 24 caricatures de communards et du « parti de l'ordre » réalisées par le poète breton Tristan Corbière. Ces dessins, que l'on croyait perdus, ont été retrouvés à la bibliothèque de Bologne. Benoît Houzé retrace dans ces cahiers leur histoire et analyse leur contenu.

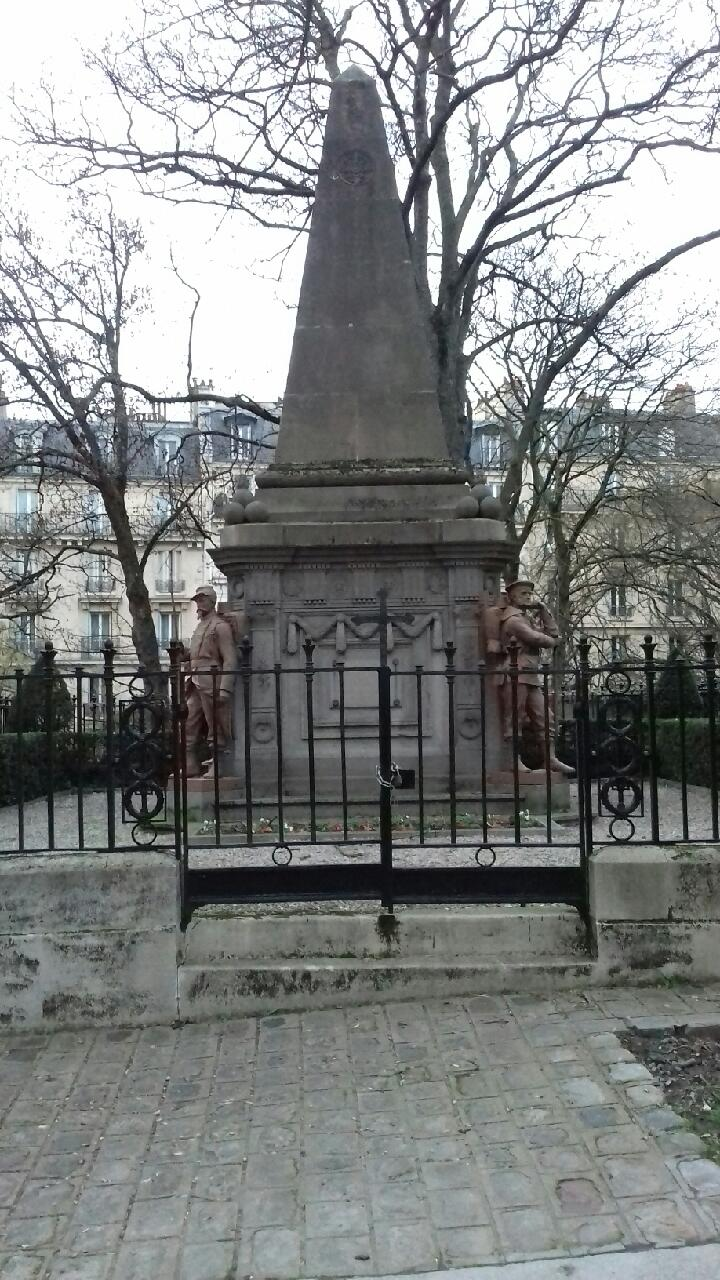
Monument aux victimes
de la Commune au cimetière du Père-Lachaise, 72e division.

### Sculpture

#### Sculpture monumentale
Un monument aux victimes de la Commune a été érigé au cimetière du Père-Lachaise, dans la 72e division.

#### Art urbain
- Les Gisants de la Commune de Paris d'Ernest Pignon-Ernest (1971).
- Parcours de la Commune de Paris de Moreje (2011-2016).

### Littérature

#### Bande dessinée
- La Commune de Paris en bandes dessinées, de Bernard Vesque, bulles dessinées par Patrice Dubreuil, collaboration et dessin des pages de présentation de Michèle Plocki, présentation générale de Madeleine Rebérioux, Savelli - Éditions librairie de la Jonquière, Paris, 1977.
- Ciment de l'histoire, série de dessins de Jihel (années 1970-1980).
- Histoire de France en bande dessinée, no 20. La commune, La IIIe république - Paris en Armes : Maurillo Manara et texte de Jean Ollivier, Larousse, 1977.
- Voleurs d'empire, série en sept tomes écrite par Jean Dufaux et dessinée par Martin Jamar (1993-2002) : histoire fantastique qui se déroule sur l'arrière-plan historique de la guerre franco-prussienne en province et de la Commune à Paris.
- Le Cri du peuple, série en quatre tomes de Jacques Tardi (2001-2004) : adaptation du roman de Jean Vautrin.
- L'Homme de l'année - tome 5. 1871, écrit par Jean-Pierre Pécau, dessins de Benoît Dellac, éditions Delcourt (2014).
- Le Journal de la Commune, Éloi Valat, édition Bleu Autour (2008).
- Le sang de la Commune, Pierre Charras, illustrations de Chantal Montellier, Futuropolis (1982).
- La Semaine sanglante de la Commune de Paris, Éloi Valat, édition Bleu Autour (2013).
- Communardes T1 (Les éléphants rouges) de Mazel et Lupano, Vents d'Ouest (2015).
- Communardes T2 (L'aristocrate fantôme) de Jean et Lupano, Vents d'Ouest (2015).
- Communardes T3 (Nous ne dirons rien de leurs femelles…) de Fourquemin et Lupano, Vent d'Ouest (2015).
- Jacques Damour de Vincent Henri et Gaël Henri, éditions Sarbacane (2017), d'après l'œuvre d'Émile Zola.
- Des graines sous la neige, Communarde et visionnaire[181] de Nathalie Lemel, éditions Locus Solus (2017), dessins de Laëtitia Rouxel et textes de Roland Michon, 144 p.
- Les Damnés de la Commune de Raphaël Meyssan, Delcourt, tome 1 À la recherche de Lavalette (2017), tome 2 Ceux qui n'étaient rien (2019), tome 3 Les Orphelins de l'Histoire (2019)  (ISBN 241304289X) .
- Le Sang des cerises - Livre 1 et 2 de François Bourgeon, Delcourt (2018-2022).

#### Roman
L'historienne Laure Godineau indique qu'« un mur s'est dressé entre les communards et le milieu littéraire » et que « la liste des détracteurs est longue », citant George Sand, Gustave Flaubert, Maxime Du Camp (Les Convulsions de Paris, 1878), Théophile Gautier (Tableaux de siège, 1871), Leconte de Lisle, Ernest Renan, Edmond de Goncourt, Champfleury, Edmond About, Alphonse Daudet (Souvenirs d'un homme de lettres, 1886), Louis Veuillot, Francisque Sarcey, Alexandre Dumas fils, Paul de Saint-Victor, Jules Barbey d'Aurevilly, Hippolyte Taine, Émile Littré, Paul Bourge ou encore Eugène-Melchior de Vogüé. A contrario et hormis Jules Vallès, grand défenseur de la Commune à laquelle il a lui-même participé, notamment à travers son roman L'Insurgé,et aussi l' Histoire de la Commune de 1871 par P-O Lissagaray, Arthur Rimbaud a « pleinement sympathisé avec les insurgés ; il consacra à la Commune et à la répression au moins deux poèmes : L'Orgie parisienne ou Paris se repeuple et Les Mains de Jeanne-Marie, en hommage aux femmes combattantes ».
Émile Zola fait office de « cas particulier » : « correspondant du journal La Cloche, il donne des articles pendant les événements de 1870-1871 qui ne ménagent pas l'Assemblée de Versailles, tout en condamnant la Commune. Cependant, dans son roman La Débâcle, qu'il publie en 1892, Zola donnera le beau rôle au paysan Jean Macquart, le soldat versaillais plein de sagesse (« l'âme même de la France équilibrée et grave »), contre son ami Maurice Levasseur, l'intellectuel communard qu'il a tué : « Tout le symbole est là ; c'est la mauvaise partie de la France, la raisonnable, la pondérée, la paysanne, qui supprime la partie folle. » ».
Paul Lidsky publie en 1970 aux éditions François Maspéro son mémoire de DESS intitulé Les Écrivains contre la commune. Réédité aux éditions de La Découverte en 2010, cet ouvrage est considéré comme une référence dans son domaine,. L'auteur y montre combien, à l'exception de quelques auteurs comme Hugo, Rimbaud ou Villiers-de-L'Isle-Adam, la quasi-totalité des auteurs célèbres à l'époque (Flaubert, Dumas Fils, Du Camp, les frères Goncourt, Gautier, Sand…) témoigne d'une haine et d'un mépris absolus pour un phénomène dont ils ne cherchent pas à comprendre les causes. En 2020, l'auteur ajoute un chapitre à la dernière réédition, intitulé Les artistes pour la Commune.
- Chant de guerre parisien, Les Mains de Jeanne-Marie et L’Orgie parisienne ou Paris se repeuple, poèmes d'Arthur Rimbaud[184], 1870-1871.
- Théophile Gautier, Tableaux du siège : Paris 1870-1871, Paris, Éditions Charpentier, 1871 — sur Gallica.
- L'Année terrible, poèmes de Victor Hugo[185], 1872.
- Contes du lundi, contes d'Alphonse Daudet, 1873.
- Jacques Damour, nouvelle d'Émile Zola, 1880.

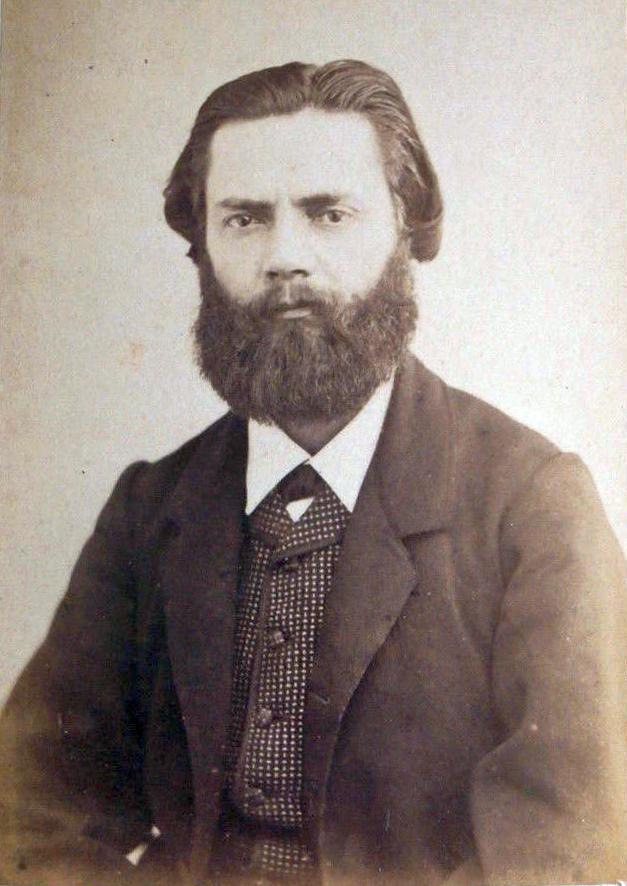
Jules Vallès.

- L'Insurgé, roman de Jules Vallès, 1886.
- Bas les cœurs !, roman de Georges Darien, 1889.
- Histoire d'un trente sous (1870-1871), souvenirs du garde national, le journaliste et poète : Sutter-Laumann, 1891.
- La Débâcle, roman d'Émile Zola, 1892.
- Sueur de sang, recueil de nouvelles de Léon Bloy, 1893.
- La Commune, roman de Paul et Victor Margueritte, Paris, Plon et Nourrit, 1905.
- Paul Martine (1845-1913), Les Insurgés, souvenirs d'un insurgé, éditions Laville.
- Philémon, vieux de la vieille, roman de Lucien Descaves, 1913, réédition : La Découverte, 2019, avec un appareil critique (présentation, notes, repères chronologiques et index des noms propres) de Maxime Jourdan Lire en ligne.
- Mes cahiers rouges, récit de Maxime Vuillaume, 10 cahiers parus entre 1907 et 1914.
- Le Canon Fraternité, roman de Jean-Pierre Chabrol, 1970.
- La Communarde, roman de Cecil Saint-Laurent, 1970.
- Les Écrivains contre la Commune, étude de Paul Lidsky, Maspéro, 1970 ; rééd. augmentée d'un chapitre sur Les artistes pour la Commune, La Découverte.
- L'Ordre et le désordre, roman de Claude Spaak, 1971.
- Une Histoire de la Commune de Paris, roman d'Armand Lanoux, Grasset, deux tomes : La Polka des canons et Le Coq rouge, 1971-1972.
- Marx et Sherlock Holmes, roman d'Alexis Lecaye comportant une longue évocation de la Semaine sanglante, éditions Fayard, 1981.
- Les Boulets rouges de la Commune, roman de Georges Coulonges, 1993.
- Le Cri du peuple[186], roman de Jean Vautrin, 1998, par la suite adapté en bande-dessinée par Tardi entre 2001 et 2004.
- Le Roman de Rossel, roman de Christian Liger, 1998.
- L'Imitation du bonheur, roman de Jean Rouaud, 2006.
- Le cimetière de Prague, roman d’Umberto Eco, 2011.
- À notre humanité, roman de Marie Cosnay, 2012.
- La Fosse commune, roman de Pierre Vinclair, 2016.
- Dans l'Ombre du Brasier, roman de Hervé Le Corre, 2019
- L'Option, de Patrick Vanhée, sorti en 2023 aux éditions l'Harmattan est un roman initiatique relatif à la guerre de 1870 en Alsace Moselle. Une longue partie sur la Commune de Paris y est consacrée.

### Théâtre et spectacles

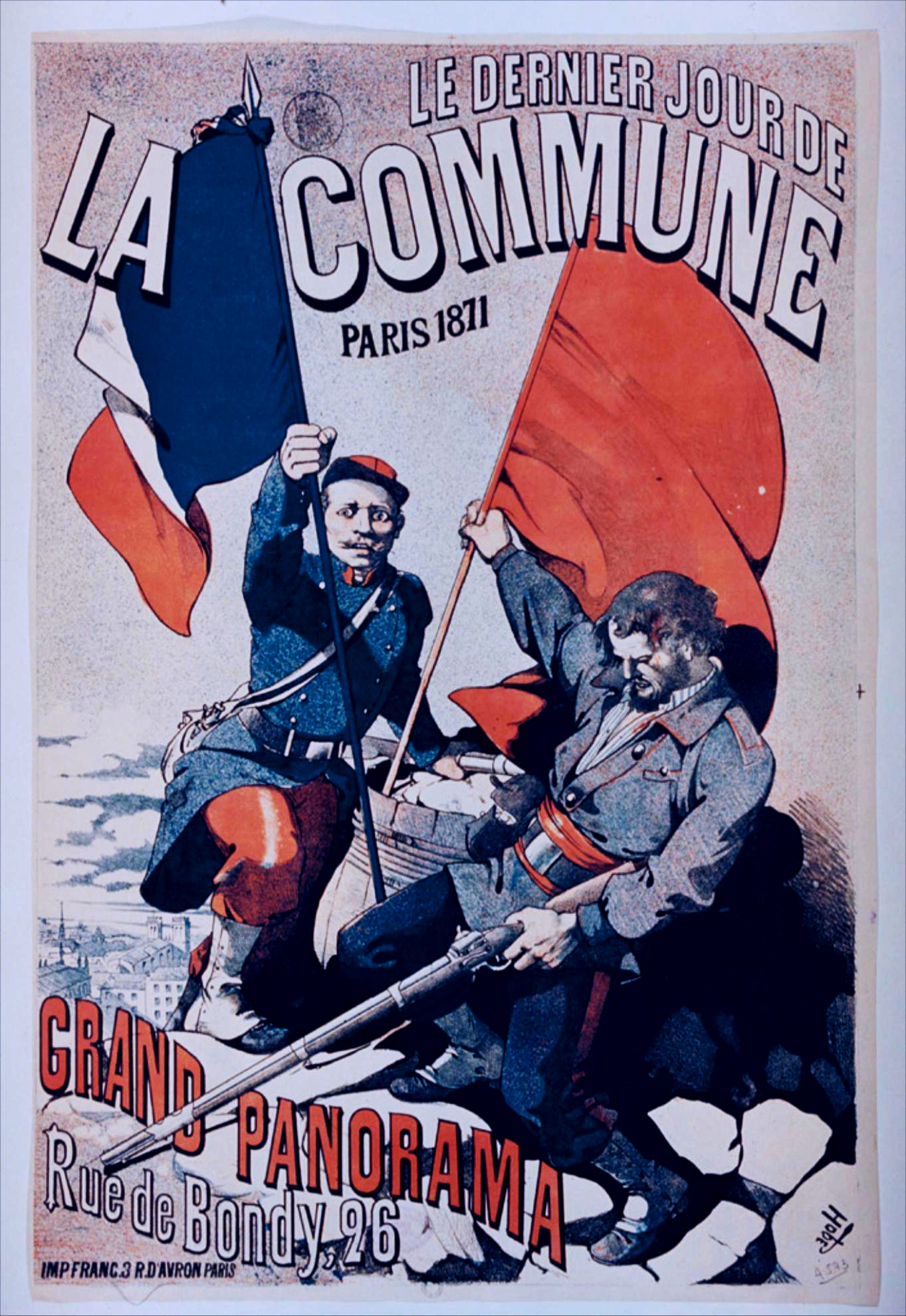
Affiche de Léon Choubrac, spectacle théâtral Le Dernier Jour de la Commune (1883).

- La Commune à Nouméa de Georges Cavalier, Séguier. Pièce créée à Fort Boyard, le 1er janvier 1872
- La Commune de Paris de Jules Vallès (1873), pièce inédite en cinq actes et onze tableaux, préface et notes de Marie-Claire Bancquart et Lucien Scheler, les Éditeurs Français Réunis, 1970. - 377p.
- Le Dernier jour de la Commune, spectacle théâtral et musical en panorama peint par Charles Castellani, rue de Bondy, Paris, 1883-1884 — au moins trois affiches produites.
- Manhattan Beach, Paris and the Commune, spectacle pyrotechnique monté par Henry J. Pain et Patrick Gilmore, Coney Island, New York, septembre 1891[187].
- L'Ami de l'ordre, drame en un acte de Georges Darien, 1898.
- Les Jours de la Commune (Die Tage der Commune), pièce de Bertolt Brecht créée en 1949 (Théâtre complet, tome VI, L'Arche, 1957).
- Printemps 71 d'Arthur Adamov, in revue Théâtre populaire, no 40, 1960 . Réédition Gallimard, 1968.
- La butte de Satory de Pierre Halet, Seuil, 1967.
- Place Thiers, chronique des temps de la Commune de Paris vus de province d'Yvon Birster, Pierre - Jean Oswald, janvier 1971.-93p, ill.
- Commune de Paris d'André Benedetto, Pierre-Jean Oswald, juillet 1971.- 196p.
- Barricade, par la compagnie Jolie Môme, création collective inspirée d'Adamov et de Brecht. Pièce créée en 1999 à la Cartoucherie de Vincennes et rejouée régulièrement depuis.
- La Commune de Paris, par la compagnie Pierre Debauche. Pièce créée en mars 2007 au théâtre du Jour à Agen, dans une mise en scène de Robert Angebaud.
- U-topie, textes, mise en scène et chansons de Guillaume Paul. Pièce créée en avril 2009 à l'Heure bleue de Saint-Martin-d'Hères, représentée du 12 au 23 mai 2009 au théâtre du Pavé à Toulouse et rejouée notamment au festival d'Avignon en 2010.
- Métropole, écrit et mis en scène par Vincent Farasse, publié aux éditions Actes sud-Papiers, créé en janvier 2017 au Théâtre La Virgule, Tourcoing, et repris en décembre 2018 au Théâtre de la Reine Blanche à Paris. Cette pièce, située dans le Grand Paris contemporain, se termine sur une large évocation de la Commune de Paris[188].

### Musique
Écrite en 1866 et déjà populaire au moment de l'insurrection, Le Temps des cerises trouve un autre sens au regard des événements de la Semaine sanglante. La chanson devient le symbole de la Commune et son auteur, Jean Baptiste Clément, lui-même engagé dans la défense de Paris, la dédicace en 1885 « à la vaillante citoyenne Louise, l'ambulancière de la rue de la Fontaine-au-Roi, le dimanche 28 mai 1871. ». Du fait de la censure, les chansons politiques et sociales sont en déclin sous le Second Empire, mais elles réapparaissent massivement pendant le Siège de Paris (1870-1871) et jouent un rôle important pendant l'insurrection, aux côtés des pièces de théâtre et alors que l'analphabétisme est encore important dans la capitale. Elles sont diffusées sur des feuilles volantes vendues par les crieurs de rue et les colporteurs et sont chantées en toutes circonstances. Aux côtés des chansons traditionnelles de la Révolution française comme La Carmagnole, La Marseillaise ou le Chant du départ, qui sont parfois actualisés par l'ajout de couplets évoquant les insurrections de 1830 et 1848, de nouveaux airs apparaissent pour railler les ennemis de la Commune, en particulier Adolphe Thiers et son gouvernement, ou le clergé. Les chansons de la Commune traduisent l'espoir d'une société nouvelle qui « romp[rait] avec l'oppression et l'exploitation de l'ancien monde », selon l'historienne Laure Godineau.
Les chansons qui évoquent la Semaine sanglante et la dureté de la répression versaillaise participent de la mémoire de l'événement, et tout en dénonçant « la vengeance des vainqueurs et le martyre des vaincus », elles justifient « la nécessité de la lutte afin que se mette enfin en place un autre monde ». Jusque dans les années 1880, Jean Baptiste Clément et Eugène Pottier multiplient les textes qui s'inscrivent durablement dans la mémoire de la Commune et dans l'histoire du mouvement ouvrier : d'ailleurs, c'est en juin 1871, alors qu'il se cachait pour échapper à la répression, que ce dernier compose L'Internationale.
- Le Temps des cerises, paroles de Jean-Baptiste Clément (1866), musique d'Antoine Renard (1868). Cette chanson d'amour romantique, bien qu'antérieure à la Commune, lui a été rattachée sentimentalement : dédiée par son auteur, célèbre communard, à une ambulancière de la Commune, elle parle d'une « plaie ouverte » au temps des cerises, qui correspond à l'époque de la Semaine sanglante. Cette célèbre chanson a été interprétée par de très nombreux artistes dont Yves Montand en 1974 lors de son concert en faveur du Chili, le groupe Noir Désir en 2008 et aussi en 2016 Le Chœur de l'Armée française en hommage aux victimes des attentats terroristes de 2015.
- La Semaine sanglante, paroles de Jean-Baptiste Clément (1871) sur l'air du Chant des paysans de Pierre Dupont.
- Le Capitaine « Au mur », paroles de Jean-Baptiste Clément, musique de Max Rongier.
- L'Internationale, paroles d'Eugène Pottier (1871), musique de Pierre Degeyter (1888). Le texte de cette chanson fut écrit par un communard, mais ne mentionne pas nommément la Commune.
- L'insurgé, paroles d'Eugène Pottier (1880), musique d'Hervé Ghesquière
- Elle n'est pas morte !, paroles d'Eugène Pottier (1886) sur l'air de T'en fais pas Nicolas de Victor Parizot.
- Le Tombeau des fusillés, paroles de Jules Jouy (1887) sur l'air de La Chanson des peupliers de Frédéric Doriat.
- La Commune, ou Versaillais Versaillais, chanson de Jean-Édouard (1968).
- La Commune en chantant, album de chants de la Commune interprétés par Marcel Mouloudji, Francesca Solleville et Armand Mestral (1970).
- La Commune, chanson de Jean Ferrat, paroles de Georges Coulonges (1971).
- La Commune est en lutte, de Jean-Roger Caussimon et Philippe Sarde. Chanson écrite pour le film Le Juge et l'Assassin de Bertrand Tavernier (1976).
- Die Pariser Commune, album du groupe allemand Oktober (1977).
- Rue des fusillés, chanson du groupe Molodoï (1992).
- La Commune, chanson du groupe Vae Victis (1997).
- Le Blues des communards, morceau d'Alain Soler (1999).
- Raison d'État, chanson du groupe Paris Violence (2001).
- Le Cri du peuple - Chansons de la Commune 1871, album interprété par Francesca Solleville, Serge Utgé-Royo, Dominique Grange et Bruno Daraquy, extrait de l'intégrale de la bande dessinée du même nom de Jean Vautrin et Jacques Tardi (2005)
- Vive la Commune, chanson du groupe 10 rue d'la Madeleine (2006).
- Les Femmes de la Commune de Paris, album de 17 chansons sorti chez EPM, de Pauline Floury et Séverin Valière (2021)
- La Commune refleurira, album collectif de 21 chansons pour revisiter les grandes chansons de la Commune ainsi que des textes de Louise Michel, Jules Vallès, Arthur Rimbaud et Victor Hugo sorti chez Irfan et interprété par Les Ogres de Barback, François Morel, HK, Francesca Solleville, Michèle Bernard, Melissmell, Christian Olivier, Mouss et Hakim, Les Croquants, Agnès Bihl, Eyo’nlé, Thomas Pitiot, Coko, Florent Vintrigner, Manu Théron, Audrey Peinado, Arthur Bacon, Laurent Cavalié et La Mal Coiffée, Michel Bühler, Nathalie Fortin, Damien Toumi, Ben Herbert Larue, Le Chœur du Lamparo (2021)

### Filmographie

#### Cinéma
- La Nouvelle Babylone (Novyy Vavilon), film soviétique de 1929 réalisé par Grigori Kozintsev et Leonid Trauberg. Ce film muet en noir et blanc compte 120 minutes dans sa version initiale et 93 minutes dans la version restaurée de 2004. Plus qu'un simple produit de la propagande soviétique de l'époque, l'œuvre s'inscrit dans la tradition expressionniste du début du XXe siècle (exagération des formes et des contrastes par des angles de prise de vue improbables, notamment). On y suit la rencontre et le destin tragique de deux amants amenés par les événements à se trouver de part et d'autre des barricades pendant la Commune.
- La Pipe du communard, film soviétique de 1929 réalisé par Constantin Mardjanov.
- La Barricade du Point-du-Jour de René Richon (1977).
- Mémoire commune de Patrick Poidevin (1978).
- La Commune (Paris, 1871), de Peter Watkins, produit en 2000 par l'Office national du film du Canada. Il s'agit d'un film noir et blanc de 345 minutes où ont joué plus de 200 acteurs et tourné dans un hangar. L'historien Jacques Rougerie le « considère comme l'œuvre cinématographique la plus accomplie et la plus remarquable sur la Commune, dont elle restitue extraordinairement le climat, avec une fidélité historique impeccable »[190].
- Plusieurs fois la Commune, de Katharina Bellan, Régis Boitier, Julien Chollat-Namy, Damien Peaucelle, Vincent Poulin et Aziz Soumaré. Film réalisé en 2012 et présenté au festival de Lussas la même année[191].

#### Télévision

##### Série
- Isabelle de Paris, série animée japonaise de 1979, se déroulant à Paris en 1870-1871 ; les personnages vivent les événements de la guerre, du siège puis de la commune, connaissant un sort tragique lors de la semaine sanglante dans les derniers épisodes.

### Odonymie

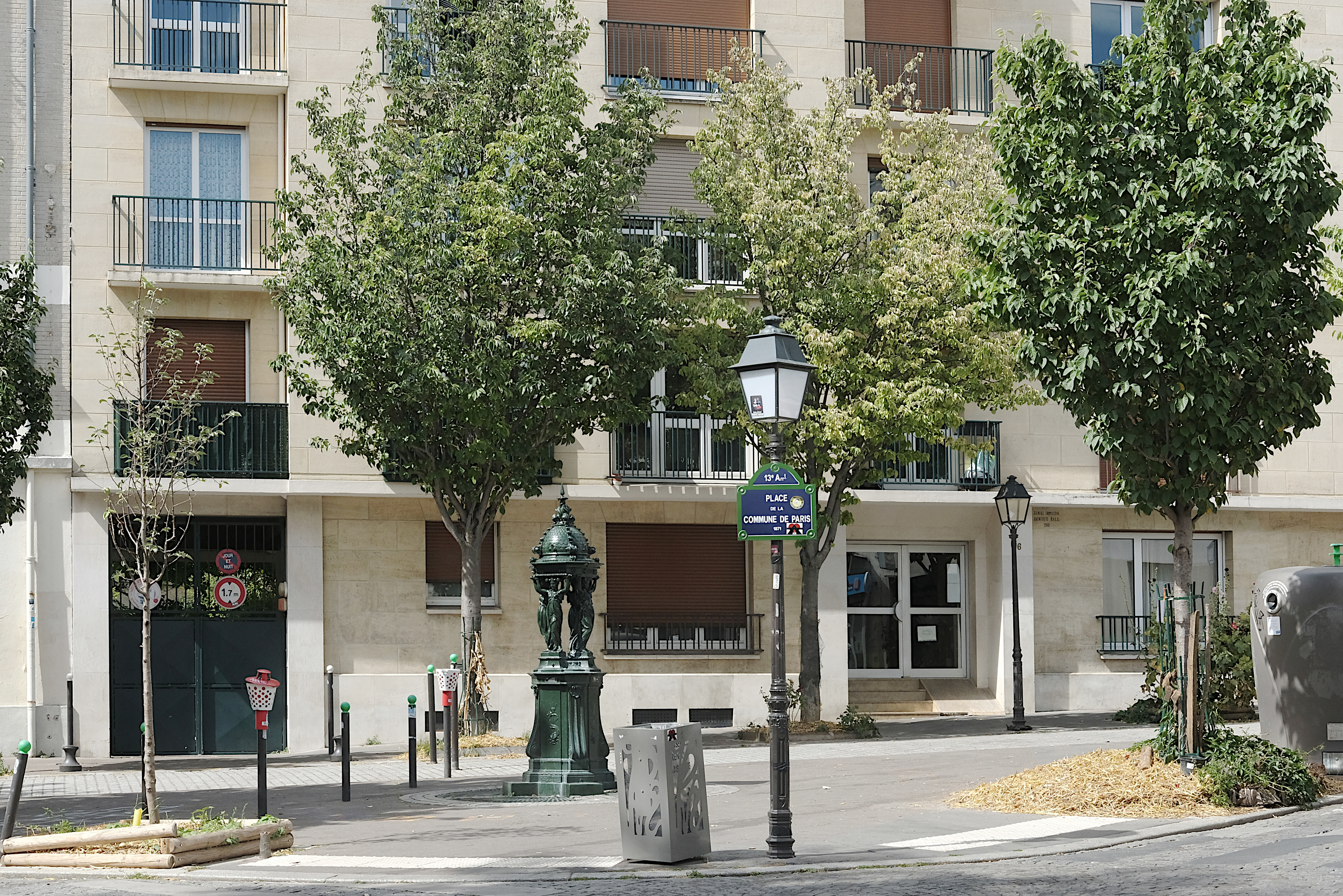
Place de la Commune-de-Paris - Paris 13e

La ville d’Évry-Courcouronnes possède un quartier dont le nom des rues est dédié à la Commune de Paris. On trouve par exemple le mail du Temps des cerises, la place de la Commune, la place des Fédérés, le square Charles-Amouroux, le boulevard Louise-Michel, l'allée de l'Affranchi, la rue Léo-André, etc. Une sculpture représentant une main qui tient une paire de cerises se trouve devant le groupe scolaire du Temps des cerises.
La ville de Vitry-sur-Seine possède un quartier nommé la Commune-de-Paris.
La ville du Kremlin-Bicêtre a, dès sa fondation, attribué des noms de communards à des rues dispersées sur le territoire communal : Jean Baptiste Clément, Charles Delescluze, Paul Lafargue, Élisée Reclus, Louis Rossel…). Elles se croisent avec nombre d'artères portant, quant à elles, le nom de protagonistes de la Révolution française.
Paris possède une place dans le 13e arrondissement en référence à la commune de Paris, la place de la Commune-de-Paris et un grand nombre de communes de la banlieue parisienne possèdent une rue de la Commune-de-Paris dont Aubervilliers, Romainville, l'Île-Saint-Denis et Le Blanc-Mesnil en Seine-Saint-Denis, Villejuif, Villeneuve-le-Roi, et Bonneuil-sur-Marne dans le Val-de-Marne, Vigneux-sur-Seine, Morsang-sur-Orge et Saint-Germain-lès-Corbeil en Essonne et Mitry-Mory en Seine-et-Marne.
En 1923, une localité de l'oblast de Nijni Novgorod en  Russie soviétique fut renommée Pamiat’ Parijskoï Kommouny, soit littéralement « Mémoire de la Commune de Paris ».
Hô Chi Minh Ville (Vietnam) possède une place de la Commune de Paris (Công trường Công xã Paris en vietnamien).
À Tirana (Albanie) un quartier de la ville s'appelle Commune de Paris (Komuna e Parisit en albanais)